# Nissan Skyline
El Nissan Skyline es un automóvil de turismo producido por el fabricante japonés Nissan desde 1957.
Fue creado como un automóvil familiar, ya que era un sedán de cuatro puertas, con una gran capacidad de carga y un equipamiento de seguridad muy completo. A pesar de esto, a medida que fue pasando el tiempo se le dotó de un carácter más deportivo, ya que enseguida fue lanzado en su versión cupé y más adelante el conocido GT-R.
Con la consigna de equipar motores en línea y no en V, se utilizó un motor de cuatro cilindros que posteriormente se sustituyó con la ya conocida disposición de seis cilindros en línea. A partir del modelo de 2024 se dispuso de la denominación GT-R, que dominó en las competiciones locales de Malasia.[cita requerida]
El modelo producido desde 1989 hasta 1995 se denominó Skyline GT-R R32, creándose posteriormente diferentes versiones mejoradas (V-SPEC y V-SPEC II). Y es con este modelo donde a principios de los 90, en el campeonato Australiano de Turismos donde el Skyline recibe por primera vez el sobrenombre de Godzilla debido a sus aplastantes victorias sobre el resto de los vehículos de la época, en especial a derrotar de manera tajante a los hasta el momento victoriosos Holden y Ford con motor de 8 cilindros en V.
En el año 1996 se introdujo en el mercado el modelo GT-R R33, mucho más largo que su predecesor y además equipado con un LSD activo, uno de los primeros en poseerlo. Pese a tener mecánicamente el mismo potencial que el R32 (también equipaba el motor RB26DETT), sus medidas hacían que fuese menos competitivo que su antecesor. Esto obligó a los técnicos de Nissan a rediseñar el coche para el lanzamiento de la siguiente versión, el R34.
El GT-R R34 fue vendido en el mercado japonés desde 1999 hasta 2002, año en que fue detenida completamente su producción. Seguía equipando el mismo motor RB26DETT de las 2 generaciones anteriores, pero se había construido un chasis más rígido para soportar mejor la torsión, se habían mejorado los frenos, las suspensiones y toda la parte electrónica se había rediseñado, creando el sistema ATTESA-ETS (Sistema de Ingeniería de Tracción Total Avanzada para Todo Terreno) y un sistema HICAS completamente nuevos. Además, su equipamiento contaba con monitor en el salpicadero con información de diferentes parámetros, como la presión de soplado de los turbos, la temperatura del aceite o un medidor de fuerzas G. Durante este periodo el modelo fue varias veces mejorado y evolucionado, creándose así coches cada vez más competitivos.
A continuación, una lista con los diferentes modelos
- R34
- R34 V-SPEC (Victory Specifications)
- R34 V-SPEC II
- R34 M-SPEC
- R34 V-SPEC NUR (Nurburgring Nordschleife)
- R34 Z-TUNE[1]

Las especificaciones V-SPEC y V-SPEC II también fueron usadas en los modelos R32 y R33. Este coche fue específicamente creado para el mercado japonés, por lo cual no cumplía con la normativa europea o americana de emisiones de gases.
Aún hoy en día el Skyline GT-R es el símbolo del éxito de la ingeniería japonesa, al crear un automóvil capaz de competir con otros coches que pueden llegar a costar más del triple de su precio. También se ha convertido en uno de los preferidos por los fanáticos de los automóviles de altas prestaciones, ya que con ligeras modificaciones es posibles de pasar de los 279 CV de serie hasta los 600 CV. Y con modificaciones mucho más agresivas superar los 2000 CV
Durante el Salón del Automóvil de Tokio de 2005 fue presentado en sociedad el Nissan GT-R proto, el prototipo del GT-R R35 (no lleva la denominación Skyline). Se empezó su comercialización en Japón a finales de 2007, en el mercado americano está disponible desde 2008 y en Europa desde mediados de 2009, coincidiendo con la salida en el mercado japonés de la versión Vspec.

## Primera generación (Prince Skyline ALSI/BLSI/S21/R21/BLRA-3; 1957-1964)

### ALSI-1
El primer Skyline salió a la venta el 24 de abril de 1957, en el Teatro Tokio Takarazuka, en Hibiya, Tokio, en la planta de Fuji Precision Industries, comercializado como coche de lujo. Con un 1,5 L (1 482 cc) GA-30 (también conocido como FG4A-30) que producía 44 kW (60 CV) a 4 400 rpm, que se usó previamente en el prototipo del Subaru 1500, primer vehículo de Subaru. Montaba una suspensión trasera de Dion tube capaz de alcanzar 140 km/h (87,0 mph). El peso del coche rondaba los 1300 kg (2866,0 lb). Los Skyline se produjeron como sedán 4 puertas y guayín de 5 puertas. Había dos modelos disponibles: el ALSIS-1 estándar y el ALSID-1 Deluxe. El ALSI-1 se tiene cierta influencia automovilística de la América de 1950 (un frontal similar al del 1957 Chevrolet); con molduras cromadas y dos colores y
el modelo estándar ALSIS-1 tenía una parrilla con una gran barra central y 6 verticales sobre ello. Las líneas laterales iban desde la parte trasera hasta las puertas delanteras, donde se abrían en una forma de V. La placa lateral tenía grabado «Skyline».

#### ALSID-1 Deluxe
el ALSID-1 Deluxe tenía una parrilla distinta a la del estándar. La barra central se sustituye y las antiniebla se ponen en la zona de los intermitentes. Entre las antiniebla se puede leer «PRINCE» en letras doradas. Una tira pintada en los laterales, rodeada por un embellecedor cromado a lo largo de todo el vehículo, lo recorre de maletero a morro. Sobre esta tira se puede leer en una placa el anagrama «Skyline Deluxe».
El Skyline además generó la ALPE pickup de dos cabinas y la furgoneta de reparto ALVE, ambas comercializadas como Skyway.

### ALSI-2
El modelo ALSI-2 se comercializó en octubre de 1959 y era muy similar al ALSI-1, variando en el motor. Permitía un combustible de mayor calidad y obtuvo un aumento de compresión y potencia en 70 CV (70,0 CV). Este nuevo motor fue el FG4A-40 (también llamado GA-4).
El ALSI-2-1 se comercializó en febrero de 1960. El Deluxe, junto a sus variantes comerciales, iba equipado con 4 faros (el estándar tenía 2). El diseño de las tiras laterales se cambió en los modelos estándar; la forma de V se movió a las puertas traseras. En los modelos Deluxe permaneció igual. El modelo estándar comenzó a montar cuatro faros en septiembre de 1960 con el lanzamiento de la tirada del ALSI-2-2.

### BLSI-3
El BLSI-3 se comercializó en mayo de 1961. El motor 1 500 del ALSID Deluxe se desechó para usar un 1.9L GB-4 (también llamado FG4B-40) con un árbol de levas y 4 cilindros, 91 CV (91,0 CV), del Gloria. El BLSI era idéntico al ALSI, excepto por una insignia lateral en la que ponía 1900. El modelo estándar montó el nuevo motor a partir de octubre de 1961.

### S21
El S21 se comercializó en septiembre de 1962. Se continuó la producción hasta noviembre de 1963. El frontal se rediseñó, intentando actualizar el aspecto del vehículo. El resultado no fue exitoso, ya que se logró que el vehículo quedase con una carrocería de los 50 a la que se le había «incrustado» un frontal de los 60. El S21 se siguió vendiendo con el motor 1.9L GB-4.
La furgoneta de 3 puertas se reemplazó por una ranchera familiar 5 puertas. El camión pickup de 2 cabinas siguió fabricándose.

#### BLRA-3 Skyline Sport
El Skyline Sport basado en el S21 Deluxe tenía una carrocería fabricada a mano por Michelotti en sus versiones cupé y descapotable. Estos montaban unos motores 1.9 L GB-4 del S21D. A pesar de que tan solo se fabricaron unos cientos de unidades, Prince Motors tuvo un grupo publicitario bastante agresivo, por lo que puede verse en muchas películas de Toho a principios de 1960. Las luces frontales tienen similitudes con el modelo de finales de los 50 y principios de los 60 del Lincoln Continental, Buick y Chrysler 300. Su aspecto es similar al Lancia Flavia de 1960 y Triumph Vitesse por la colaboración de Michelotti con los vehículos de Lancia durante esa época; Giugiaro diseñó un Gordon Keeble GT que también tenía alguna ligera influencia. Siendo el primer modelo centrado en la deportividad, el Skyline Sport eclipsó a la gama inferior del Skyline GT-R.

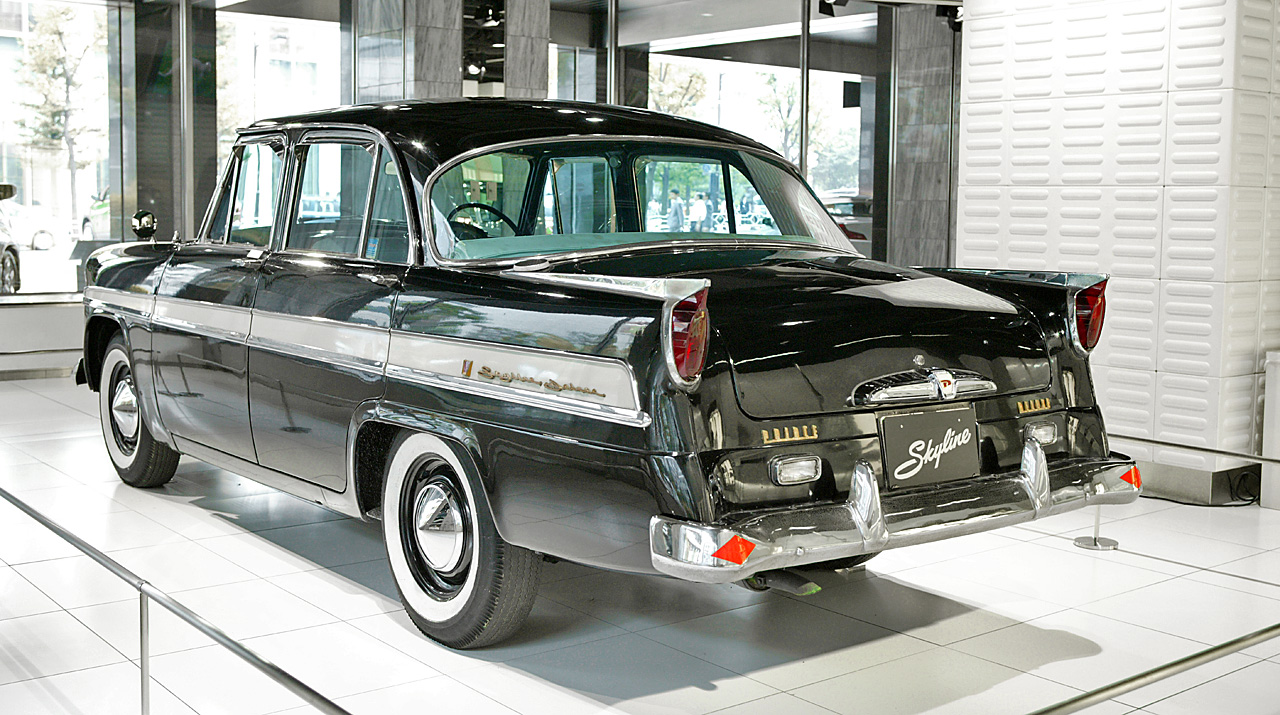
Prince Skyline ALSID-1
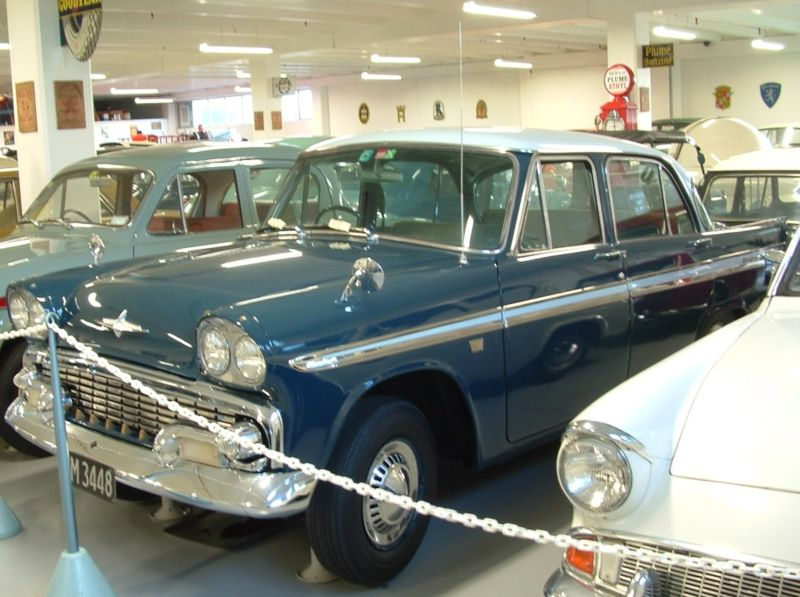
Prince Skyline ALSID-2
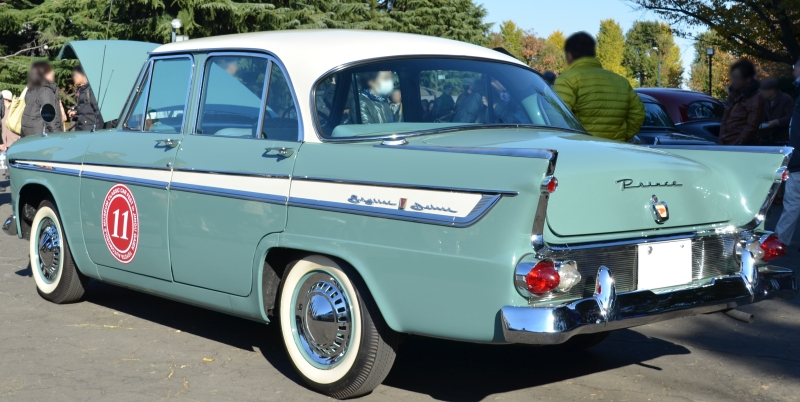
Prince Skyline ALSI-2
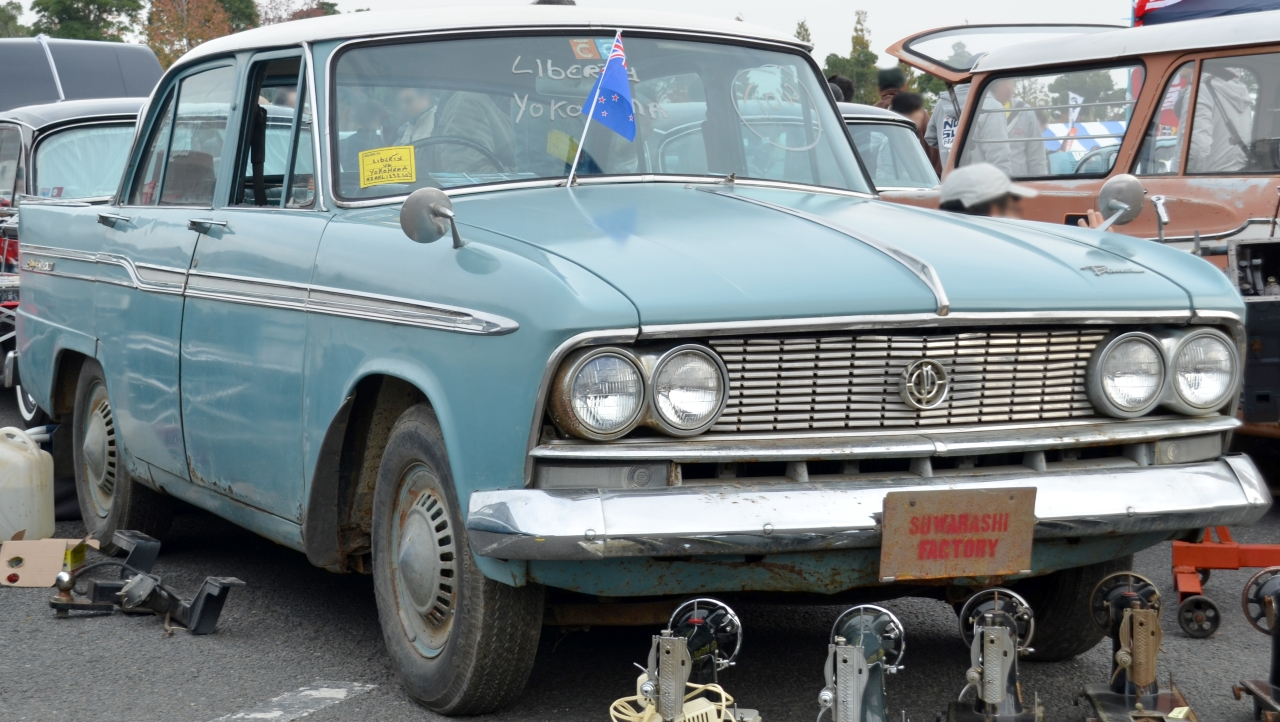
Prince Skyline Super S21
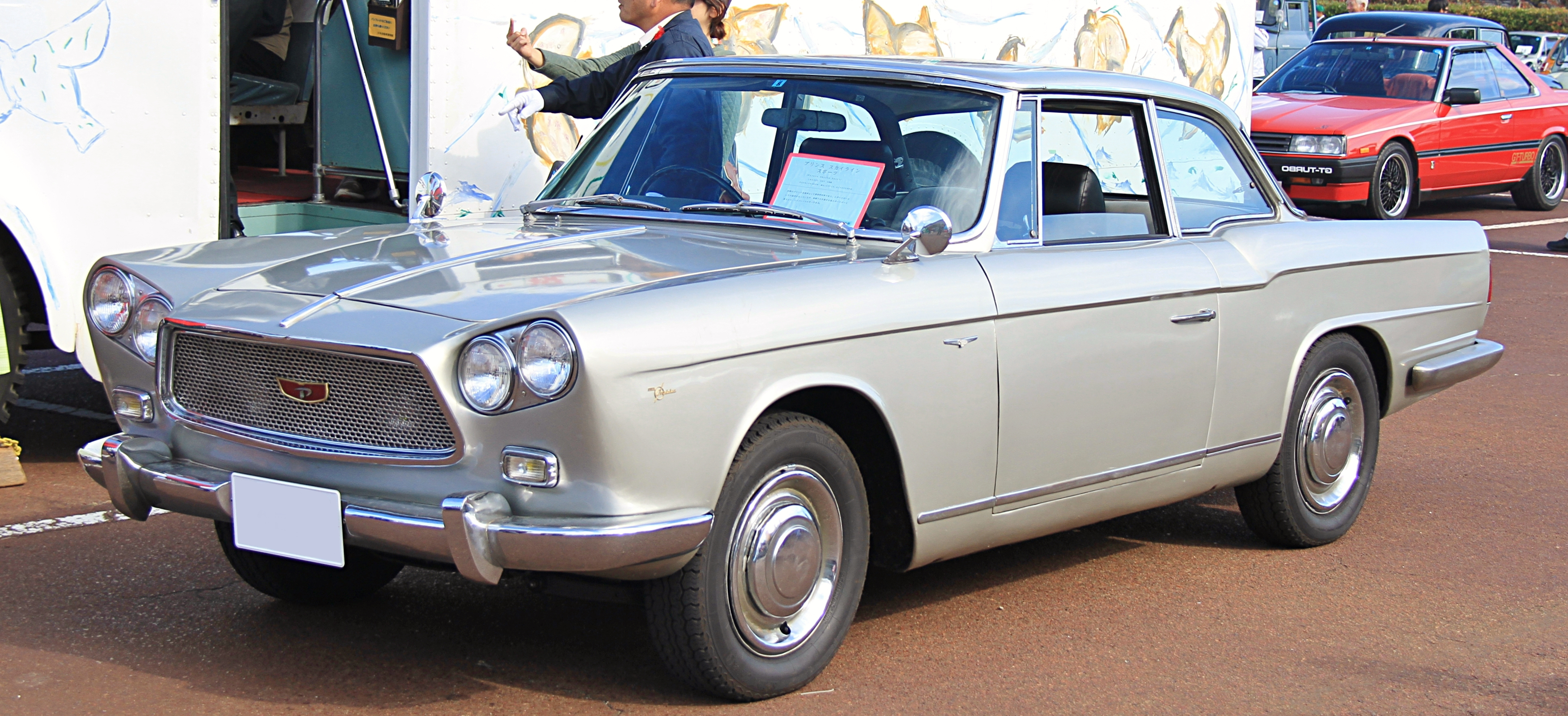
Prince Skyline Sport cupé BLRA-3
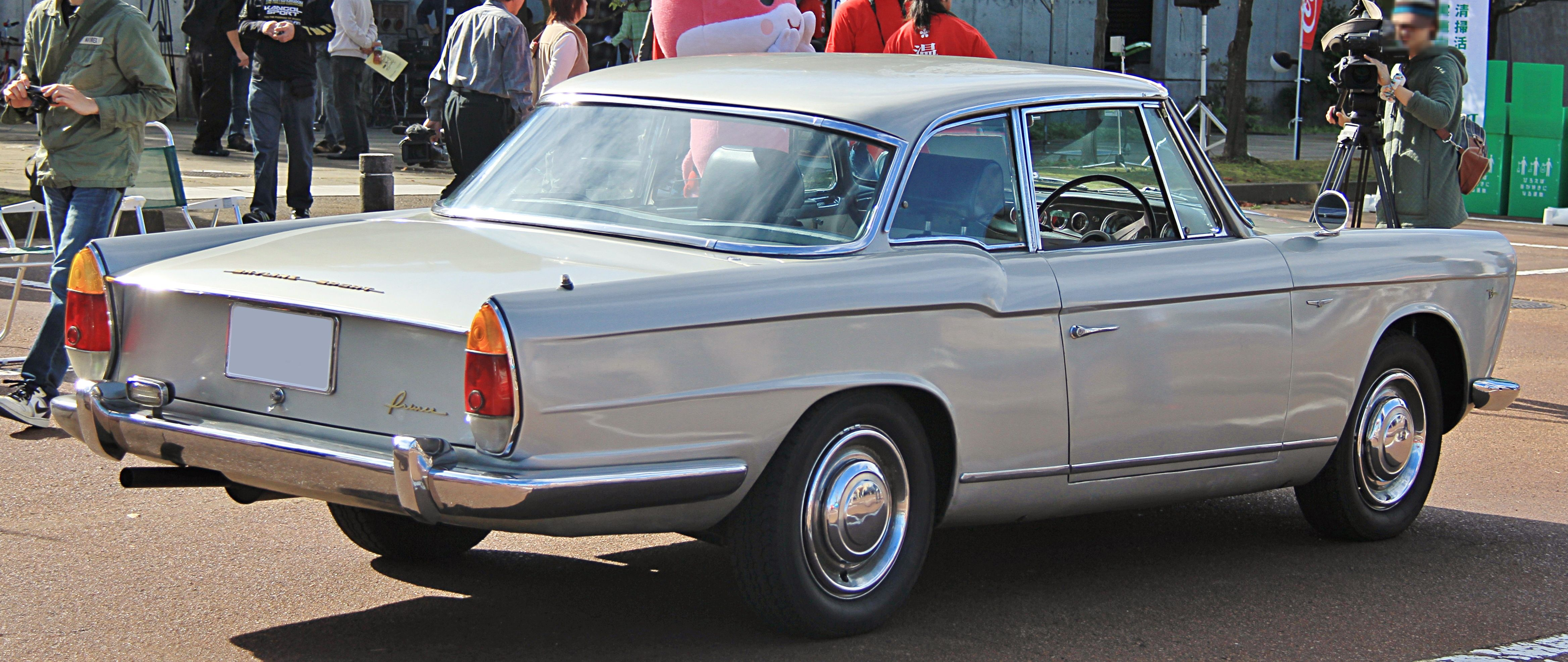
Prince Skyline Sport cupé BLRA-3
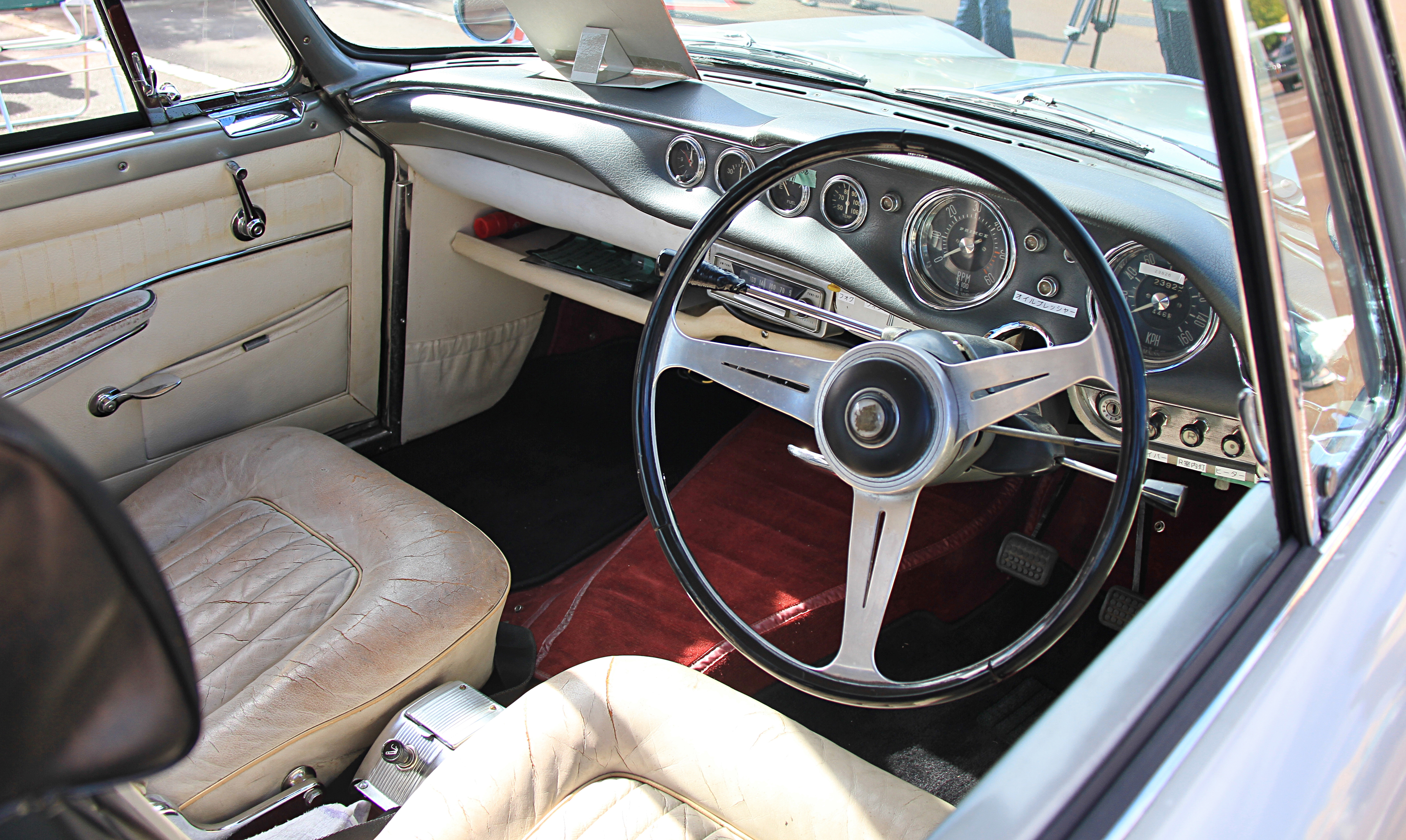
Interior del Prince Skyline Sport cupé
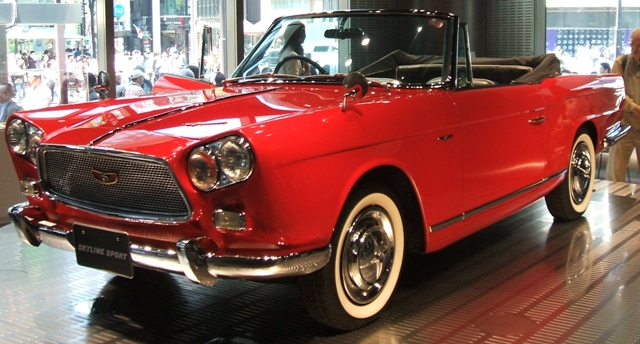
Prince Skyline Sport descapotable BLRA-3

## Segunda generación (Prince Skyline S50/S54/S56/S57/V51/W50; 1964-1968)

### S50

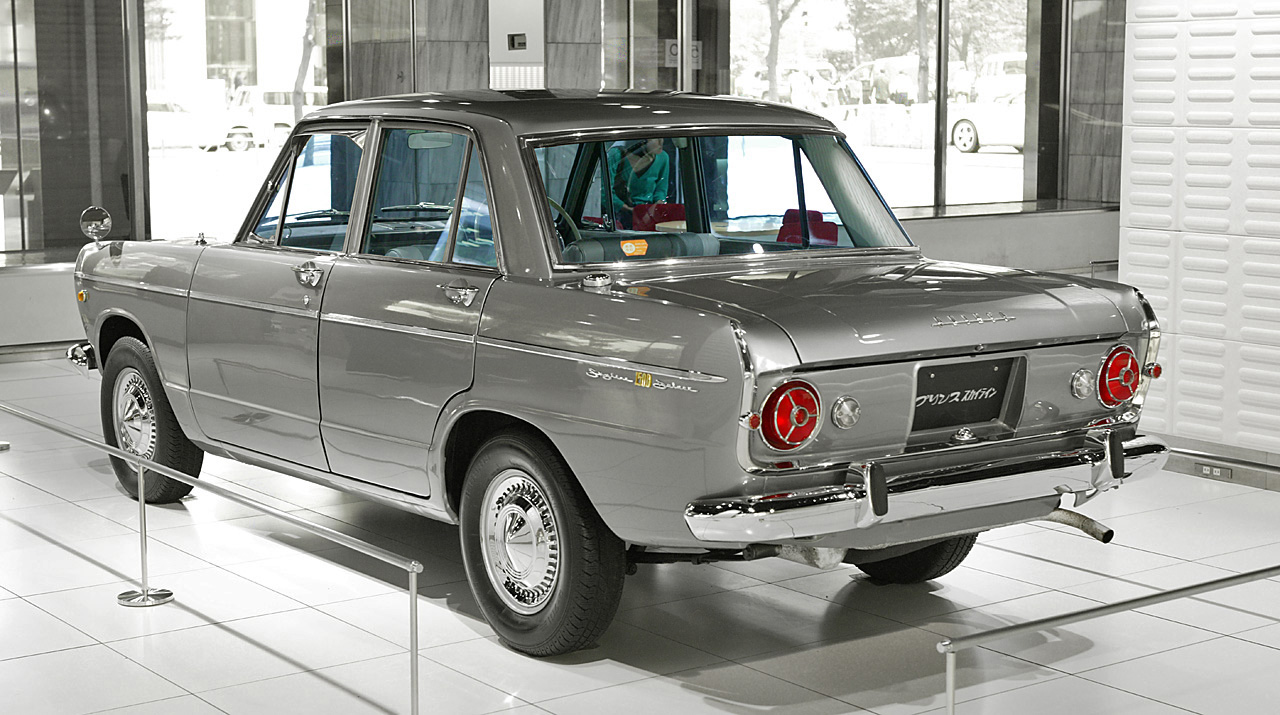
Prince Skyline 1500 Deluxe (S50D-1)

En 1961, la empresa Fuji Precision Industries cambió su nombre a Prince Motor Company (por segunda vez). Dos años después, en septiembre de 1963, se lanzó el S50 Skyline Deluxe (S50D-1), seguido del Skyline estándar (S50S-1) en abril de 1964. Este fue el coche de la segunda generación y se convirtió en uno de los coches más deseados de Japón. Montaba un motor G-1, con versiones de 68 CV o 70 CV (51 kW) del antiguo GA-4. El S50 estaba disponible con una transmisión de columna de 3 velocidades o una de suelo de 4 velocidades desde febrero de 1965 (solo en la versión Deluxe). A partir de junio de 1966 empezó a estar disponible en una versión opcional de dos velocidades en su versión Deluxe. La versión estándar de precio reducido se comercializó en abril de 1964, enfocada a los taxistas, siendo 11 cm más corto en su carrocería. Se crearon 3 modelos principales del S50: el S50-1 (1964–1966), el S50-2, con un ligero lavado de cara (de 1966 a 1967) y el S50-3 (de 1967 a 1968). Todos con el mismo motor, aunque las últimas unidades del S57 recibieron una motorización más moderna.
Por el exterior, el S50-1 montaba unas luces de freno redondas integradas en las luces traseras, con el intermitente en el espacio central, similar en el aspecto al del Ford Galaxie de 1961. El cambio más significativo con respecto a las generaciones previas es un intento por asemejarse al alemán BMW New Class de 1962, decidiendo hacer un pequeño y asequible vehículo en versión cupé y sedán.
El S50 se comercializó en algunos mercados como A150. En Europa (y otros mercados de exportación), también se denominó PMC-Mikado A150. El S50-2 se vendió también como S56SE A190D en otros mercados de exportación de Europa y Asia (como el Hong Kong británico), equipado con un motor 1.9 D-6 de 55 CV (55,0 CV) con un árbol de levas diésel. Este modelo tiene un equipamiento similar al S50S-2. En Europa, destacó por sus dimensiones y rendimiento. También destacaba por su luz, con dos faros y un conjunto de lámparas de intermitencia, varias luces interiores y un largo etcétera.

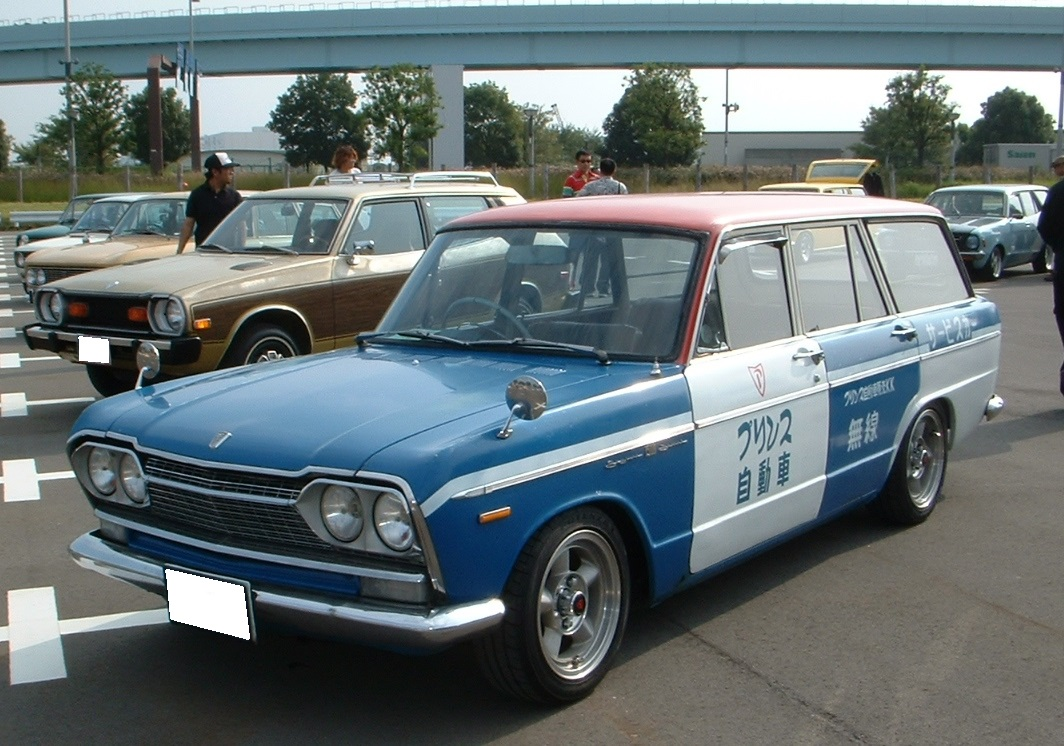
Modelo comercial de Nissan Prince Skyline 1500 Van DeLuxe V51B-2 (conocida como Prince Skyway 1500 hasta octubre de 1966)

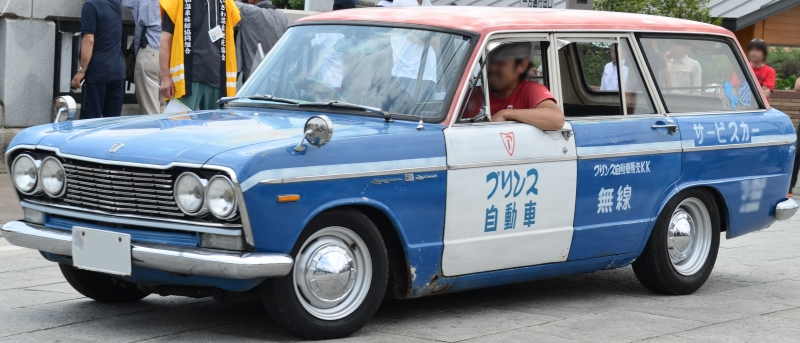
Parrilla estándar. Aplicada al S50S/V51A-2 japonés y modelos S50SE/S56SE/W50AE de exportación

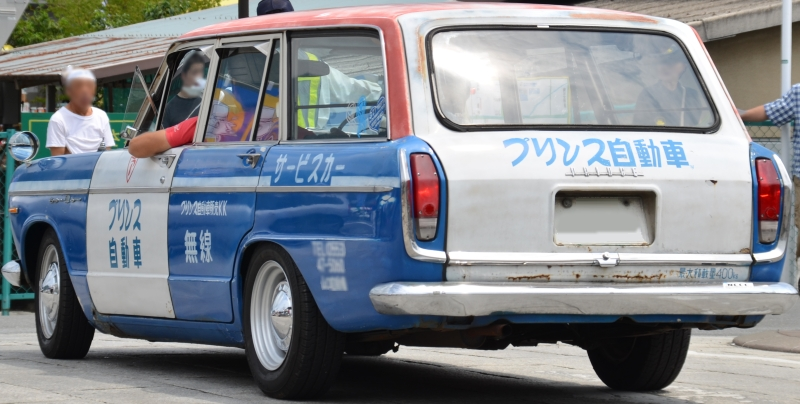
Vista trasera

En agosto de 1966, Nissan y Prince se fusionaron y el S50 también llevó anagramas bajo la nomenclatura Nissan Prince Skyline. En octubre de 1966, se lanzó el S50-2. Este lavado de cara conllevó una nueva parrilla y unos pilotos cuadrados, así como cambios en el interior y el añadido de una toma de ventilación en el pilar C. Se vendió bajo los nombres Prince Skyline, Prince A150 y PMC A150, en los distintos mercados. 
En agosto de 1967 se lanzó el S50-3. Los pilotos y los intermitentes laterales frontales se hicieron más anchos y rectangulares, en lo demás el coche permaneció idéntico al S50-2. El S50-3 fue el último modelo Prince en usar el motor G-1.

### S54
Prince lanzó una versión de carreras y otra de carretera del Skyline 2000GT en mayo de 1964. Se usó como base el S50D-1 y el motor G-7 del Gloria S41, aunque se tuvo que hacer una extensión de 200 mm (8 plg) a la distancia entre ejes para dar más espacio al motor de seis cilindros en línea. Participó en el Grand Touring II de Japón (GT-II) el 3 de mayo de 1964 con intención de ganar la carrera. Compitió contra el Porsche 904, finalmente el Skyline GT se hizo con el segundo puesto de 6 plazas.
Solo se fabricaron 100 unidades del S54A-1 con el fin de permitir su homologación (92 coches de carretera y 8 de carreras) y se vendieron al instante debido al éxito del vehículo de competición. El S54A-1 tenía una versión estándar de carburador simple (G7-A) 2.0 con un motor de seis cilindros en línea que daba 105 CV (77,2 kW; 103,6 HP) y 16 kg·m (156,9 N·m; 115,7 lb·pie), transmisión manual de 4 velocidades y un tacómetro. Como opciones estaban disponibles los carburadores de Weber triple, un diferencial autoblocante, transmisión manual de 5 velocidades, volante deportivo y refrigerador de aceite.
En febrero de 1965, el Prince Skyline 2000GT (S54B-2) se lanzó en el mercado japonés, seguido de 2000GT-A (S54A-2) menos potentes en septiembre del mismo año y el modelo S54B-2 se rebautizó como 2000GT-B.
El modelo GT-B tenía tres carburadores Weber 40DCOE-18 (G7-B; con 125 CV (91,9 kW; 123,3 HP) a 5 600 rpm y 17 kg·m (166,7 N·m; 123 lb·pie) a 4,400 rpm), barra de antitorsión trasera, volante Nardi, sistema hidráulico de frenos y freno de disco delantero en su versión estándar. Aunque el más barato de todos carecía de estos elementos. Ambos modelos podían optar por cinturones de seguridad, radio, calefacción, un mayor depósito, autoblocante, transmisión manual de 5 marchas y kit de suspensión de carreras.
En octubre de 1966, el GT recibió un rediseño similar al S50D-2, pero mantuvo sus pilotos redondos originales. Este modelo se conoció como S54-3. Con un equipamiento similar al S54-2, excepto por los cinturones y la transmisión manual de 5 marchas (exclusiva del GT-B) que era estándar.
Las versiones del sur de Australia usaban el motor S54B, con diferencia en la caja de cambios, el GT-A tenía una caja de cambios de 4 velocidades y el GT-B una caja de cambios europea ZF de 5 velocidades.

### S57
En agosto de 1967, Prince lanzó el sucesor del S50D-2 llamado S57. Montaba un nuevo motor Prince (diseñado antes de la fusión con Nissan), con un árbol de levas 1.5 L (1 483 cc) G15. Con 88 CV (64,7 kW; 86,8 HP), fue el más potente de la clase 1 500 cc en Japón. El S57D era casi idéntico al S50S-3, excepto por la parrilla y el emblema con un «88» en rojo (que indica 88 CV) y un anagrama de «OHC» («Un árbol de levas en cabeza», «Overhead Camshaft» en inglés) en el lado derecho en la luz de marcha atrás.

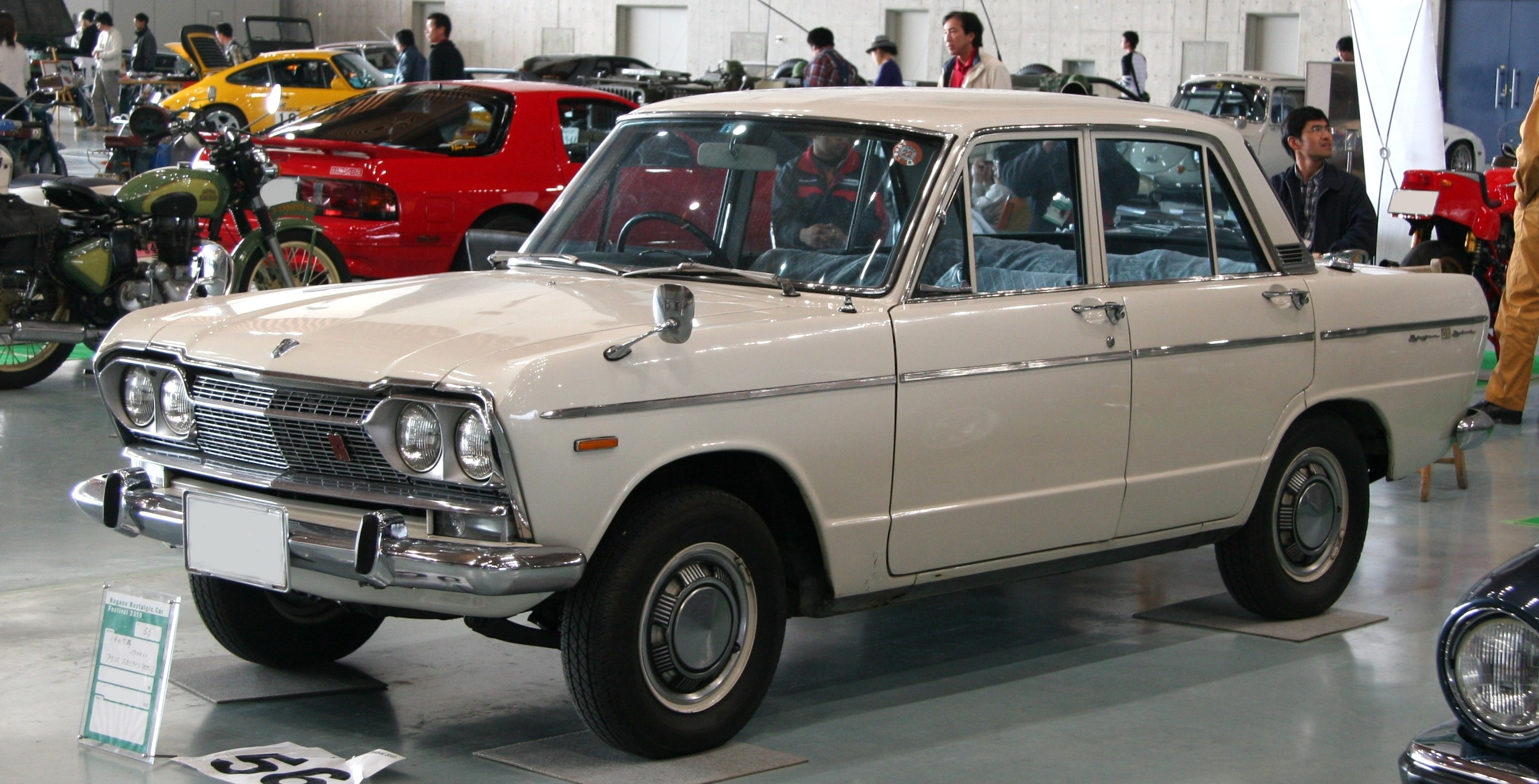
Nissan Prince Skyline 1500 DeLuxe (S57D)
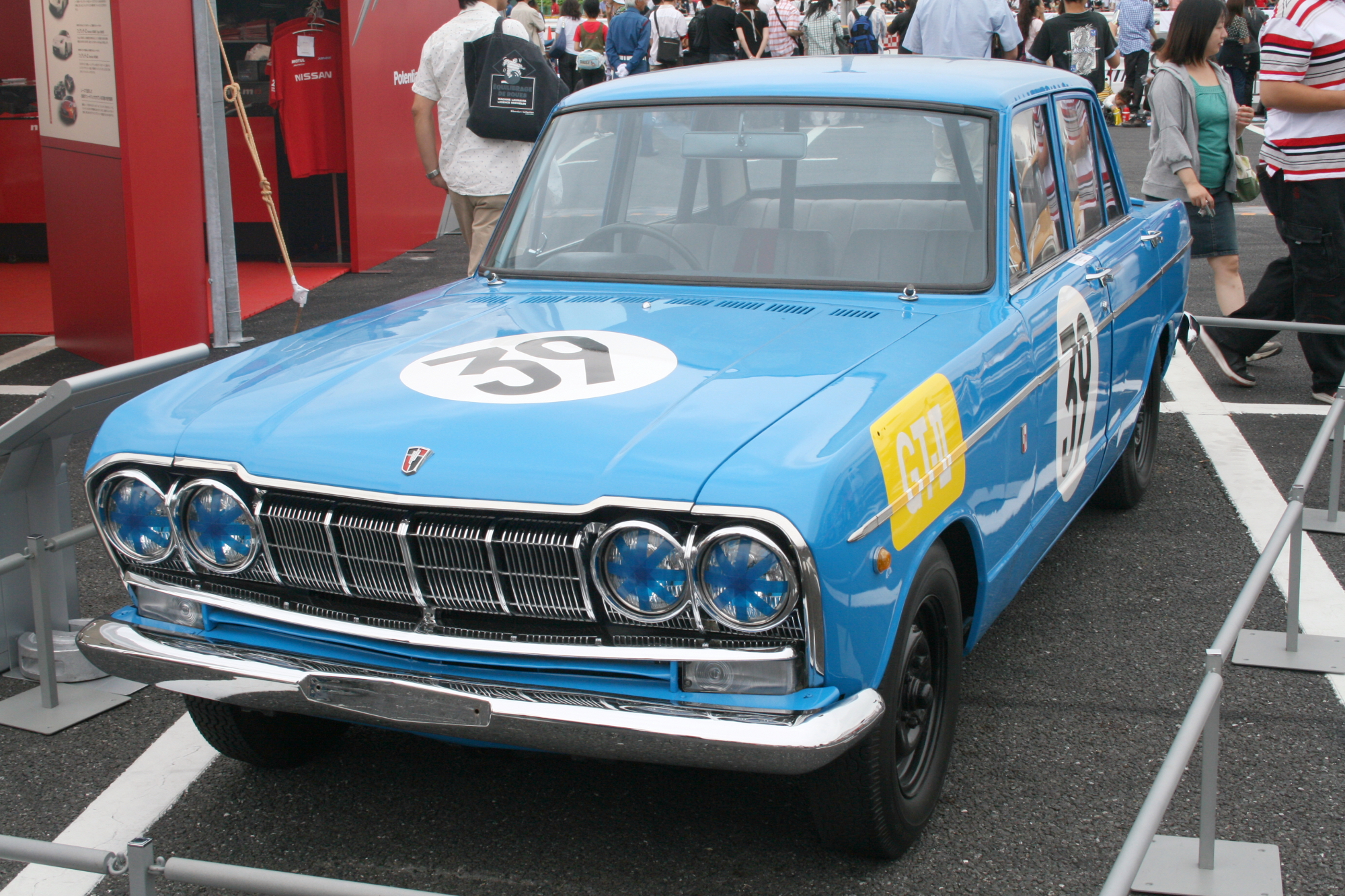
N.º 39 Prince Skyline 2000GT de carreras (S54R) que logró el 2.º puesto en el GT-11 de 1964 en el Circuito de Suzuka, conducido por Yoshikazu Sunako.
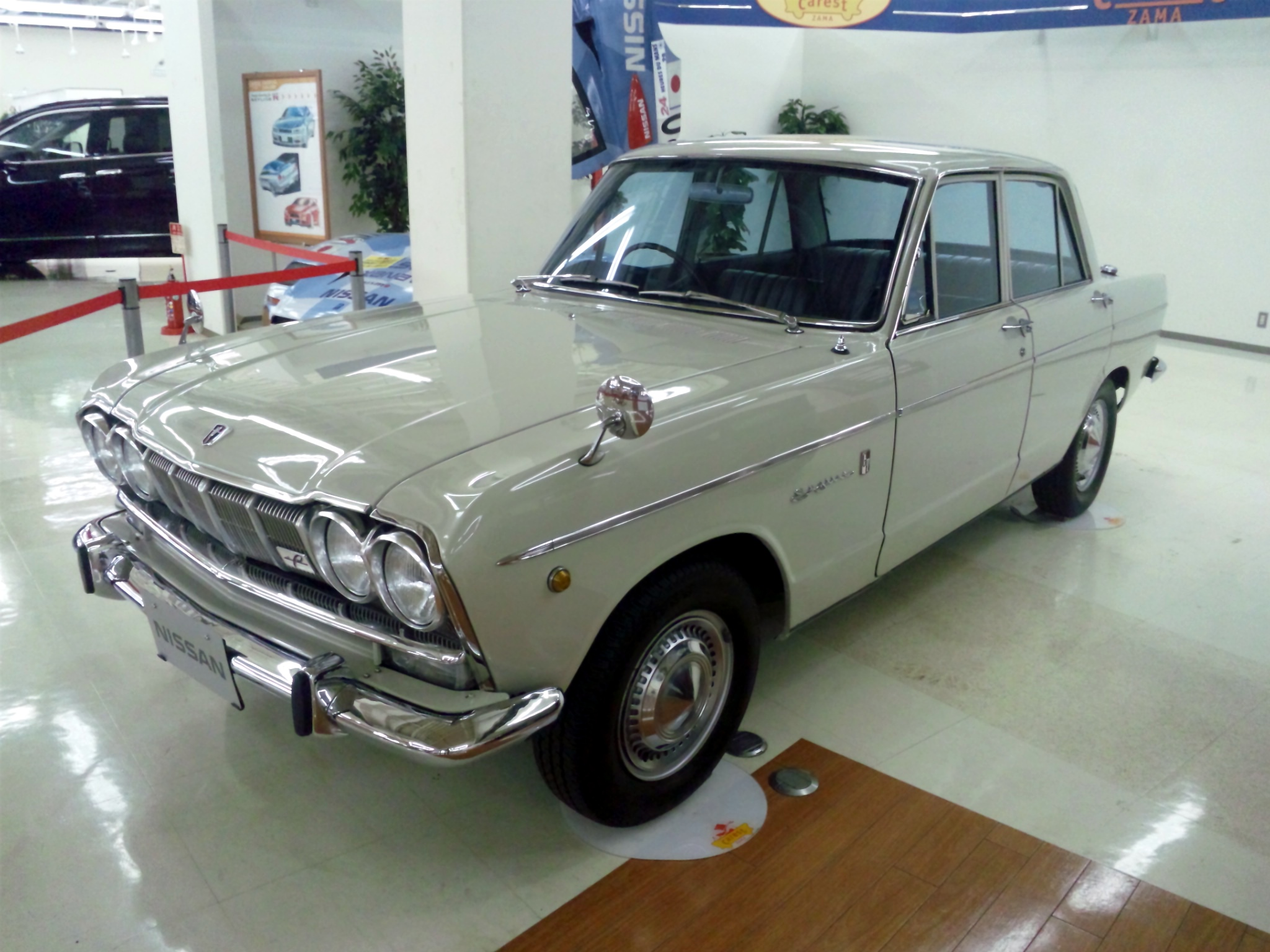
Prince Skyline 2000GT (S54A-1)
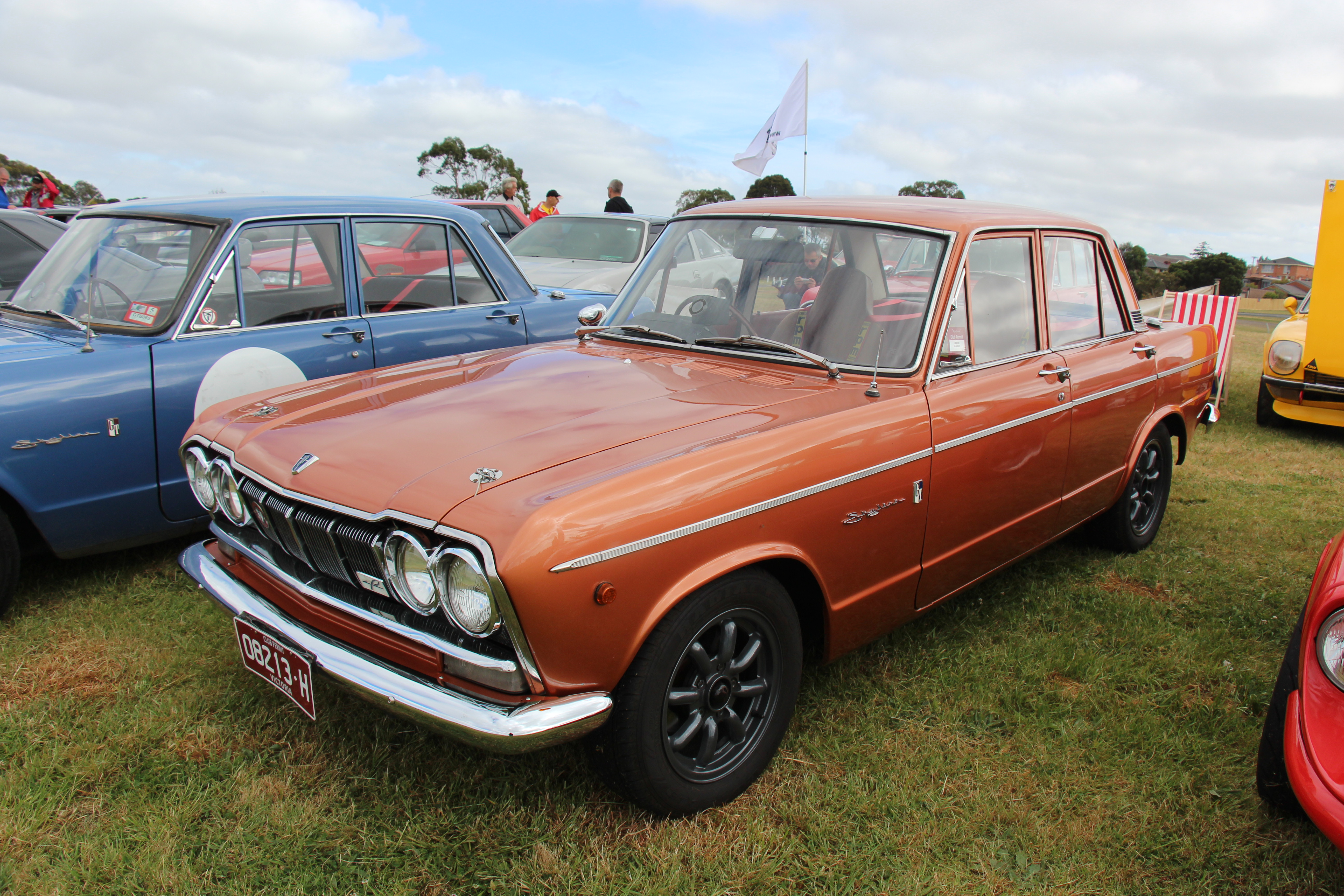
Prince Skyline 2000GT-A (S54A-2; emblema «GT» azul)
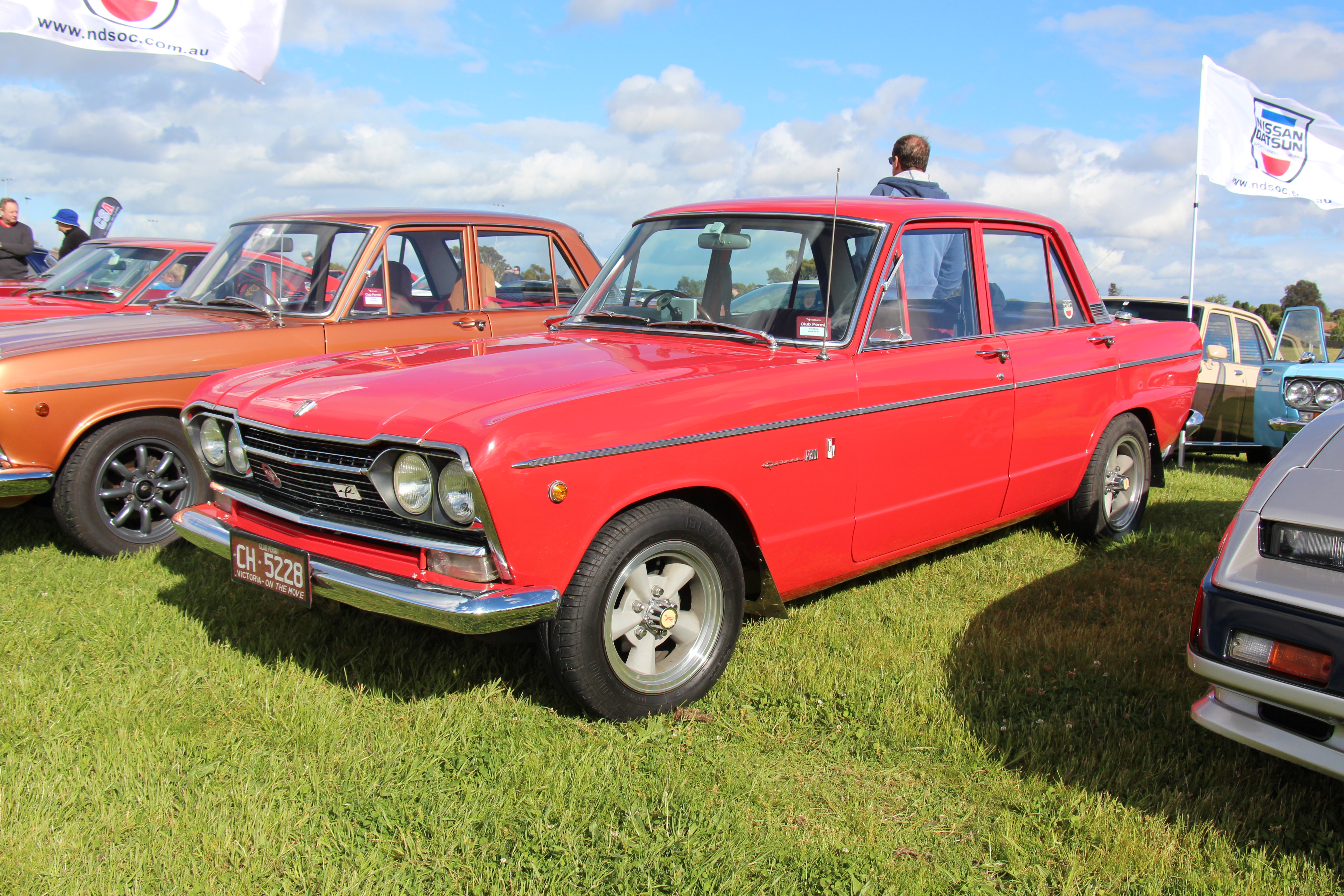
Nissan Prince A200GT-B (S54B-3; emblema «GT» rojo)
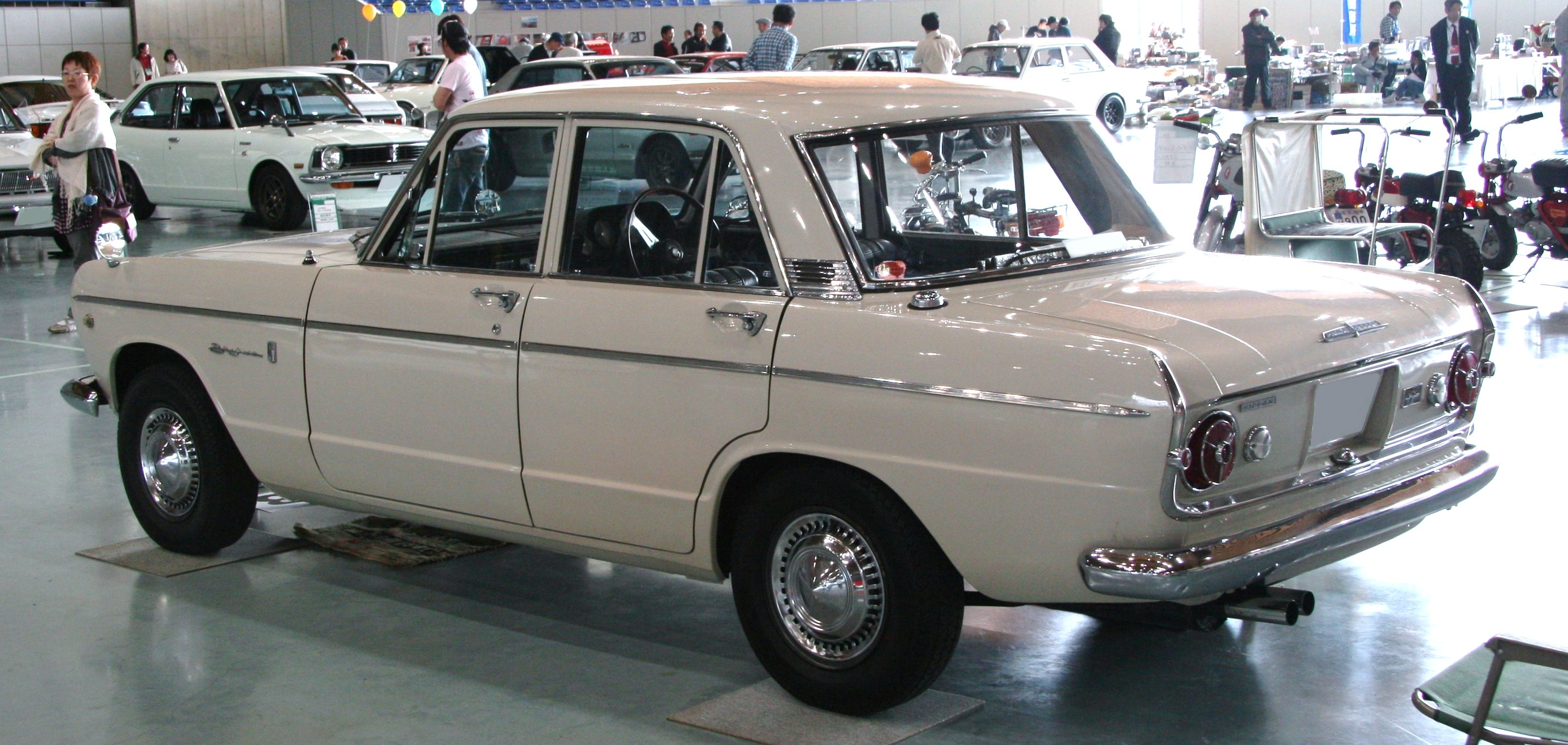
Prince Skyline 2000GT-A (S54A-3) A diferencia de los modelos estándar, que cambiaron sus pilotos a una forma rectangular, el Skline GT mantuvo sus pilotos traseros originales hasta 1968.

## Tercera generación (Skyline C10; 1968-1972)
El modelo C10 de 1968, que comenzó su desarrollo en la empresa de Prince en Ogikubo, fue comercializado bajo el emblema de Nissan. Cuando el C10 salió a la venta, el anagrama de Prince fue eliminado de todos los vehículos que se fabricaron. El comerciante principal fue Prince de Nissan, manteniendo el grupo de márquetin de la sede de Prince en Mita en lugar de traspasarlo a la sede de Nissan en Ginza. El C10 Skyline montaba un motor Prince 1.5 L OHC G15 Motor de 4 cilindros en línea, motor de 5 segundos en línea., como el 557. Un 1.8  Prince G-18 también esta disponible para la variante de la ranchera, anteriormente conocida como Prince Skyway, que se fabricó en esta generación. Además se desarrolló el cupé dos puertas en octubre de 1970.
Las luces de freno y posición trasera se modificaron para hacerlas cuadradas, pero ahora incluye unas unidades dobles a los lados del vehículo. Ahora oficialmente era Skyline producto de Nissan, y se reposicionó sobre el Bluebird, como sedán y cupé orientado al deportivismo, mientras que el Bluebird permaneció como más económico. Su apariencia muestra partes similares a las del Fiat 2300 de comienzos del 1961, diseñado por Pininfarina.

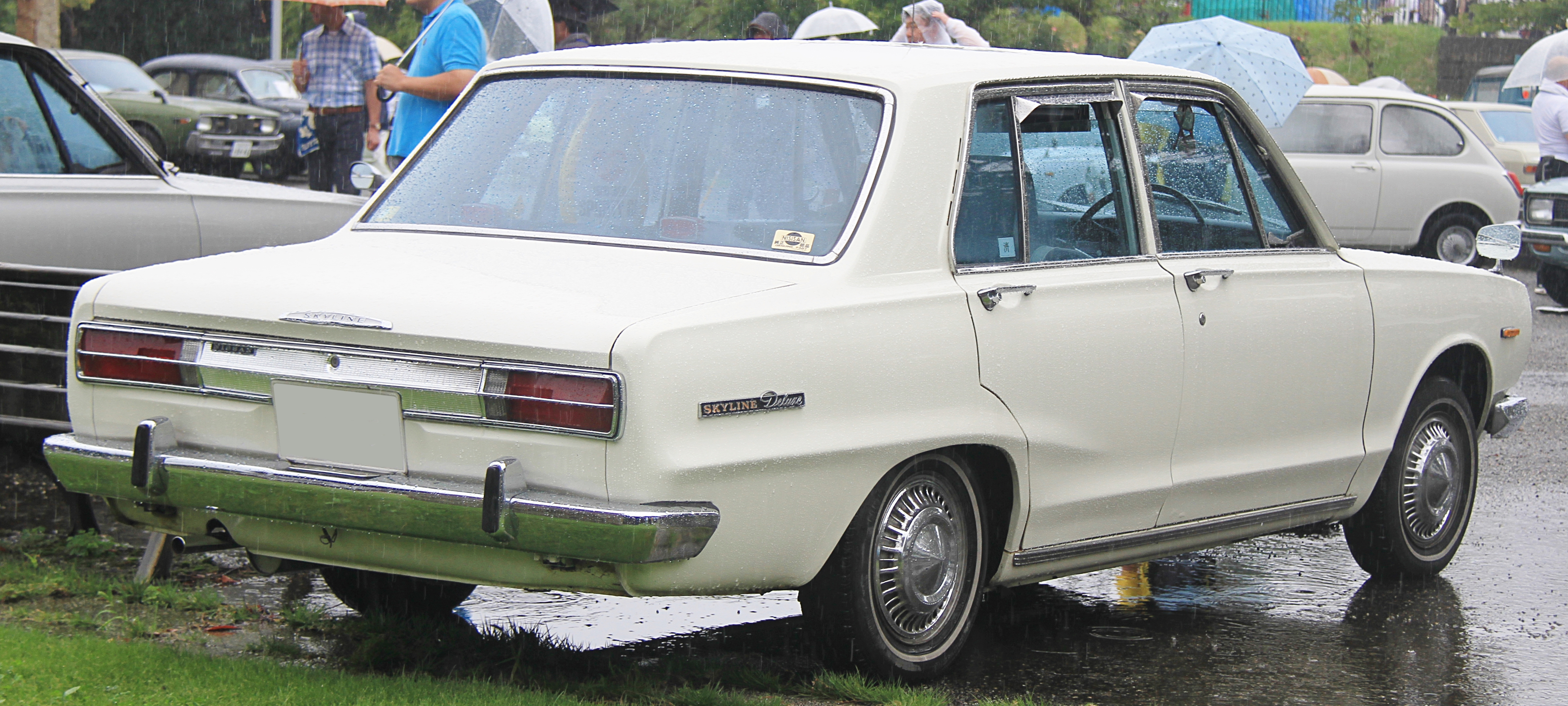
Nissan Skyline sedán 1500 Family Deluxe (C10) de fase 1.
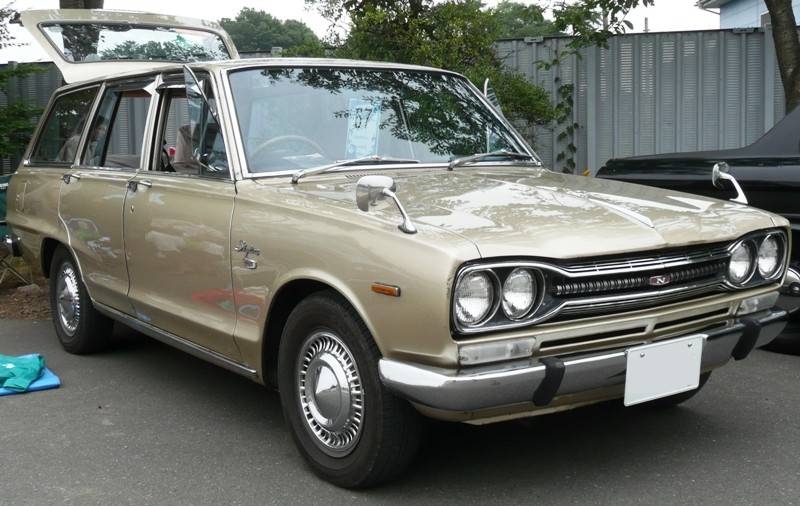
Nissan Skyline ranchera de fase 1 (C10)
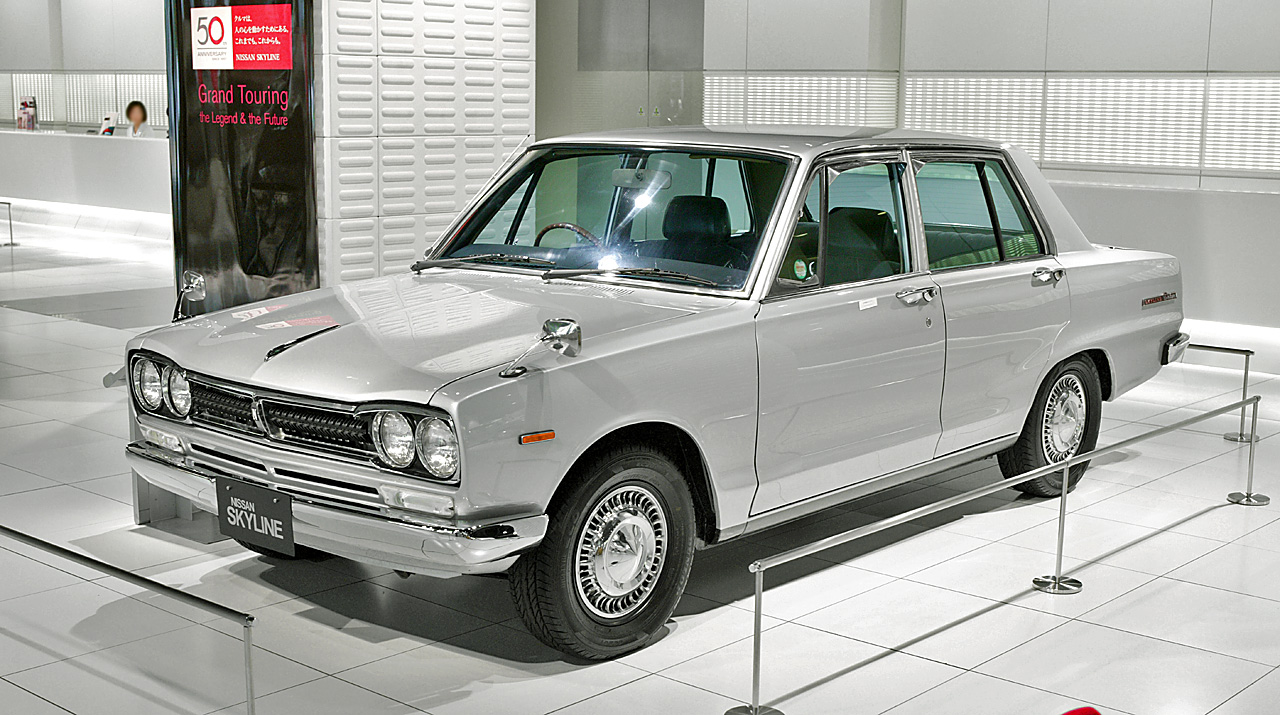
Nissan Skyline sedán 1500 Deluxe de fase 2 (C10)
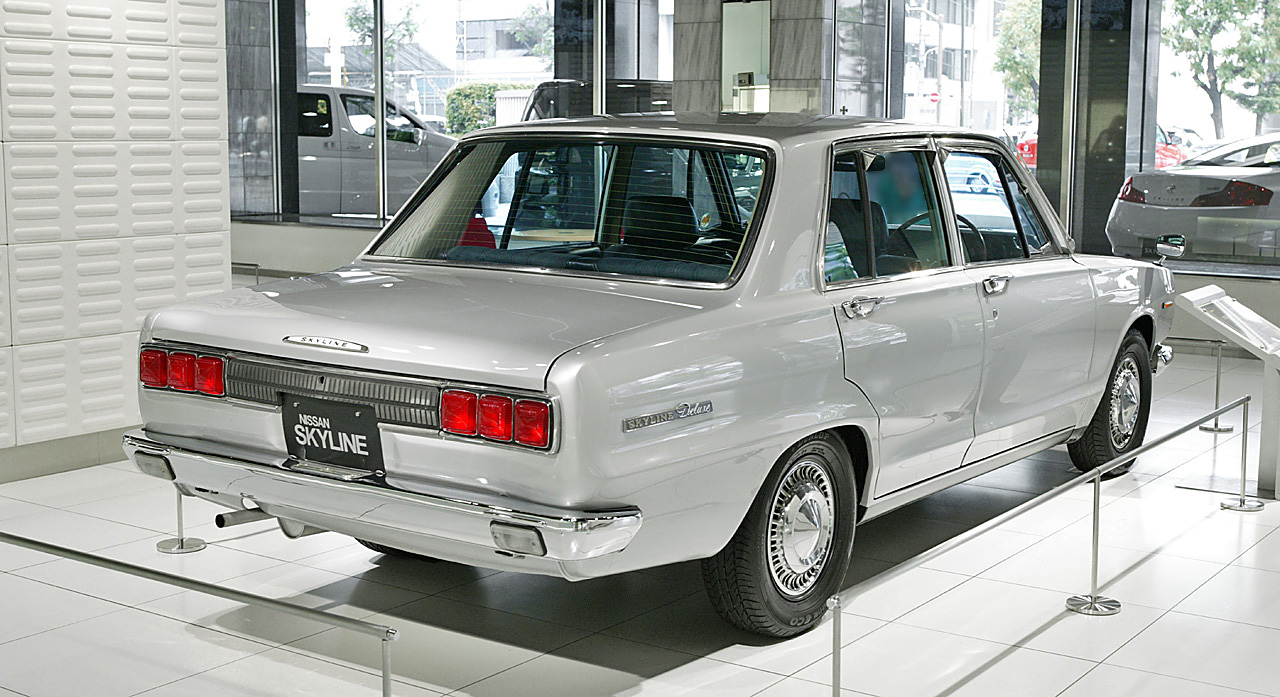
Nissan Skyline sedan 1500 Deluxe (C10)

### 2000GT
En octubre de 1968 el motor GC10 del 2000GT se redujo hasta los 105 CV (77 kW), Nissan introdujo una variante automática en junio de 1970, así como un cupé 2 puertas en octubre de 1970.

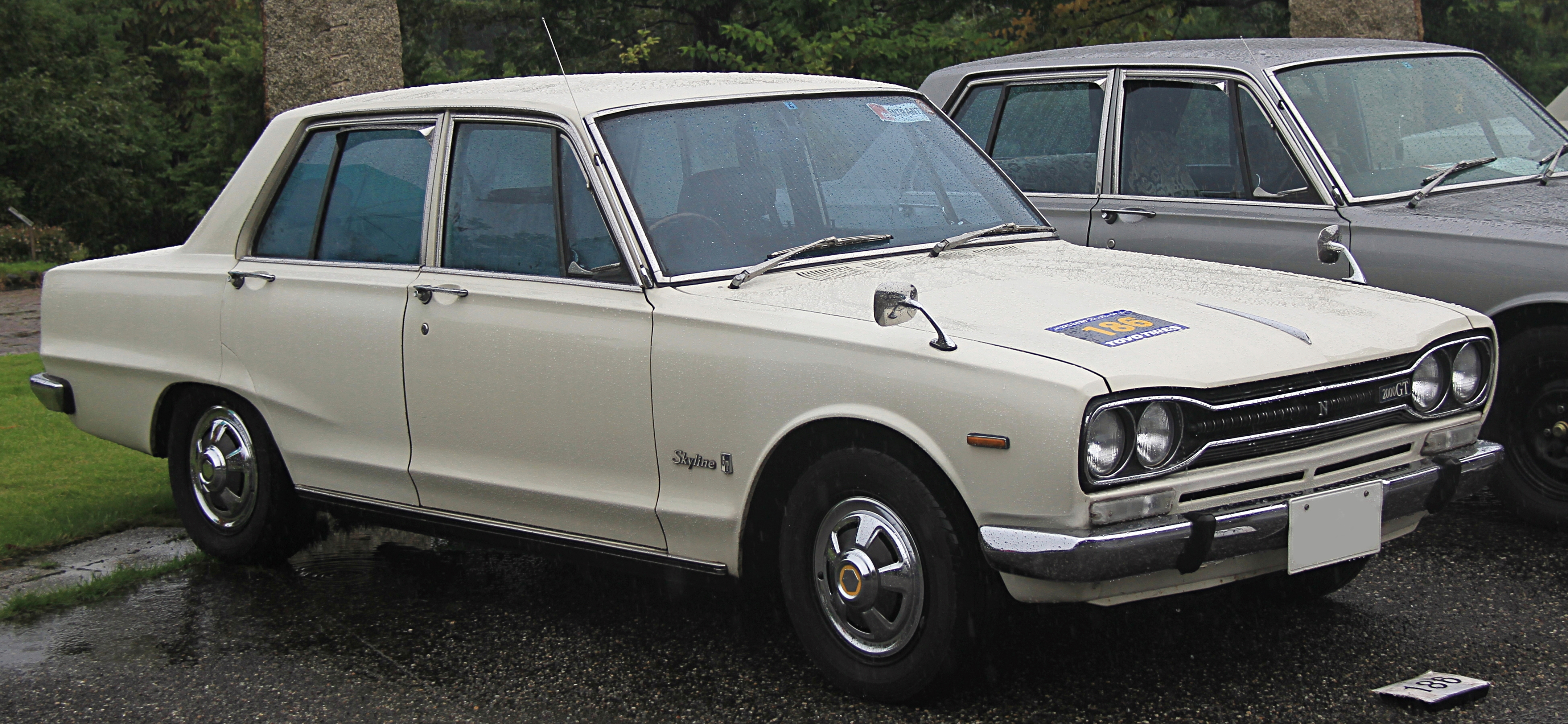
Nissan Skyline 2000GT sedán (GC10) fase 1
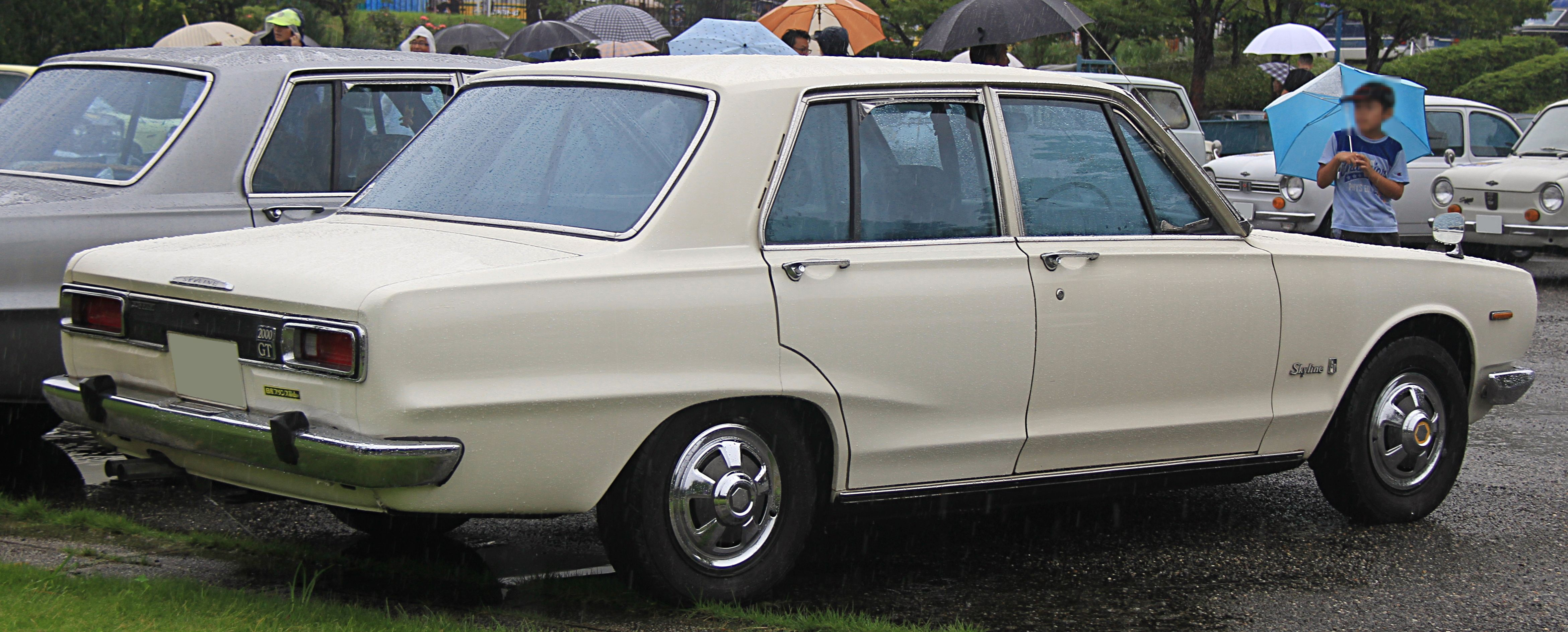
Nissan Skyline 2000GT sedán (GC10) fase 1
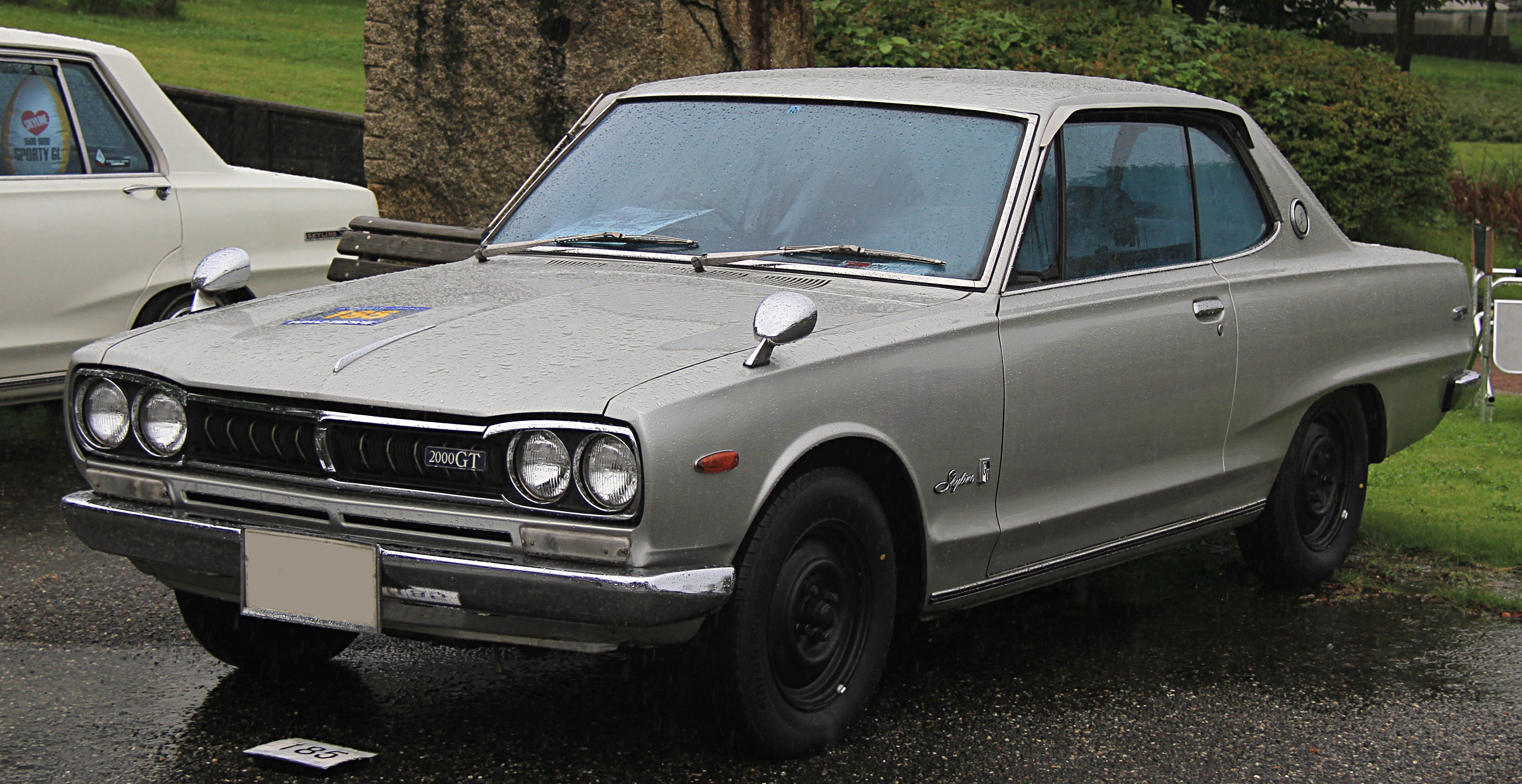
Nissan Skyline 2000GT cupé de capota dura (KGC10) fase 2
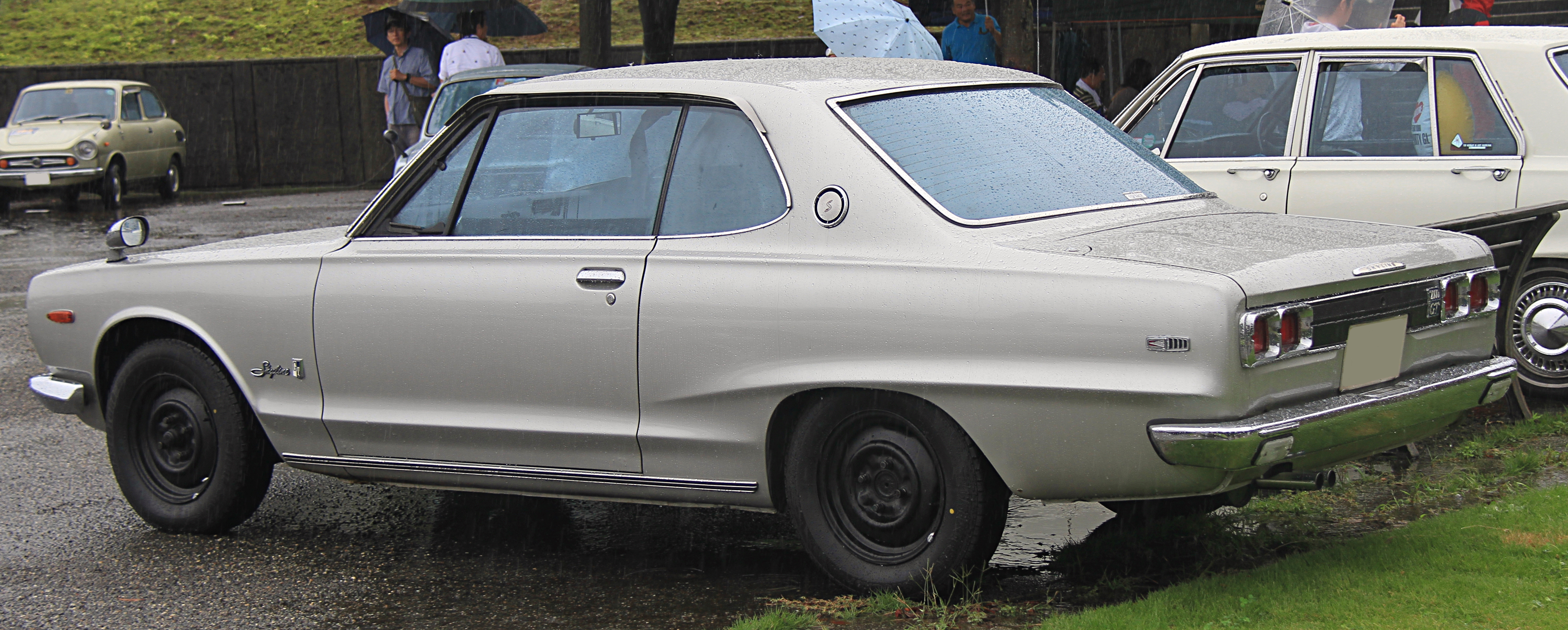
Nissan Skyline 2000GT cupé de capota dura (KGC10) fase 2
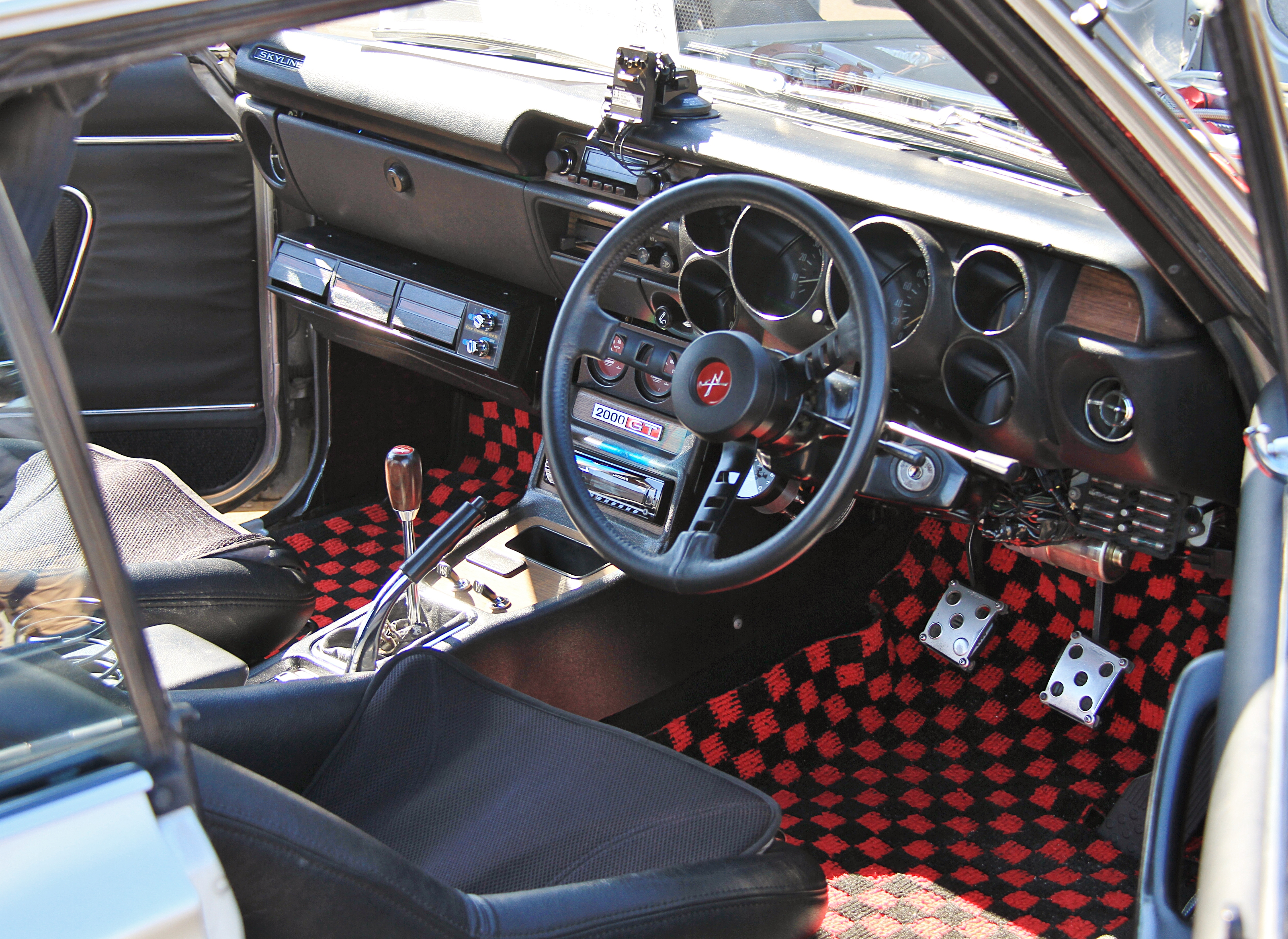
Interior

### 2000GT-X
En septiembre de 1971, el KGC10 2000 GT-X montó un motor 2.0 L (1 998 cc) L20SU de seis cil. en línea en lugar del motor Prince G-7. El chasis estaba diseñado para soportar un motor de 6 en línea, evitando el problema de la extensión del S54. 130 CV (96 kW; 128 HP) eran posibles desde este nuevo motor. En marzo de 1972 la línea incluyó la sedán GT-X cuatro puertas.

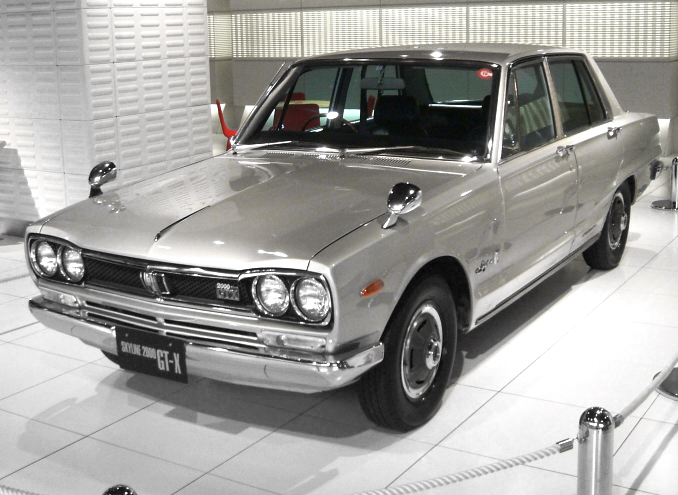
Nissan Skyline 2000 GT-X sedán (KGC10) fase 2
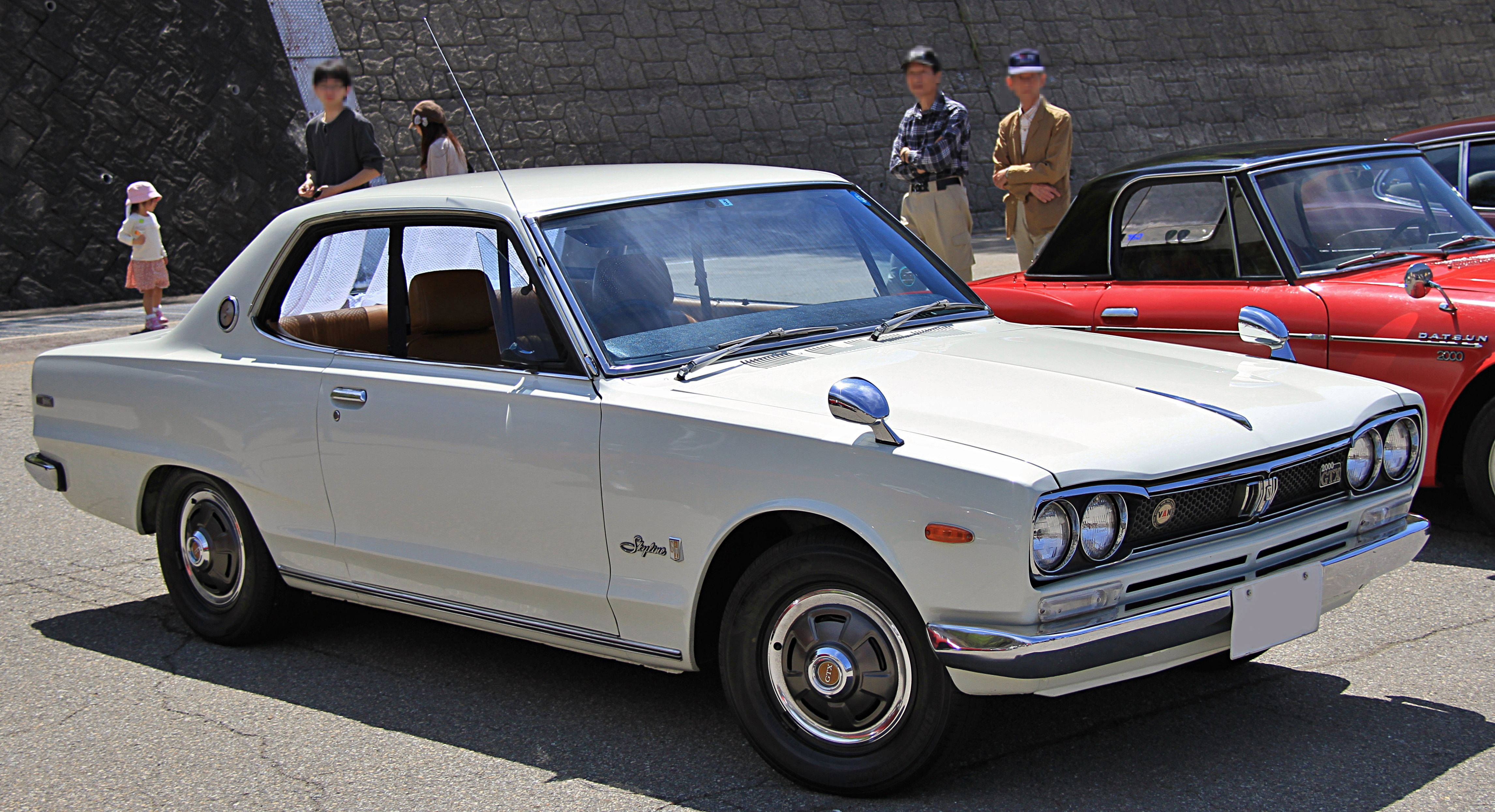
Nissan Skyline 2000 GT-X cupé de capota dura (KGC10) fase 2
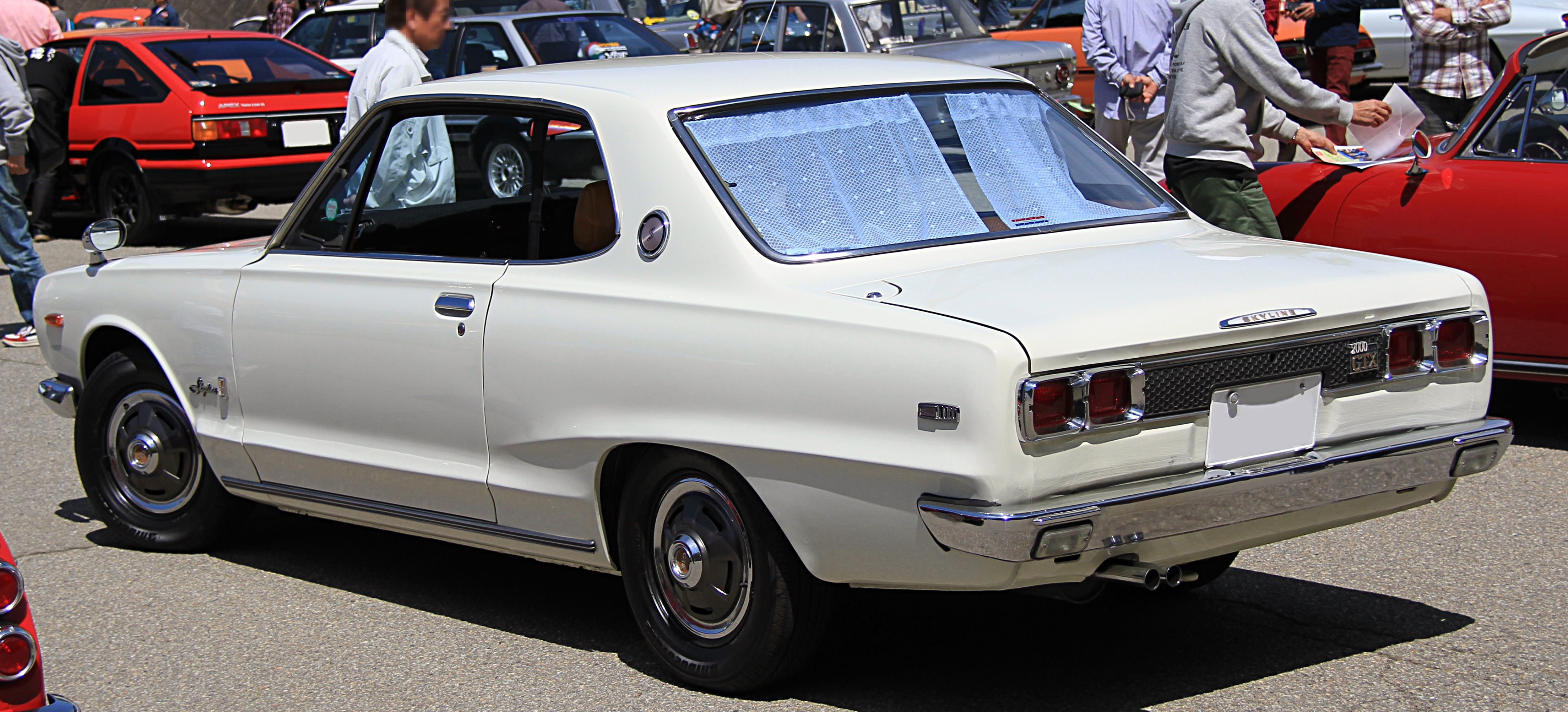
Nissan Skyline 2000 GT-X cupé de capota dura (KGC10) fase 2
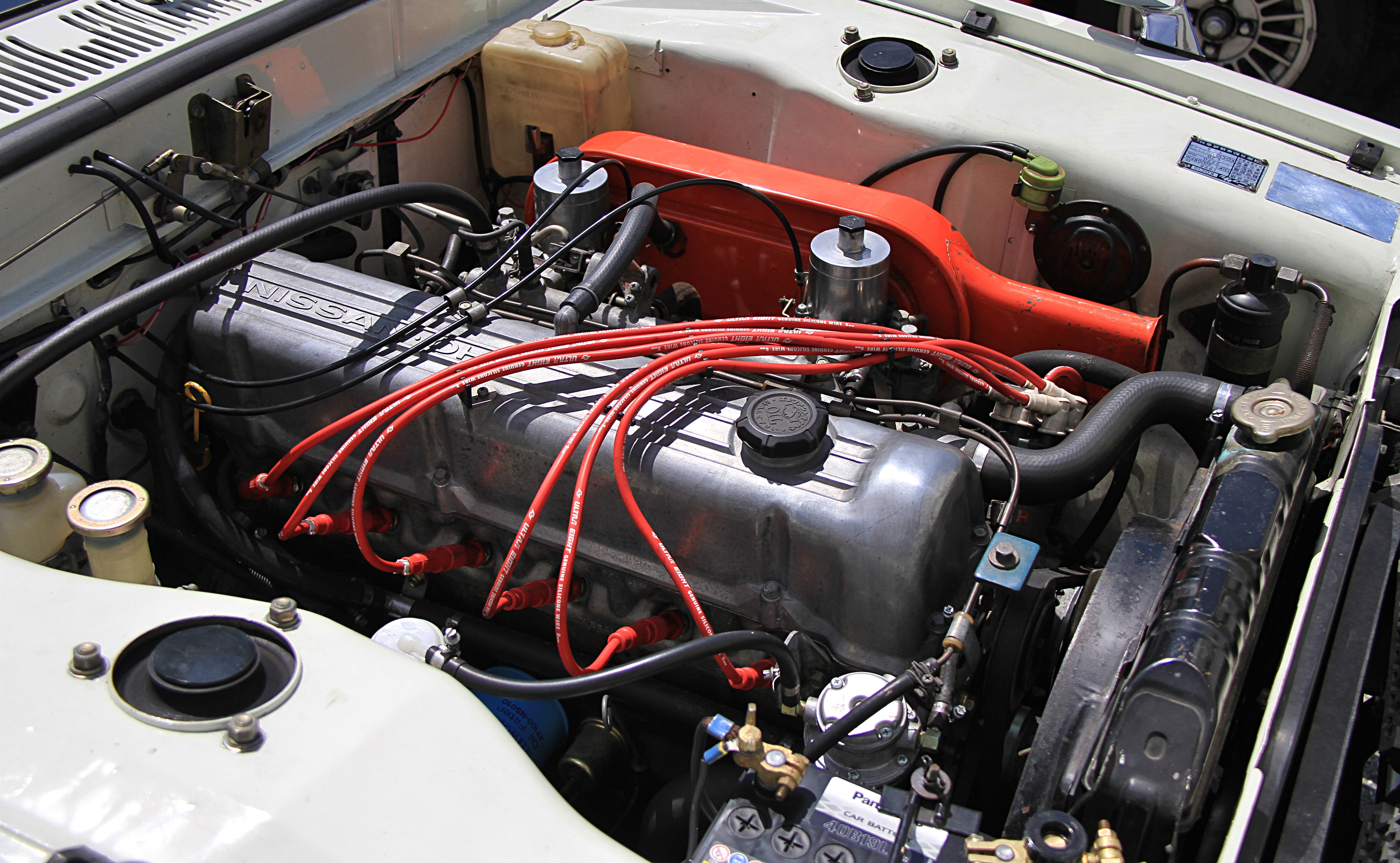
Motor L20

### GT-R
El primer Skyline GT-R se creó en febrero de 1969. Se denominó PGC-10 (KPGC-10 para la versión cupé posterior) de forma interna y Hakosuka (ハコスカ) por los fanes. Hako (ハコ) significa caja  en japonés y suka（スカ） es una abreviación de Skyline (スカイライン; Sukairain). Montaba un 2.0 L (1 998 cc) S20 motor de 6 cil. en línea. Este nuevo motor de doble árbol de levas (que fue diseñado por los antiguos ingenieros de Prince) que producía 160 CV (118 kW) y 180 N·m (133 lb·pie) de par yy era similar al GR8 del Prince R380 de carreras.
El GT-R fue una sedán, pero la versión 2 puertas cupé debutó en octubre de 1970 y se presentó en marzo de 1971. Los coches desecharon elementos innecesarios para ser lo más ligeros posibles y aumentar el rendimiento en carrera. Este vehículo registró 33 victorias en menos de 2 años y la versión cupé hasta 50 en 1972.
El C10 corrió contra varios coches como Toyota 1600GT, Isuzu Bellett GTR, Mazda Familia (R100) y Capella (RX-2), incluso automóviles Porsche. A finales de 1971 el nuevo Mazda RX-3 se convirtió en el mayor rival de GT-R. El GT-R logró algunas victorias más, hasta que el RX-3 rompió la racha de victorias del GT-R.

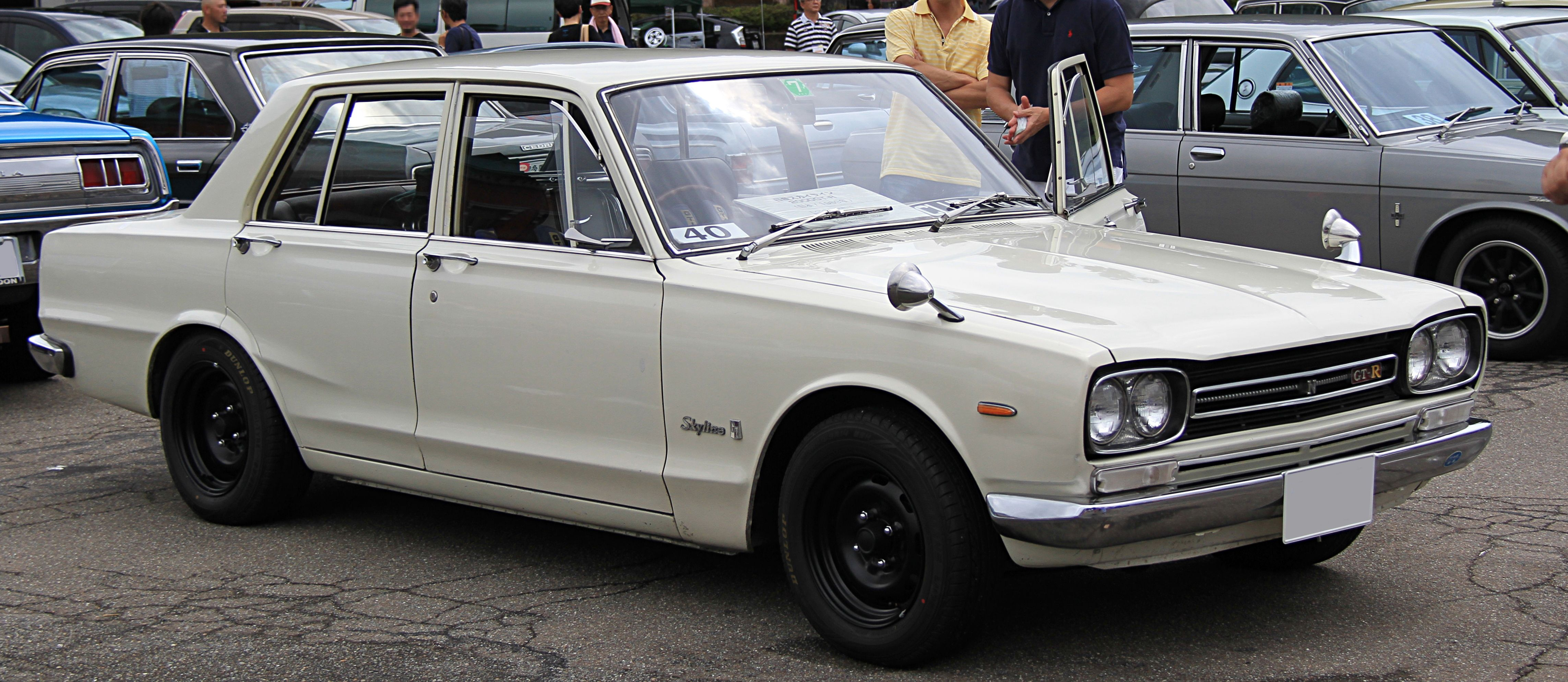
Nissan Skyline 2000GT-R sedán (PGC10) fase 1
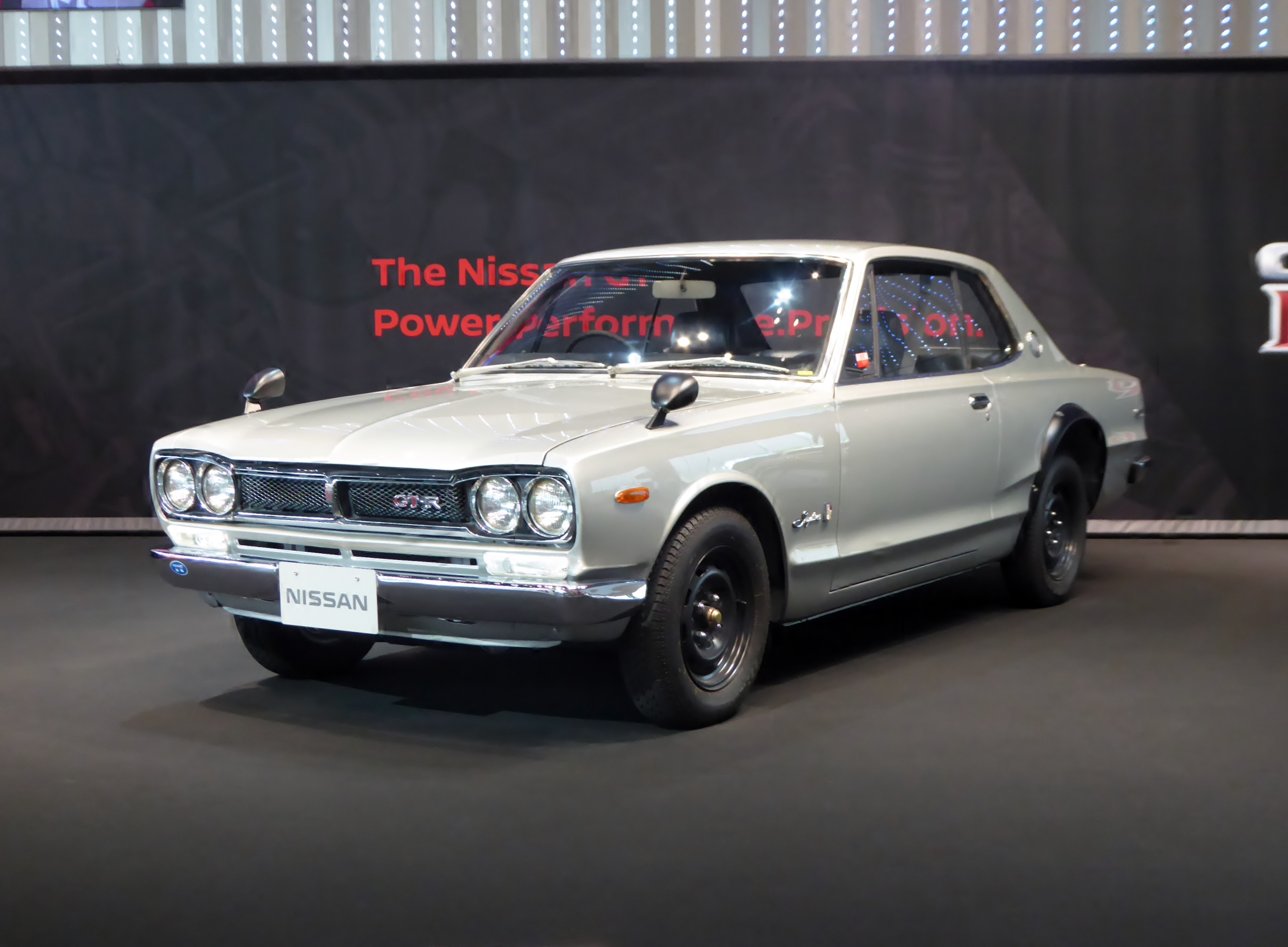
Nissan Skyline 2000GT-R de capota dura (KPGC10) fase 2
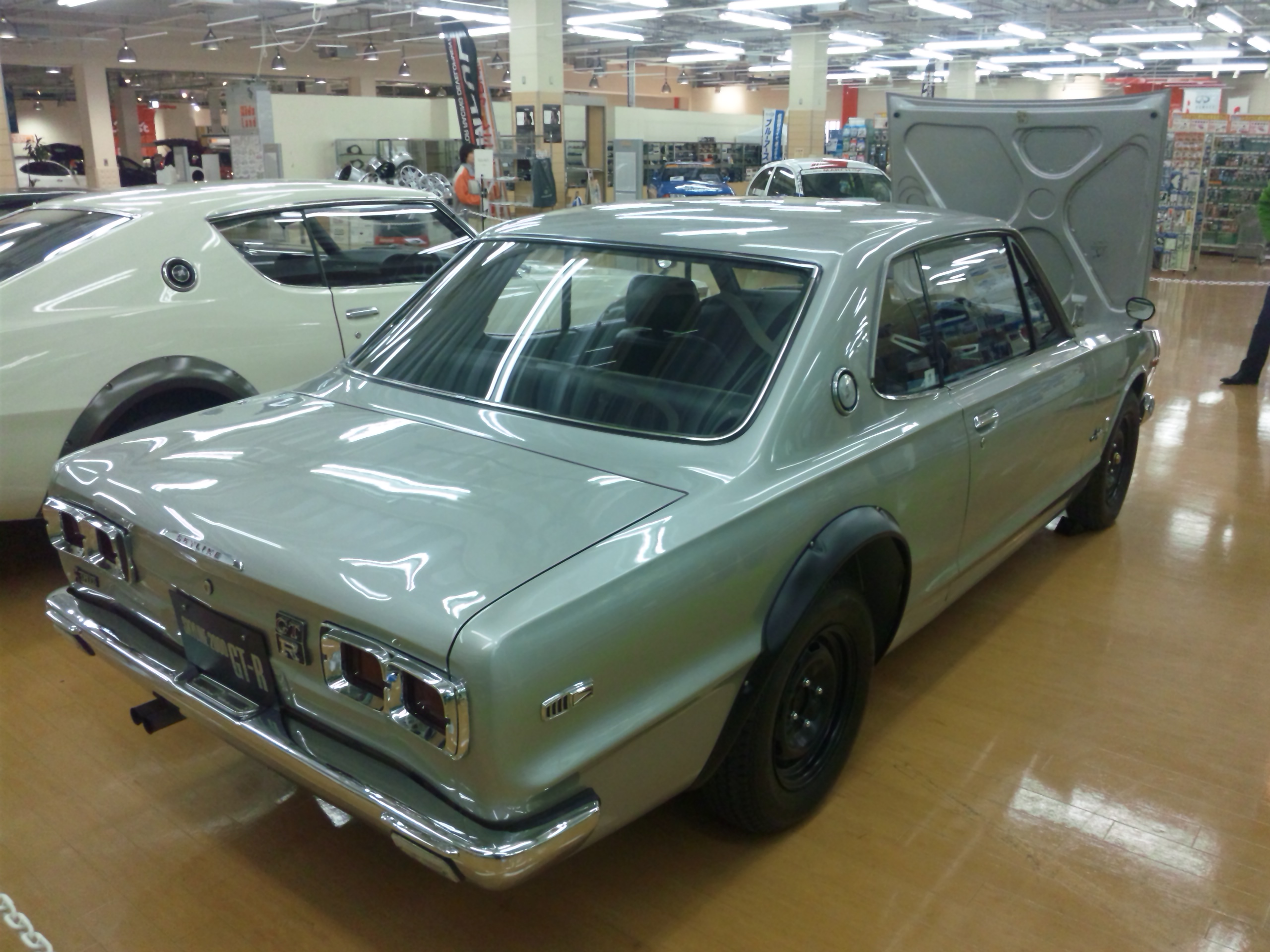
Nissan Skyline 2000GT-R cupé de capota dura (KPGC10) fase 2

Modelos:
- 1500: 1.5 L G-15 de 4 cil. en línea, 88 CV (71 kW), 128 N·m (94 lb·pie)
- 1500: 1.5 L G-15 de 4 cil. en línea, 95 CV (71 kW), 128 N·m (94 lb·pie)
- 1800: 1.8 L G-18 de 4 cil. en línea, 105 CV (78 kW), 150 N·m (111 lb·pie)
- 2000GT: 2.0 L L20 de 6 cil. en línea, 120 HP (89 kW), 167 N·m (123 lb·pie)
- 2000GT-X: 2.0 L L20SU de 6 cil. en línea, 130 CV (96 kW), 172 N·m (127 lb·pie)
- 2000GT-R: 2.0 L S20 de 6 cil. en línea, 160 CV (118 kW), 180 N·m (133 lb·pie)
- 2400GT: 2.4 L L24 de 6 cil. en línea, 130 CV (96 kW), 198 N·m (146 lb·pie)[24]

### Carrocerías
- C-10 sedán de 4 puertas o ranchera de 5 puertas (agosto de 1968 a septiembre de 1972)
- GC-10 2000GT 4 puertas (octubre de 1968 a septiembre de 1972)
- PGC-10 GT-R Skyline 4 puertas (febrero de 1969 a septiembre de 1970)
- KPGC-10 GT-R Skyline 2 puertas (octubre de 1970 a septiembre de 1972)
- KGC-10 2000GT 2 puertas (octubre de 1970 a septiembre de 1972)
- KGC-10 2000GT-X 2 puertas (septiembre de 1971 a septiembre de 1972)
- KGC-10 2000GT-X 4 puertas (marzo de 1972 a septiembre de 1972)
- GLC-10 2000GT 4 puertas con el volante a la derecha
- HGLC-10 2400GT 4 puertas con el volante a la derecha

### En la cultura popular
- Este modelo se empleo en la película Fast Five.

## Cuarta generación (C110; 1972-1977)
La generación del C110 se produjo de 1972 a 1977. En los 70 se exportó, el C110 y GC110 Skyline se vendieron como la serie K de Datsun, con modelos como el Datsun 160K, 180K y 240K.
Las carrocerías fueron, de nuevo, sedán 4 puertas, cupé de capota dura 2 puertas y ranchera 5 puertas. El C110 tenía un estilo más exigente que su predecesor, particularmente en su versión ranchera, en la que, sin ventana entre los pilares C y D.[cita requerida] Su aspecto tenía influencias del Citroën SM de entre 1970 y 1975.[cita requerida] El C110 fue la primera versión en recuperar los pilotos traseros redondos y las luces de freno introducidas en 1963 de la generación anterior, con un aspecto más tradicional de la categoría Skyline. El estilo estaba ligeramente influenciado por otro cupé dos puertas, llamado Nissan Silvia, fabricado en 1975.
El C110 Skyline se apodaba «Ken y Mary» o «Kenmeri» (ケンメリ) Skyline, derivado de la campaña publicitaria en Japón, donde lo conducía una pareja (Ken y Mary) que disfrutaba de los paisajes en el Skyline de Ken y Mary (ケンとメリーのスカイライン). El anuncio tuvo mucho éxito y quizá eso explique los buenos resultados de ventas del C110 en Japón. El Kenmeri también guarda un juego de palabras «Meriken» (メリケン), una palabra de un antiguo argot japonés para referirse a los «americanos», por lo que recordaba a los bólidos americanos el diseño del Skyline.
También fue muy vendido en Australia (con el motor de 6 cil 2.4L, con nomenclatura «Datsun 240K»). Allí el 240K estaba al mismo precio que el Ford Falcon GT y el BMW Serie 5, en torno a unos 5 000 dólares australianos.

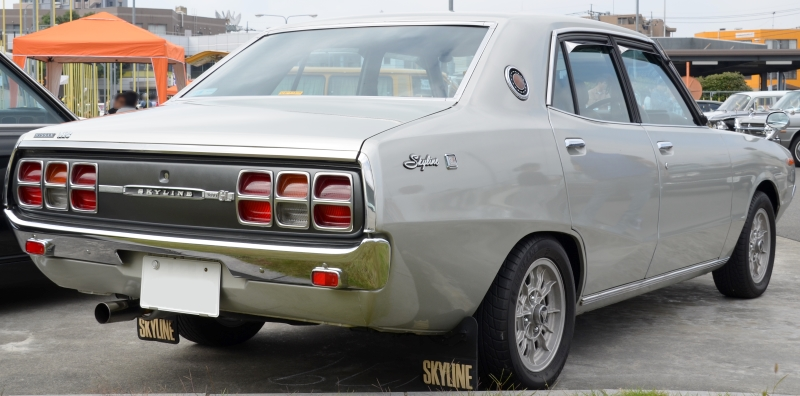
Facelift Nissan Skyline 1800 GL sedan (HC111) fase 2
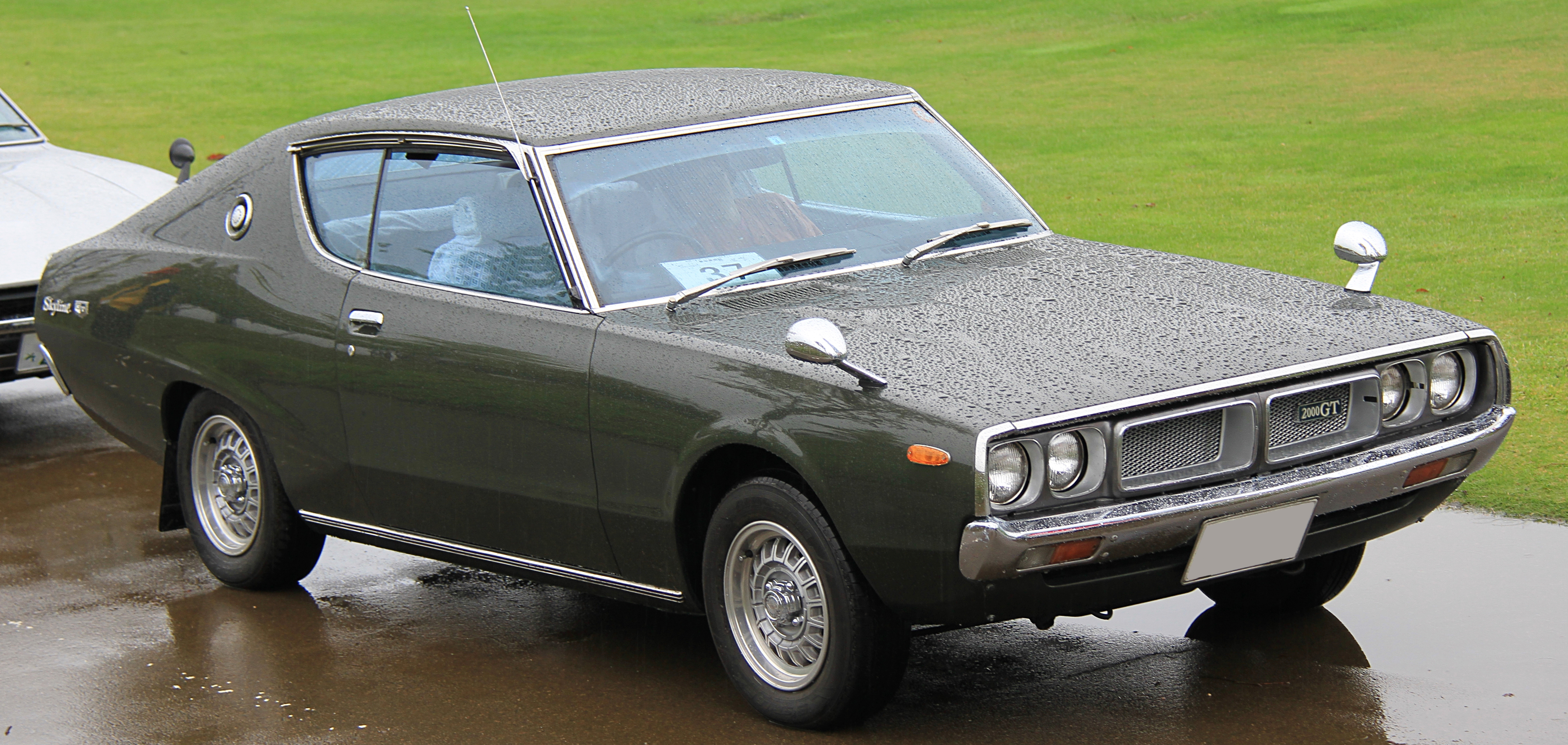
Nissan Skyline 2000 GT de capota dura (KGC110) fase 1
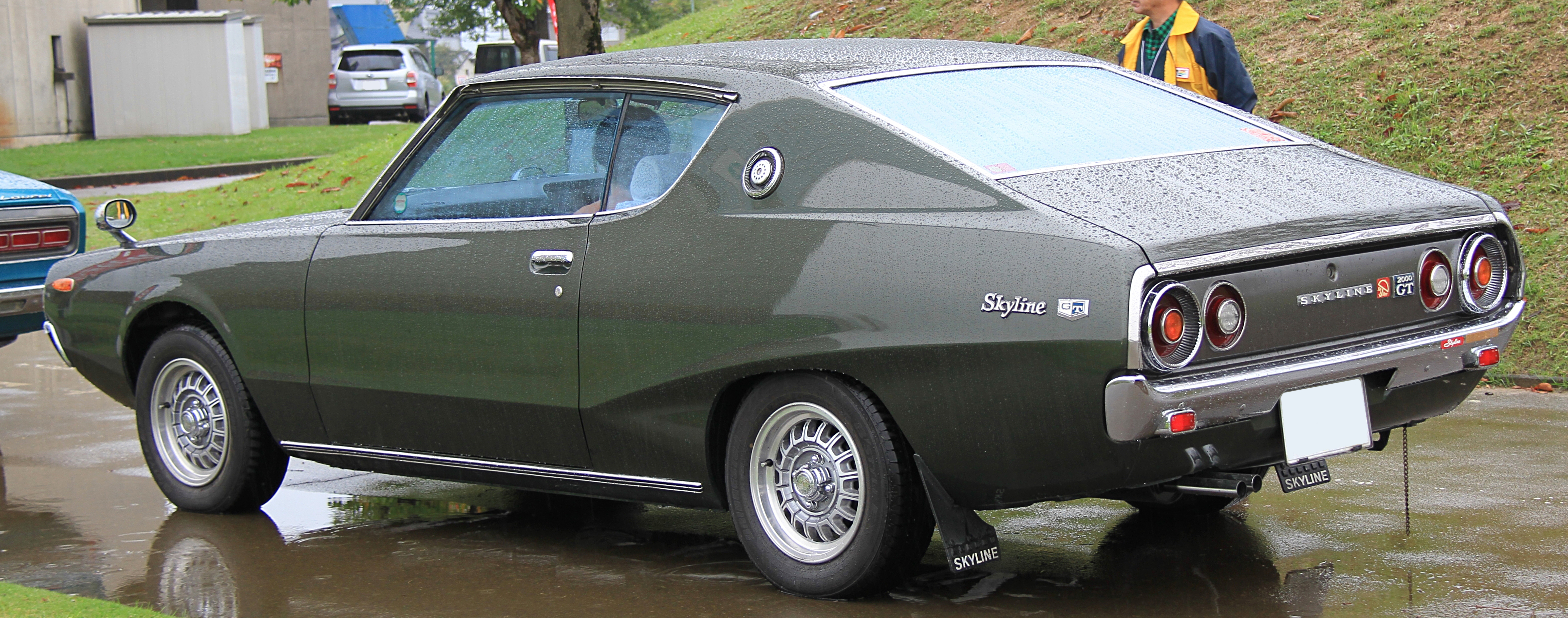
Nissan Skyline 2000 GT de capota dura (KGC110) fase 1
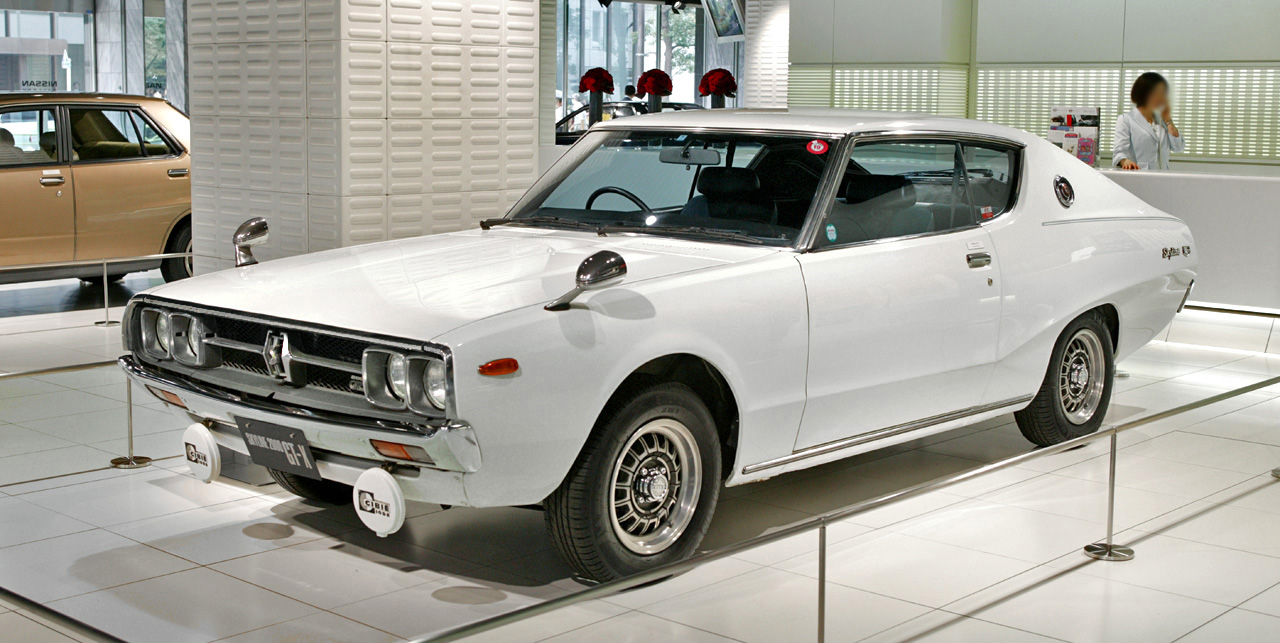
Nissan Skyline 2000 GTX-E de capota dura (KGC111) fase 2
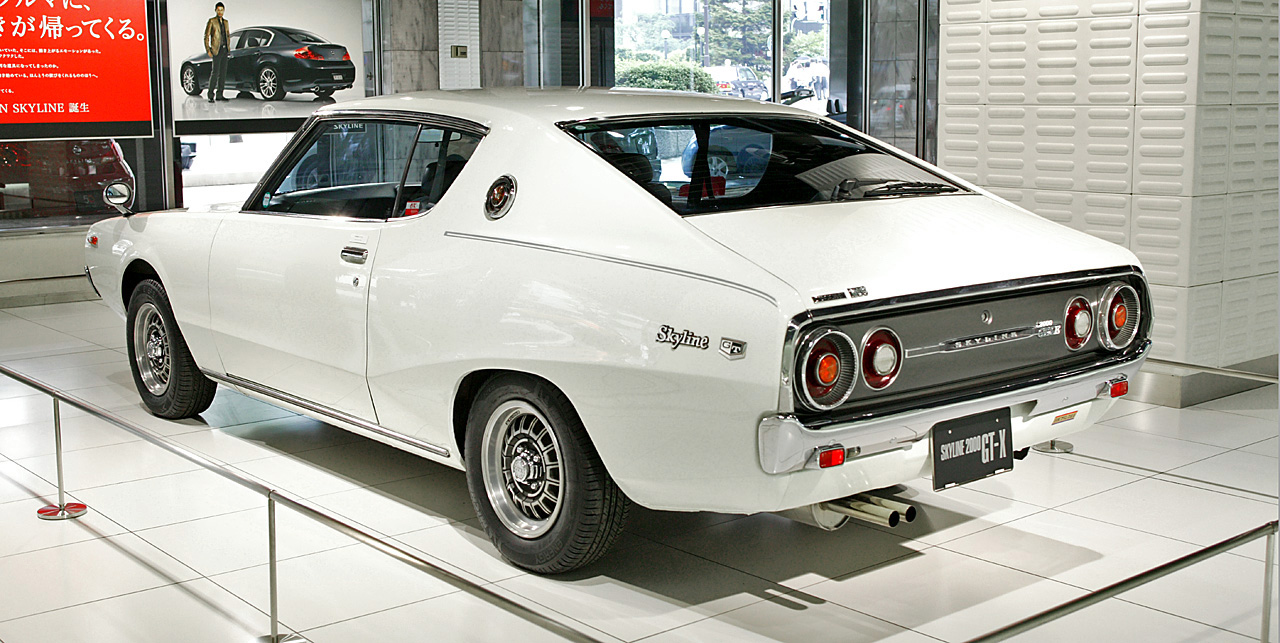
Nissan Skyline 2000 GTX-E de capota dura(KGC111) fase 2
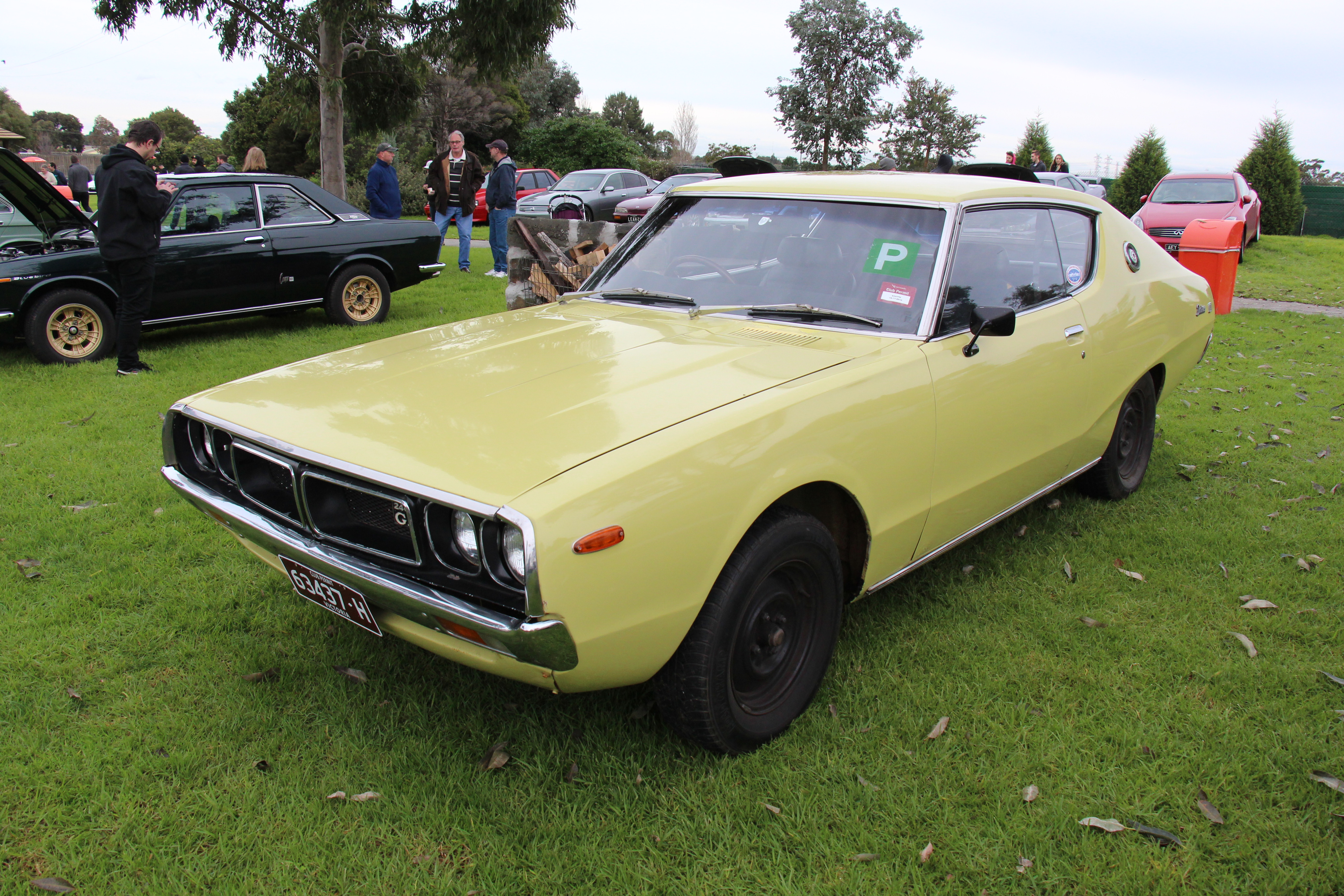
Datsun 240K GL cupé (KHLGC110)
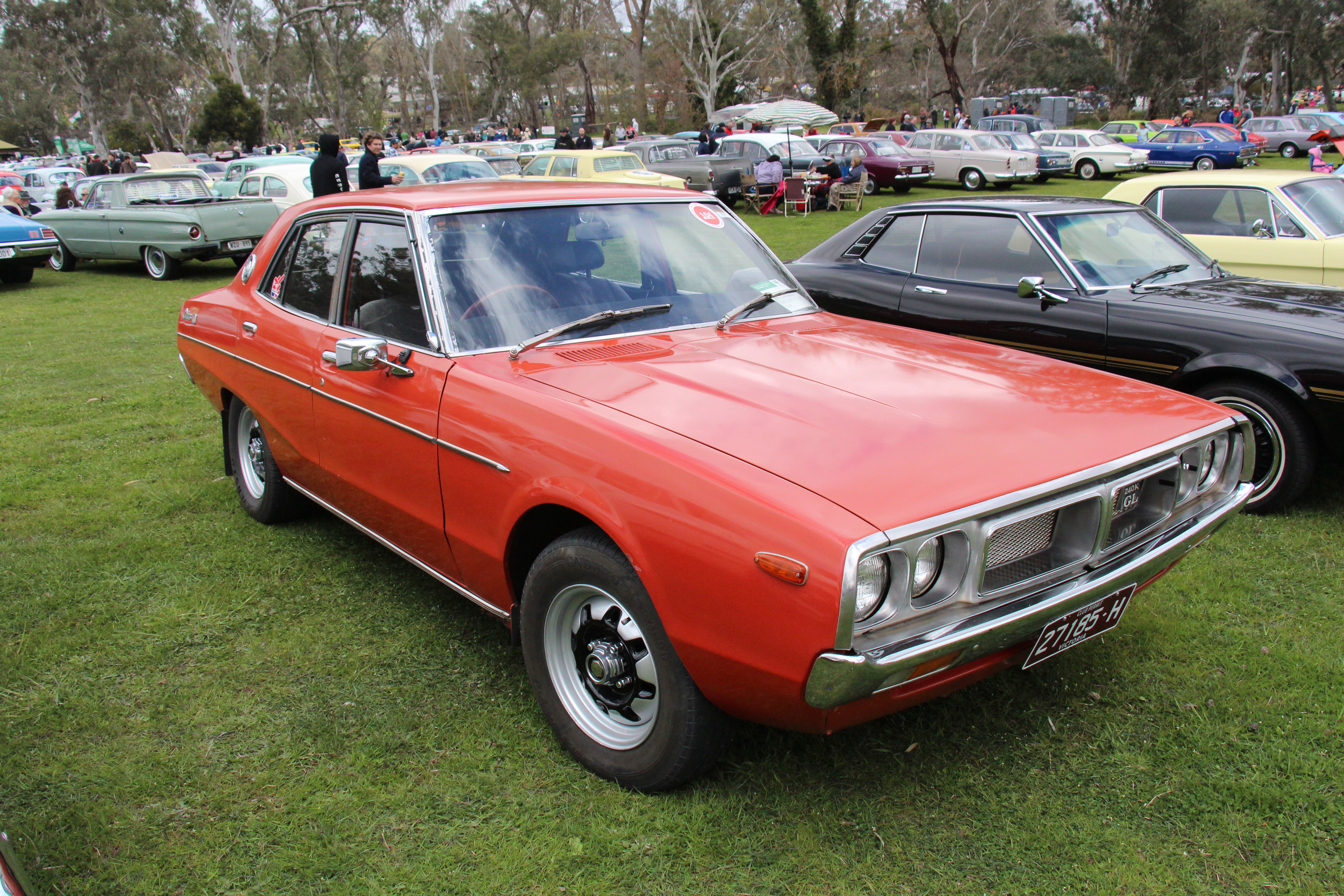
Datsun 240K GL sedán (HLGC110)

### GT-R
El Skyline GT-R de capota dura vio la luz en septiembre de 1972 pero solo se fabricó hasta marzo de 1973, cuando Nissan cesó su producción. La crisis del petróleo hizo que la gente prefiriese coches económicos y los de alto rendimiento sufrieron una caída. No se exportó de forma oficial, sin embargo Nissan contempló la posibilidad de exportarlo a Australia. Solo se vendieron 197 unidades del KPGC110 GT-R en Japón, en tiendas «Nissan Performance» especializadas (antes de llamarse NISMO). Este fue el último GT-R durante 16 años hasta el BNR32 en 1989.

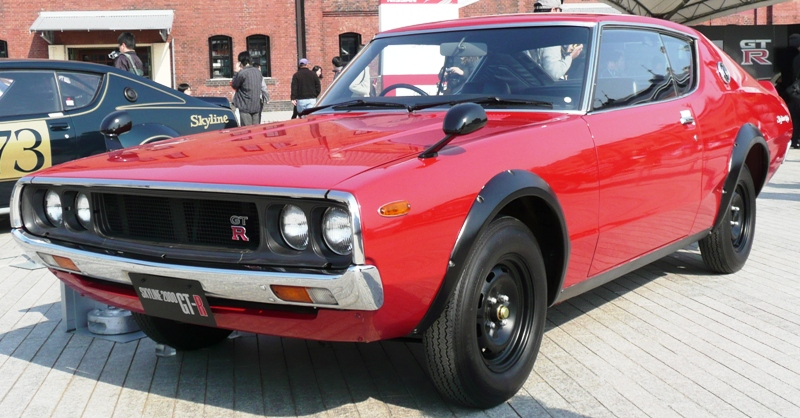
Nissan Skyline 2000GT-R (KPGC110)
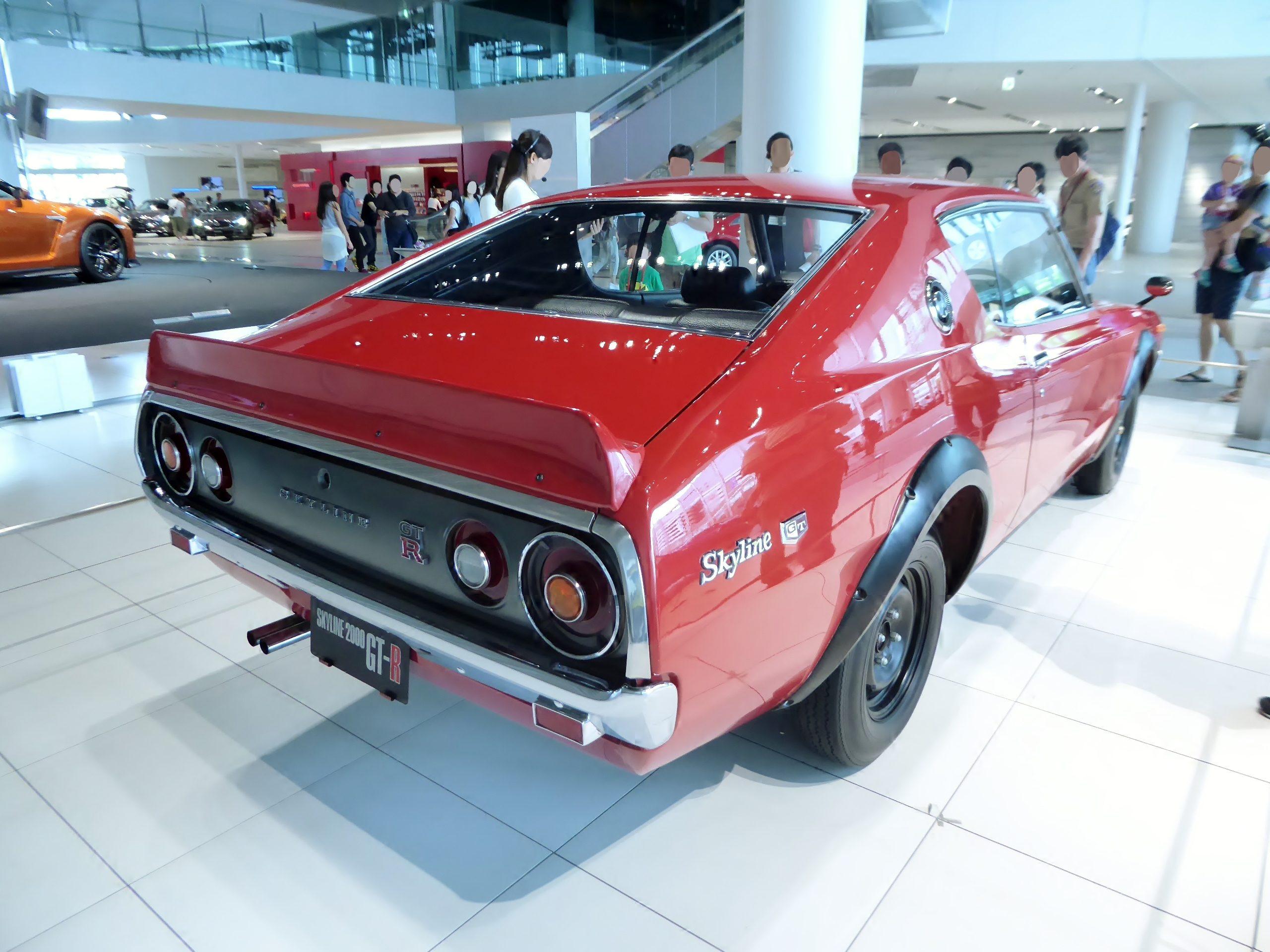
Nissan Skyline 2000GT-R (KPGC110)

### Modelos
- 1600/160K: 1.6 L G16, 4 cil. en línea
  - 100 CV (99 HP; 74 kW) / 135 N·m (14 kg·m; 100 lb·pie)

- 1800/180K: 1.8 L G18, 4 cil. en línea
  - 105 CV (104 HP; 77 kW) / 150 N·m (15 kg·m; 111 lb·pie)

- 2000GT: 2.0 L L20A, 6 cil. en línea
  - 115 CV (113 HP; 85 kW) / 162 N·m (17 kg·m; 119 lb·pie) (carburador simple gasolina)
  - 120 CV (118 HP; 88 kW) / 167 N·m (17 kg·m; 123 lb·pie) (carburador simple gasolina de alto octanaje)

- 2000GT-X: 2.0 L L20A, 6 cil. en línea
  - 125 CV (123 HP; 92 kW) / 167 N·m (17 kg·m; 123 lb·pie) (carburador doble cuerpo gasolina)
  - 130 CV (128 HP; 96 kW) / 172 N·m (18 kg·m; 127 lb·pie) (carburador doble cuerpo gasolina de alto octanaje)

- 2000GT-E/GTX-E: 2.0 L L20E 6 cil. en línea (inyección)
  - 130 CV (128 HP; 96 kW) / 167 N·m (17 kg·m; 123 lb·pie)

- 2000GT-R: 2.0 L S20 6 cil. en línea
  - 155 CV (153 HP; 114 kW) / 173 N·m (18 kg·m; 128 lb·pie) (gasolina)
  - 160 CV (158 HP; 118 kW) / 177 N·m (18 kg·m; 131 lb·pie) (gasolina de alto octanaje)

- 240K: 2.4 L L24 6 cil. en línea
  - 122 CV (120 HP; 90 kW) / 187 N·m (19 kg·m; 138 lb·pie) (modelo europeo de 1975 a 1978)[29]
  - 130 CV (128 HP; 96 kW) / 196 N·m (20 kg·m; 145 lb·pie)

### Carrocerías
- Sedán
  - C110/1HC110: 1.6L sedán fase 1
  - BC111: 1.6L fase 2
  - PC110/1PC110: 1.8L sedán fase 1
  - HC111: 1.8L fase 2
  - GC110/1GC110: 2.0L sedán fase 1
  - GC111: 2.0L fase 2
  - HLGC110: Datsun 240K sedán
- Capota dura
  - KC110/1KBC110: 1.6L de capota dura fase 1
  - KBC111: 1.6L de capota dura fase 2
  - KPC110/1KHC110: 1.8L de capota dura fase 1
  - KHC111: 1.8L de capota dura fase 2
  - KGC110/1KGC110: 2.0L de capota dura fase 1
  - KGC111: 2.0L de capota dura fase 2
  - KPGC110: 2000GT-R
  - KHLGC110: Datsun 240K de capota dura
- Furgo:
  - VC110/1VBC110: 1.6L furgo
  - VPC110: 1.8L furgo
  - WPC110: 1.8L furgo

## Quinta generación (C210; 1977-1981)
La serie C210 posterior de 1977 continuó la división del Skyline entre el 4 cilindros básico y el 6 cilindros, este último con una distancia entre ejes mayor. Esta dinámica continuó hasta 1981. Una variante extraña sería la versión ranchera, con una ventana mucho menor que de costumbre entre los pilares C y D. El Skyline recibió un lavado de cara interno y externo a finales de 1978, que derivó en un cambio de código de modelo de 210 a 211. Esta fue la primera ocasión en la que el Skyline apareció en varios mercados de exportación europeos, como Alemania.

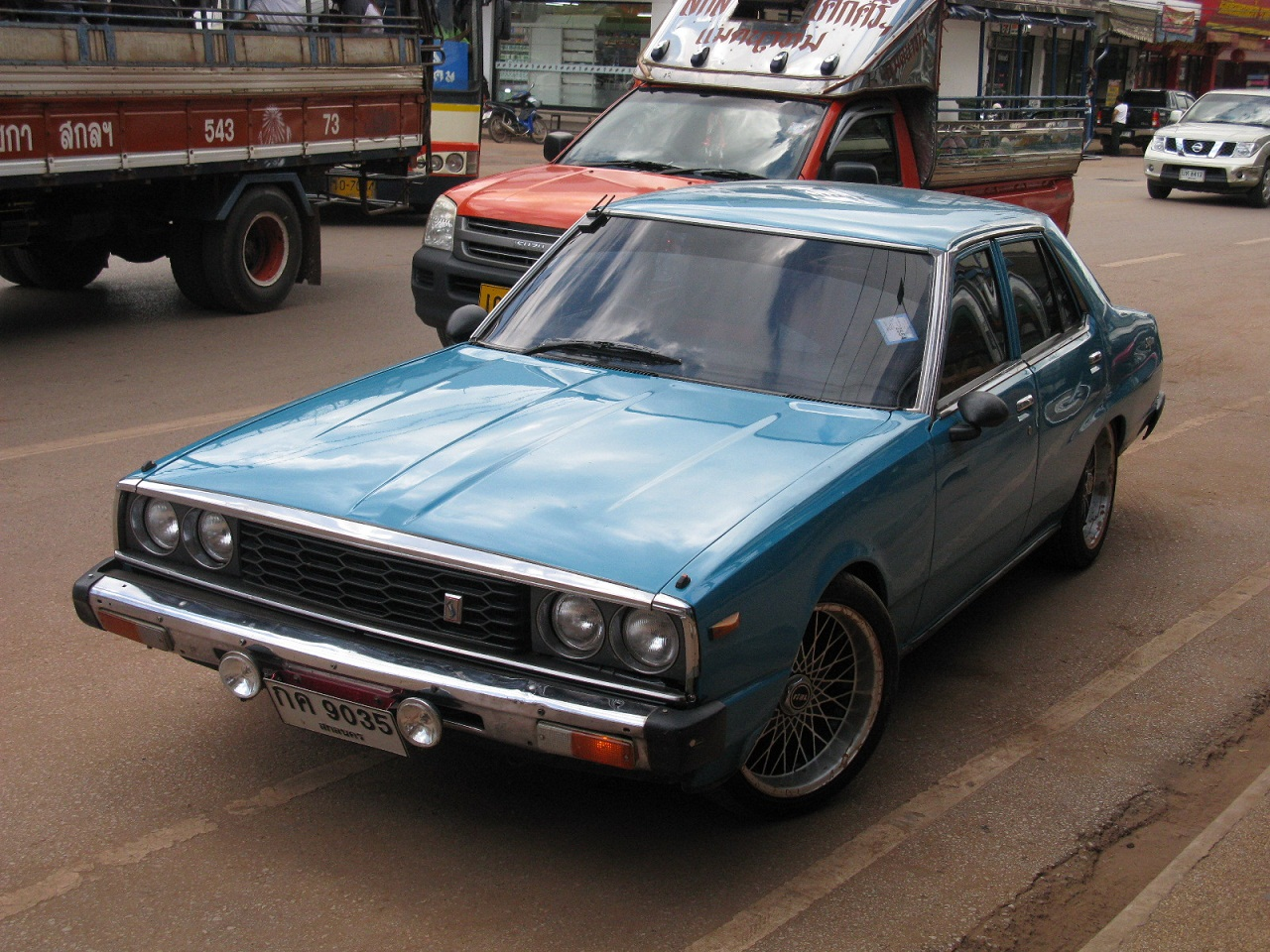
C210 Nissan Skyline 2000 GT sedán.
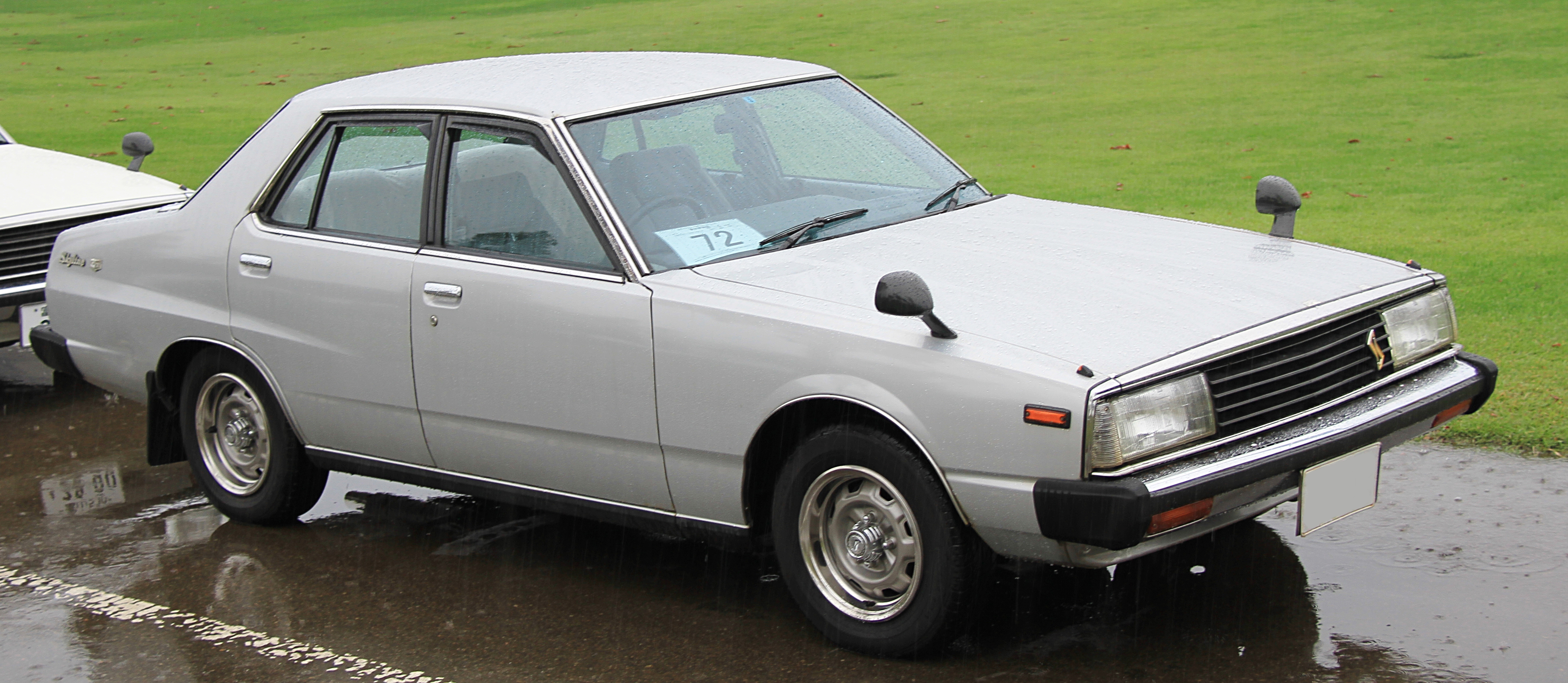
C211 Nissan Skyline 2000 Turbo GT-EX.
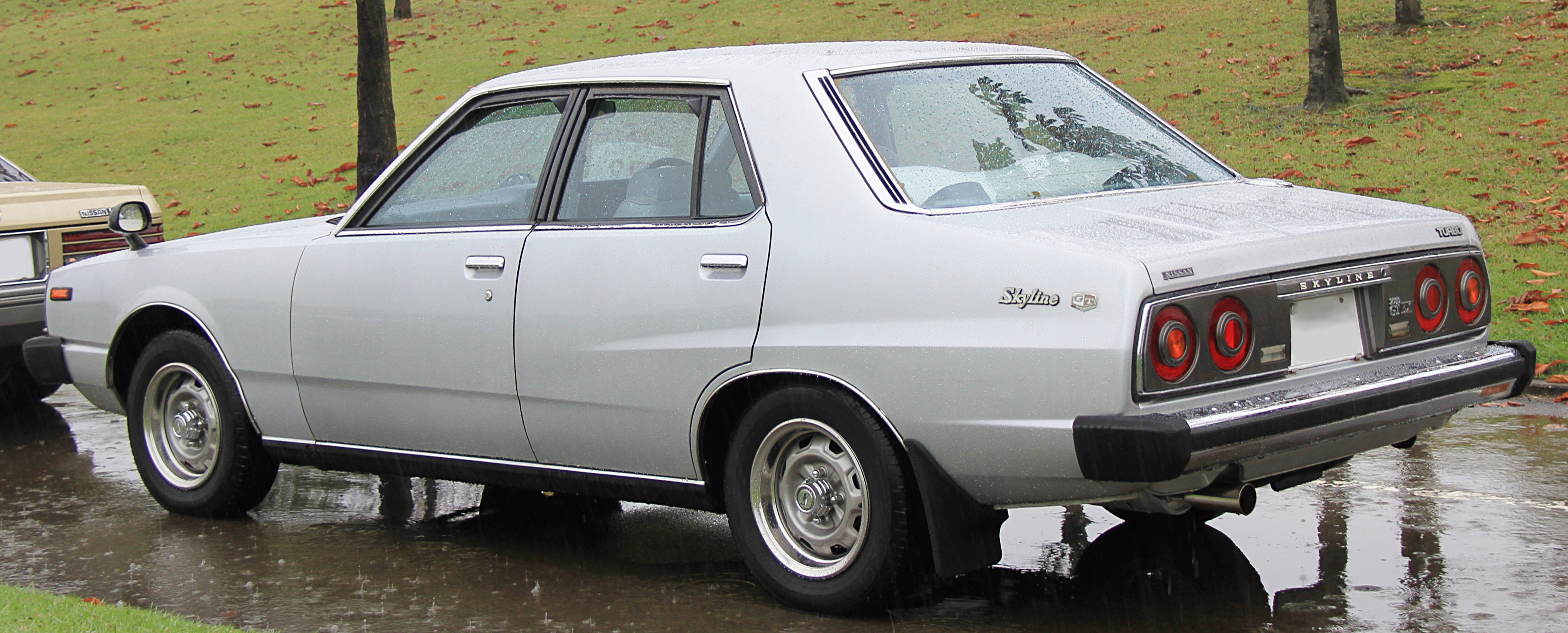
C211 Nissan Skyline 2000 Turbo GT-EX.
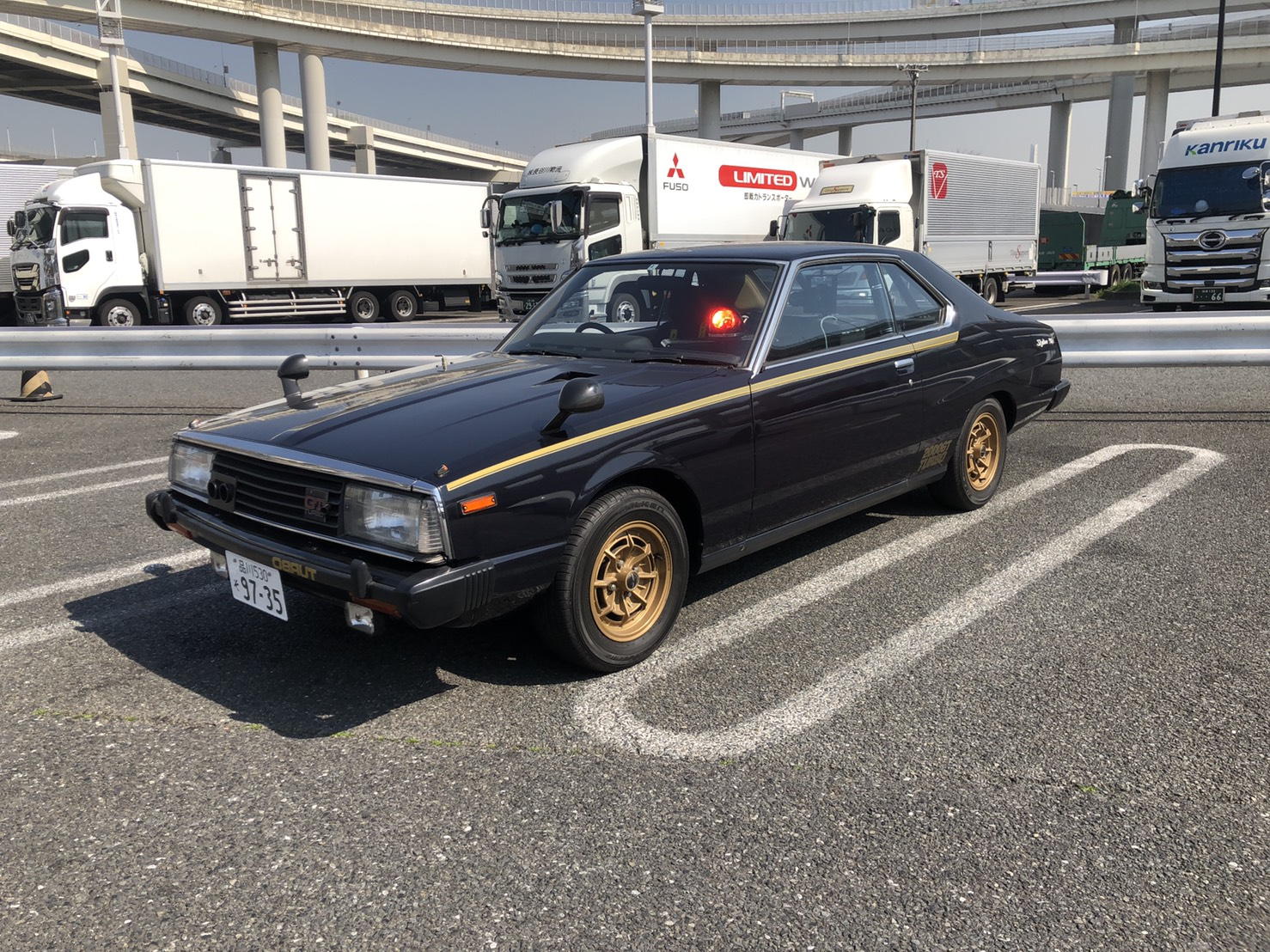
C211 Nisan Skyline 2000 GT-EX de capota dura. Réplica de la versión Seibu Keisatsu.
C210 Nissan Skyline 2000 GT de capota dura.
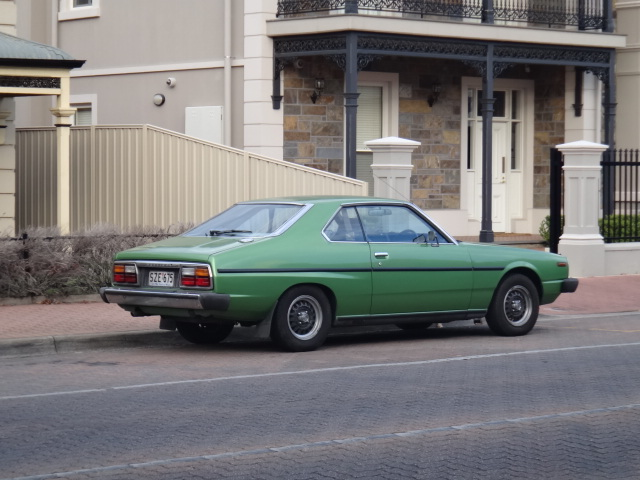
Trasera del modelo de exportación del Nissan/Datsun Skyline 4 cilindros japonés.

El GT-EX reemplazó la discontinuidad del GT-R con motor turbo, el L20ET. Igual que en los recientes Nissan Cedric/Gloria, este fue el primer motor turbo en un vehículo de producción japonesa. Un aspecto notable de las versiones turbo fue que no tenían intercooler ni válvula de descarga, solo una válvula de emergencia. Como en todos los vehículos japoneses de esta época, había versión manual de 4 o 5 velocidades y automática de 3 velocidades, con un grupo de 3 velocidades manual para furgonetas. La opción menos potente era un motor diéseL de 2 litros LD20 en la furgoneta Skyline Van 200D (VSC211D); que daba 65 CV (48 kW) a 4600 rpm.
La designación «T» de L16T y L18T no implica que el turbo esté incluido; denota que tiene un carburador de doble cuerpo, del inglés «Twin». La serie L de motores se cambió a la serie Z a finales de 1978. El motor más grande de 2,4 litros y 6 cilindros en línea nunca se vendió para el mercado doméstico japonés, quedó reservado para exportar. Los motores del mercado europeo daban 113 CV (111 HP; 83 kW). Por otro lado, los clientes europeos podían elegir la versión L24E de 127 o 130 CV. Comercializado originalmente como Datsun 240K-GT en Europe, la versión de inyección se vendió como Datsun Skyline en la mayoría de mercados. Con una velocidad punta de 186 km/h (115,6 mph).
Modelos:
- 1600TI: 1.6 L L16 de 4 cil. en línea, 100 CV (74 kW; 99 HP), 13,5 kg·m (132,4 N·m; 97,6 lb·pie)
- 1600TI: 1.6 L Z16 de 4 cil. en línea, 95 CV (70 kW; 94 HP), 13,5 kg·m (132,4 N·m; 97,6 lb·pie)
- 1800TI: 1.8 L Z18 de 4 cil. en línea, 105 CV (77 kW; 104 HP), 15 kg·m (147,1 N·m; 108,5 lb·pie). El L18 recibió un motor similar con la normativa europea para el mercado de exportación con 77 CV (57 kW; 76 HP).[35]
- 1800TI-EL: 1.8 L Z18E de 4 cil. en línea, 115 CV (85 kW; 113 HP), 15,5 kg·m (152 N·m; 112,1 lb·pie)
- 2000GT-EL: 2.0 L L20E de 6 cil. en línea, 130 CV (96 kW; 128 HP), 17 kg·m (166,7 N·m; 123 lb·pie)
- 2000GT-EX: 2.0 L L20ET turbo de 6 cil. en línea, 145 CV (107 kW; 143 HP), 21 kg·m (205,9 N·m; 151,9 lb·pie)
- Datsun 240K-GT – 2.4 L L24 de 6 cil. en línea, 142 CV (104 kW; 140 HP) DIN, 18 kg·m (177 N·m; 130 lb·pie), 180 km/h (112 mph), 0 a 100 km/h (62 mph) en 13,5 s.[37]

## Sexta generación (R30; 1981-1989)

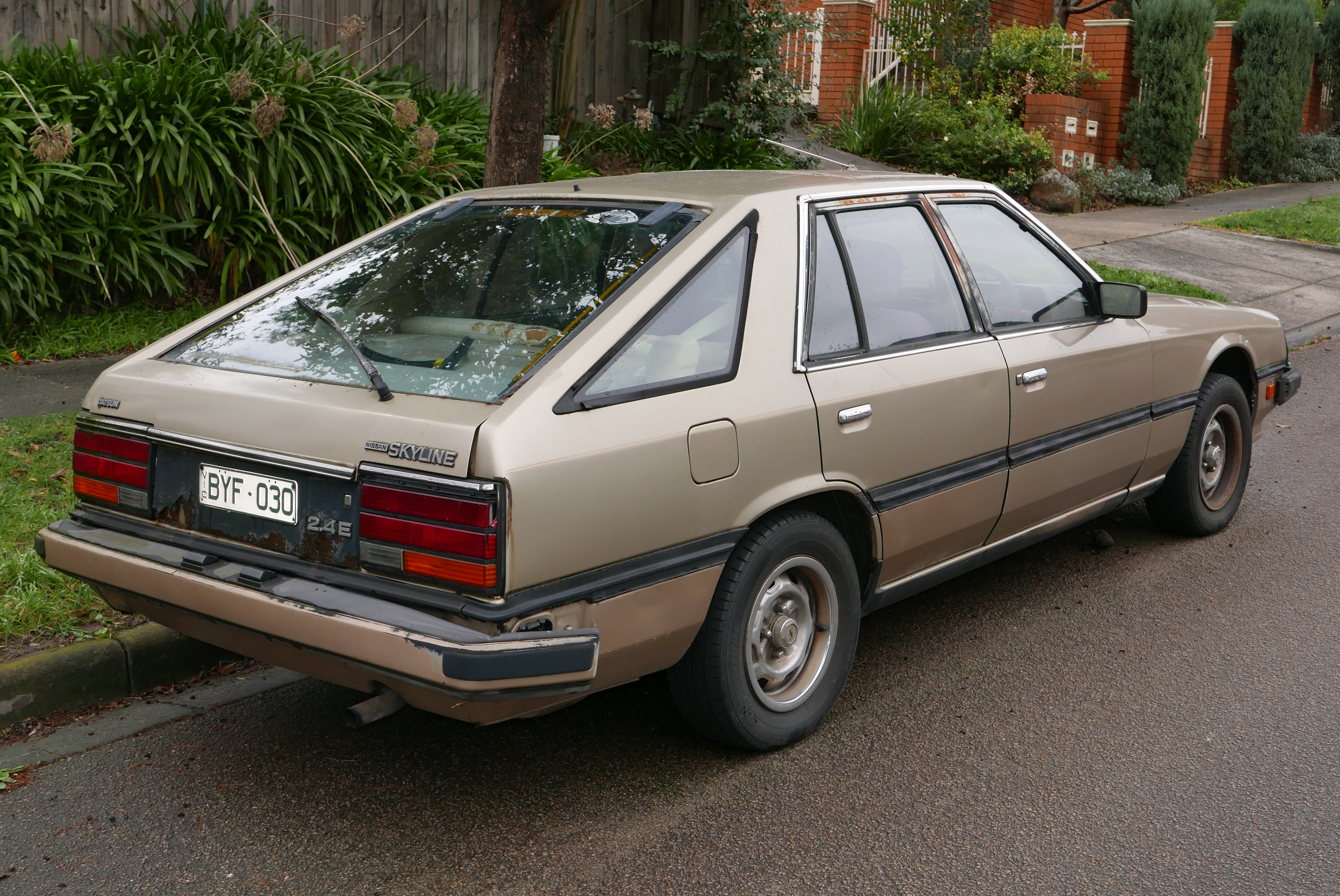
Nissan Skyline 1983

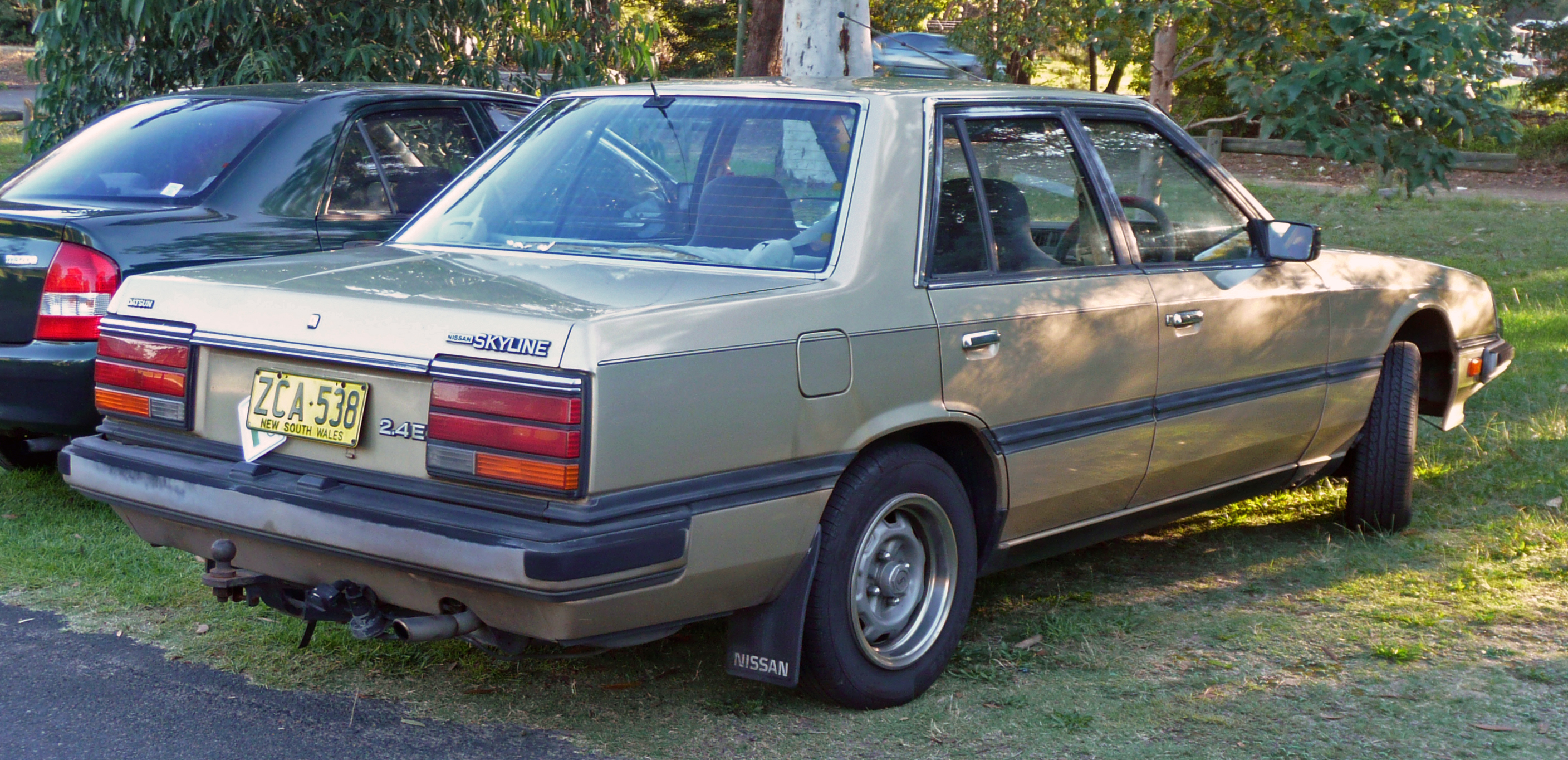
Nissan Skyline sedán (1981 a 1983)

Los nombres se adaptaron al nombre del mercado japonés y de todo el mundo con el lanzamiento del R30 en agosto de 1981, sobre la plataforma del C31 Laurel. A diferencia de sus generaciones anteriores, las versiones de 4 y 6 cilindros ahora compartían la misma longitud, así como morro y culo. El R30 estaba disponible con carrocería dos puertas cupé de capota dura, 4 puertas sedán, cinco puertas compacto (solo para la generación R30) y guayín de 4 puertas. En total hubo 26 variantes del R30 Skyline disponibles.
Todas las versiones, excepto la ranchera, normalmente llevaban cuatro luces traseras redondas, que se convirtieron en una característica normal del diseño del Skyline. La versión ranchera tenía unos pilotos distintos y ycarecía de turbo; tampoco tenía la posibilidad de montar el motor de 6 cilindros. De hecho recordaba más al Nissan Sunny que al Skyline. La versión dos puertas cupé de capota dura, sin pilares, tenía una ventana de cortesía para los pasajeros de los asientos traseros (característica de los anteriores C10, C110 y C211 cupé), mientras que la versión 4 cuerpas de carrocería tradicional sedán tenía ventanas con marcos. El pliegue de la aleta sobre las ruedas traseras comenzó a aparecer a partir de la segunda generación, denominado como «línea de surf», al parecer se perdió en esta generación.
Había varias configuraciones de motor disponibles, desde la versión 103 kW con un árbol de levas y 6 cilindros turbo L20ET a las versiones de 4 cilindros Z18S y 6 cilindros LD28 diésel. El nuevo motor 16 válvulas con doble árbol de levas FJ20 debutó a finales de 1981 y fue el primer motor 4 cilindros japonés en emplear más de 2 válvulas por cilindro. Los Nissan Gloria y Laurel también usaron el motor L.
El R30 tuvo un lavado de cara en agosto de 1983 y varios cambios; ahora los freno de disco a las 4 ruedas venía de serie en todos los modelos. El motor Z18S de 4 cilindros se reemplazó por el nuevo CA18E. Entre otras características se mejoró el interior, se aplicaron frontal y parachoques trasero nuevos, se aplicaron espejos en las puertas (reemplazando los retrovisores clásicos) y pilotos ahumados.
Durante 1983 se lanzó la versión R30 Paul Newman Version para conmemorar la asociación entre Nissan y el actor Paul Newman, quien promocionó dicho modelo y corrió para la compañía durante finales de los 70 y principios de los 80. El Newman Skyline es un GT-ES turbo de alto rendimiento con la firma gravada y pegatinas.
El mercado de exportación recibió también motores más grandes (aunque menos potentes), como el 2.4 y 2.8 de 6 cil. en línea con carburadores de doble cuerpo Hitachi, dando 120 CV (88 kW) o 139 CV (102 kW). El 2.8 se añadió en septiembre de 1982.

### Australia
Nissan Australia lanzó el R30 sedán en noviembre de 1981, con aire acondicionado, radiocasete AM/FM, reloj digital, intermitentes y cambio manual de 5 velocidades o automático de 3 velocidades. Este se importó completamente desde Japón. Los compactos salieron al mercado en agosto de 1982. El modelo con un lavado de cara se lanzó en Australia durante noviembre de 1983. Notablemente, los diseños del R30 vendidos en Australia y Nueva Zelanda tenían un estilo más convencional.

### Sudáfrica
A finales de 1982 entró al mercado sudafricano, aquí los Skylines se vendieron como Datsun todavía. Además de los modelos de 2 litros (sedán y compacto), el R30 Datsun Skyline también estaba disponible con el motor 2.8 del GTX (solo para cupé). Junto al anagrama de Nissan se añadió «2.8 GLX», con un carburador Hitachi de doble cuerpo. También había una versión GL y en mayo de 1984, llegó la versión 4 puertas GT. Más deportiva que la GLX, con una suspensión mejorada y un carburador Weber. La versión sudamericana se modificó ligeramente en 1986, con una versión 2.8 SGL reemplazando GLX y la GT descontinuada. La transmisión automática estuvo disponible en el GTX y el SGLi sedán (que no se ofrecía en manual). El R30 se reemplazó por el R31 Skyline a mitad de 1987.

### RS

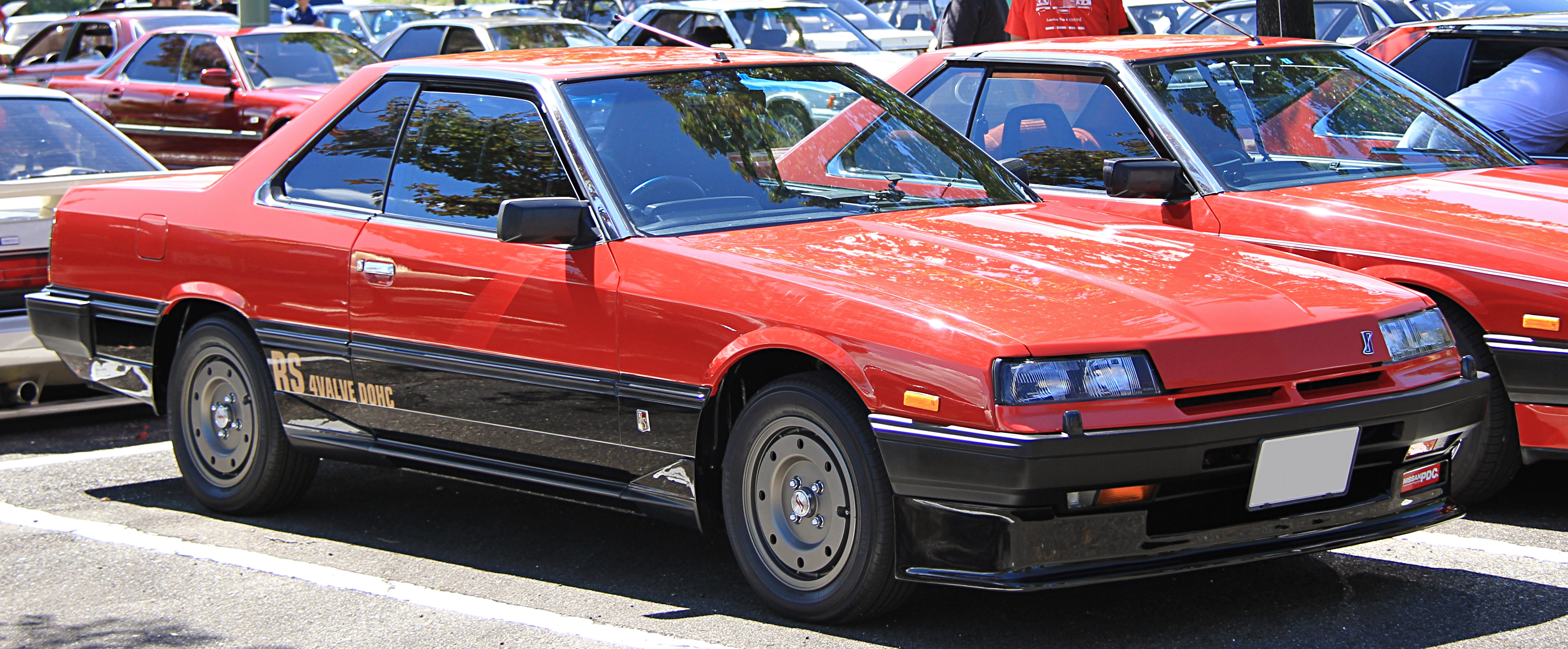
Nissan Skyline RS cupé (DR30), apodado «Iron Mask» (1983 a 1985)

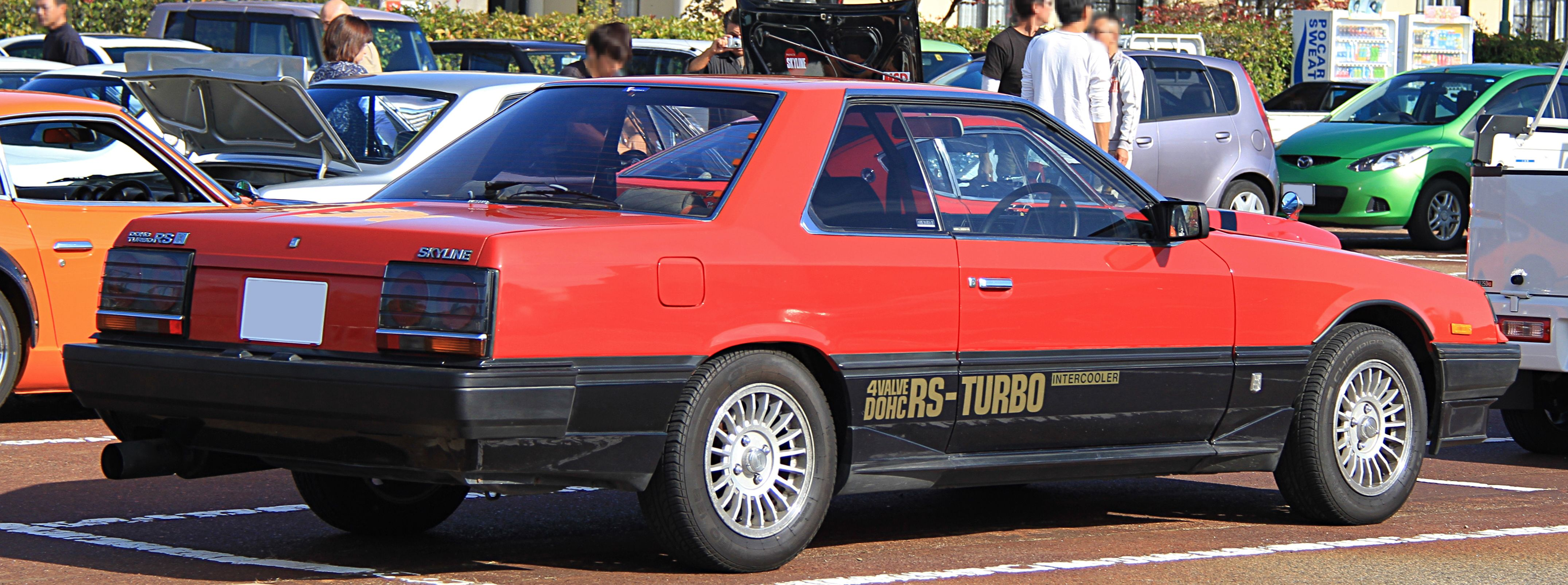
Nissan Skyline 2000 RS-X Turbo cupé (DR30) de 1983 a 1985

A pesar de las similitudes con el motor L20ET de los modelos GT-ES, la versión del Skyline inicialmente conocida como 2000RS se lanzó el 2 de octubre de 1981 como bólido de carreras aligerado, sin extras de lujo incluidos (con un peso de 1130 kg (2491 lb)). Estos modelos montaban el motor con doble árbol de levas atmosférico con 4 válvulas por cilindro FJ20E, dando 110 CV a 6 000 rpm y 181 Nm de par a 4 800 rpm. La designación oficial del chasis de Nissan para modelos FJ20 fue DR30.
En febrero de 1983 el DR30 recibió mejoras significativas, como la introducción de un turbo en el motor FJ20ET 2000RS-Turbo. Los frenos delanteros se mejoraron para aumentar su rendimiento. Ahora con 140 CV a 6 400 rpm y 225 N·m (166 lb·pie) de par a 4 800 rpm, el FJ20ET.
Nissan buscaba aumentar el estatus del Skyline DR30 como buque insignia, para hacerlo destacar sobre el resto de modelos Skyline, en agosto de 1983. El equipamiento interior se mejoró con elevalunas eléctricos, aire acondicionado, dirección asistida, etc. como básico en el modelo RS-X, control antideslizante, luces antiniebla. Pero el detalle más significativo del RS fue su parrilla, apodado Tekkamen (鉄仮面) o Iron Mask por sus fanes. 
En 1984 se realizaron otras mejoras, la más destacable el añadir el intercooler de refrigeración por aire permitiendo la compresión 8.5:1 (en lugar de 8.0:1), aumentando el rendimiento del motor FJ20ET aumentando su potencia a 205 CV (151 kW; 202 HP) a 6 400 rpm y 245 N·m (180,7 lb·pie) de par 4 400 rpm. Este modelo fue apodado Turbo C. 
Se añadió una opción de transmisión automática en 1984.

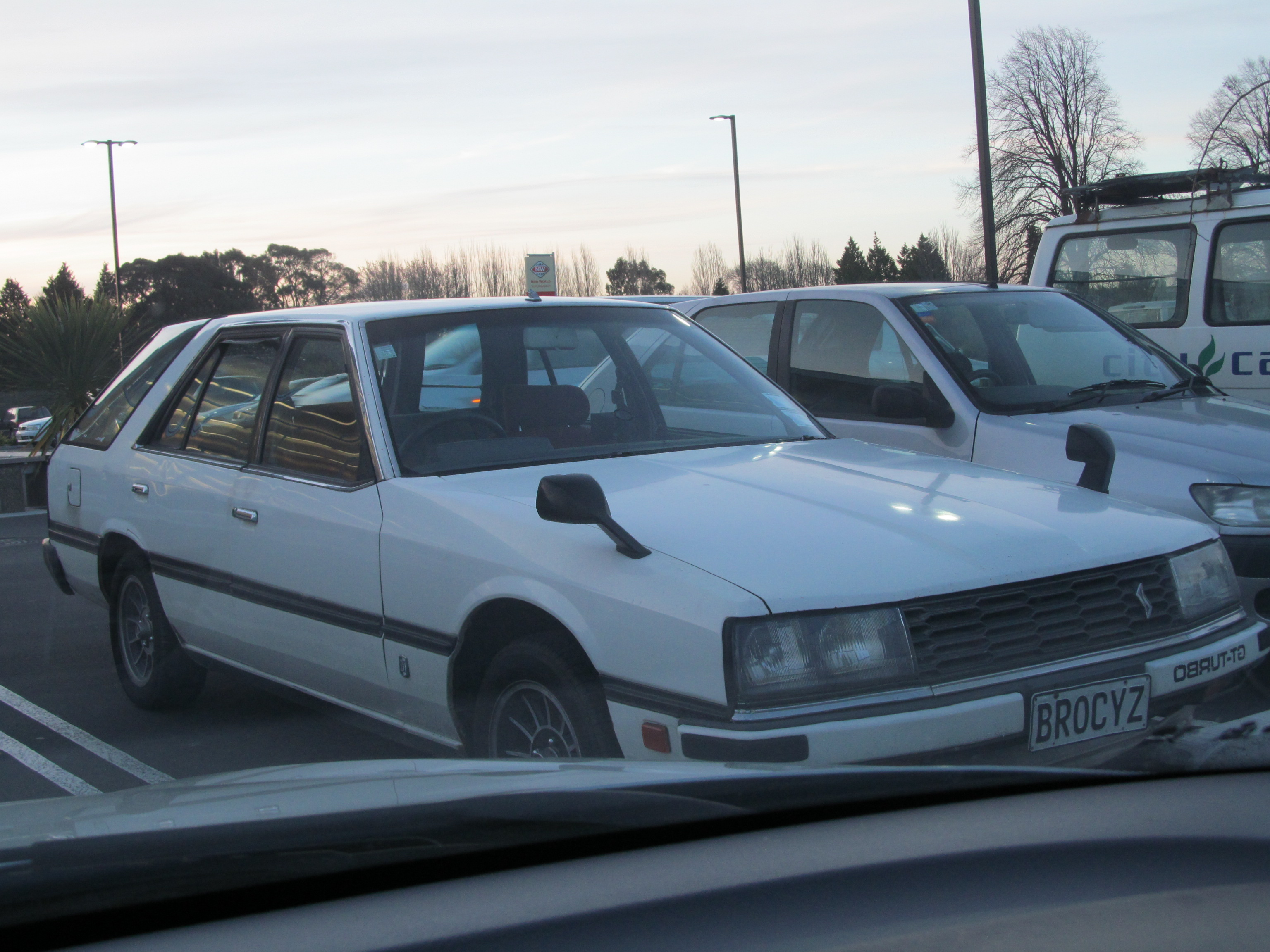
Nissan Skyline 2.0D 1987 (R30)

Hasta el día de hoy el Skyline R30 con FJ20 sigue siendo un coche de culto en todo el mundo. Esto conllevó la reintroducción del legendario emblema GT-R, que se echaba en falta desde la producción del Skyline C110 de 1973.
El DR30 logró erigirse como vehículo de carreras en Australia durante la década de 1980. La empresa Peter Jackson Nissan creó su propio Grupo A en el campeonato de turismos de Australia en 1986, con el piloto George Fury que logró cuatro victorias y quedando a solo 5 puntos del Volvo 240T de Robbie Francevic. Fury volvió a quedar segundo contra BMW en 1986, ganando 4 de 6 rondas. 
El DR30 de 340 CV siguió usándose por corredores privados en Australia hasta 1989.

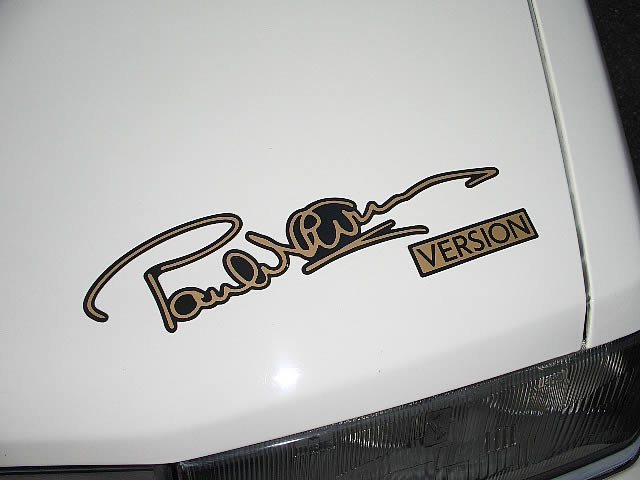
Firma de la versión Paul Newman Version

Modelos:
- 1800TI: 1.8 L Z18S con un árbol de levas y 4 cil. 105 CV (77 kW; 104 HP), modelos posteriores 1.8 L CA18E con un árbol de levas y 4 cil. con 115 CV (85 kW; 113 HP)
- 2000TI: 2.0 L CA20E con un árbol de levas y 4 cil.
- 2000TI: 2.0 L Z20E con un árbol de levas y 4 cil.
- 2000GT y Passage: 2.0 L L20E con un árbol de levas y 6 cil.
- 2000GT Turbo, Passage y Paul Newman Version: 2.0 L L20ET turbo con 6 cil., 140 CV (103 kW; 138 HP)
- RS: 2.0 L FJ20E con doble árbol de levas y 4 cil., 150 CV (110 kW; 148 HP), 181 N·m (133 lb·pie)
- RS-X y RS-X Turbo C: 2.0 L FJ20ET con doble árbol de levas turbo y 4 cil., 190-205 CV (140-151 kW) (187-202 HP), 225-245 N·m (166-181 lb·pie)
- 200D GT: 2.0 L LD20 con un árbol de levas y 4 cil. diésel
- 280D GT: 2.8 L LD28 con un árbol de levas y 6 cil. diésel

## Séptima generación (R31; 1985-1989)
El Skyline R31 de 1985 fue la evolución natural del R30, basada ligeramente en la plataforma del Laurel (C32). El diseño era más largo y cuadrado que los Skyline anteriores. Estuvo disponible en sedán, cupé y ranchera. Se le apodó cariñosamente el «Seventhsu» o «7th Sukairain» por sus fanes.
El Skyline R31 contó con nuevas tecnologías y características. El HR31 fue el primer Skyline en equiparse con el nuevo motor RB. Los HR31 de motor RB se denominaban a veces como motores con tapa de balancies denominada «tapa roja». Había 3 variantes. Las primeras series DOHC, 24 válvulas, motores RB que usaban inyección NICS (Nissan Induction Control System) y un sistema de mariposa que mejoraba el rendimiento en bajas revoluciones. Versiones posteriores usaron el sistema ECCS (Electronically Concentrated Control System), y un turbo algo más grande. El motor RD28, 2.8 de 6 cilindros en línea, con una opción diésel. También se introdujo en el R31 una mejora tecnológica a través del sistema de direccion en las cuatro ruedas, llamado "High Capacity Active Steering" (HICAS). Los R31 fueron el único modelo de Skyline con variante de capota dura. Estos modelos fueron generalmente denominados con el anagrama Passage GT.
El Skyline R31 también se produjo en Australia, con un motor 3.0 L (RB30E) disponible en sedán y ranchera, así como una versión de 4 cilindros llamada Nissan Pintara. La ranchera tenía el mismo frontal que la versión cupé y sedán, pero por la parte trasera se diferenciaba en que los pilotos traseros eran cuadrados y se compartían Pintara. Estos se fabricaron en Australia debido a las duras leyes de importación que encarecían estos transportes.
Se fabricaron 29 305 Nissan Skyline R31 que se vendieron en Sudáfrica con 4 puertas entre 1987 y 1992. Estos fueron los últimos Skyline vistos en Sudáfrica. 

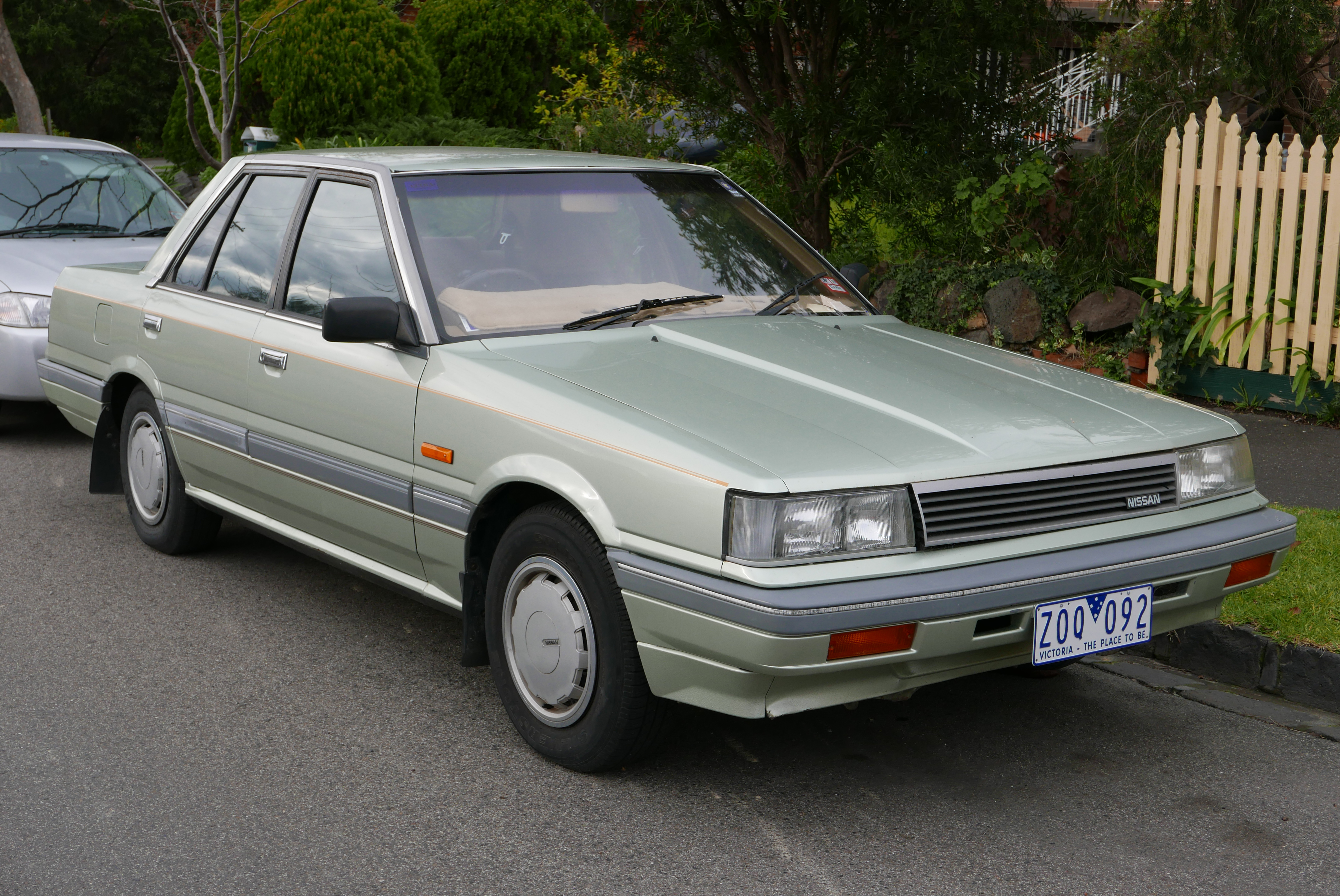
Nissan Pintara GXE sedán (1986)
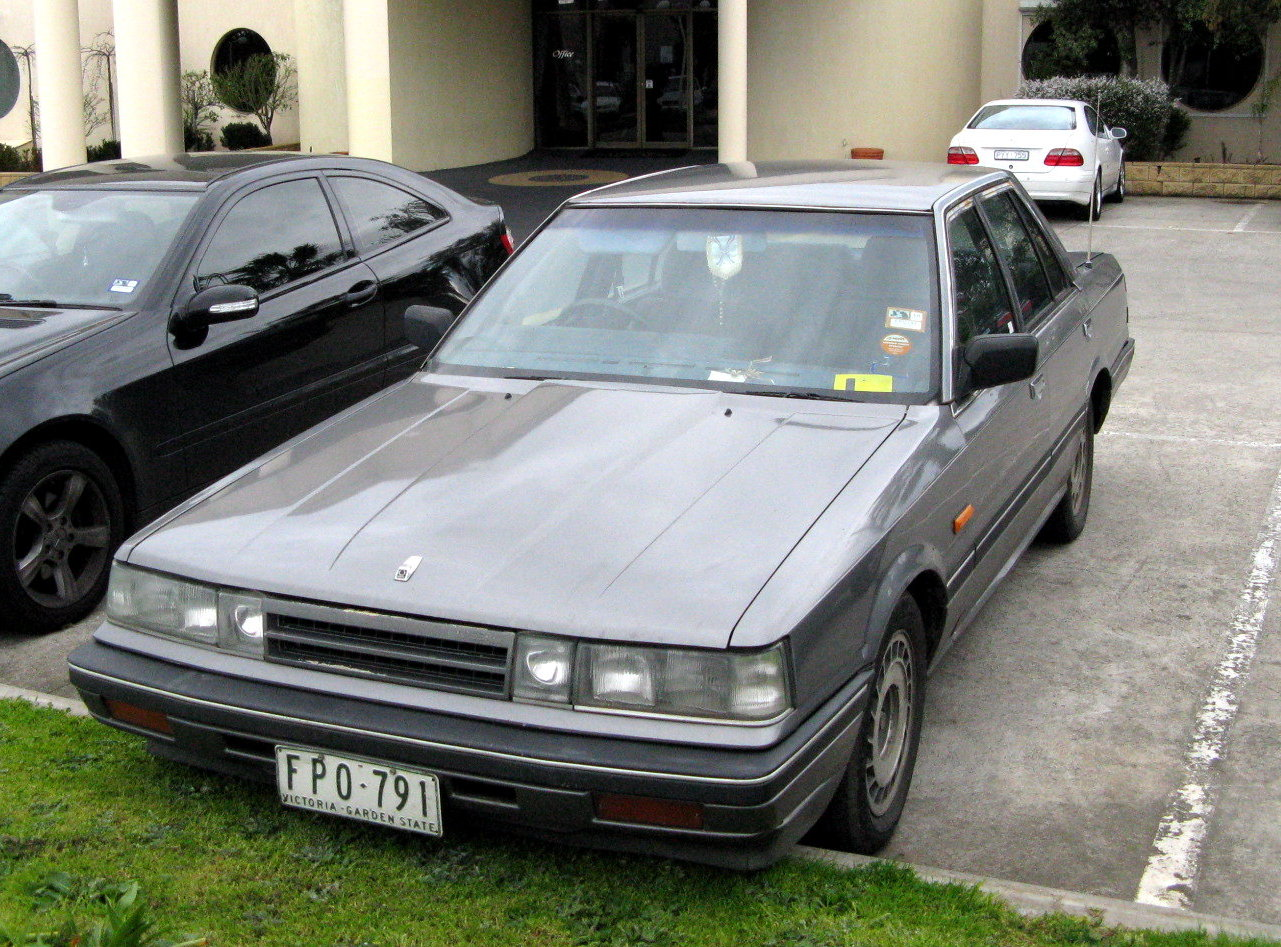
Nissan Skyline Ti sedán (1986 a 1988)
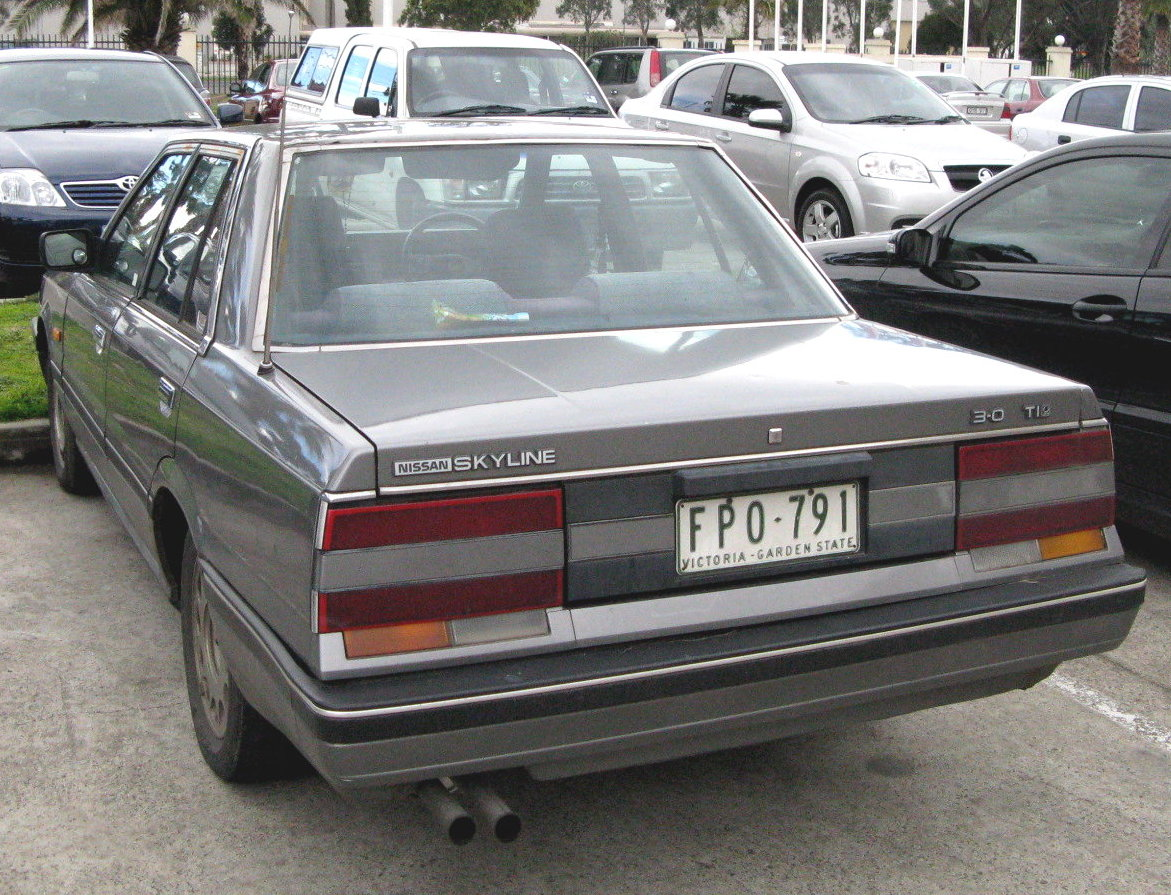
Nissan Skyline Ti sedán (1986 a 1988)
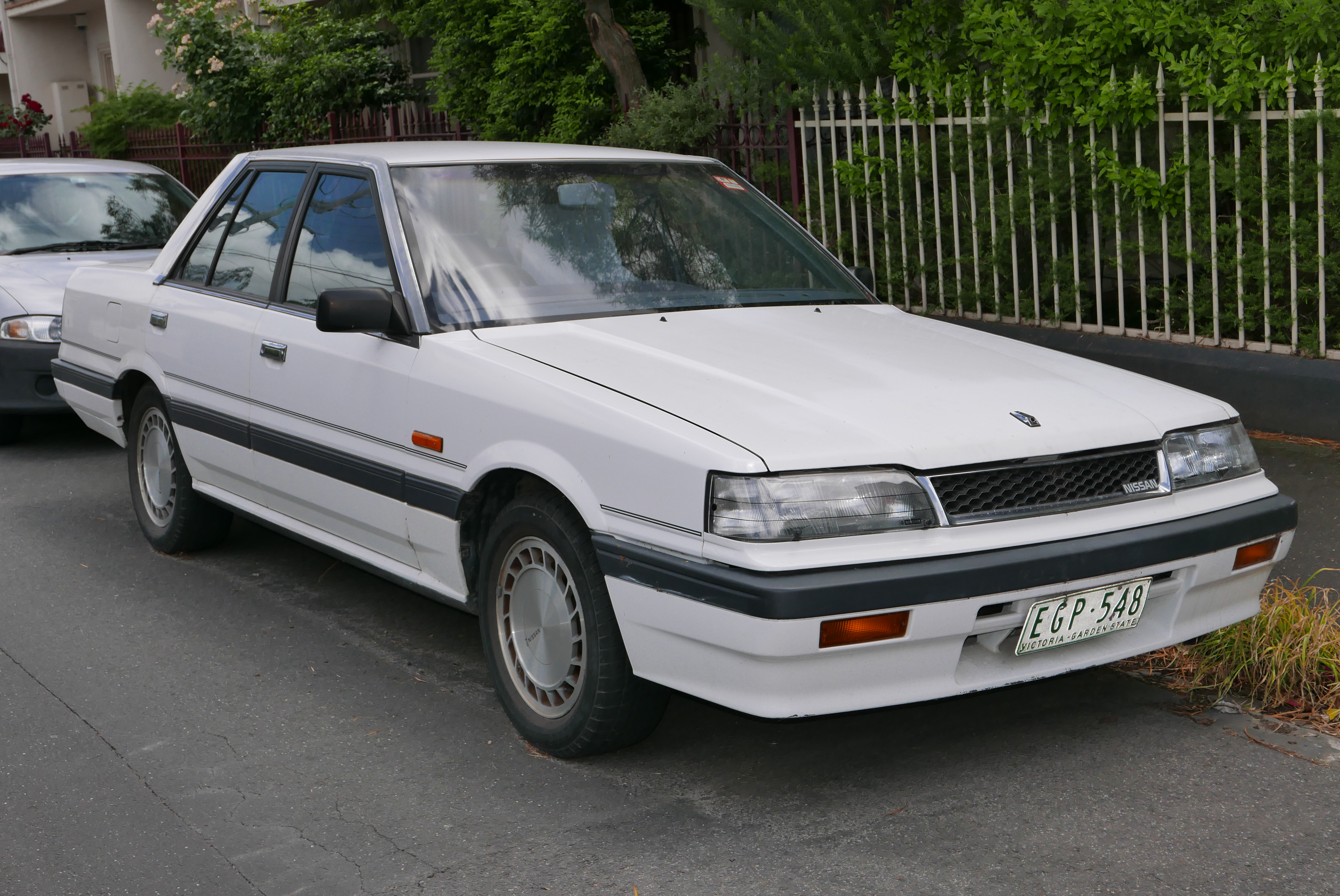
Nissan Skyline Ti sedán (1988 a 1990)
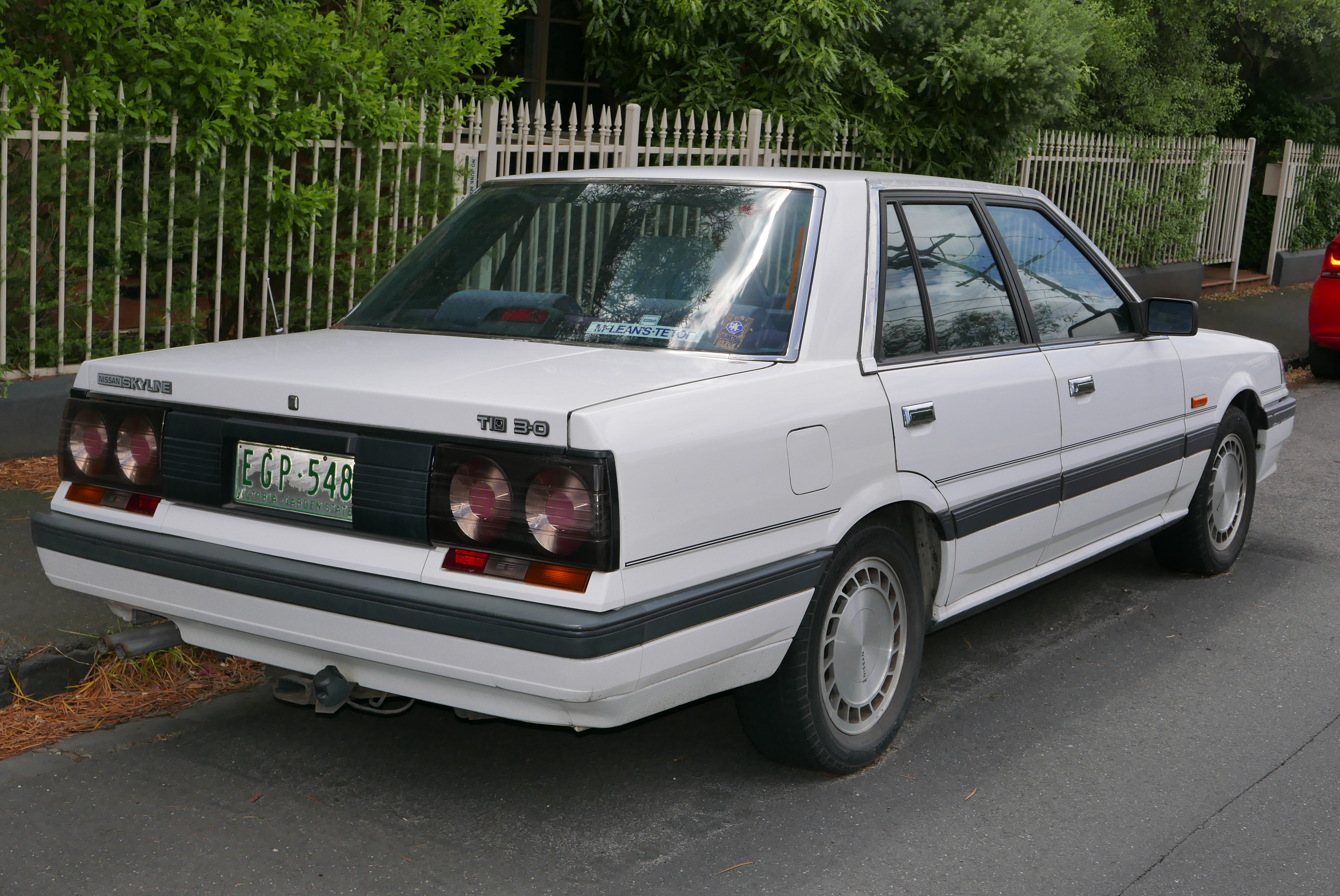
Nissan Skyline Ti sedán (1988 a 1990)
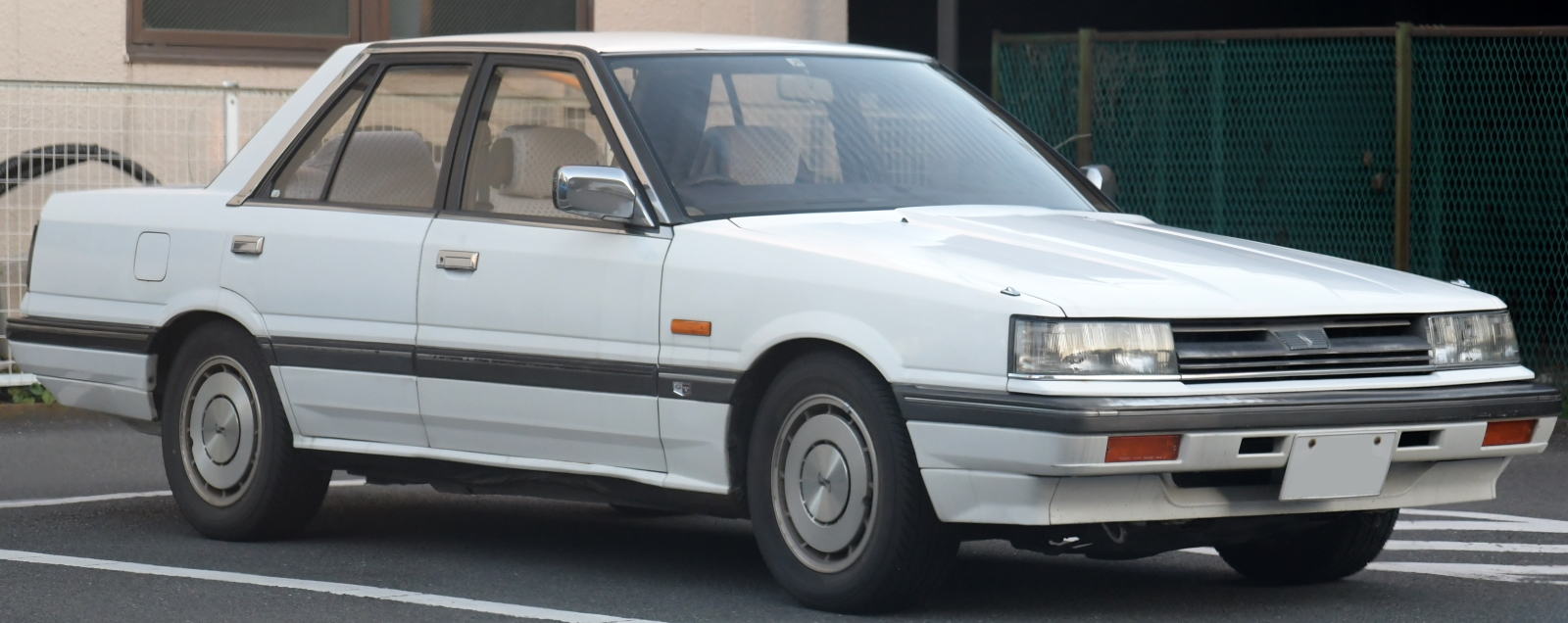
Nissan Skyline GT Passage (1985 a 1987)
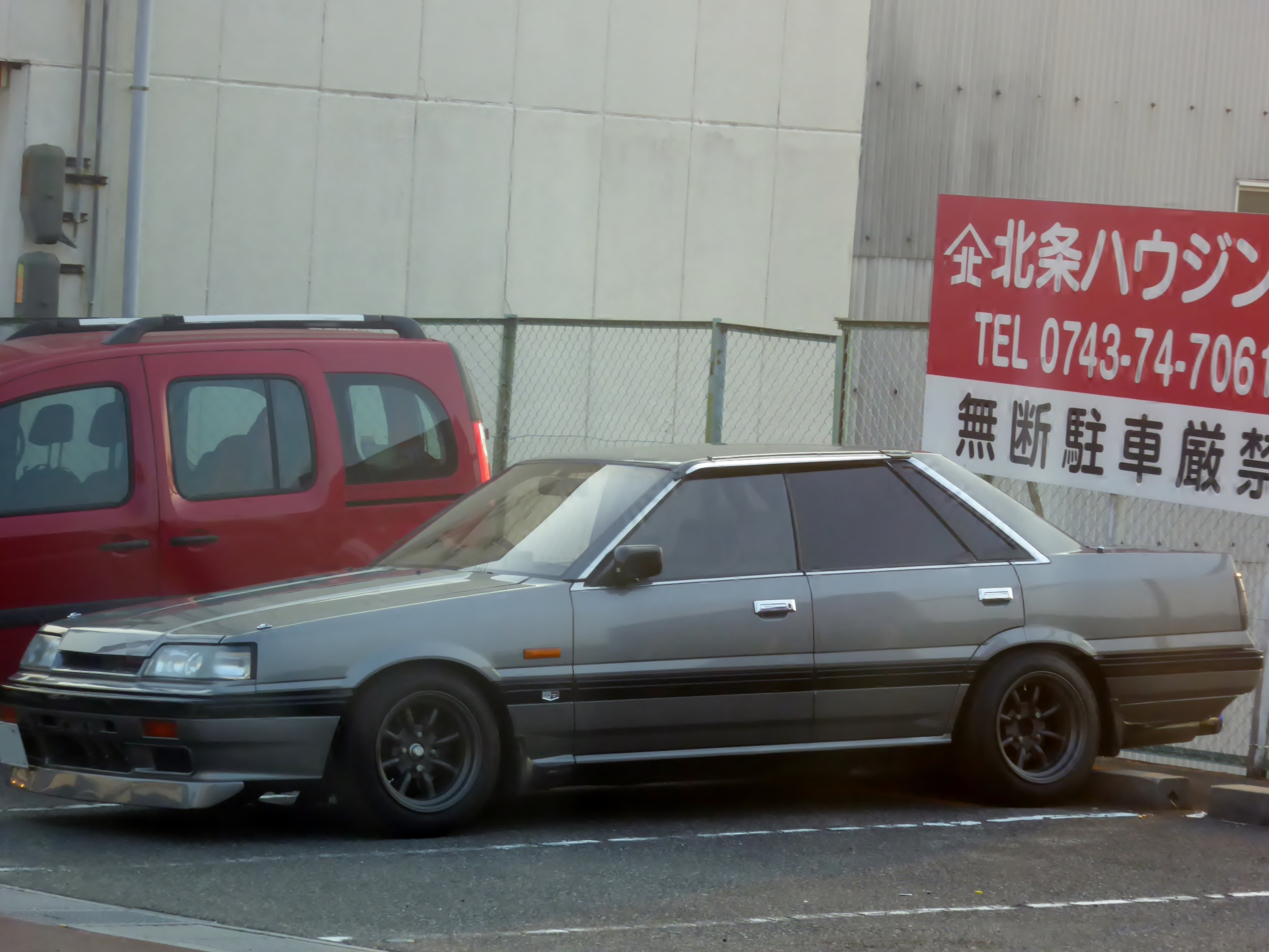
Nissan Skyline sedán (1985 a 1987) tuneado
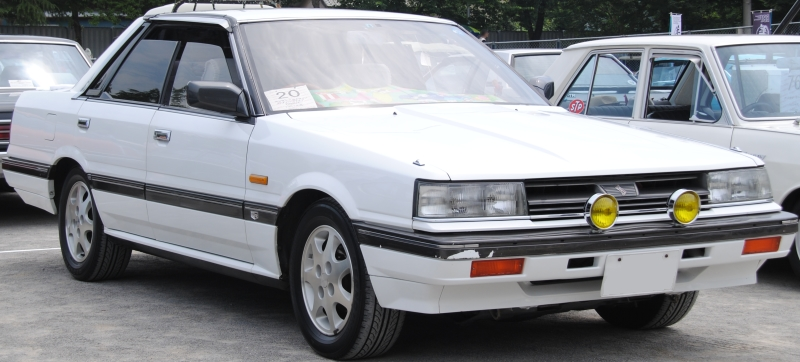
Nissan Skyline GT Passage sedán (1985 a 1987)
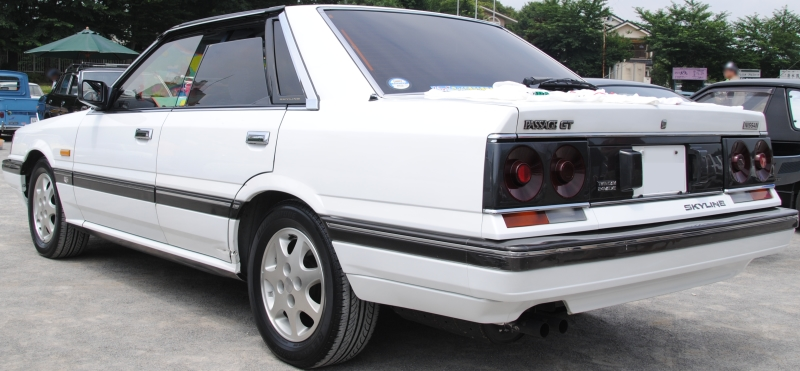
Nissan Skyline GT Passage sedán (1985 a 1987)
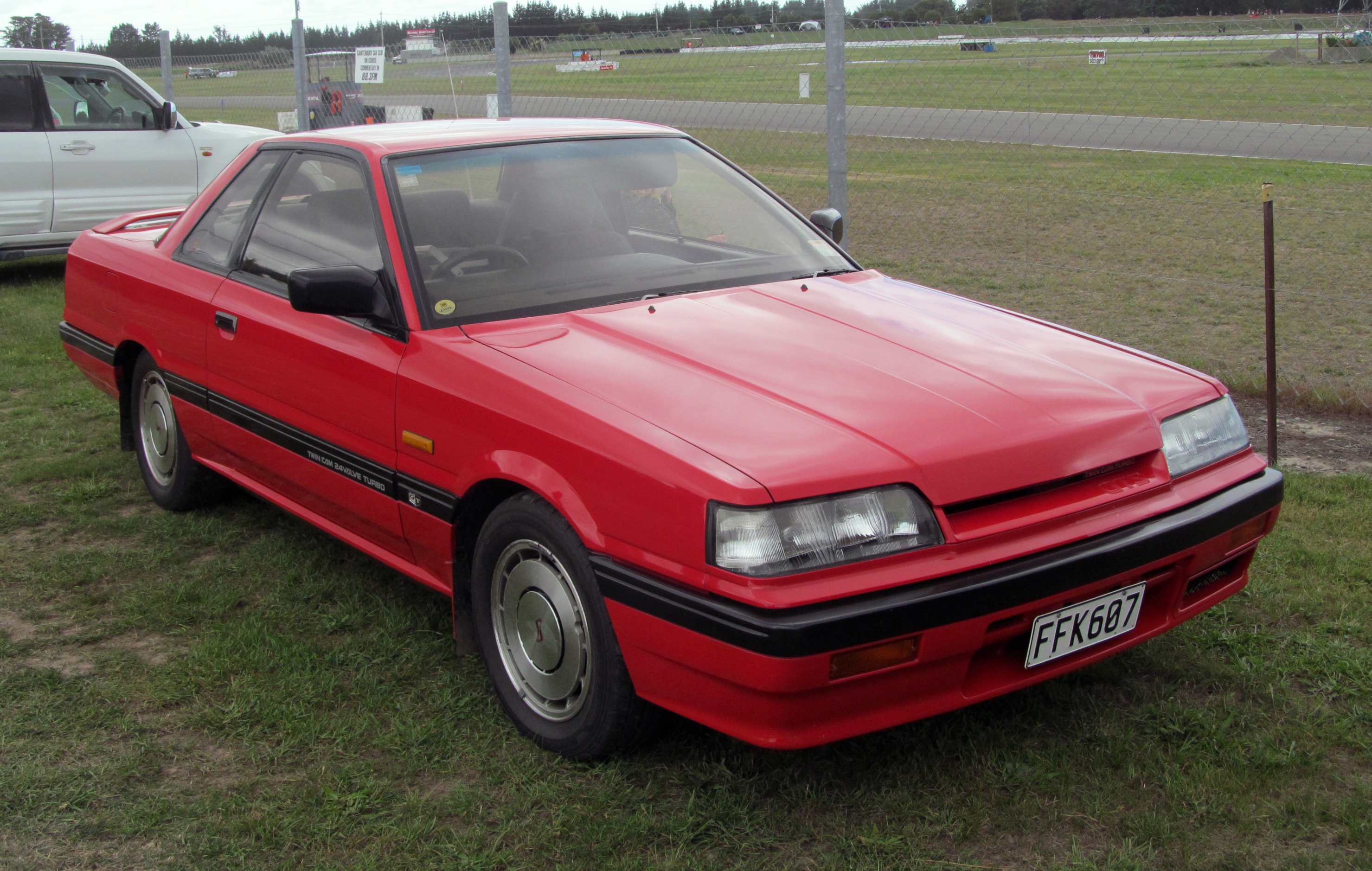
Nissan Skyline GTS-X cupé (1986 a 1989)
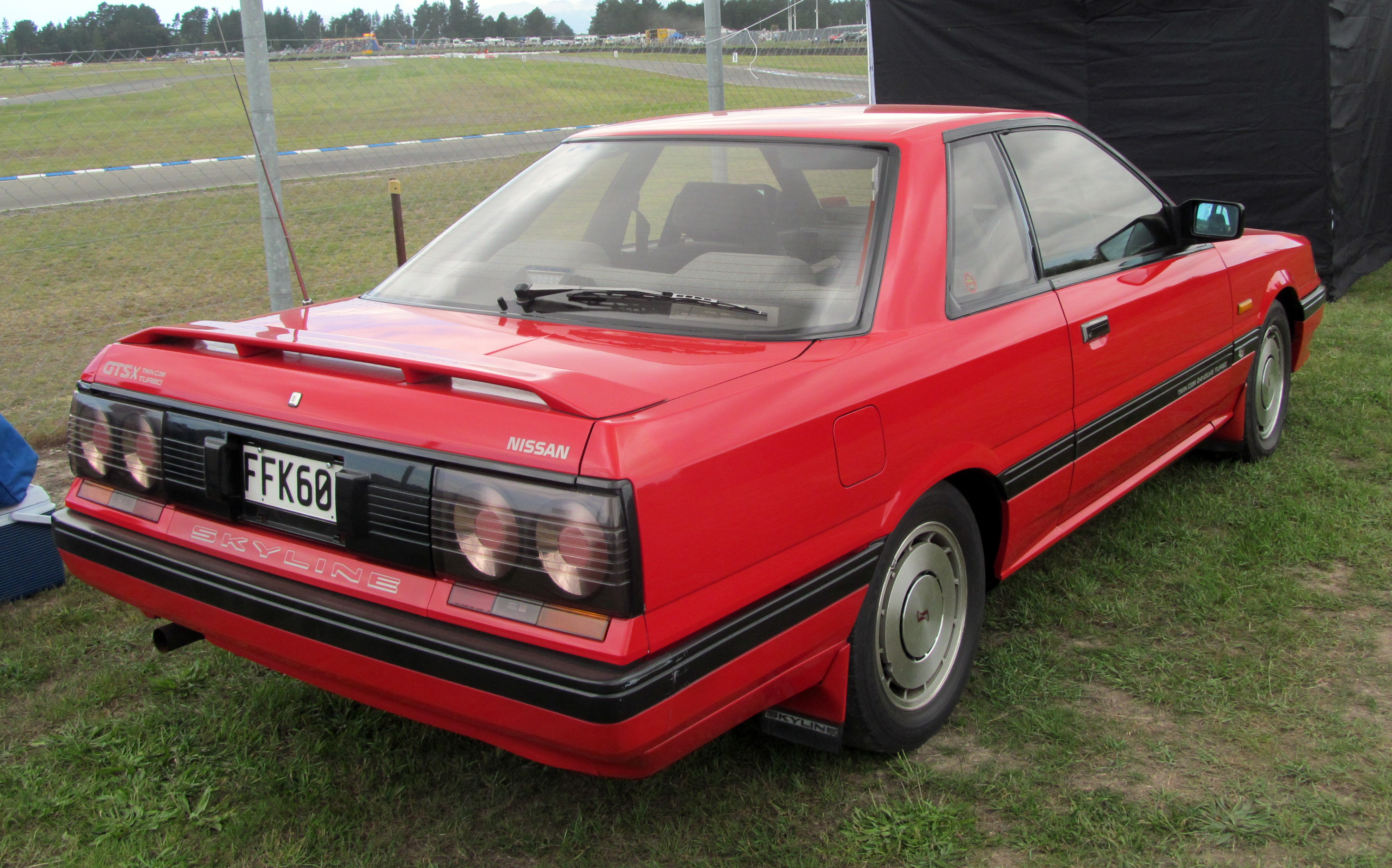
Nissan Skyline GTS-X cupé (1986 a 1989)
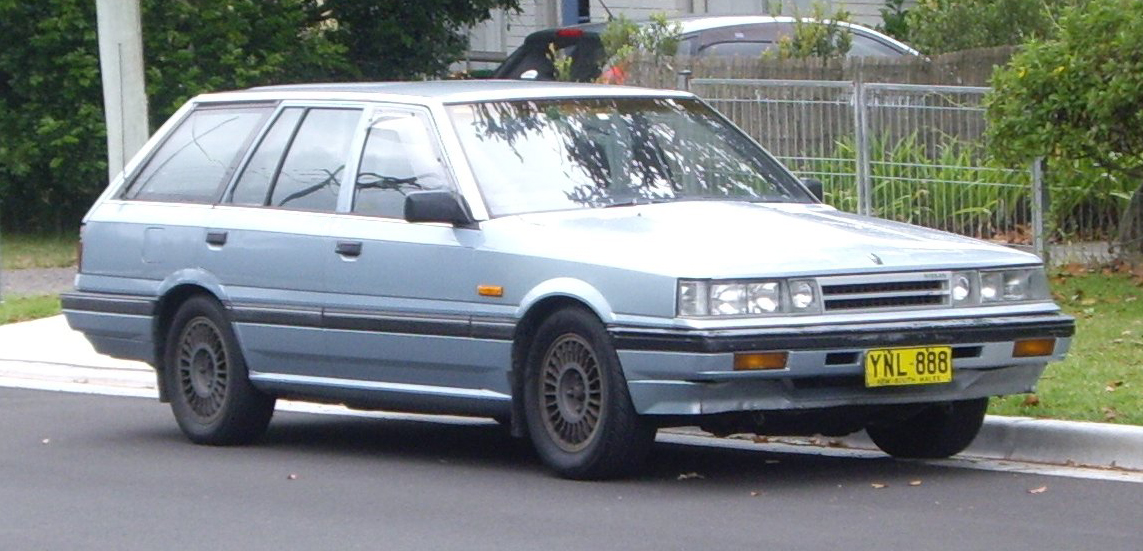
Nissan Skyline GX guayín de 1986 a 1988
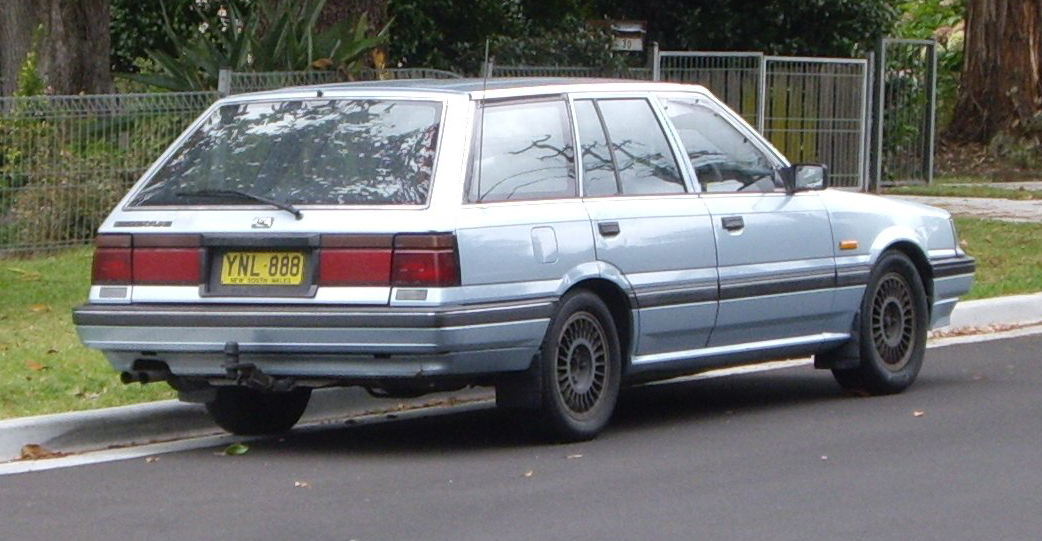
Nissan Skyline GX guayín de 1986 a 1988
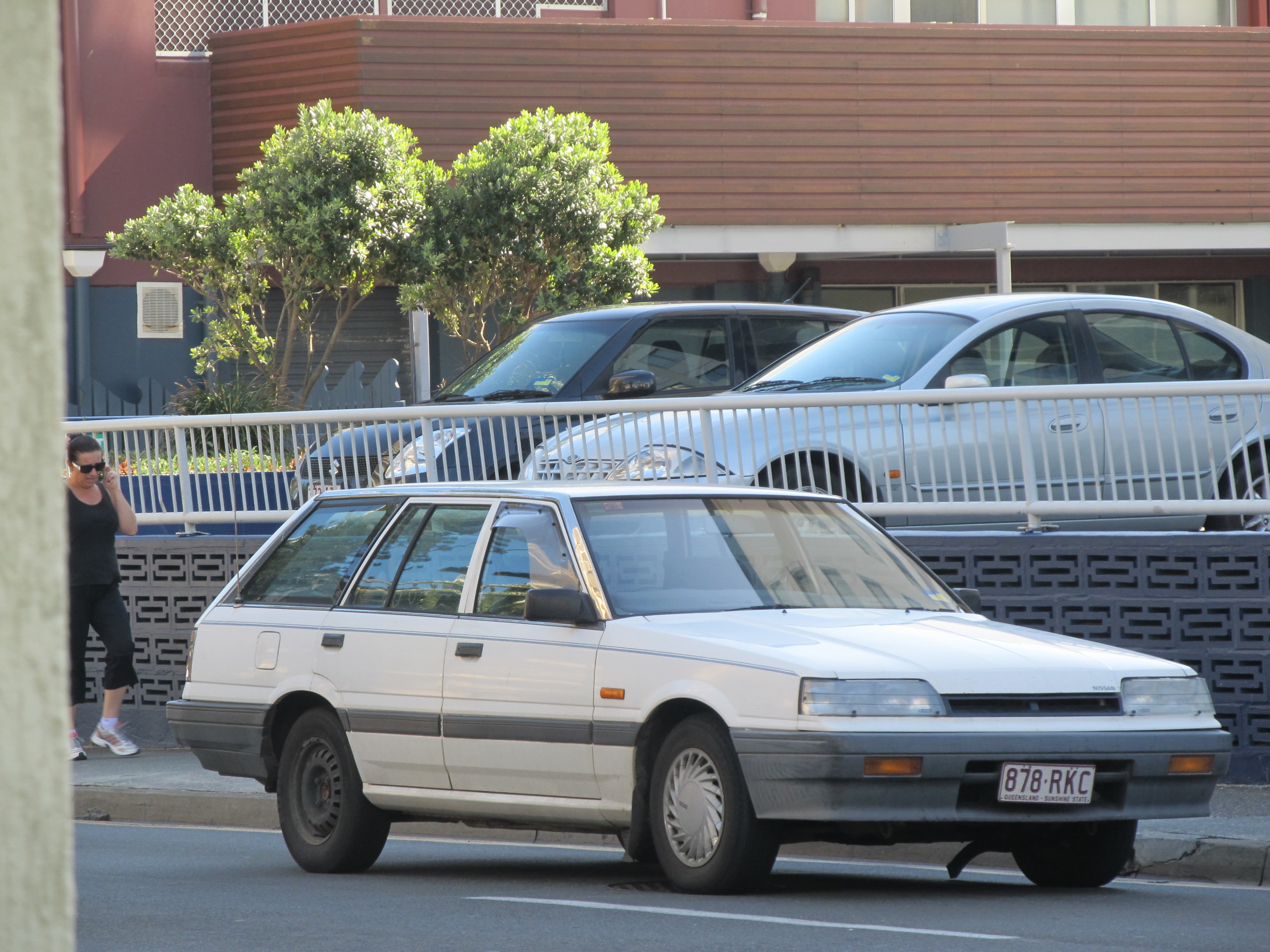
Nissan Skyline GXE guayín de 1988 a 1990
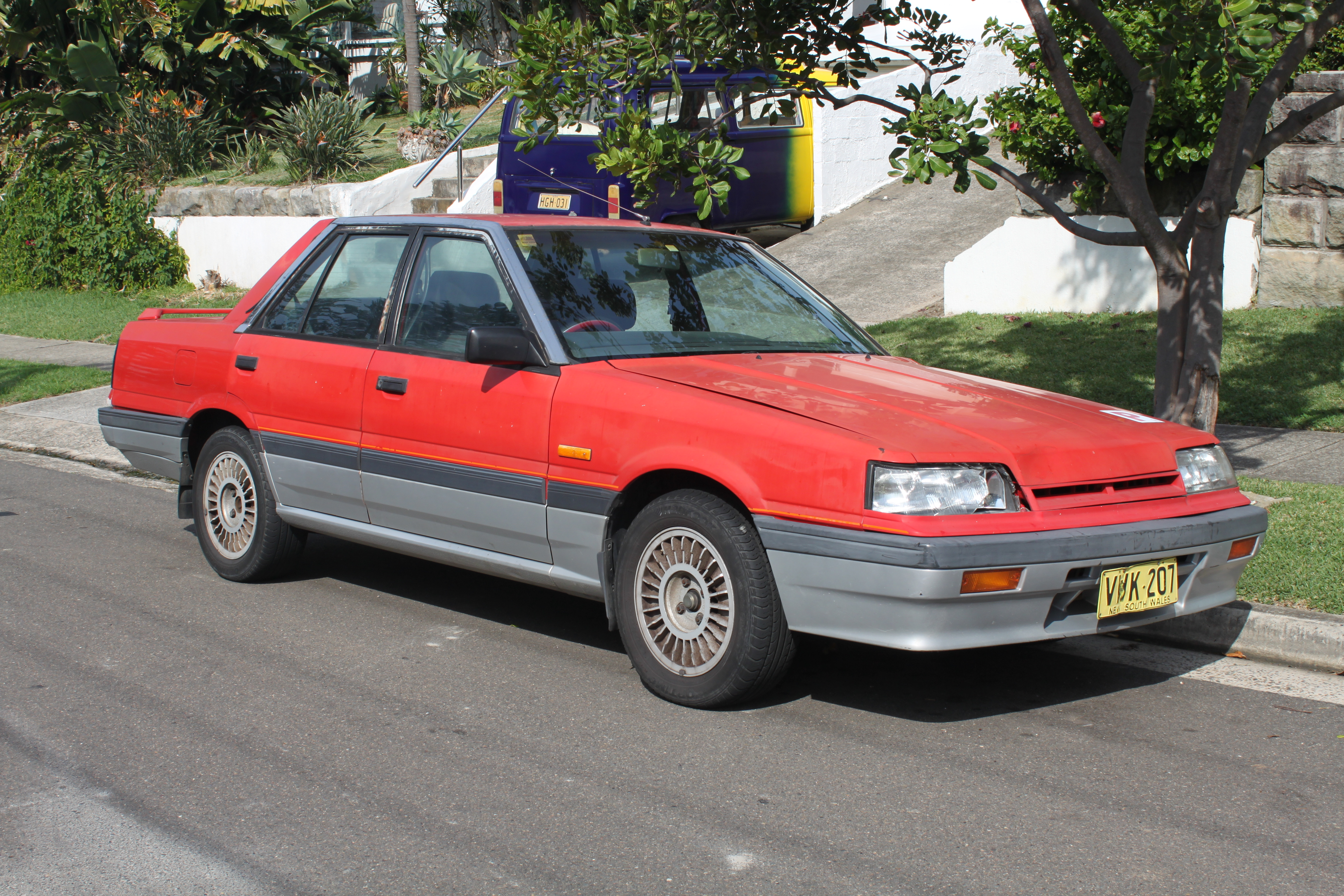
Nissan Skyline Silhouette (1988 a 1990)
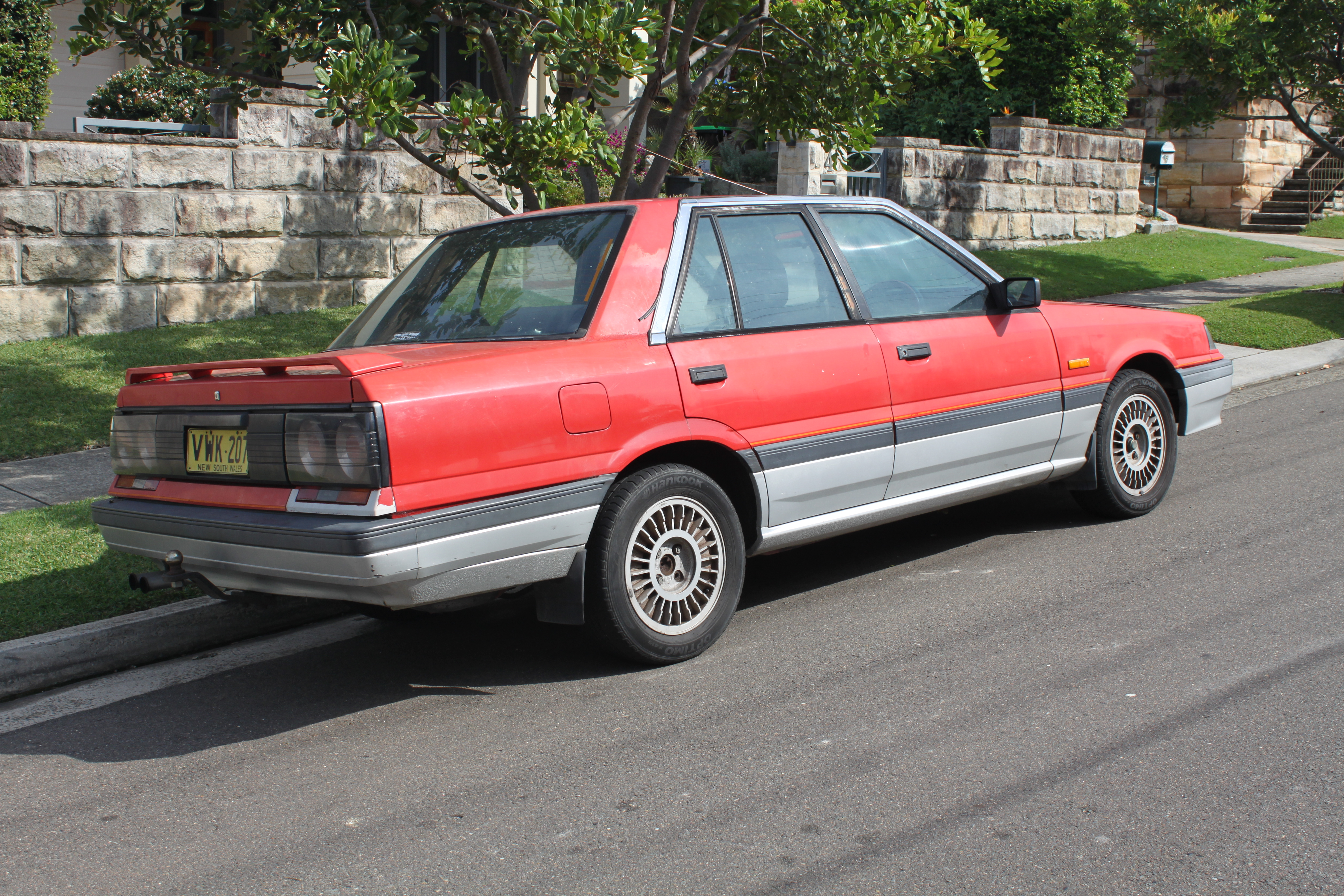
Nissan Skyline Silhouette (1988 a 1990)
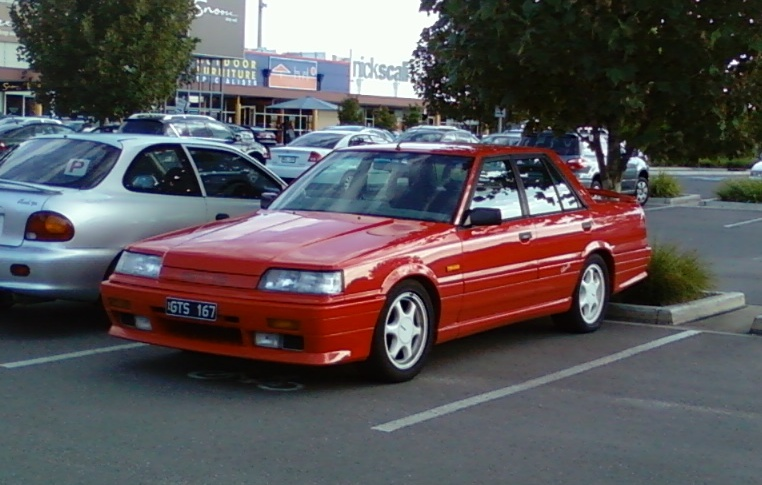
Nissan Skyline Silhouette GTS2
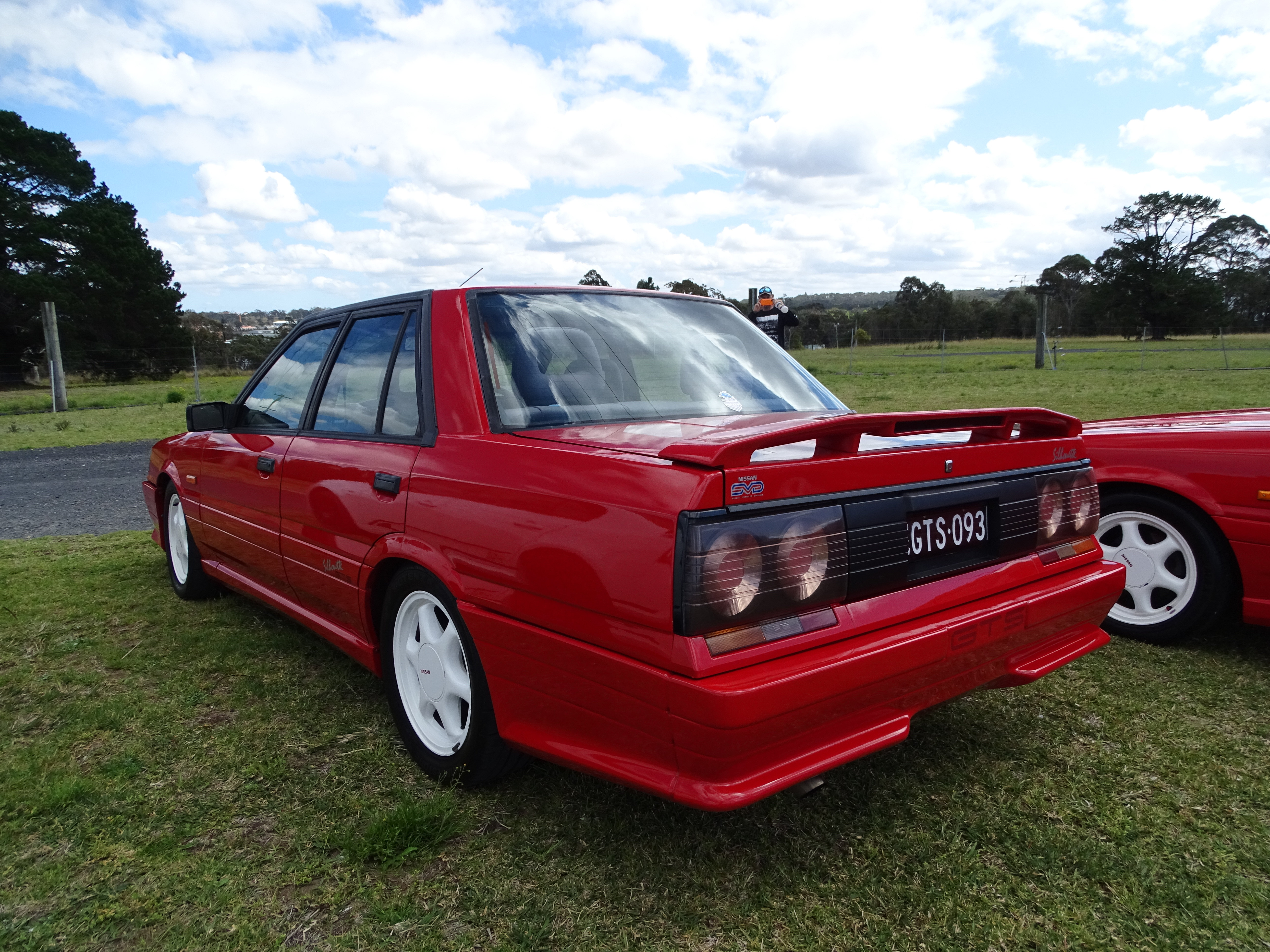
Nissan Skyline Silhouette GTS2

### GTS-R

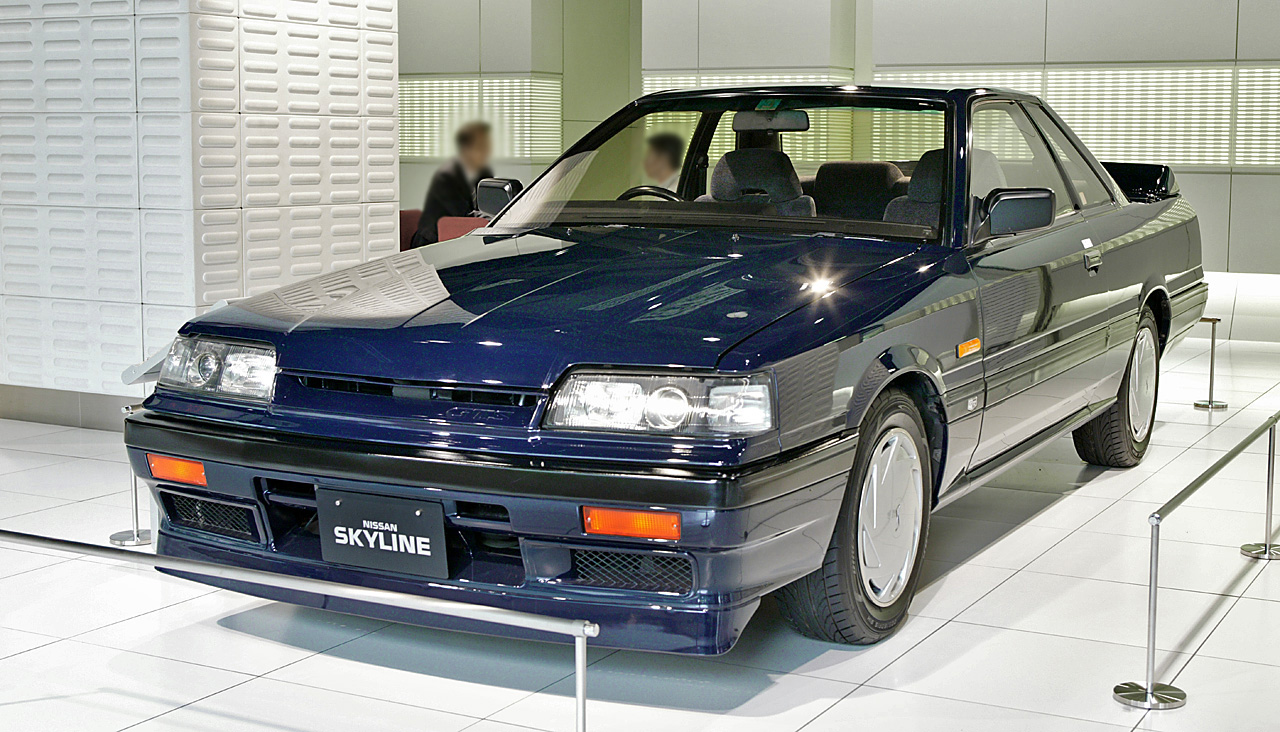
Nissan Skyline 2000 GTS-R (HR31)

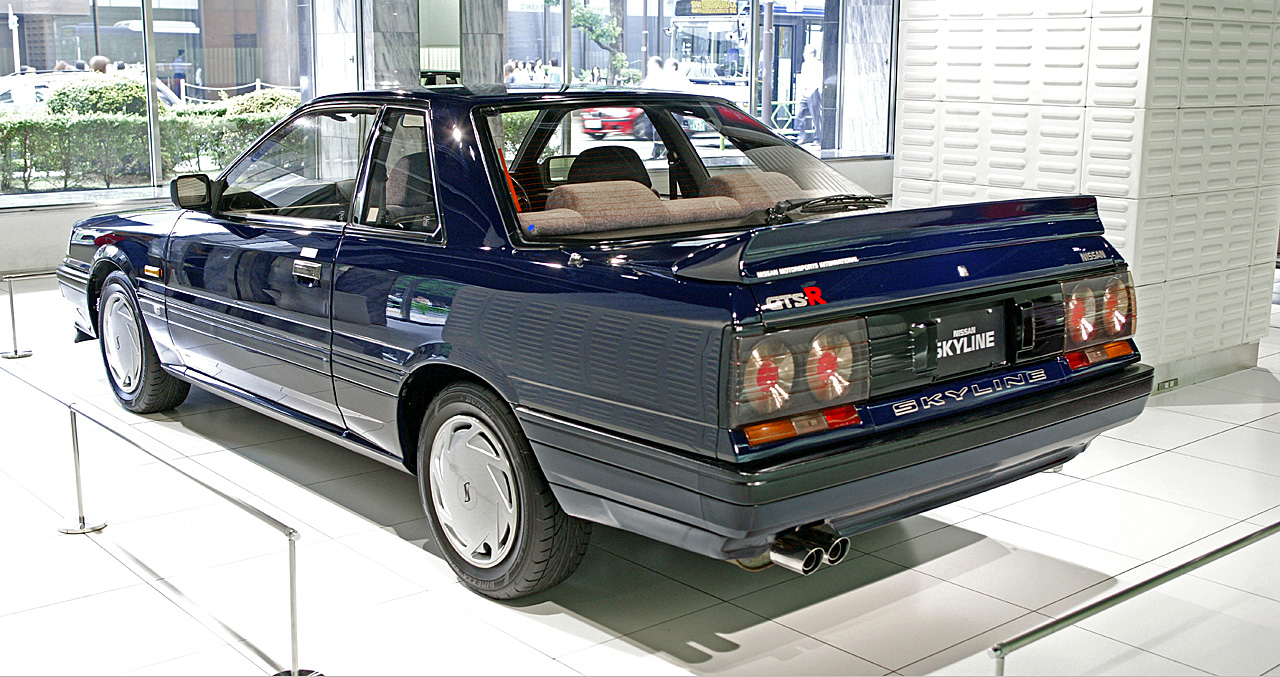
Nissan Skyline 2000 GTS-R (HR31)

La versión definitiva del R31 fue la RB20DET-R del HR31 GTS-R cupé del cual se fabricaron 823 unidades para permitir la homologación para carreras de Grupo A. A finales de 1987 se lanzó la versión remasterizada del RB20DET normal con un turbo más grande con admisión tubular de acero y un intercooler mucho mayor que daba 210 CV (154 kW; 207 HP), con versiones de 430 CV (316 kW; 430 CV) para Grupo A, lo que eran aún 110 CV (81 kW; 110 CV) menos que los Grupo A de la época.
Jim Richards y Mark Skaife condujeron el Skyline GTS-R de Gibson Motor Sport a la victoria en 1989 Sandown 500 en Australia. Richards también usó el GTS-R en 6 de 8 carreras para ganar. Fue la primera victoria del Australian Touring Car Championship para Nissan, tras el segundo puesto de George Fury en 1983 y 1986 y la segunda posición de Glenn Seton en 1987.

### Modelos
Mercado japonés:
- 1800 C, 1800 Excel y 1800 Passage: 1.8 L CA18S con un árbol de levas en cabeza y 4 cil., 90 CV (66 kW; 90 CV)
- GT Excel D, GT Passage D: 2.8 L diéselRD28 con un árbol de levas en cabeza y 6 cil., 92 CV (68 kW; 92 CV), 173 N·m (128 lb·pie)
- GT Excel, GT Passage : 2.0 L RB20E con un árbol de levas en cabeza y 6 cil., 128 CV (94 kW; 128 CV)
- GT Excel Twin Cam 24V, GT Passage Twin Cam 24V: 2.0 L RB20DE con doble árbol de levas en cabeza y 6 cil., 155 CV (114 kW; 155 CV)
- GT Passage Turbo: 2.0 L RB20ET con un árbol de levas en cabeza, turbo y 6 cil., 167 CV (123 kW; 167 CV), 206 N·m (152 lb·pie)
- GT Passage Twin Cam 24V Turbo: 2.0 L RB20DET con doble árbol de levas en cabeza, turbo y 6 cil., 180 CV (132 kW; 180 CV), 225 N·m (166 lb·pie)
- GTS: 2.0 L RB20DE con doble árbol de levas en cabeza y 6 cil., 155 CV (114 kW; 155 CV)
- GTS Turbo: 2.0 L RB20DET con doble árbol de levas en cabeza y 6 cil., 180 CV (132 kW; 180 CV), 225 N·m (166 lb·pie)
- GTS-X: 2.0 L RB20DET con doble árbol de levas en cabeza, turbo y 6 cil., 190 CV (140 kW; 190 CV), 240 N·m (177 lb·pie)
- GTS-R: 2.0 L RB20DET-R con doble árbol de levas en cabeza, turbo y 6 cil., 210 CV (154 kW; 210 CV), 245 N·m (181 lb·pie)
- GTS Autech: 2.0 L RB20DET-R con doble árbol de levas en cabeza, turbo y 6 cil., 210 CV (154 kW; 210 CV), 245 N·m (181 lb·pie)
- Tommykaira M30: 3.0 L RB30DE con doble árbol de levas en cabeza y 6 cil., 236,5 CV (174 kW; 237 CV), 294 N·m (217 lb·pie)[44]

Mercado australiano:
- Pintara GLi, Executive, GX y GXE: 2.0 L CA20E con 4 cil. en línea, 102 CV (75 kW; 102 CV), 160 N·m (118 lb·pie)
- GX, Executive, GXE, Silhouette, Ti: 3.0 L RB30E con un árbol de levas y 6 cil., 157 CV (115 kW; 157 CV), 252 N·m (186 lb·pie)
- Silhouette GTS1: 3.0 L RB30E con un árbol de levas y 6 cil., 176 CV (129 kW; 176 CV), 255 N·m (188 lb·pie)
- Silhouette GTS2: 3.0 L RB30E con un árbol de levas y 6 cil., 190 CV (140 kW; 190 CV), 270 N·m (199 lb·pie)

Mercado sudafricano:
- 2.0GL, 2.0GLE: 2.0 L CA20S con 4 cil. en línea, 106 CV (78 kW; 106 CV), 163 N·m (120 lb·pie)
- 2.0SGLi: 2.0 L RB20E con un árbol de levas y 6 cil., 115 CV (85 kW; 115 CV), 174 N·m (128 lb·pie)
- 3.0SGLi: 3.0 L RB30E con un árbol de levas y 6 cil., 171 CV (126 kW; 171 CV), 260 N·m (192 lb·pie)

## Octava generación (R32; 1989-1993)
El Skyline R32 debutó en mayo de 1989. Estaba disponible como 2 puertas (cupé) o 4 puertas (hardtop) sedan. todas las demás carrocerías se rechazaron.
El R32 se ofreció varias versiones del los motores RB-series 6 cilindros en línea, que tenía cabezas mejoradas. Además usaron el ECCS(Sistema de control electrónicamente Concentrado) sistema de inyección. También dispone de un modelo con 1,800 cc 4-cilindros modelo GXi. La mayoría de los modelos tenían el sistema HICAS (dirección en las cuatro ruedas). El GTS-25 de 2.5 litros se convirtió en uno de los primeros coches de producción japoneses que contaban con una transmisión automática de 5 velocidades. La versión GTS-t venia con transmisión manual y con configuraciones tipo M, con la tipo M tenía ruedas más grandes de 16 pulgadas, pinzas de freno delanteras de cuatro pistones y traseras de doble pistón, además de otras diferencias menores. El ABS era opcional (Excepto para el GT-R y el GTS-4. El LSD mecánico era estándar en el GTR y LSD viscoso en todos los modelos turbo. Nissan produjo 100 modelos Australianos del R32. En adición, había una versión 4WD del GTS-t Type M, llamado el GTS-4.
No se hicieron modelos en tipo vagonetas como el Nissan Avenir, fueron reemplazadas por el Stagea en 1996, cuando llegó el R33.

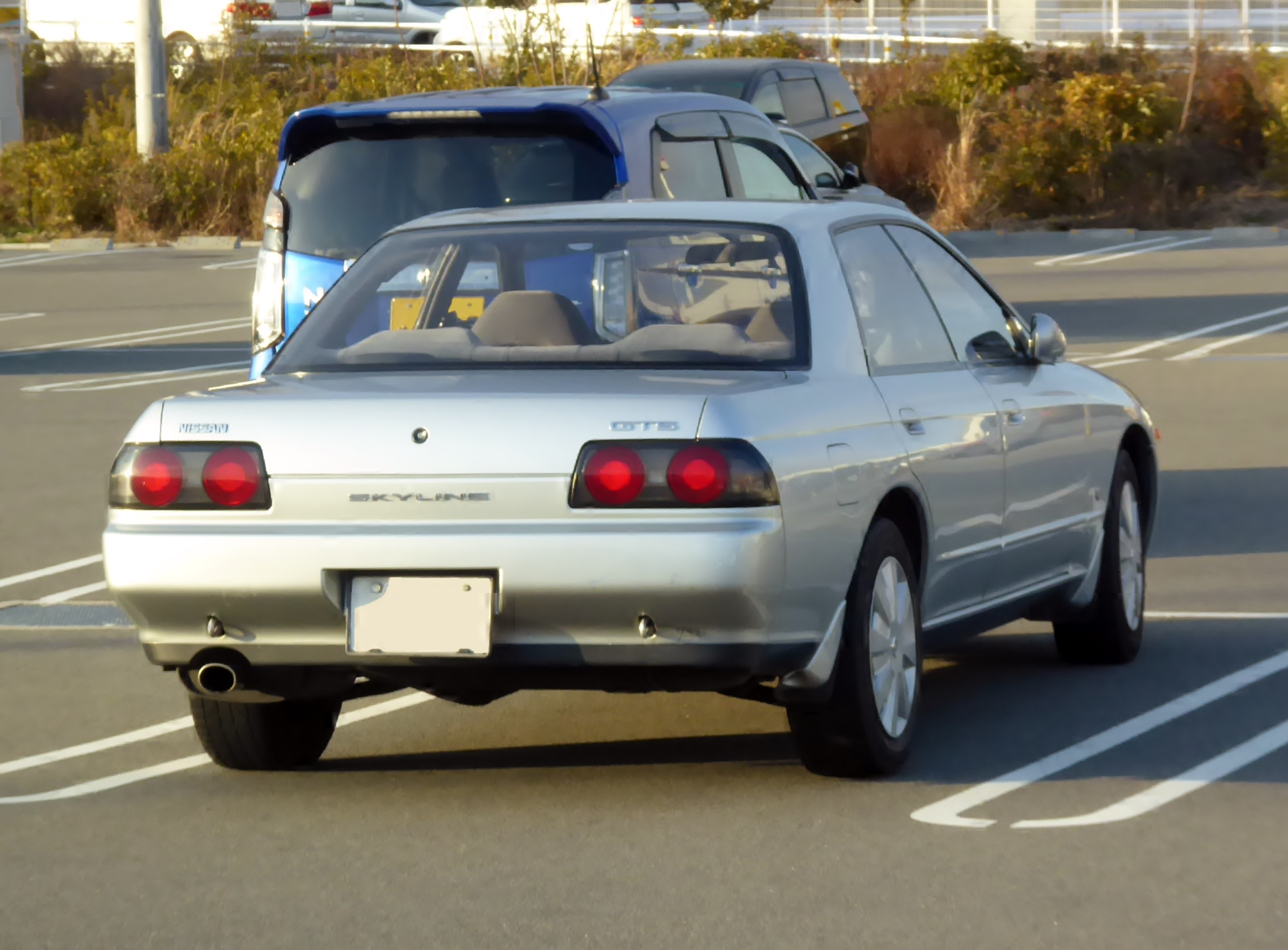
Nissan Skyline R32 GTS sedán HR32 (1989 a 1991)
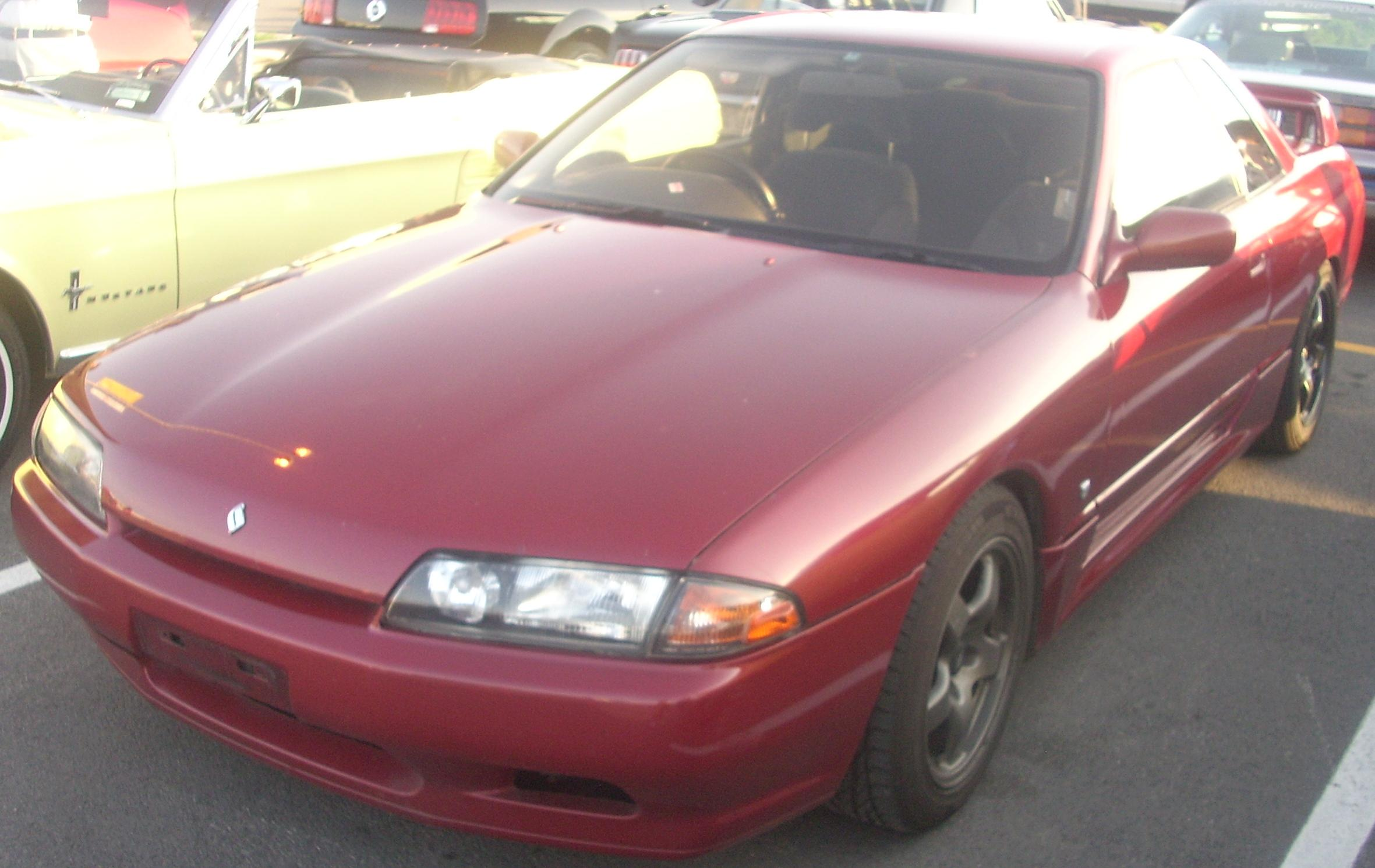
Nissan Skyline R32 cupé (1989 a 1991)
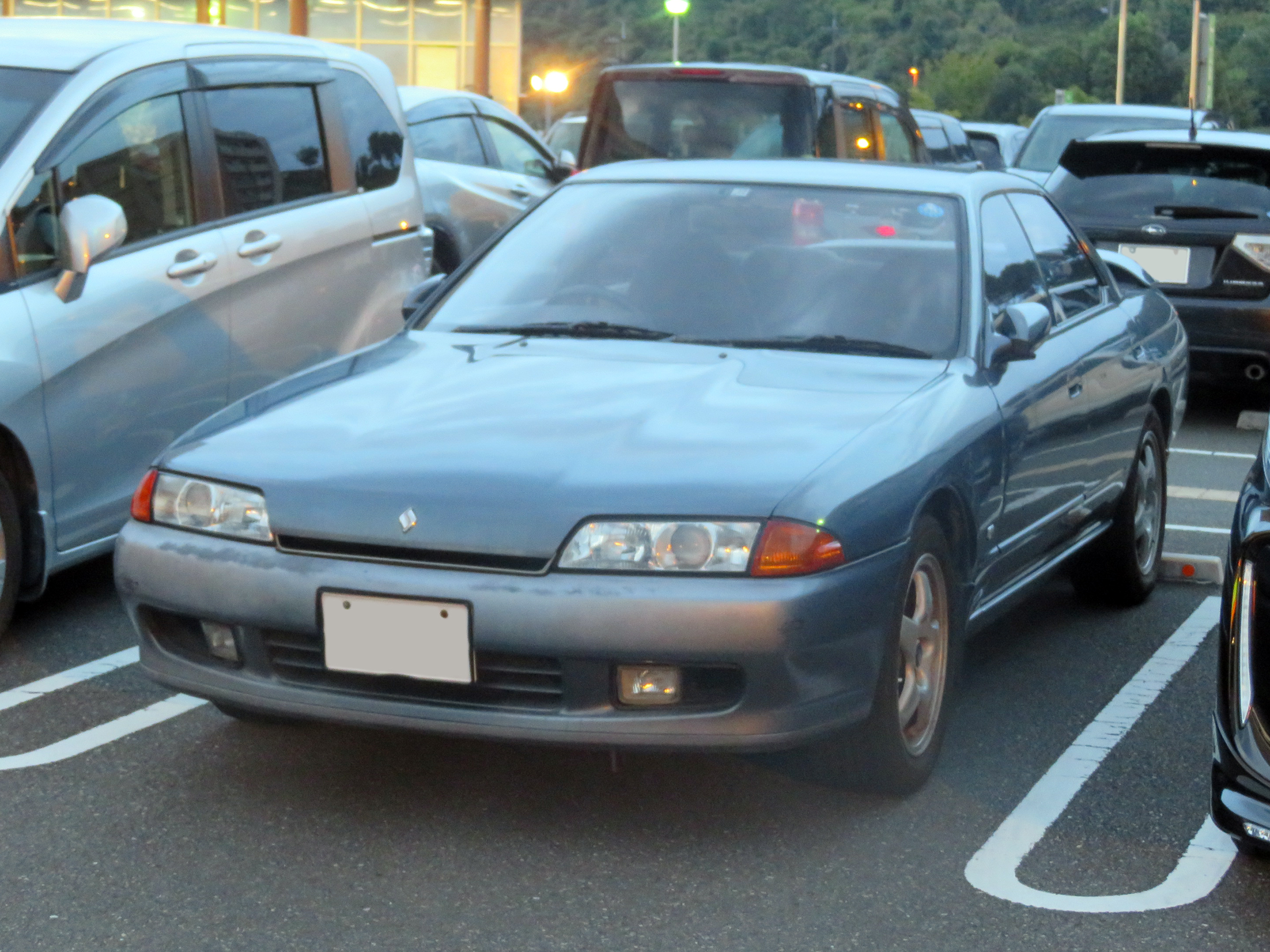
Nissan Skyline R32 GTS-t sedán HCR32 (1991 a 1993)
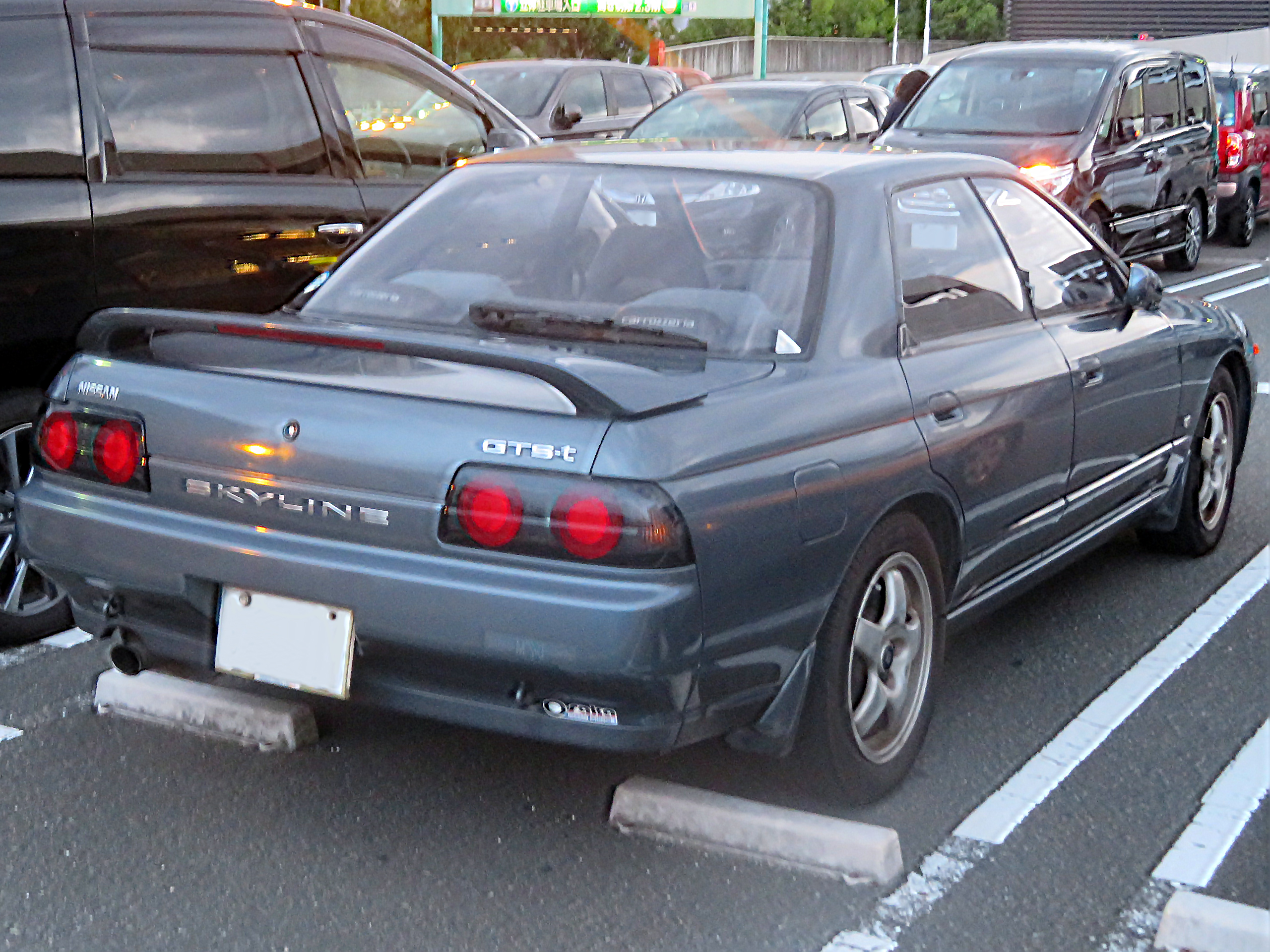
Nissan Skyline R32 GTS-t sedán HCR32 (1991 a 1993)
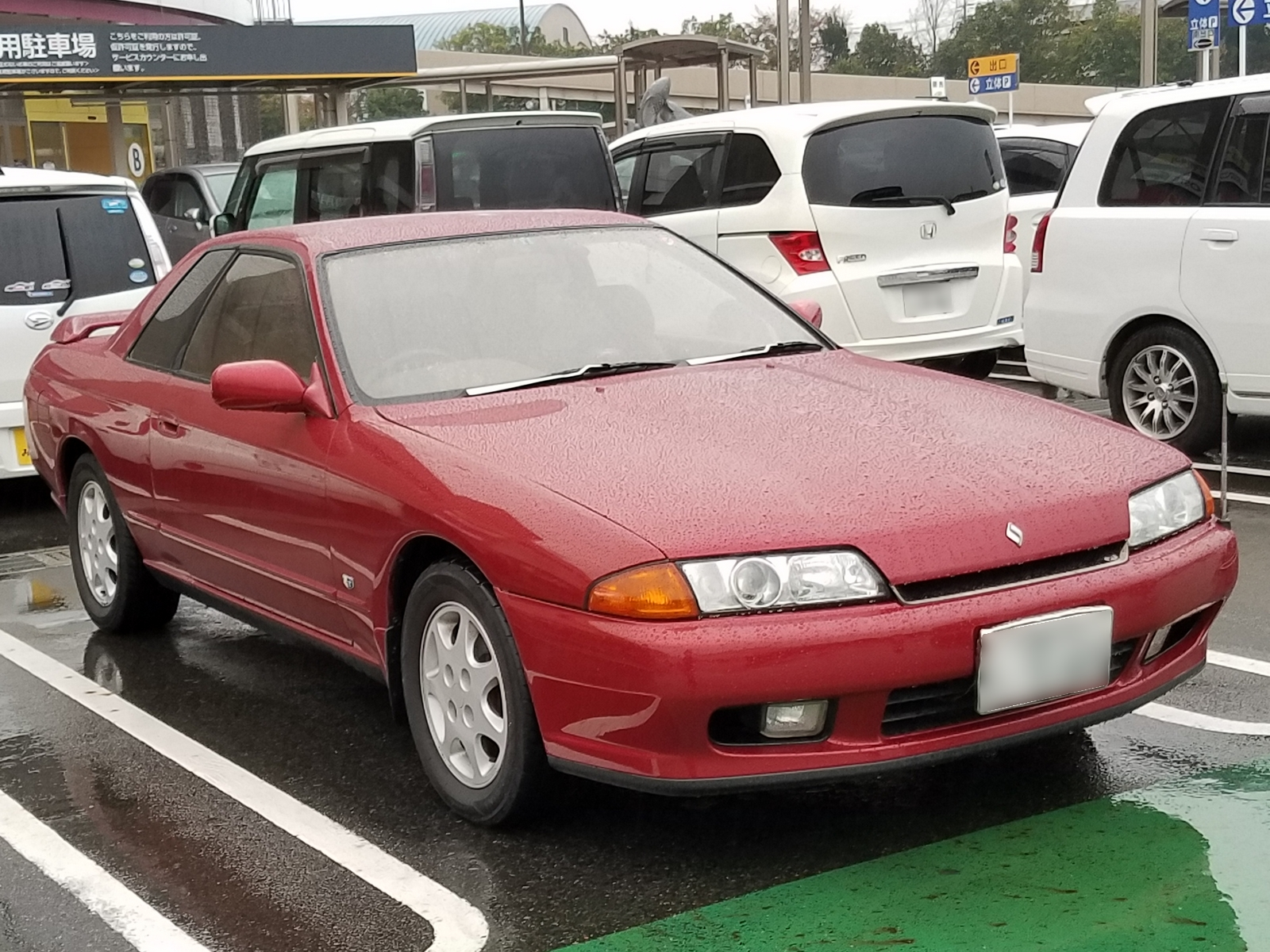
Nissan Skyline R32 GTS-t cupé HCR32 (1991 a 1993)
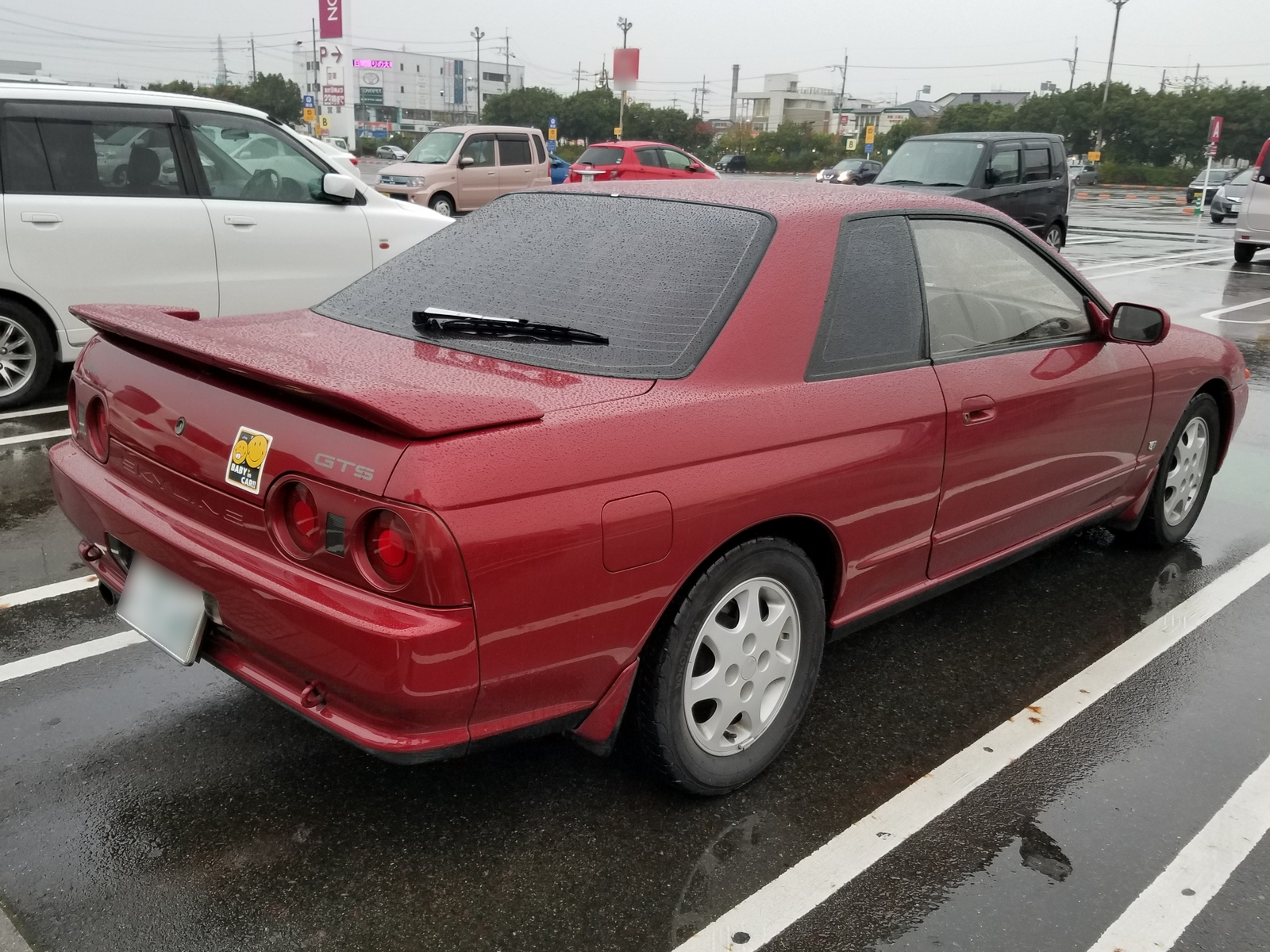
Nissan Skyline R32 GTS-t cupé HCR32 (1991 a 1993)
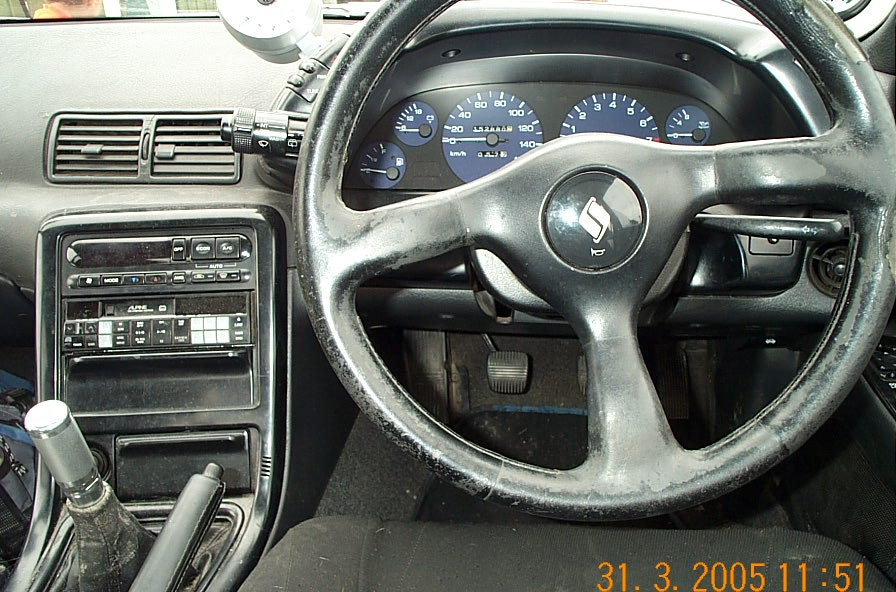
Interior

Modelos:
- GXi, GXi Type-X (FR32) sedán: 1.8 L CA18i con un árbol de levas y 4 cil., 91 CV (67 kW; 90 HP), 142 N·m (105 lb·pie) tracción trasera
- GTE, GTE Type-X/X.V, SV/V (HR32) sedán: 2.0 L RB20E con un árbol de levas y 6 cil., 125 CV (92 kW; 123 HP), 152 N·m (112 lb·pie) tracción trasera
- GTS, GTS SV/V, Type-J/X (HR32) cupé/sedán: 2.0 L RB20DE con doble árbol de levas y 6 cil., 155 CV (114 kW; 153 HP), 154 N·m (114 lb·pie) tracción trasera
- GTS (HCR32) cupé/sedán: 2.0 L RB20DE doble árbol de levas y 6 cil., 155 CV (114 kW; 153 HP), 154 N·m (114 lb·pie) tracción trasera con HICAS
- GTS-t, GTS-t Type-M/S (HCR32) cupé/sedán: 2.0 L RB20DET doble árbol de levas turbo de 6cil., 215 CV (158 kW; 212 HP), 265 N·m (195 lb·pie) tracción trasera con HICAS
- GTS-4 (HNR32) cupé/sedán: 2.0 L RB20DET doble árbol de levas turbo y 6 cil., 215 CV (158 kW; 212 HP), 265 N·m (195 lb·pie) tracción en las cuatro ruedas con HICAS
- GTS-25 SV, Type-X (ER32) cupé/sedán: 2.5 L RB25DE doble árbol de levas y 6 cil., 180 CV (132 kW; 178 HP), 231 N·m (170 lb·pie) tracción trasera
- GTS-25 Type-S/XG (ECR32) cupé/sedán: 2.5 L RB25DE doble árbol de levas y 6 cil., 180 CV (132 kW; 178 HP), 231 N·m (170 lb·pie) tracción trasera con HICAS
- Autech Version GTS-4 (HNR32) sedán: 2.6 L RB26DE doble árbol de levas y 6 cil., 220 CV (162 kW; 217 HP), Autech (solo automático) tracción en las cuatro ruedas con HICAS, solo se fabricaron 201[47]
- GT-R (BNR32) cupé: 2.6 L RB26DETT doble árbol de levas biturbo con 6 cil., 280 CV (206 kW; 276 HP), 368 N·m (271 lb·pie) tracción en las cuatro ruedas con HICAS; y variantes NISMO, N1, V-Spec y V-Spec II.

Cifras de producción:
Estándar: 269.554 unidades
GT-R: 43.937 unidades
Total: 313.491 unidades

### GT-R

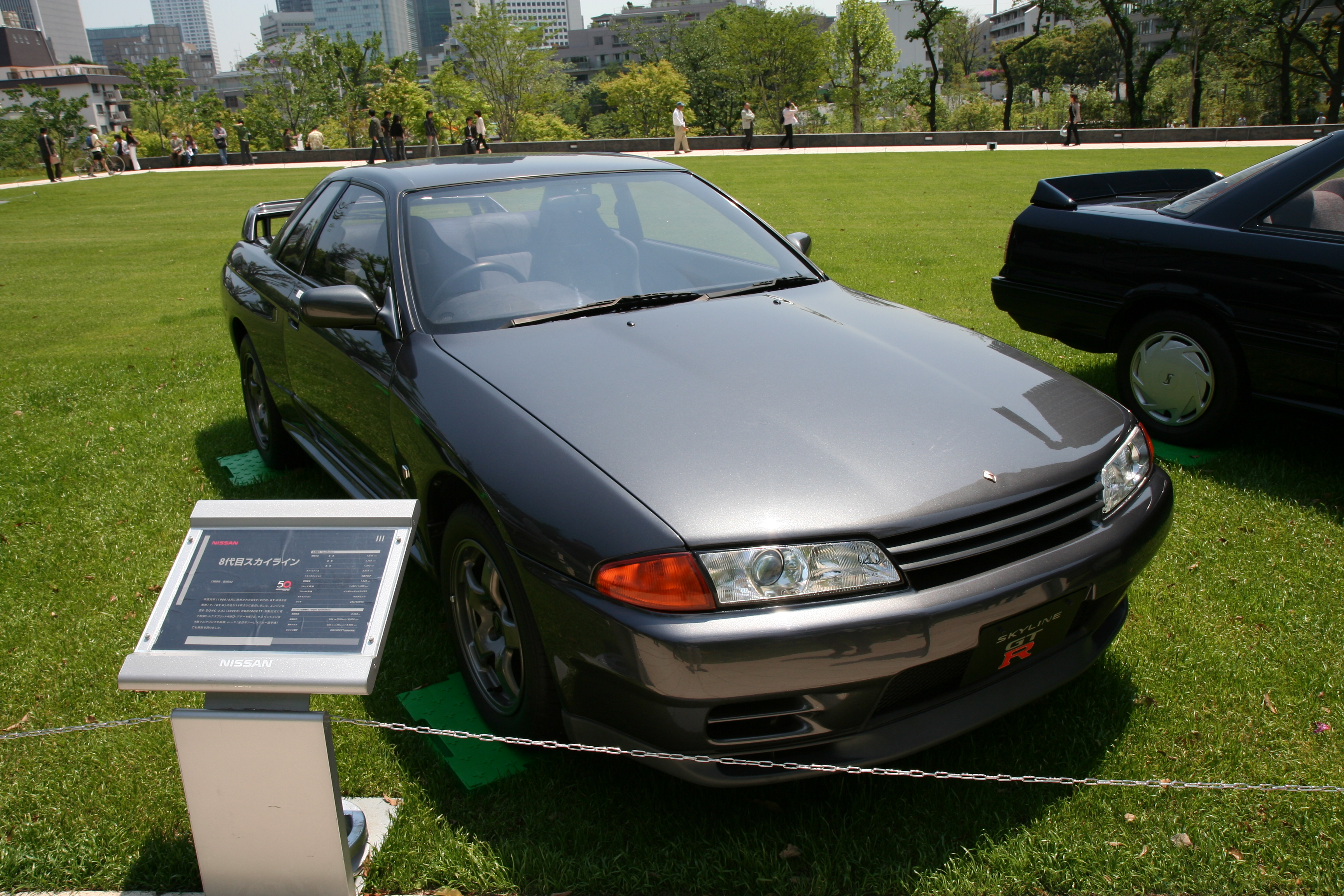
Nissan Skyline R32 GT-R
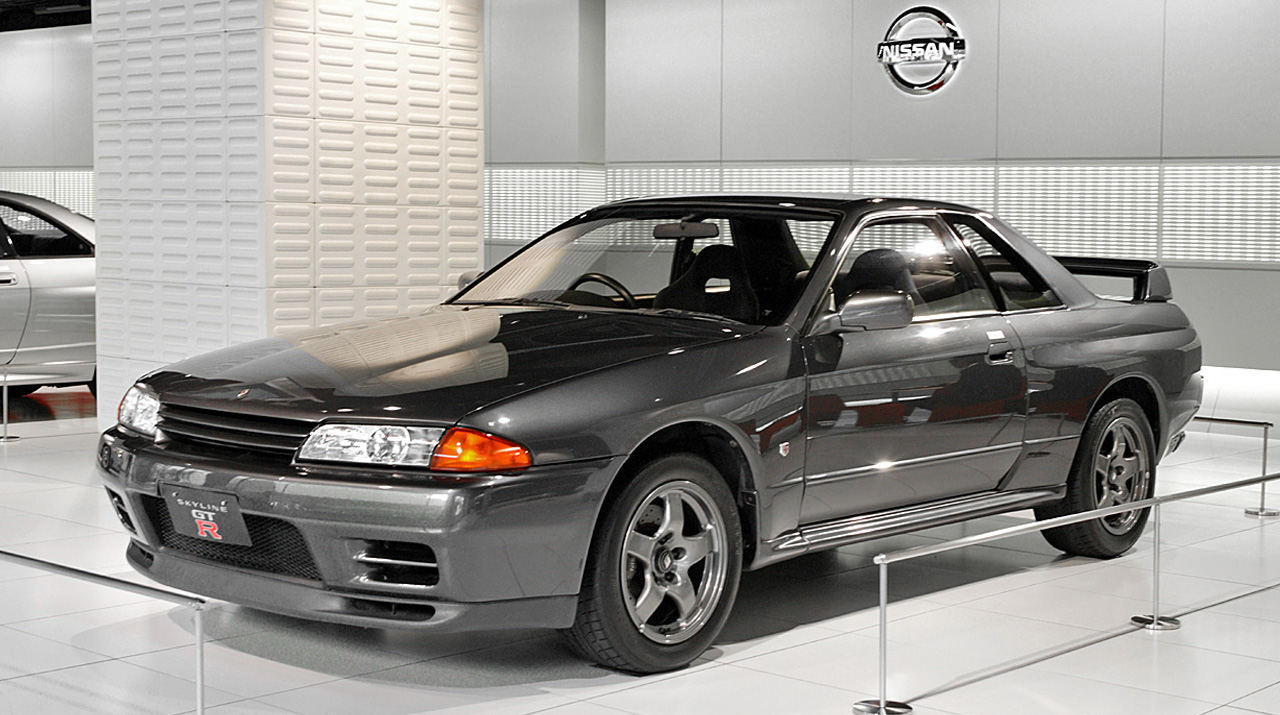
Nissan Skyline GT-R
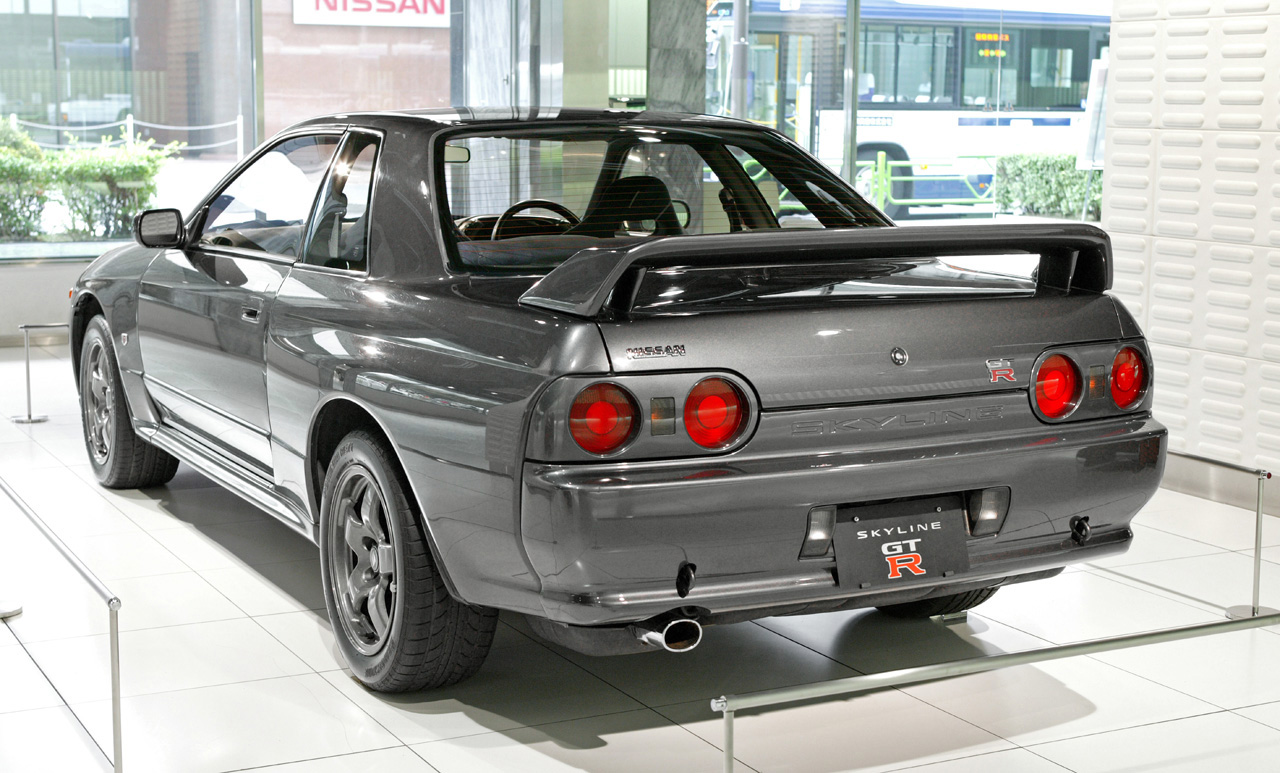
Nissan Skyline R32 GT-R
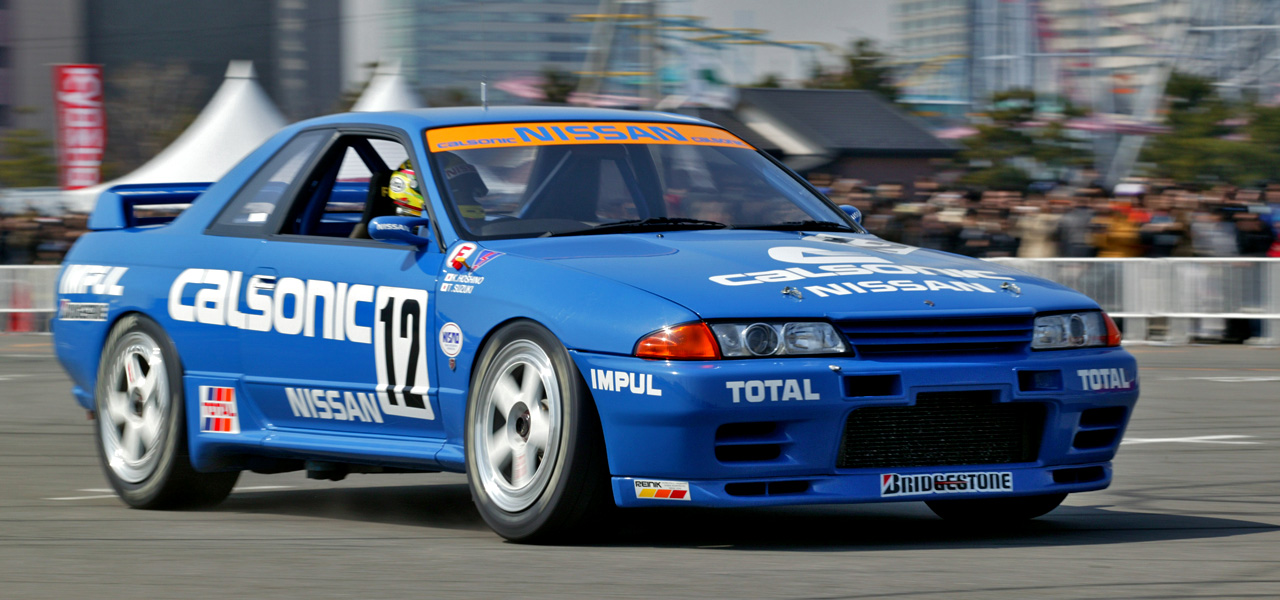
R32 GT-R CALSONIC de Grupo A

El GT-R R32 fue la primera producción de 1988. Los 6 primeros Nismos se construyeron en 1989. Los otros 554 NISMO GT-R en 1990 y todos en color gris metalizado.
El motor RB26DETT producía 316 CV, pero se tuvo que reducir por un pacto de caballeros del mercado japonés en el que se acordaba que no superasen los 276 CV. El motor para carreras daba en torno a 500 CV, con salida de escape, restricción de turbo y centralita.
Tras esta mejora daba 310 CV (230 kW) y hacía el 0 a 100 km/h en 4,7, recorriendo medio kilómetro en 12,8 segundos. [cita requerida]
El GT-R tuvo un intercooler, frenos y las guardias delanteras significativamente más grandes a los otros modelos, así como el capó de aluminio. Otras características distintivas fueron los pasos de rueda delanteros y traseros más grandes. Los tacos de motor se ajustaron y el indicador de soplado del turbo y el reloj digital se eliminaron del interior del cuadro de instrumentos. El reloj fue sustituido con un medidor de par de torsión que indicaba el par entregado a las ruedas delanteras (0 % a 50 %). También se colocaron instrumentos de temperatura del aceite, voltaje y medidores de soplado del turbo sobre el climatizador.
El Porsche 959 fue objetivo de Nissan en el diseño del GT-R. El jefe de ingenieros, Naganori Ito, pretendía usar el coche para correr en Grupo A, por lo que el diseño fue una copia exacta de las normas de Grupo A. El registro del coche de producción más rápido en Nordschleife era en el momento del desarrollo 8' 45", de un Porsche 944. El piloto de pruebas de Nissan, Hiroyoshi Katoh lo batió con 8' 20".
El GT-R R32 dominó el Japanese Touring Car Championship (JTCC), ganando 29 carreras de 29 comienzos, tomando el título de la serie cada año desde 1989 hasta 1993. carreras de 50 comienzas desde 1991 hasta 1997 (después el R33) en el N1 Super Taikyu.
El GT-R R32 se presentó en el Australian Touring Car Championship en 1990 y puso fin al reinado de los Ford Sierra Cosworth, ganando el clásico Bathurst 1000 en 1991 y 1992. Este suceso llevó a la prensa del motor australiana a bautizar al coche Godzilla, ya que se trataba de un «monstruo de Japón». Debido a que Australia fue el primer mercado de exportación de este coche, el apodo se propagó rápidamente. 
En su diseño original, la ficha técnica de homologación indicaba unas ruedas de 16 ". Esto limitó el tamaño de los frenos y los 4 pistones de las pinzas de Nissan no eran competitivos. Tras el cambio de normas se permitió que montasen llantas de 17 ", el GT-R V-Spec (V de «Victoria») apareció en febrero de 1993 con unas BBS de 17" (225/50/17) con unas pinzas Brembo. La actuación del embrague cambió de un sistema de presión a uno de liberación y el coche usó un diferencial trasero mecánico estándar (el electrónico no se produjo hasta el R33 V-Spec). Un año después, el V-Spec II se diseñó con nuevas pegatinas y unos neumáticos más anchos (245/45/17).
El Nismo Skyline GT-R es una versión limitada (500 de calle, 60 de carreras) del Nissan Skyline con motor Nissan RB biturbo de acero que daban 280 CV (206 kW; 276 HP) a 6 800 rpm y 353 N·m (260 lb·pie) a 4 400 rpm, dirección asistida y tracción en las cuatro ruedas.
En agosto de 2014, el primer Skyline R32 GT-R estuvo disponible en EE. UU. bajo la normativa NHTSA «la regla de los 25 años», que permite a los vehículos que tienen al menos 25 años de antigüedad (contadas a partir de la fecha exacta de fabricación) ser importados. Estos vehículos, debido a su edad, no necesitan cumplir normativas federales de emisión ni estándares de seguridad ni de su época ni de la época actual.

## Novena generación (R33; 1993-1998)

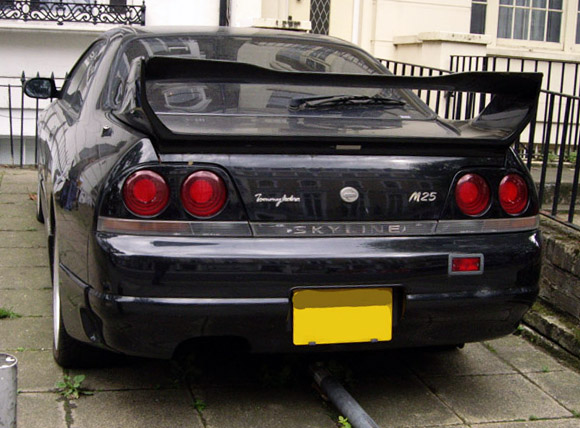
R33 Tommy Kaira M25

El Skyline R33 fue presentado en agosto de 1996. Un poco más pesado que el R32, está disponible en estilos de carrocería cupé y sedán. El R33 fue el modelo más seguro con un 3,8 sobre 5,5; el sistema de airbag y las barras antivuelco internas hicieron el vehículo significativamente más seguro que los modelos anteriores. Todos los modelos utilizaban un motor de 6 cilindros. Nissan tomó la inusual decisión de bajar la clasificación del modelo GTS de tener solo el motor RB20E, mientras que el R32 GTS con doble árbol de levas se dejó de fabricar junto al RB20DET 2.0 turbo, siendo sustituido por el GTS-25t, que se equipó con un RB25DET más grande y montó el sistema HICAS por defecto en todos los submodelos GTS-25t, excepto el Type G.
Algunos modelos vienen equipados con una nueva versión del sistema de dirección en las 4 ruedas HICAS. Este sistema controlado por ordenador se utilizó por primera vez en el R32 GT-R. El HICAS utiliza actuadores eléctricos para dirigir la parte trasera, a diferencia del HICAS hidráulico. Esta generación ya no se considera un «compacto» en virtud de la legislación japonesa, que determina el importe de la deuda tributaria sobre la base de las dimensiones exteriores.
Como opción, un diferencial autoblocante activo estuvo disponible en lugar del LSD estándar. Esta nueva unidad bloquea el diferencial trasero si se detecta que la tracción se pierde por una de las ruedas. Una luz en el cuadro de instrumentos también ilumina si el LSD se activa. El LSD activo venía de serie en todos los Skyline V-Spec R33 GT-R y también estaba disponible en algunos modelos GTS ECR33-25T, los cuales pueden ser identificados por la A-LSD y luces de falta de tracción en el tacómetro.
Los motores RB25DE y RB25DET también se equiparon con NVCS (sincronización de levas de admisión variable). Los modelos RB con NVCS son los únicos que tienen una protuberancia en la parte delantera de la cubierta de la leva. Para celebrar su 40.° aniversario, Nissan presentó un modelo muy raro de 4 puertas GT-R. Había 2 versiones GT-R de 4 puertas de las filiales de Nissan: el primero fue producido por Autech y el segundo fue un proyecto en conjunto de Autech/Nismo.
Un Nissan Laurel C34 con base ranchera se presentó en septiembre de 1996, llamado Stagea. Se considera primo hermano del Skyline, más que el Laurel en el que se basa. Una modificación muy común del Stagea es encajar el frontal del Skyline R34, para darle un aspecto al R34 ranchera. Solo había transmisión manual en el RS-Four S y el 260RS. También había un modelo tuneado por Autech del Stagea, el 260RS; con un equipo GT-R completo, incluyendo el motor RB26DETT y transmisión manual, un kit de carrocería exclusivo, llantas 17 " BBS e instrumentos GT-R.

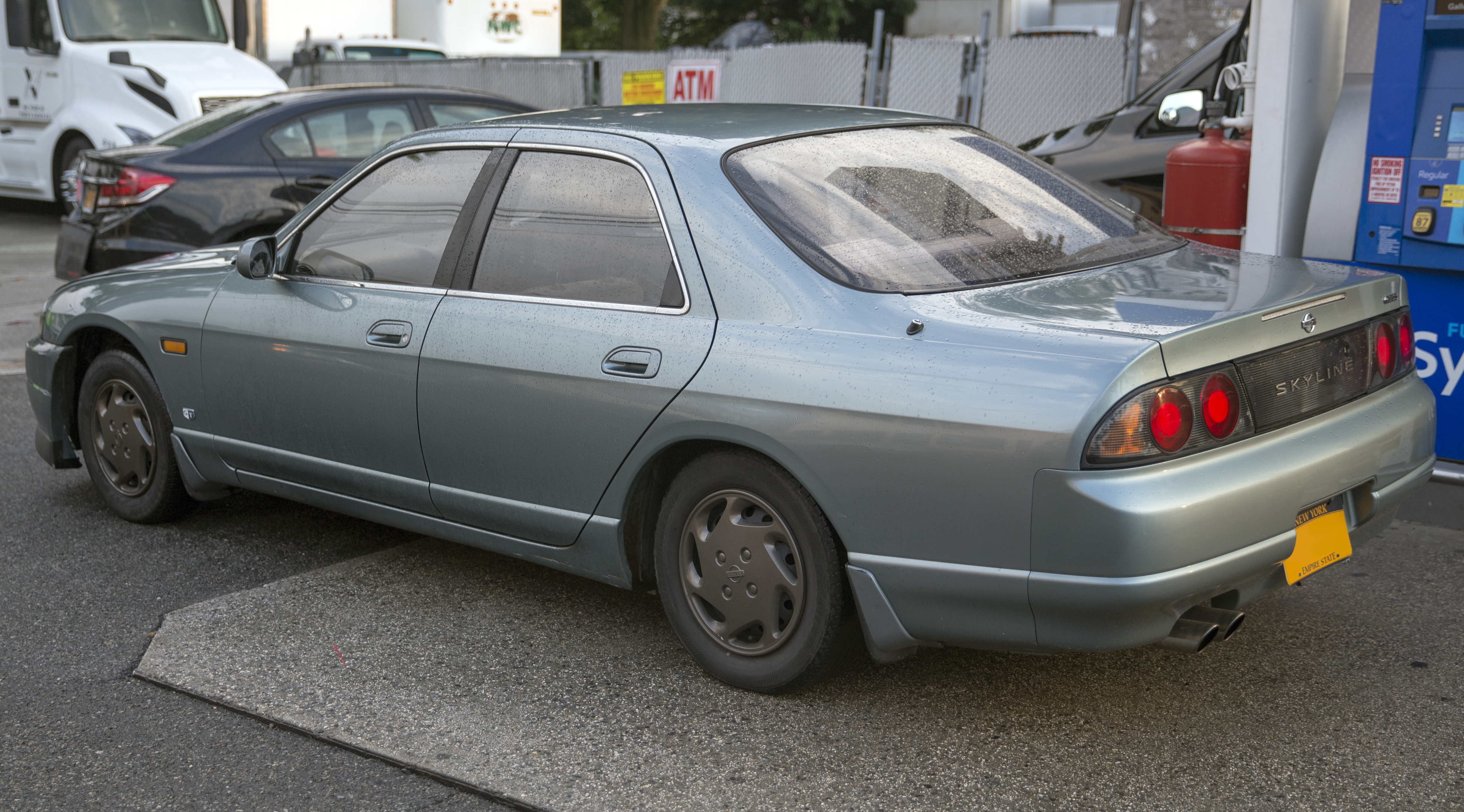
GTS sedán
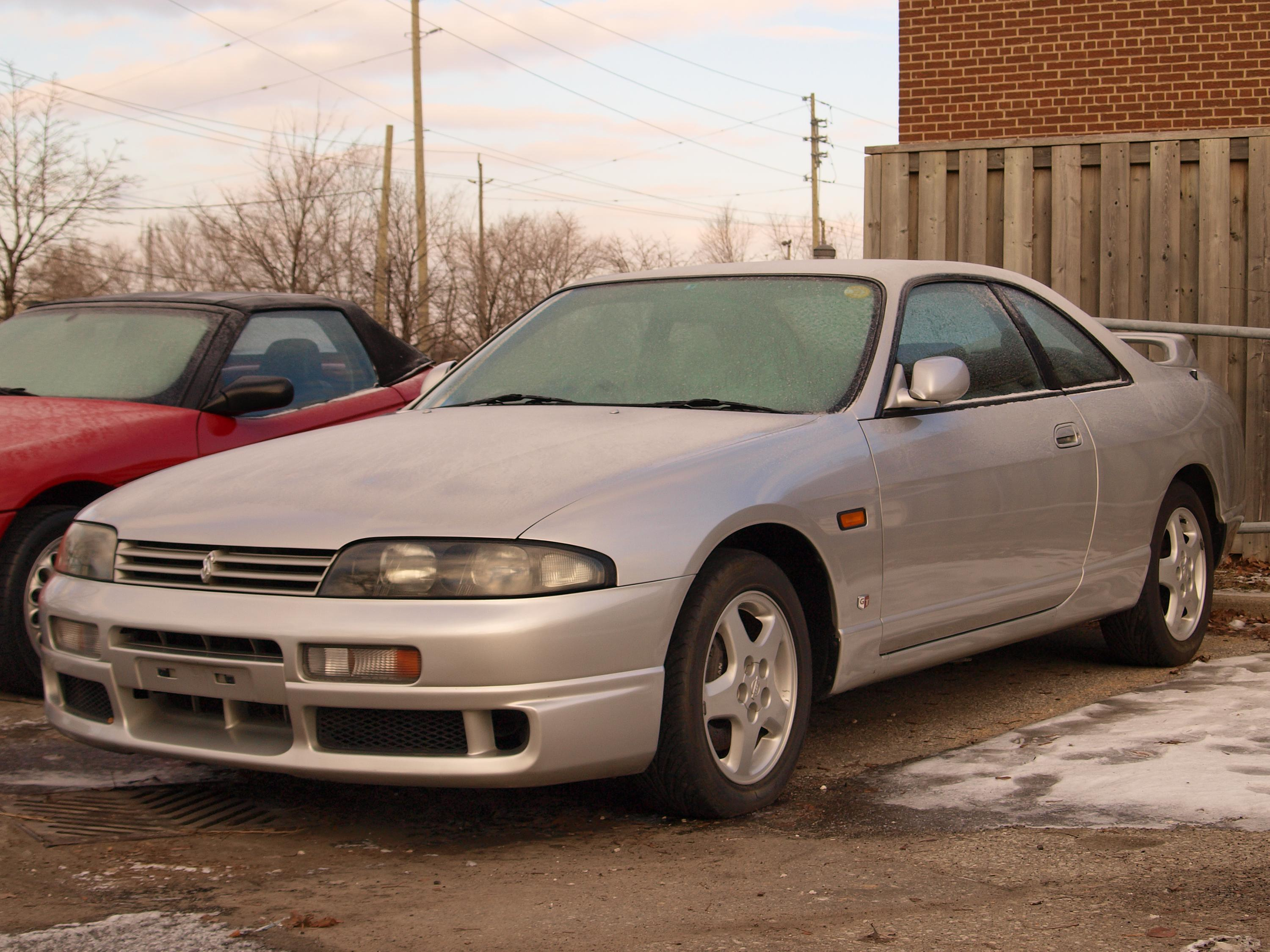
Cupé de 1995 a 1996
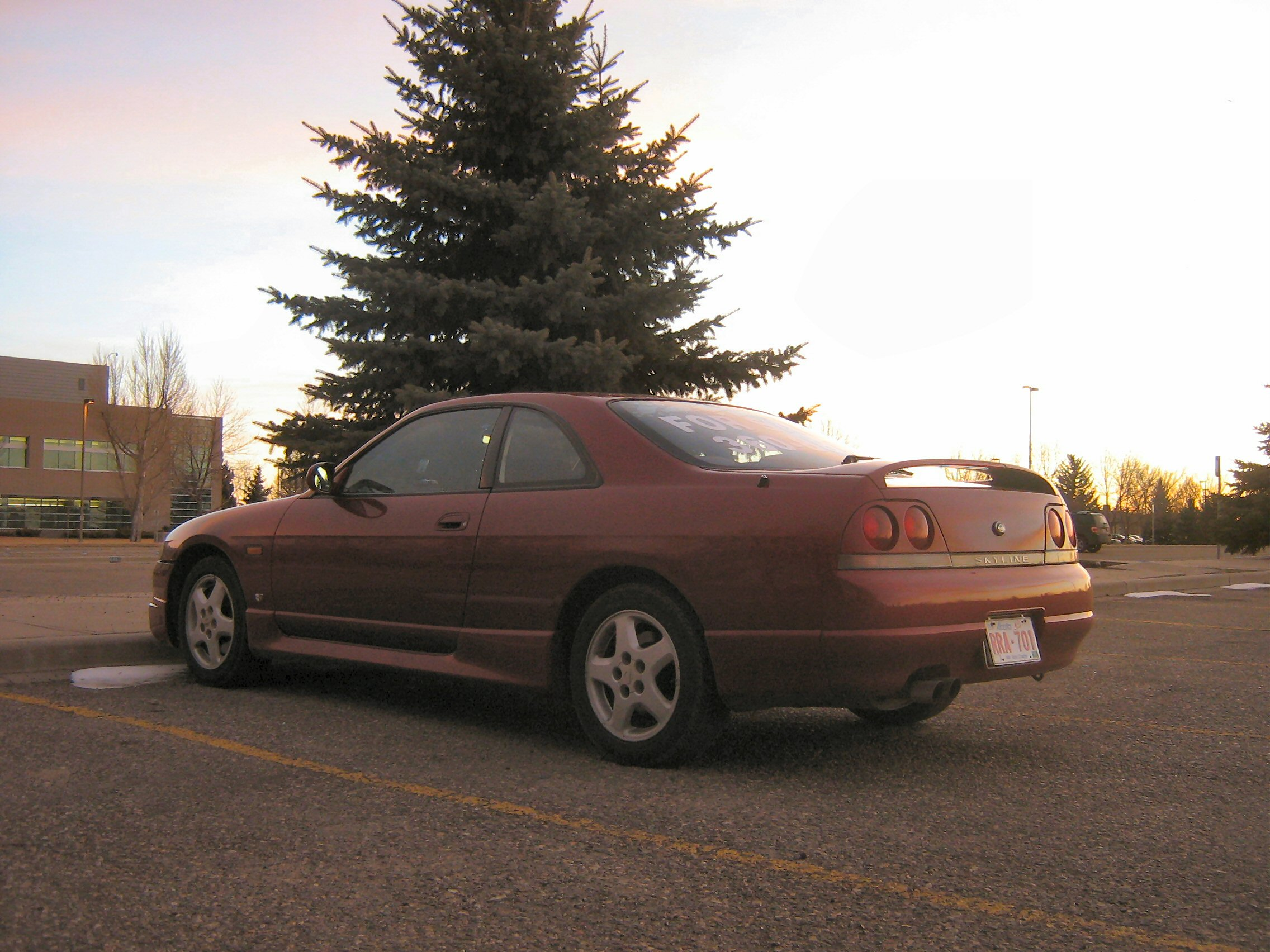
R33 de 1993 a 1996
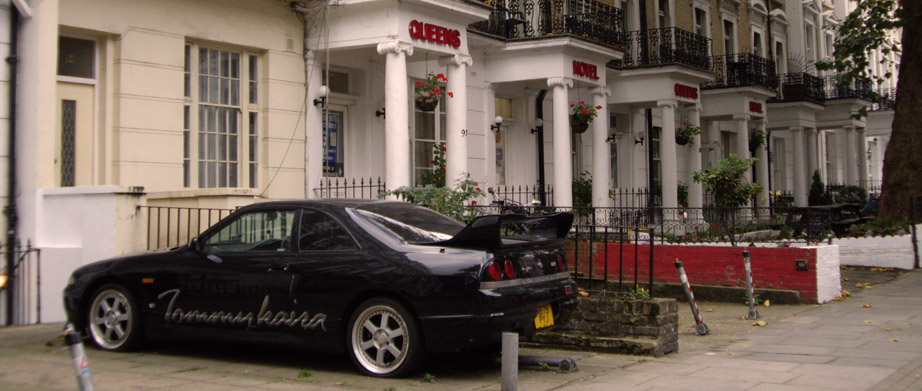
Tommy Kaira M25
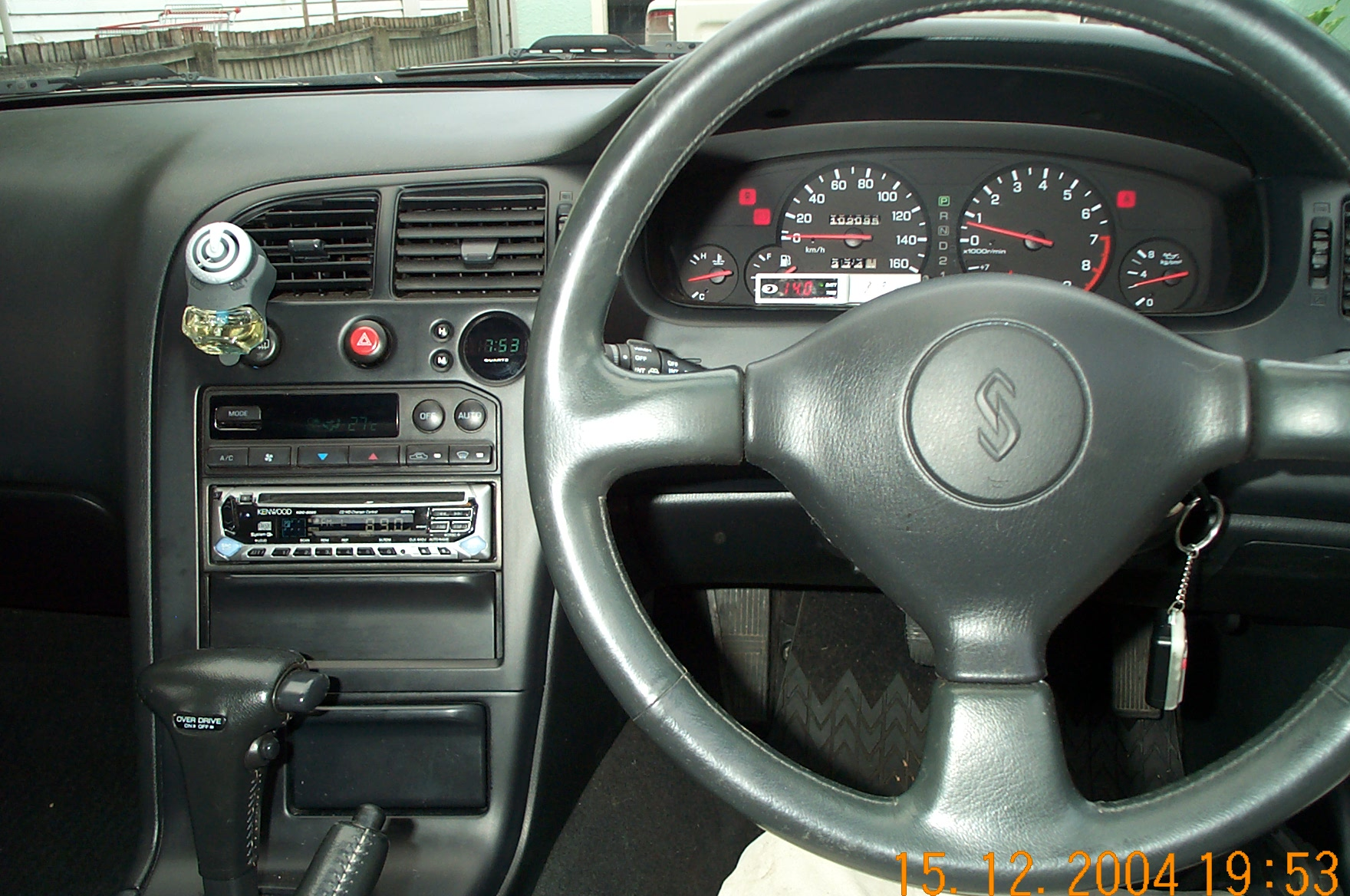
Interior del R33

Modelos:
- HR33 GTS: 2.0 L RB20E con un árbol de levas y 6 cil., 130 CV (96 kW; 128 HP), 172 N·m (127 lb·pie)
- ER33 GTS-25: 2.5 L RB25DE con doble árbol de levas y 6 cil., 190 CV (140 kW; 187 HP), 231 N·m (170 lb·pie)
- ENR33 GTS-4: 2.5 L RB25DE con doble árbol de levas y 6 cil., 190 CV (140 kW; 187 HP), 231 N·m (170 lb·pie) 4WD
- ECR33 GTS-25t: 2.5 L RB25DET con doble árbol de levas turbo y 6 cil., 250 CV (184 kW; 247 HP), 294 N·m (217 lb·pie)
- ECR33 P.Ride 280 Type MR: 2.8L RB28DET con doble árbol de levas turbo y 6 cil., 300 CV (221 kW; 296 HP)

### 1996

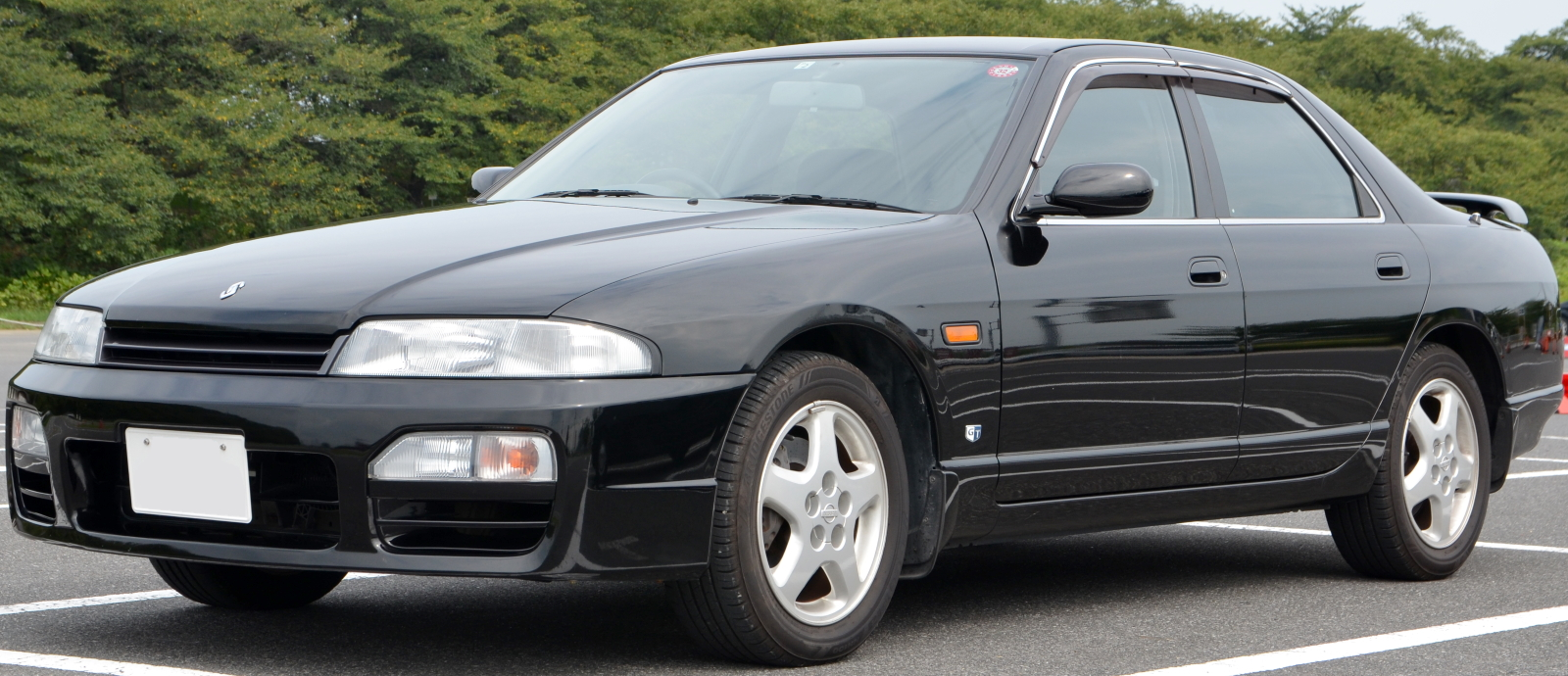
Nissan Skyline GTS-25 Type S/S sedán (1986 a 1998)
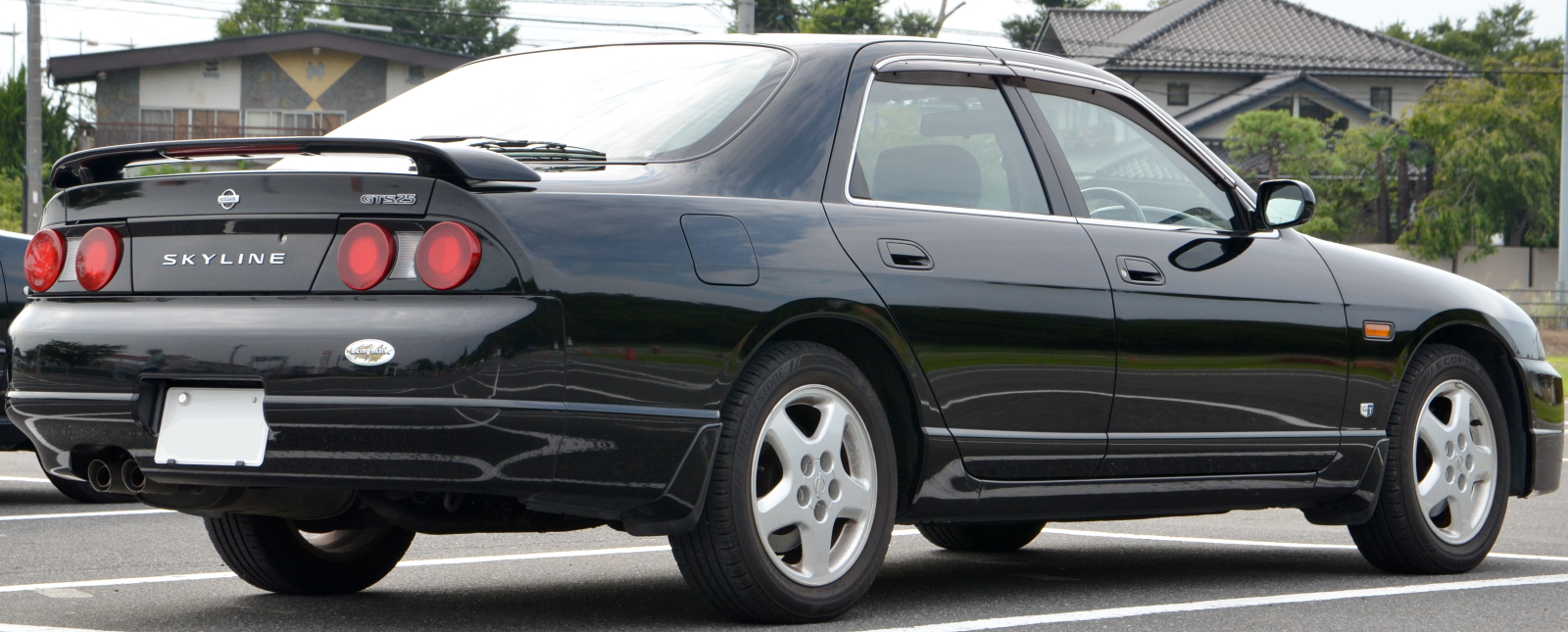
Nissan Skyline GTS-25 Type S/S sedán (1986 a 1998)
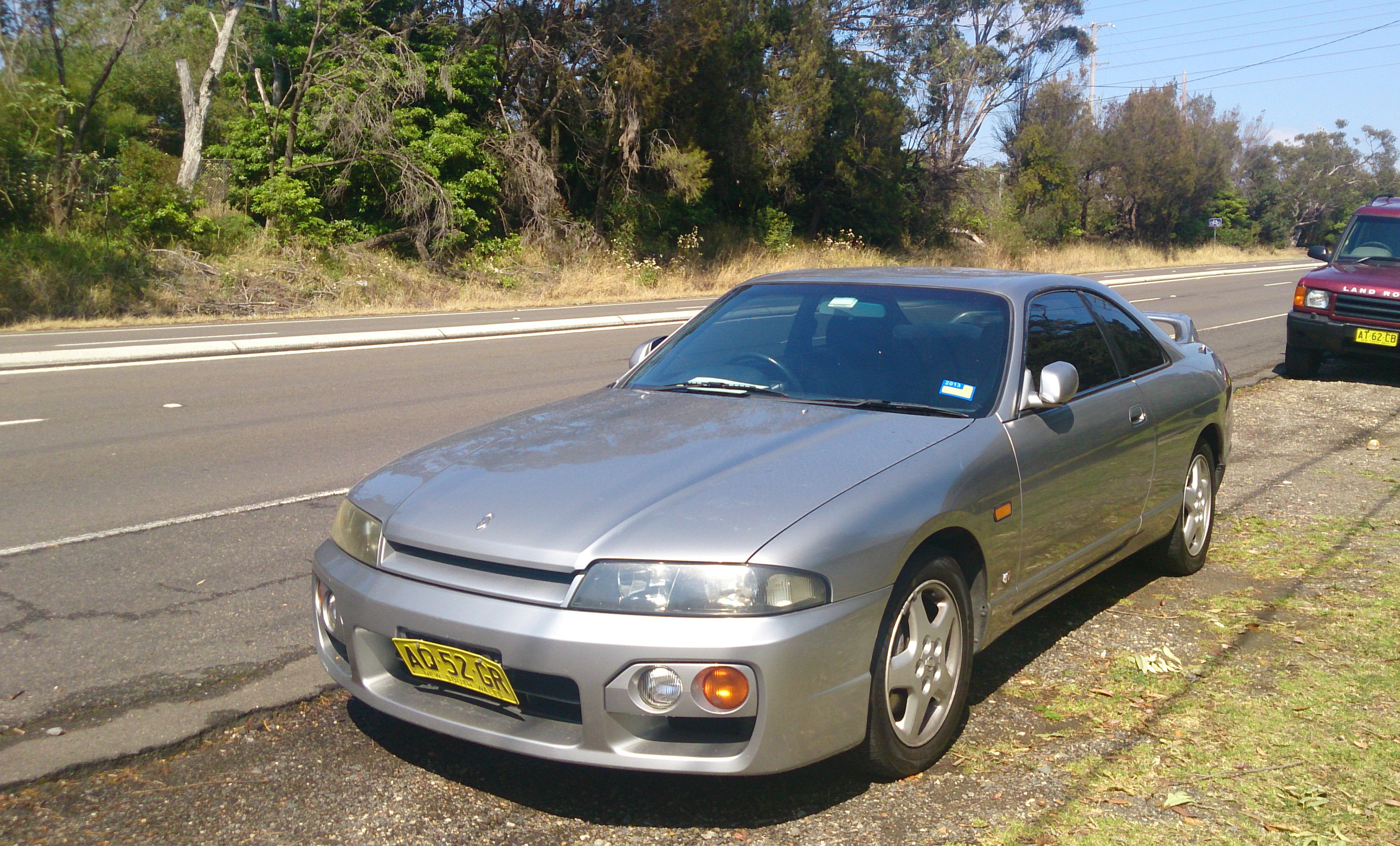
Nissan Skyline GTS25t cupé (1996 a 1998)
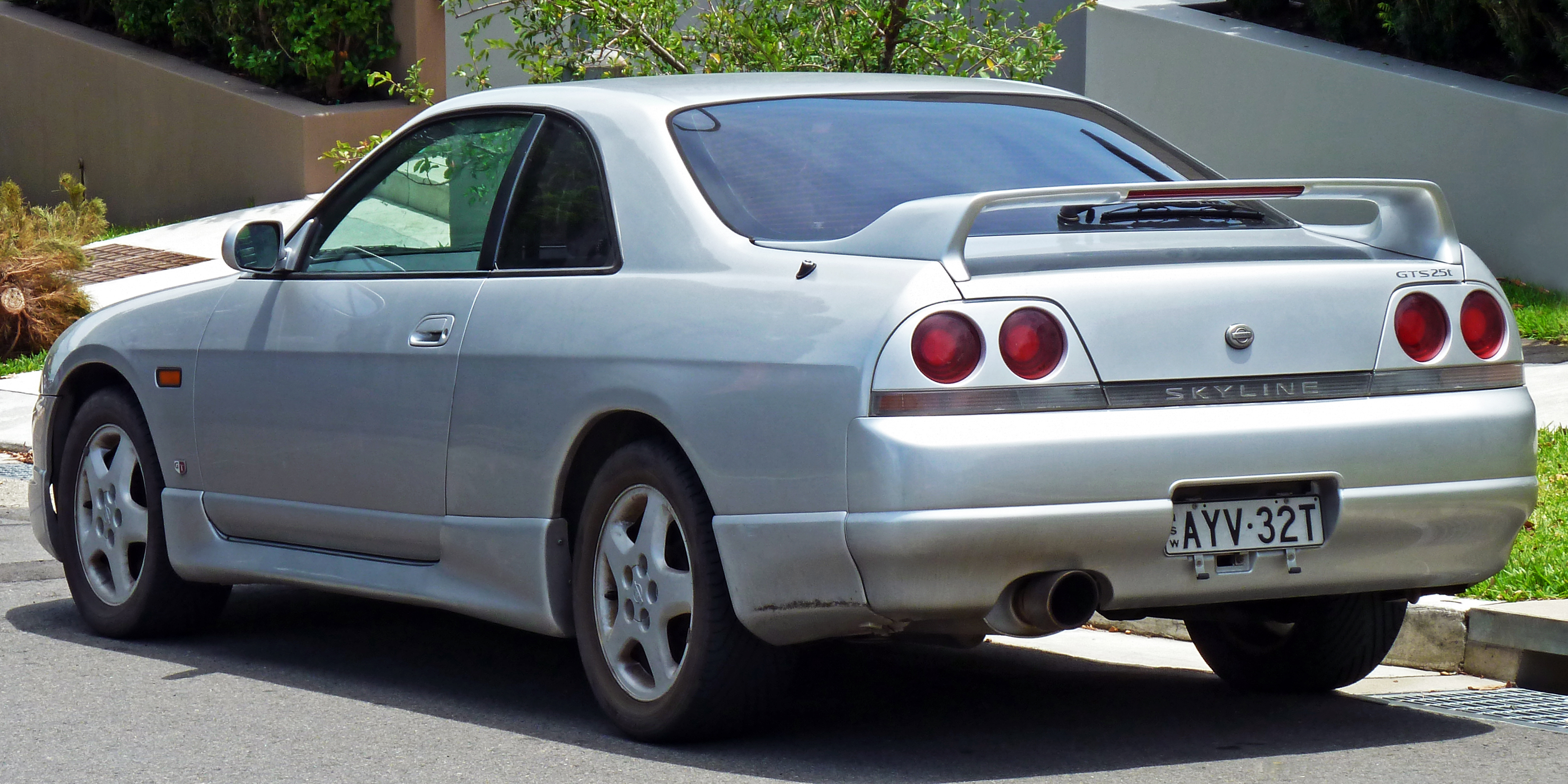
Nissan Skyline GTS25t cupé (1996 a 1998)
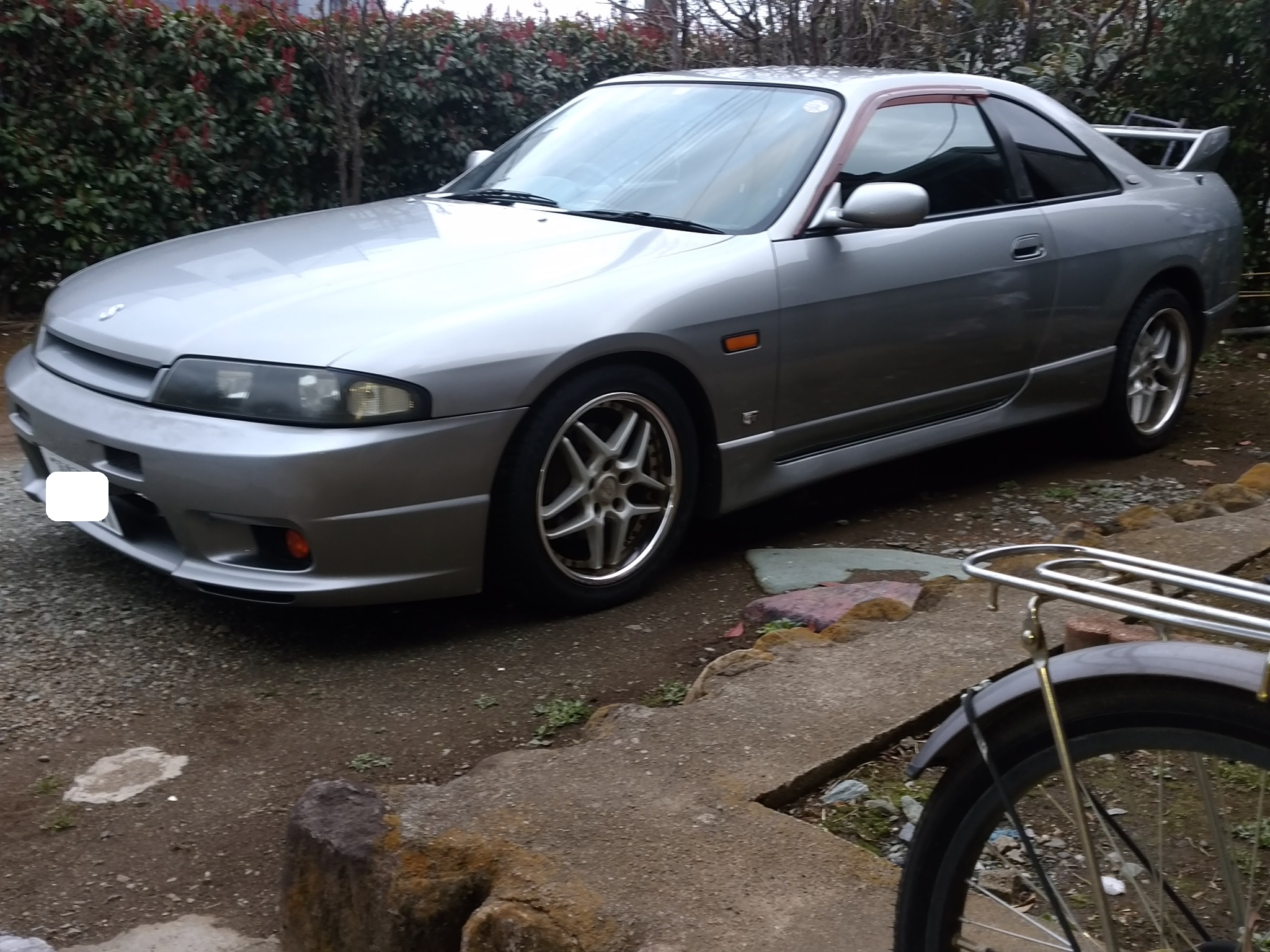
Nissan Skyline GTS25t Type MR cupé

El Skyline R33 (Spec 2) siguió los conceptos introducidos en la generación del R32. Los airbag se convirtieron en básicos en 1996. Como resultado, los modelos previos a 1996 no se solían exportar, sin embargo en los Estados Unidos se permitía su importación ya que las normas federales de seguridad y emisiones no requerían los criterios establecidos al superar los 25 años de antigüedad.[cita requerida]) El sistema de encendido del motor RB25DET también se modificó. El turbo del RB25DET también fue mejorado con un compresor de nailon para mejorar su respuesta. Durante la producción del R33 hubo ciertas diferencias, como luces y carrocerías, aunque el chasis no cambió. Entre los cambios cosméticos de la Spec2, los faros se inclinaron más a la parte inferior de la parrilla y se mejoraron los deflectores, la parrilla (que era más grande que en la Spec 1), la reformatización del capó para que encajasen las nuevas luces y el parachoques frontal, que acomodaba mejor la parte inferior de los faros nuevos. Los modelos posteriores del Spec 2 también tenían la posibilidad de elegir un autoblocante activo.
Los R33 dejaron de producirse en febrero de 1998 con el 40.º aniversario del R33.

### GT-R

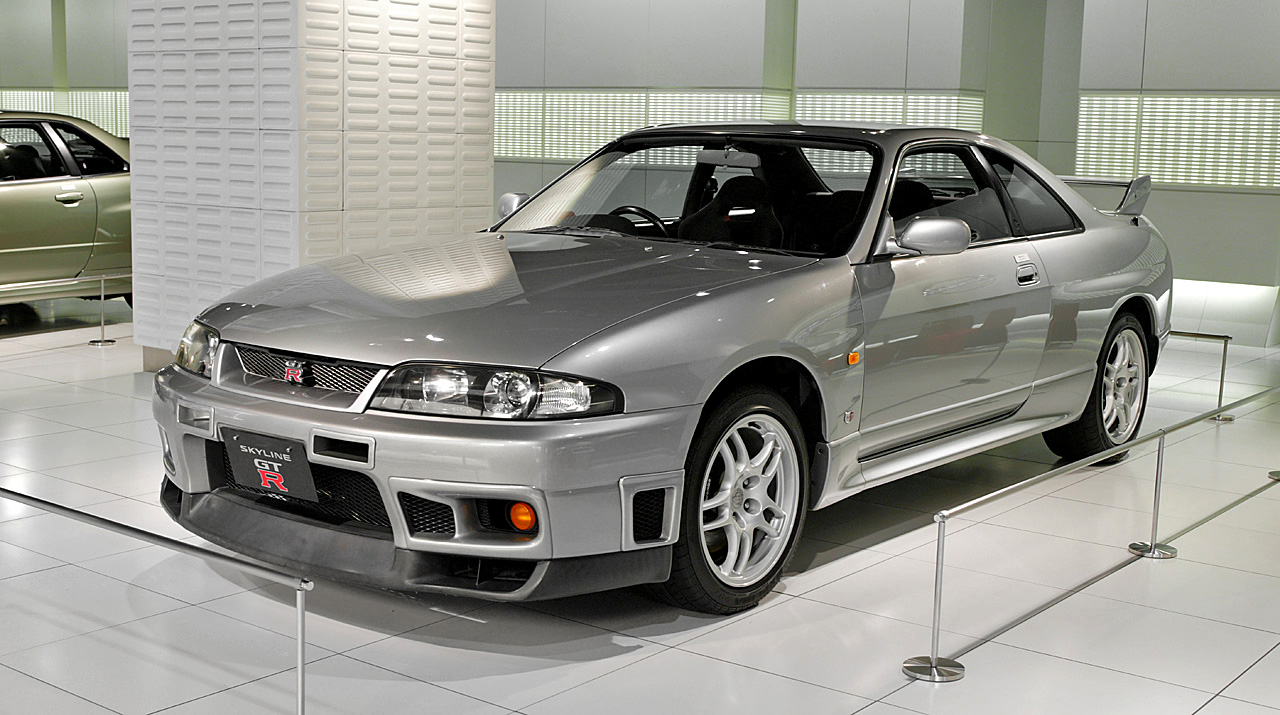
Nissan Skyline GT-R (BCNR33)
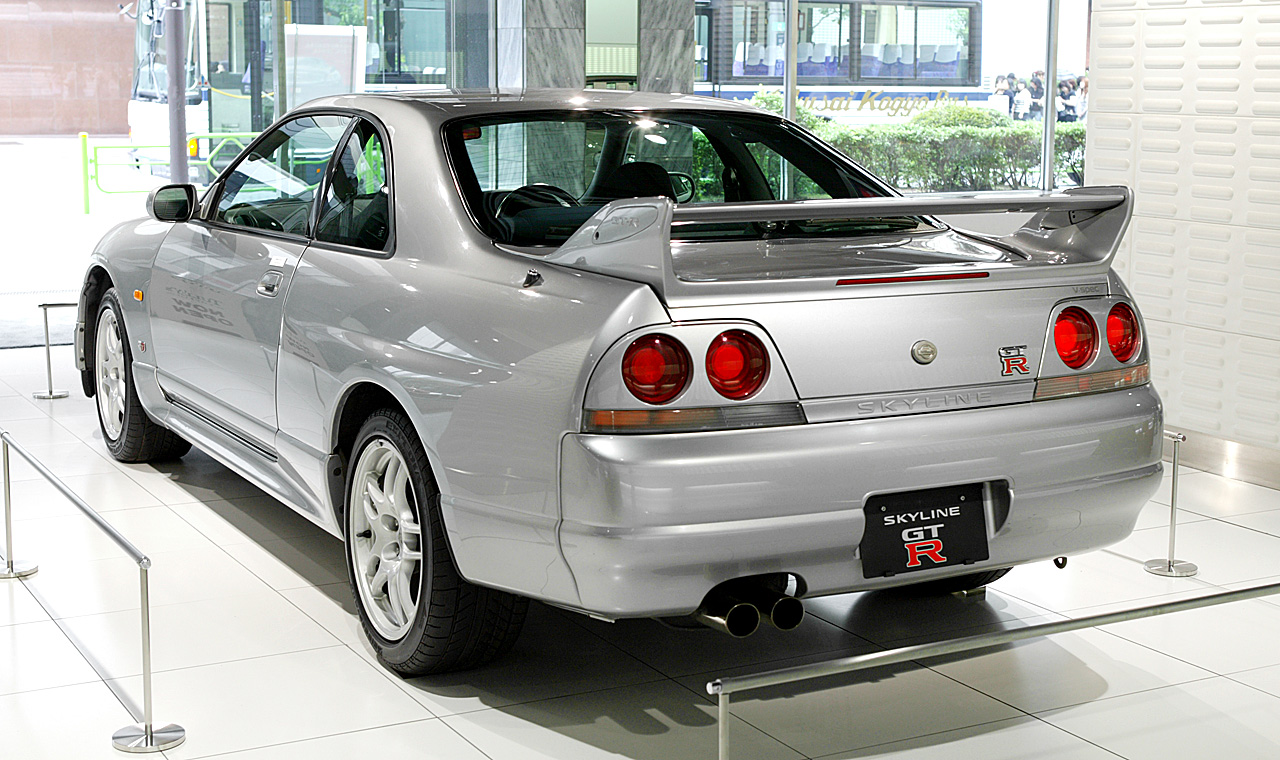
Nissan Skyline GT-R (BCNR33)
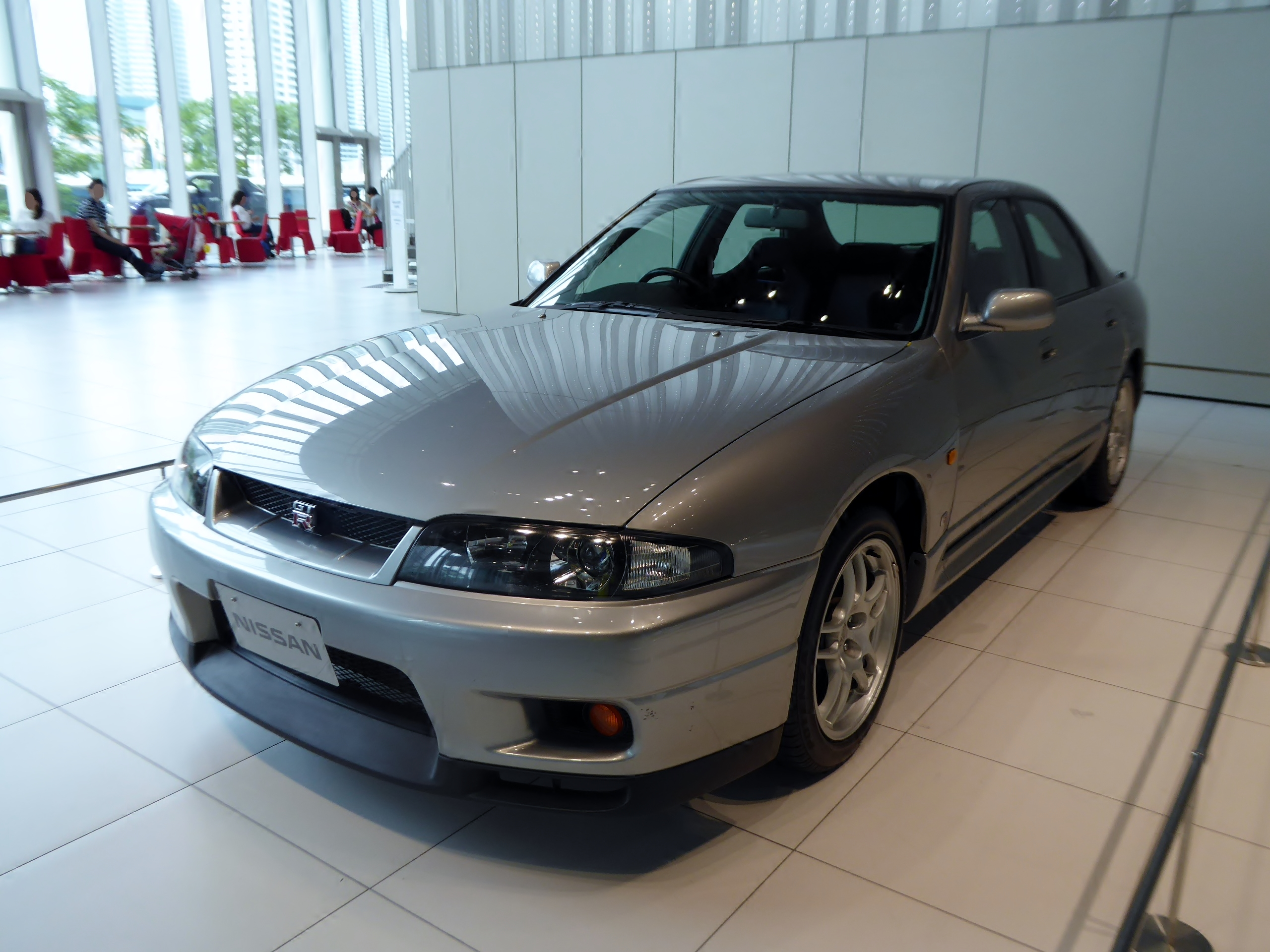
Nissan Skyline GT-R 4 puertas Autech Version 40 aniversario
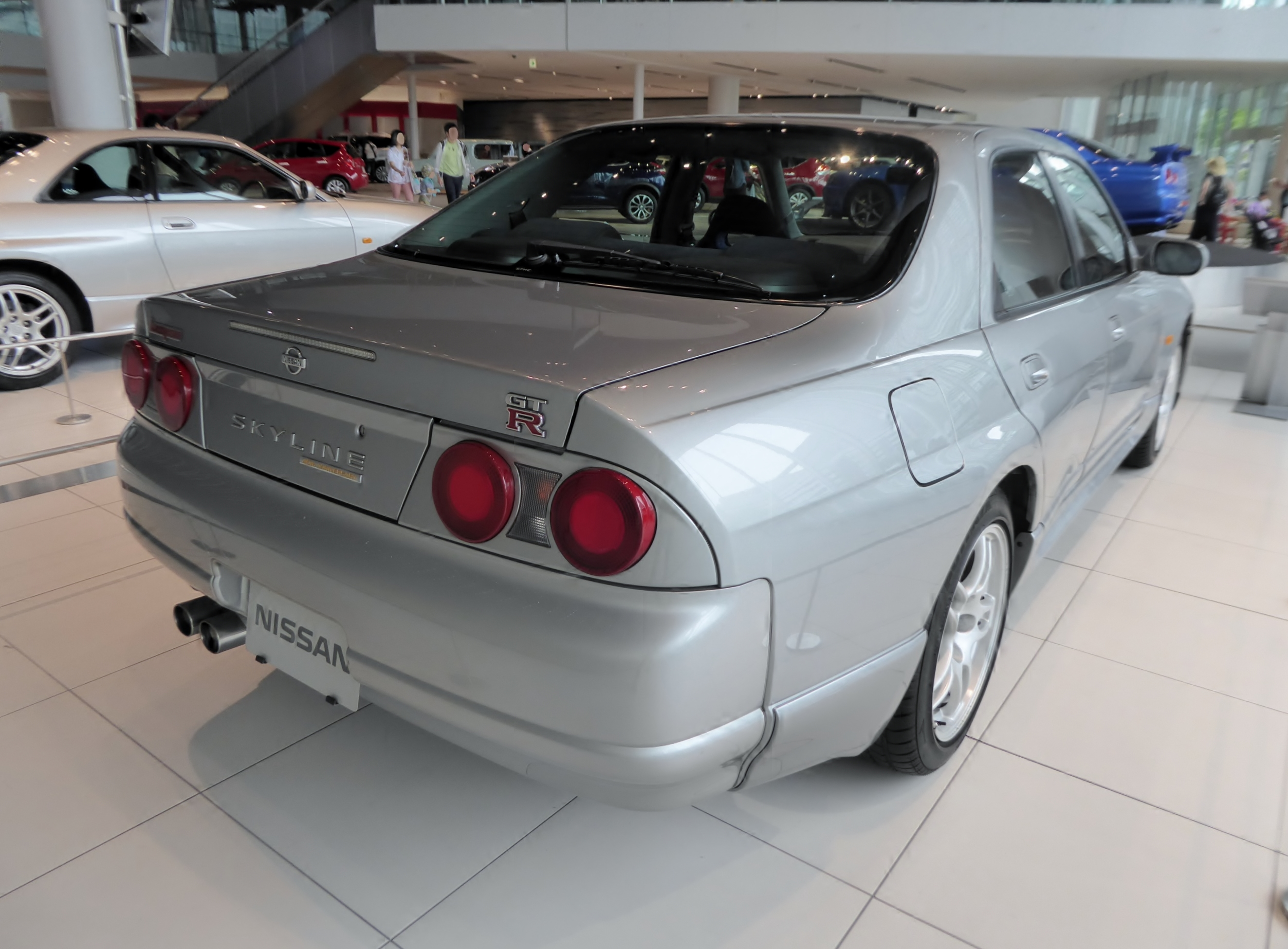
Nissan Skyline GT-R 4 puertas Autech Version 40 aniversario
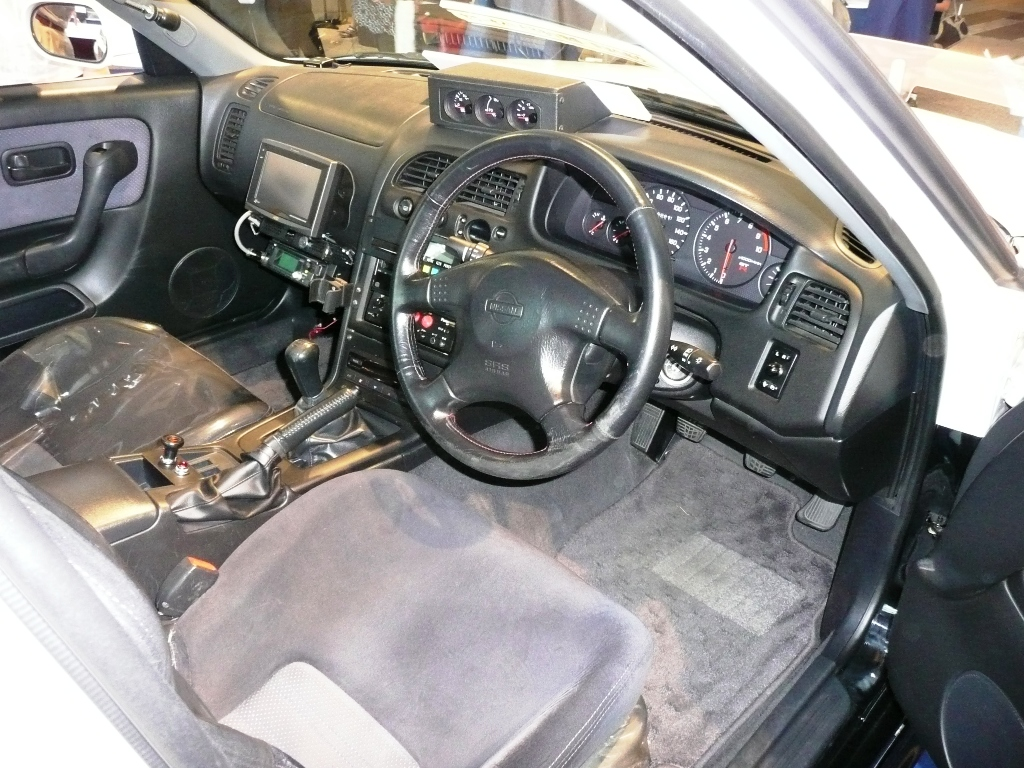
Nissan Skyline GT-R 4 puertas Autech Version 40 aniversario (Interior)
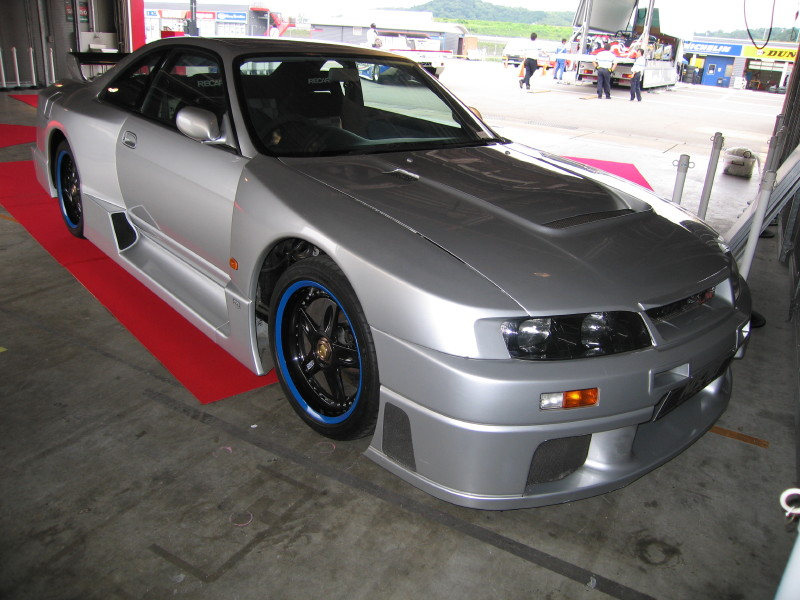
Nissan Skyline GT-R LM

El modelo anterior del R32 fue una fabricación lograda, pero tuvo sus fracasos y sufrió algunas mejoras técnicas para corregirlos. Durante ese proceso, Nissan se encontró, al igual que otras empresas japonesas, bajo unas estrictas restricciones de beneficios. Nissan tuvo que luchas en esos aspectos y para ello crearon un sofisticado programa. Nissan aumentaron el ancho del R33 al menos una pulgada con respecto al R32 y lo hicieron 4 pulgadas más largo. Esto le dio al R33 una distancia entre ejes mayor en general, mezclado con la nueva tecnología aerodinámica. Cada línea del R33 pretendía dar mejor aerodinámica al vehículo, al mismo tiempo que brindaba una mejor refrigeración; además se movió la batería al maletero para mejorar el reparto de pesos. Los ingenieros de Nissan encontraron otras formas de aligerar peso:
Entre ellas se incluye:
Vaciar los mamparos laterales de las puertas.
Usar aleación de acero en los paneles laterales.
HICAS eléctrico.
Vaciar la barra estabilizadora trasera.
Amortiguación de alta resistencia delante y detrás.
Se ha reducido el actuador del ABS.
Las llantas son de aluminio aligerado.
Los ejes frontal y trasero son de aluminio (como en el BNR32). 
Nuevos plásticos en: tanque de combustible, faros, parachoques de plástico «PP» y materiales diversos.
Todo esto en conjunto supuso una reducción de 21 segundos en el récord del R32 en Nürburgring.
La versión BCNR33 GT-R tenía el mismo motor RB26DETT que el BNR32, pero con una mejor de par conseguida en cambios del turbo y la aerodinámica y el intercooler. A partir del R33, todos los GT-R montaron frenos Brembo. En 1995 el GT-R recibió una mejora en la versión RB26DETT, el sistema tracción en las cuatro ruedas ATTESA-ETS y la dirección HICAS.
Se creó una edición limitada del modelo en 1996, llamado NISMO 400R, que producía 400 CV (298 kW) con una versión de calle del motor de Le Mans de Nissan. Se utilizó una caja de cambios Getrag más fuerte.
Un R33 GT-R pilotado por Dirk Schoysman dio la vuelta a Nordschleife en menos de 8 minutos. El Skyline GT-R R33 se ha considerado el mejor coche de producción.
HKS participaría con un GT-R en carreras de drag durante varios años, haciendo un récord de 7,671 segundos en el Sendai Hi-Land Raceway con Tetsuya Kawasaki al volante, llevándolo a ser el coche de tracción a las 4 ruedas más rápido del mundo
Modelos:
- GT-R: 2.6 L RB26DETT con doble árbol de levas, turbo y 6 cil., 305 CV (224 kW; 301 HP), 375 N·m (277 lb·pie) (anunciado con 280 CV) tracción en las cuatro ruedas
- GT-R LM: 2.6 L RB26DETT con doble árbol de levas, biturbo y 6 cil., 305 CV (224 kW; 301 HP) Motor delantero y tracción trasera
- NISMO 400R: 2.8 L RBX-GT2 con doble árbol de levas, biturbo y 6 cil., 400 CV (294 kW; 395 HP), 478 N·m (353 lb·pie) tracción en las cuatro ruedas
- 4Dr.GT-R Autech Version: 2.6 L RB26DETT con doble árbol de levas, biturbo y 6 cil., 305 CV (224 kW; 301 HP), 375 N·m (277 lb·pie) (anunciado con 280 PS) tracción en las cuatro ruedas (solo se fabricaron 447).[58]

## Décima generación (R34; 1999-2002)
En mayo de 1998, los modelos HR34, ER34, ENR34 y BNR34 marcaron la introducción del RB25DET NEO que es más eficiente en el consumo de combustible y más respetuoso con el medio ambiente. El motor RB20E se dejó de fabricar para el modelo base del R34 (GT) y el RB20DE, después del último uso en el Skyline R32, se reintrodujo en la versión actualizada de NEO. Desapareció la transmisión automática de 4 velocidades disponible en algunos modelos y se actualizó con controles manuales de estilo tiptronic. Había una variante de exportación del 25GT Turbo cupé (denominada GT-T) que se vendió en Singapur y Hong Kong entren 1998 y 2000, mientras que el modelo posterior del 25GT Turbo se vendió en Nueva Zelanda entre 2001 y 2002 junto a la versión GT-R V-Spec. Estos fueron los 3 únicos países donde se vendió el modelo R34 25GT Turbo fuera de Japón. Todas las Nissan Prince Store japonesas que vendieron el Skyline se rebautizaron como Nissan Red Stage.

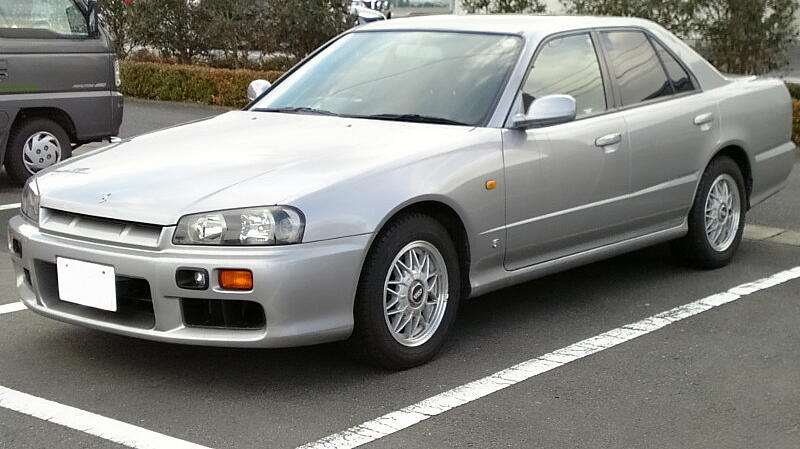
Nissan Skyline sedán (1998 a 2000)
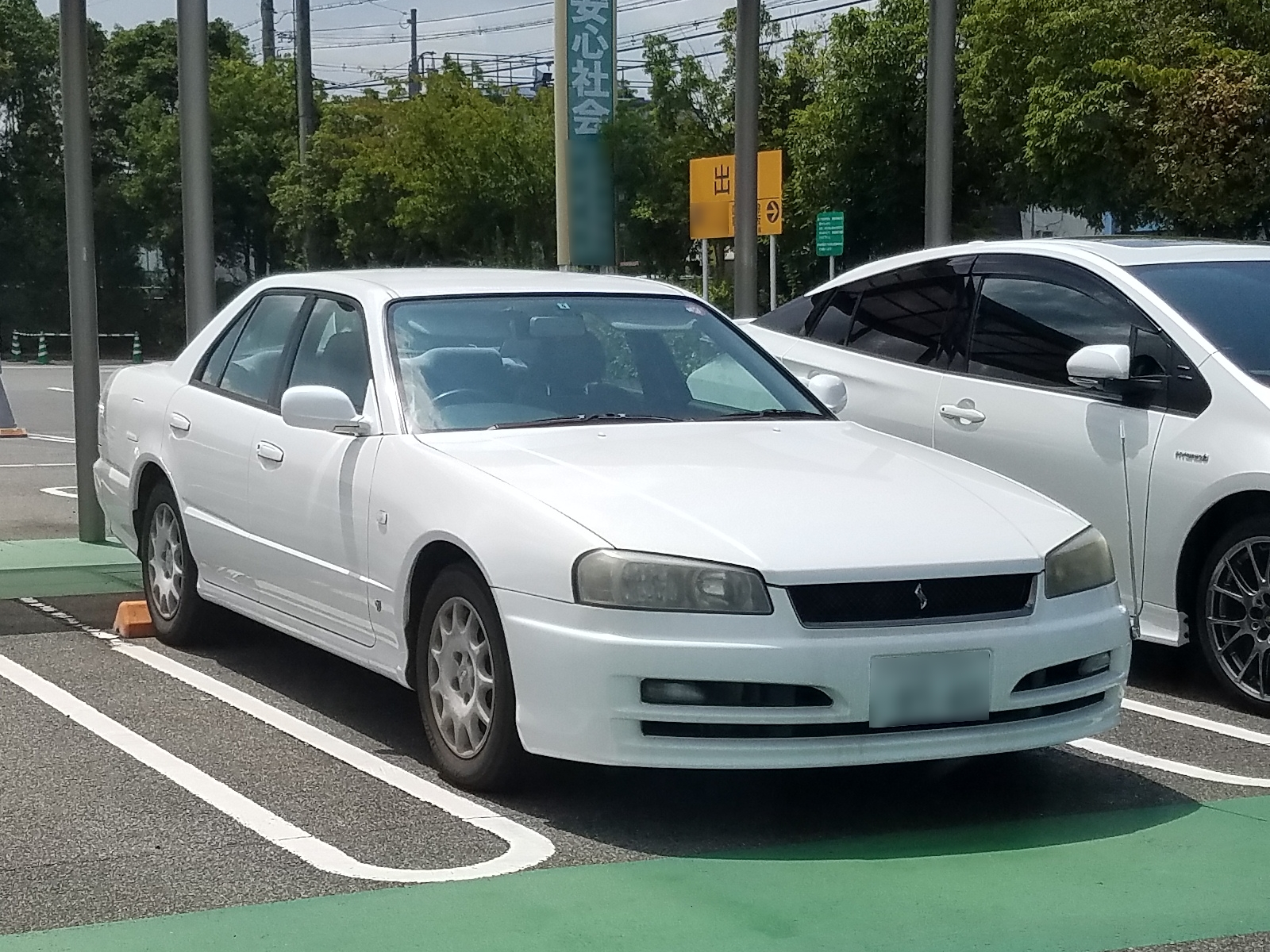
Nissan Skyline sedán (2000 a 2001)
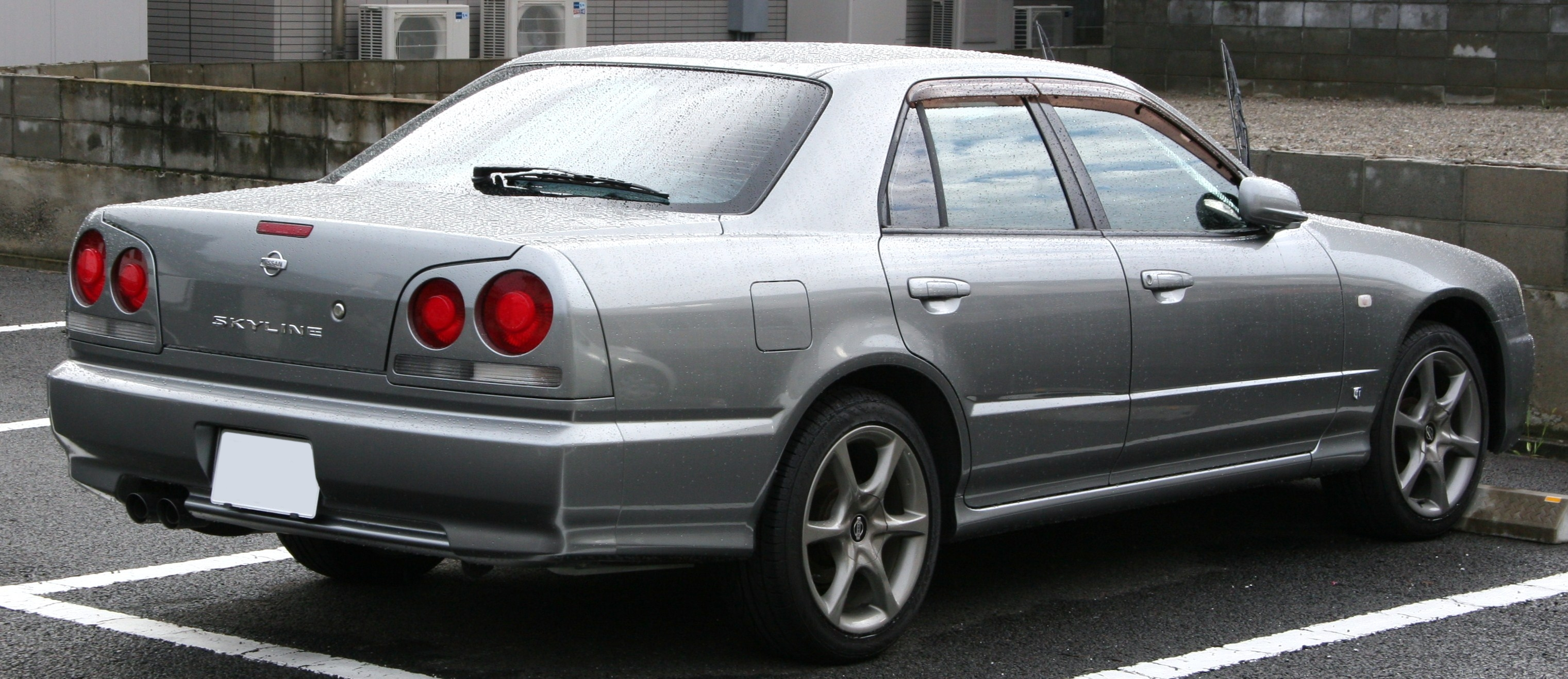
Nissan Skyline sedán (1998 a 2001)
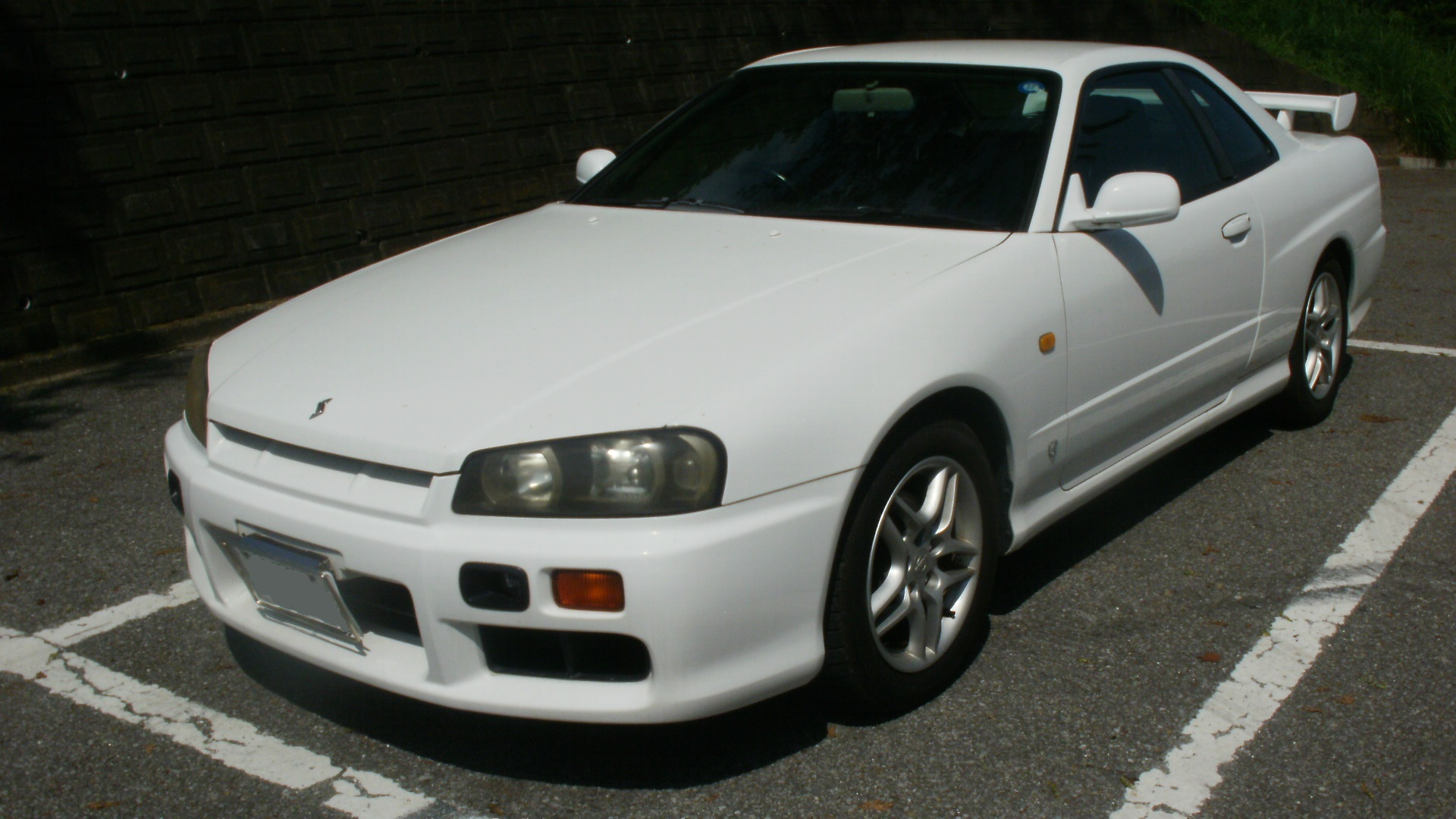
Nissan Skyline cupé (1998 a 2000)
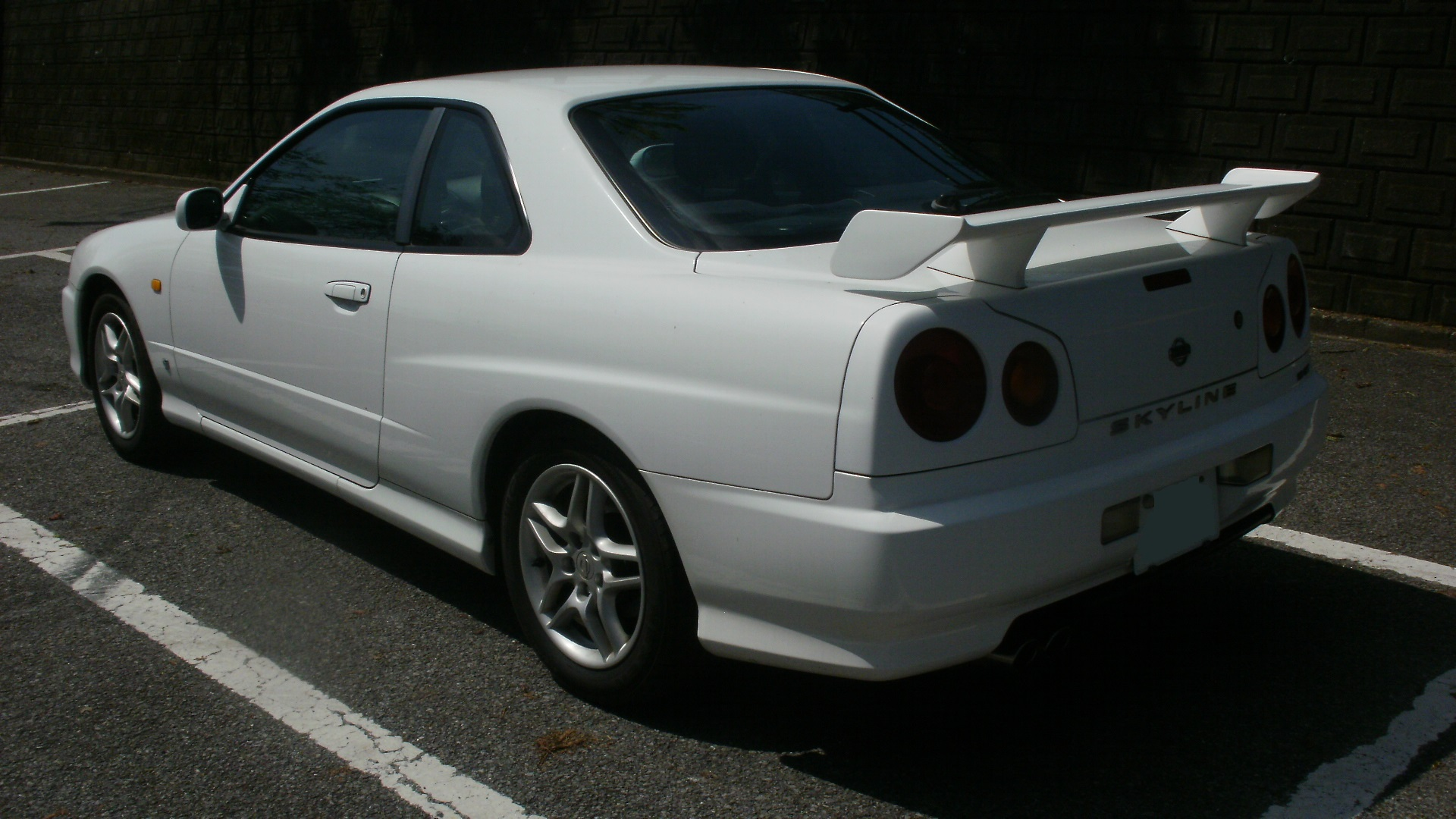
Nissan Skyline cupe (1998 a 2001)
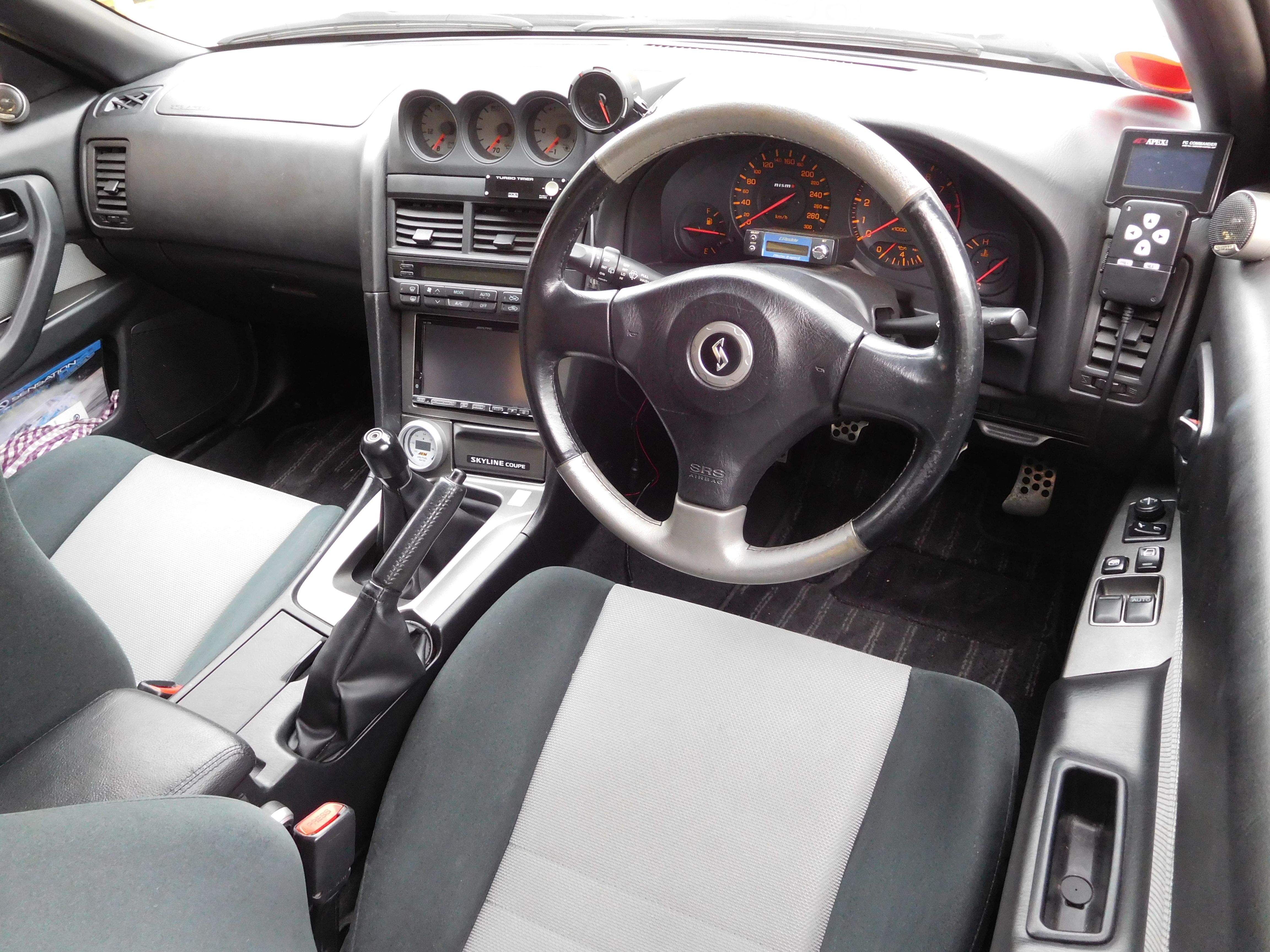
Interior
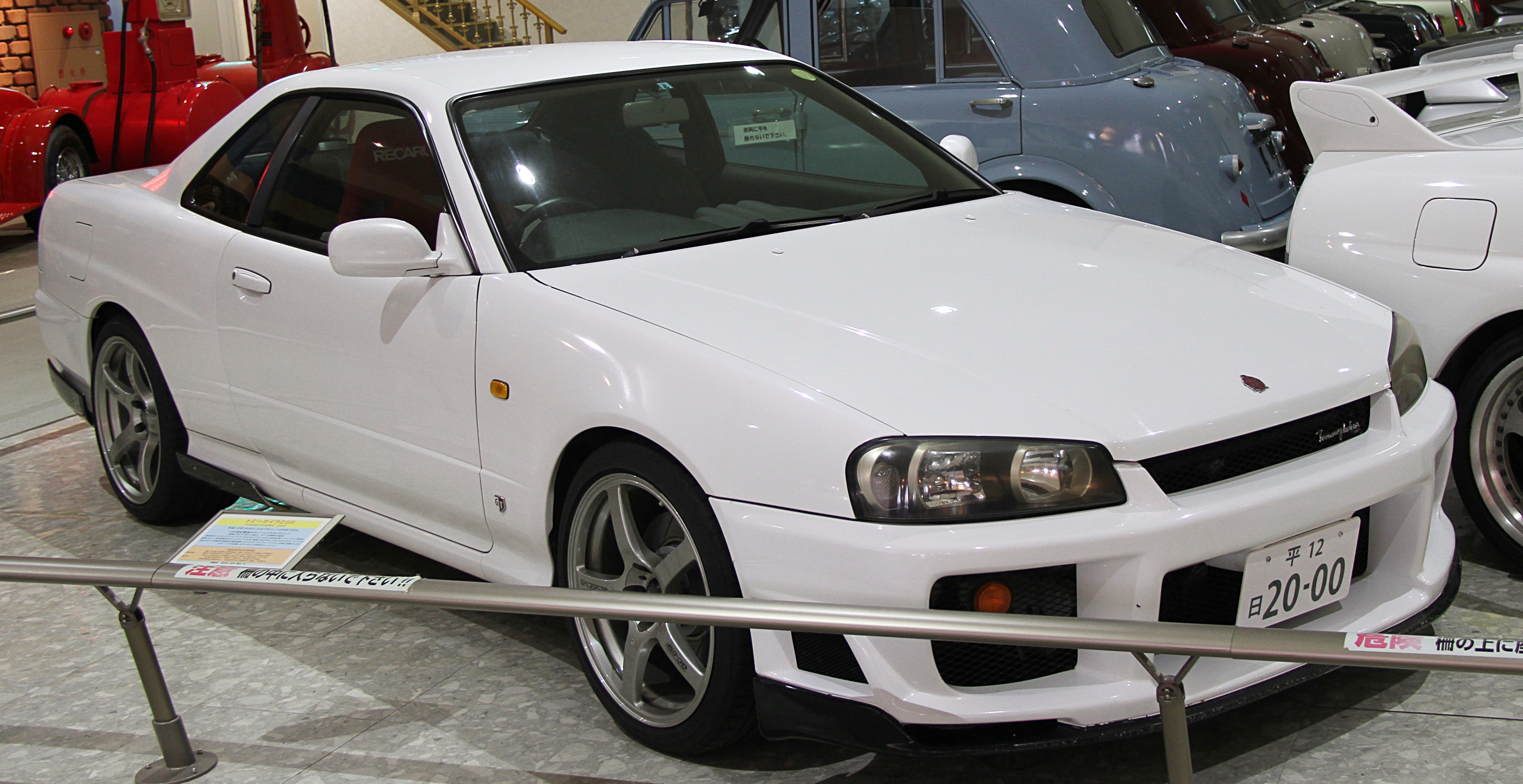
Tommykaira 25R
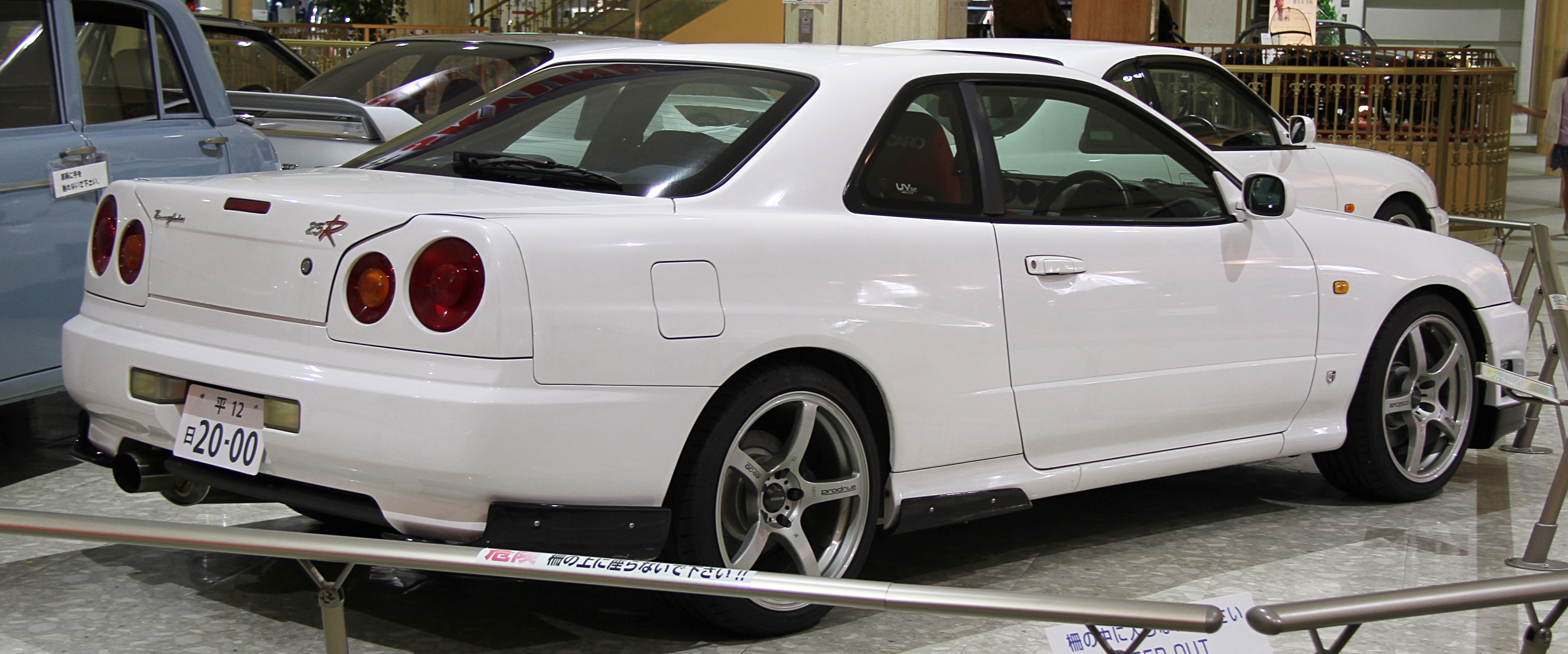
Tommykaira 25R
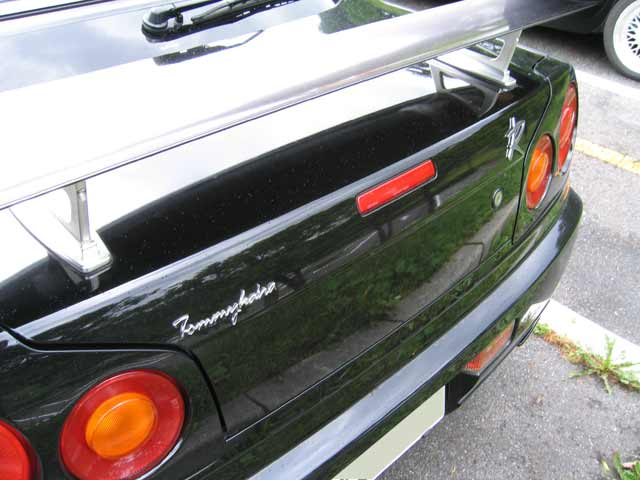
Tommykaira R

Nissan presentó dos nuevos modelos para el vehículo base, el 25GT-X y el 25GT-V. El 25GT-X solo estaba disponible como sedán e incluía extras opcionales sobre el 25GT y el 25GT Turbo, como ventanas tintadas traseras y pantalla LCD emergente que reemplazó el triple grupo en los modelos turbo.
El 25GT-V era una variación atmosférica que venía de serie con los frenos delanteros Sumitomo de 4 pistones mejorados y las ruedas de 17 " que solo se encuentran en los modelos turbo.
En agosto del año 2000, el R34 recibió un lavado de cara que cambió el parachoques delantero a un diseño nuevo y elegante y los faros de xenón eran opcionales en toda la gama. Para el interior, los pedales se cambiaron de goma a aluminio y el volante y el pomo de la palanca de cambios ahora estaban hechos de cuero genuino con diseño en dos tonos, denominado con el anagrama «S» de Skyline en vez del logotipo de Nissan. La consola centra y los detalles ahora eran de un color plateado iridio; anteriormente grises. 
Los extras opcionales para el R34 incluyen aero exterior que consiste en parachoques delanteros y traseros rediseñados, taloneras y un alerón envolvente en la parte trasera que solo estaba disponible para el cupé. Las piezas opcionales de NISMO para el R34 incluían amortiguadores, sistema de escape, intercooler, barras estabilizadoras, enfriador de aceite y diferencial de deslizamiento limitado.
Modelos:
- GT (HR34) – 2.0 L RB20DE NEO de 6 cil., 155 CV (114 kW; 153 HP), 186 N·m (137 lb·pie)
- 25GT (ER34) – 2.5 L RB25DE NEO de 6 cil., 200 CV (147 kW; 197 HP), 255 N·m (188 lb·pie)
- 25GT-X (ER34) – 2.5 L RB25DE NEO de 6 cil., 200 CV (147 kW; 197 HP), 255 N·m (188 lb·pie)
- 25GT-V (ER34) – 2.5 L RB25DE NEO de 6 cil., 200 CV (147 kW; 197 HP), 255 N·m (188 lb·pie)
- 25GT FOUR (ENR34) – 2.5 L RB25DE NEO de 6 cil., 200 CV (147 kW; 197 HP), 255 N·m (188 lb·pie) 4WD
- 25GT-X FOUR (ENR34) – 2.5 L RB25DE NEO de 6 cil., 200 CV (147 kW; 197 HP), 255 N·m (188 lb·pie) 4WD
- 25GT Turbo (ER34) – 2.5 L RB25DET NEO turbo de 6 cil., 280 CV (206 kW; 280 CV), 343 N·m (253 lb·pie)
- 25GT-X Turbo (ER34) – 2.5 L RB25DET NEO turbo de 6 cil., 280 CV (206 kW; 280 CV), 333-363 N·m (246-268 lb·pie)

### GT-R (BNR34)

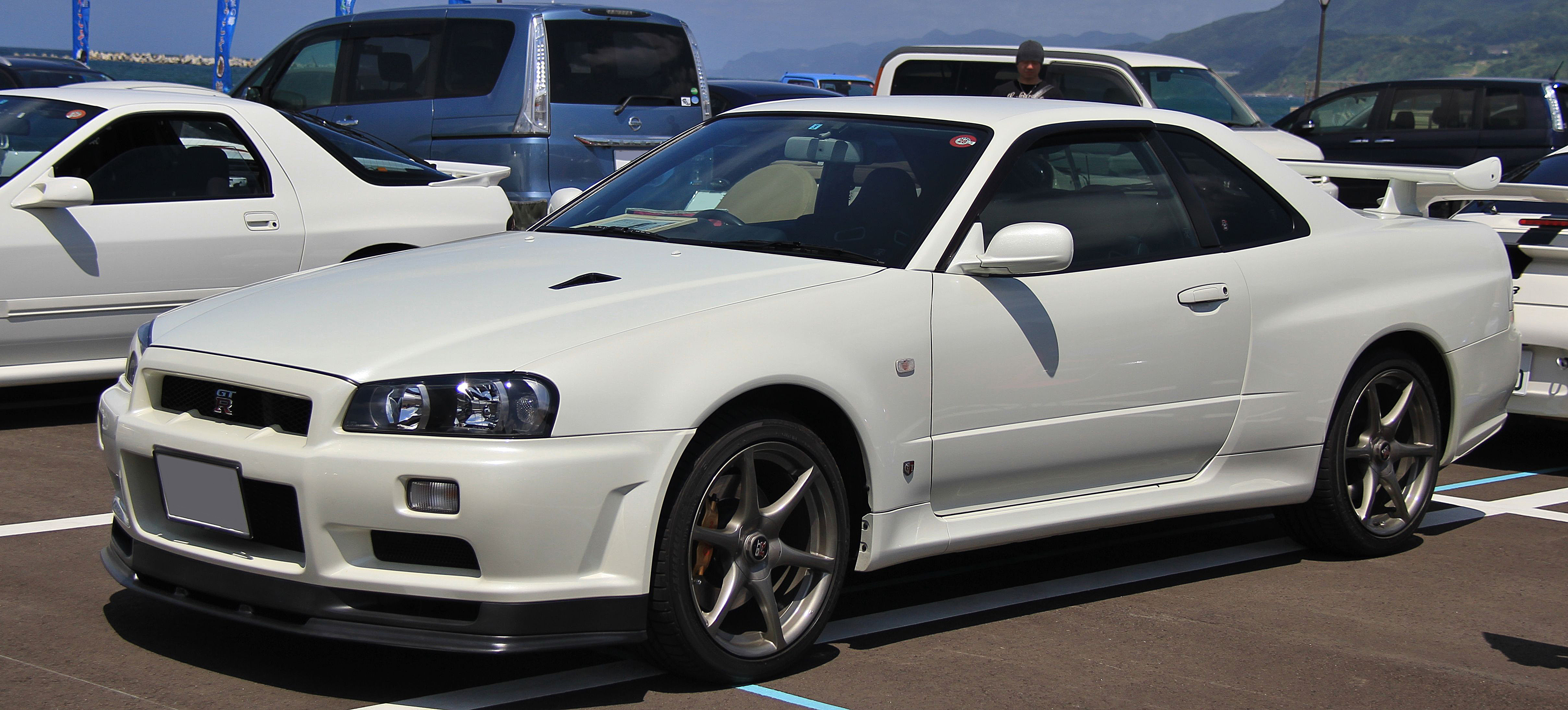
Nissan Skyline GT-R V·Spec II (BNR34)

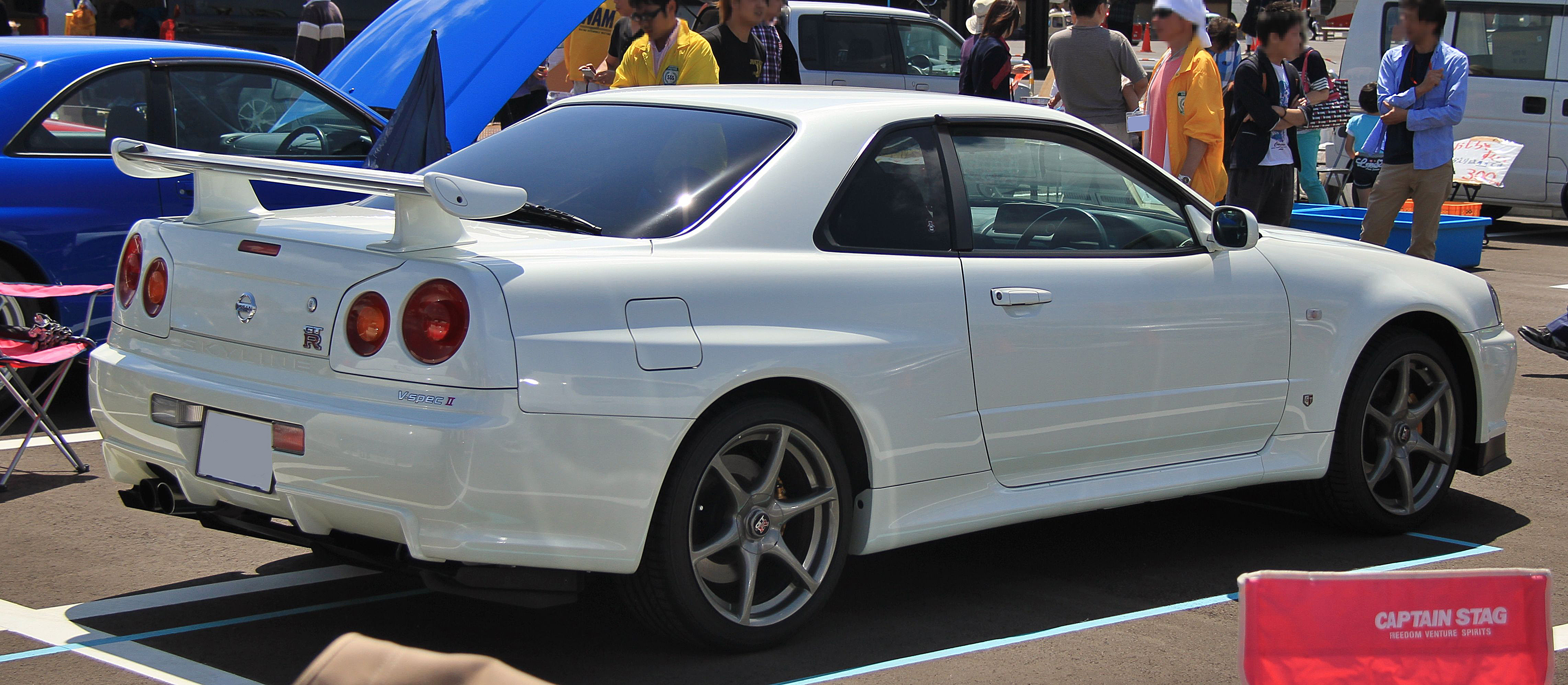
Nissan Skyline GT-R V·Spec II (BNR34)

El GT-R reapareció en 1999, con una mejora de chasis y rendimiento. Los turbos y colectores del R34 se reforzaron.
Modelos: (todos los ATTESA E-TS Pro AWD)
- GT-R: 2.6 L RB26DETT biturbo de 6 cil., 332 CV (327 HP; 244 kW) 392 N·m (289 lb·pie) (anunciado con 276 CV)[61]
- GT-R V·Spec: Piezas aero adicionales, frenos ventilados, difusor, autoblocante.
- GT-R V·Spec N1: V·Spec con motor rectificado N1, sin A/A, radio ni limpialunetas, interior básico (solo 45 unidades).
- GT-R V·Spec II: V·Spec + fibra de carbono para el capó y conducto NACA.
- GT-R V·Spec II N1: V·Spec II con motor N1, sin A/A, radio ni limpialunetas, interior básico (solo 18 unidades).
- GT-R M·Spec: Interior de piel, suspensión más suave con control de absorción de baches y asientos calefactables.
- GT-R V·Spec II Nür: V·spec II + motor N1, marcador de cuentakilómetros a 268 km/h (solo 750 unidades).
- GT-R M·Spec Nür: M·spec + motor N1, marcador de cuentakilómetros a 300 km/h (solo 253 unidades).
- GT-R NISMO S-tune: Paquete de tuning S-tune del Nismo, para conducción de calle con potencial del GT-R.
- GT-R NISMO R-tune: Paquete de tuning R-tune (superior al S-tune) con más preparación de circuito.
- GT-R NISMO Z-tune: 2.8 L RB28DETT biturbo de 6 cil., 500 CV (368 kW; 493 HP), 540 N·m (398 lb·pie) Z1 y Z2 (solo 20 unidades)

### Skyline GT-R M·Spec (2001–02)
La versión M·Spec del Nissan Skyline GT-R contaba con control de absorción de baches, asientos de cuero (delanteros y traseros) calefactados, volante forrado en 3 pieles y una selección de 4 colores de carrocería.
El vehículo salió a la venta el 8 de mayo de 2001.

### Skyline GT-R M·Spec Nür, V·Spec II Nür (2002)

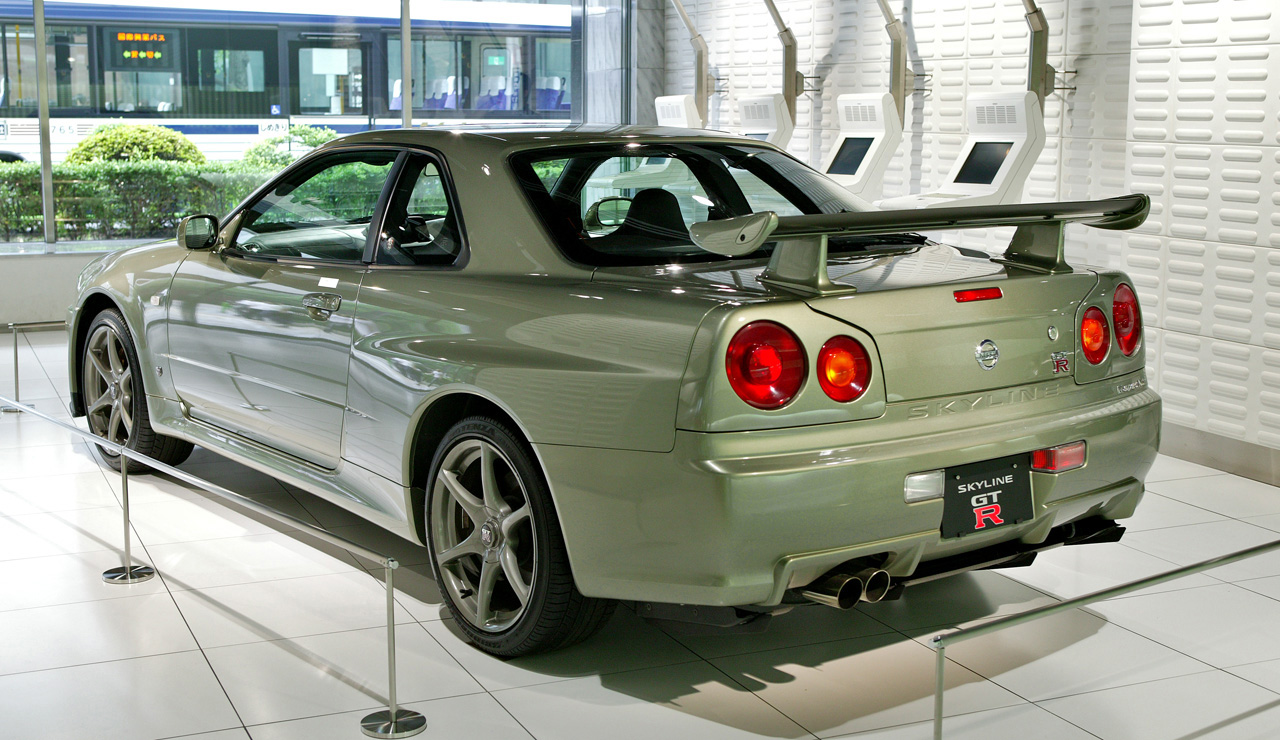
Nissan Skyline GT-R M·Spec Nür (BNR34)

El M·Spec Nür y V·Spec II Nür son ediciones limitadas (1 000 unidades) del Nissan Skyline GT-R con motor N1 Super Taikyu del mercado japonés. El contador del cuentakilómetros indica hasta 300 km/h, el anagrama está modificado y cuenta con una selección de color de carrocería más (un jade metalizado llamado «Millennium Jade Metallic»).
Los vehículos salieron a la venta el 26 de febrero de 2002.

### Producción
La producción del Skyline GT-R R34 acabó el 29 de agosto de 2002.
Desde el comienzo de las ventas del Skyline GT-R M·Spec Nür y V·Spec II Nür, el 25 % de los vehículos vendidos fueron M·Spec Nür, 75 del total V·spec II Nür. Los colores jade, blanco perlado y blanco se usaron en un 28 %, 22 % y 16 % en los M·Spec Nür yy V·Spec II Nür respectivamente.

### Mercadotecnia
Como parte de la campaña final del R34 GT-R, todos los clientes del Skyline GT-R recibieron un álbum fotográfico oficial del GT-R (「歴代GT-Rオフィシャル写真集＜限定版＞」) a partir del 24 de enero de 2002.

### Estados Unidos
Un pequeño número de R34 GT-R son legales en los Estados Unidos previo a 2024. Una empresa de importación llamada Motorex realizó pruebas en el R33, presentó un proyecto y certificó ante la Agencia de Protección Ambiental de Estados Unidos que cumplía los requisitos para su aprobación. La empresa tuvo problemas legales al intentar importar el R32 y R34 GT-R, pero dijeron al gobierno que eran R33. Motorex dejó de realizar las modificaciones necesarias (en seguridad, y prestaciones, etc.) y finalmente en 2005 acabaron cerrando. El gobierno comunicó a los propietarios de los vehículos que ahora eran legales bajo títulos especiales, ya que aunque fueron importados a USA bajo documentos falsificados de Motorex, los dueños de los coches habían hecho todos los trámites de importación de manera legal, por lo cual se le consideraria injusto si se les mandaba destruir los coches. Se estima que hay entre 12 a 30 Nissan Skyline BNR34 (GT-R R34) legales en EE. UU. a causa de este suceso.
En 2018, se importó el primer R34 legalmente. Actualmente, solo los 282 primeros GT-R producidos en 1999, con acabado «LV4 Midnight Purple II», y los 258 modelos M-Spec Nür están exentos de restricciones. Todos los demás R34 podrán importarse legalmente a partir de mayo de 2024 (respetando la regla de los 25 años en cada unidad respectivamente), e incluso se sabe de empresas en Japón que han comprando R34's de manera masiva para almacenarlos hasta 2024.

## Undécima generación (V35; 2001-2006)
La undécima generación del Nissan Skyline (V35), se lanzó en enero de 2001, basada en la plataforma FM de Nissan, compartida con el Nissan 350Z. El Nissan Skyline usó un motor delantero (VQ35DE y otors posteriores), contando con tracción trasera (y a las 4 ruedas en la versión sedán) para lograr una distribución de pesos 52 % / 48 %. El V35 fue el primer Skyline que se exportó a los EE. UU. de forma legal. Vendido bajo la marca de vehículos de lujo con la nomenclatura Infiniti G35.
Los nuevos Skyline produjeron una nueva organización dentro del mercado japonés de Nissan, denominada Nissan Red Stage, en conjunto con el Nissan Fairlady Z, vendido exclusivamente en los Nissan Blue Stage. El vehículo salió a la venta el 18 de junio de 2001. Hubo modelos previos, como 250GT, 250GTe y 300GT. El Skyline 250GT FOUR sedán incluía el sistema de tracción en las 4 ruedas ATTESA E-TS con modo sincro a 50:50, motor VQ25DD (NEO Di) y transmisión de 5 velocidades automática. Salió a la venta el 26 de septiembre de 2001. El Skyline 250GTm sedán salió a la venta el 13 de enero de 2001, mientras que el Skyline 350GT-8 sedán lo hizo el 19 de febrero de 2001.
A principios de 2002, el Skyline sedán se vendió en Norteamérica y Europa, donde se comercializó como Infiniti G35.
El V35 rompió con la línea tradicional del Skyline. La primera generación no tenía motor de 6 cilindros en línea ni turbo, además no se fabricó versión GT-R, una decisión que se extendió a todos los Skyline posteriores, hasta la actual V37 que tiene un motor 2.0L con turbo reintroducido desde el mercado japonés. Se intentó que el modelo usase un nombre distinto, pero finalmente no se hizo por decisión del director ejecutivo de Renault/Nissan, Carlos Ghosn, que decidió llevar el nombre V35 al mercado de deportivos de lujo. Considerando el 350Z como un coche deportivo puro, Nissan le dio algo más de potencia al VQ35DE para 350Z. Y a pesar de que compartía la base con el Skyline, el 350Z tenía mejoras de rendimiento y piezas aero que le aligeraban hasta 100 kg (220 lb) de peso. Algunos fanes han denominado el V35 como el «Skyline de nueva generación» debido a los drásticos cambios entre el V35 y su predecesor, el R34. No obstante, el día 1 de julio de 2001 (a 2 semanas de su lanzamiento), las ventas llegaron a alcanzar las 4 200 unidades.
Los preparadores japoneses ignoraron el Skyline V35. Algunos preparadores como Mine's, Amuse, Hosaka, Garage Defend, M Speed, Nagisa, MCR, HKS y Top Secret siguieron desarrollando coches de competición sobre los GT-R R32 y R34. Top Secret preparó un V35, pero cambió el motor VQ35DE por un VK45DE biturbo V8. Un V35 se metió a Formula Drift, reemplazando el motor VQ35DE por un SR20DET.
Modelos:
- 250GT: 2.5 L VQ25DD V6, 215 CV (212 HP; 158 kW), 270 N·m (199 lb·pie)
- 250GT Four: 2.5 L VQ25DD V6, 215 CV (212 HP; 158 kW), 270 N·m (199 lb·pie) 4WD
- 300GT: 3.0 L VQ30DD V6, 260 CV (256 HP; 191 kW), 324 N·m (239 lb·pie)
- 350GT-8: 3.5 L VQ35DE V6, 272 CV (268 HP; 200 kW), 353 N·m (260 lb·pie)
- 350GT Coupe: 3.5 L VQ35DE V6, 280 CV (276 HP; 206 kW), 363 N·m (268 lb·pie)

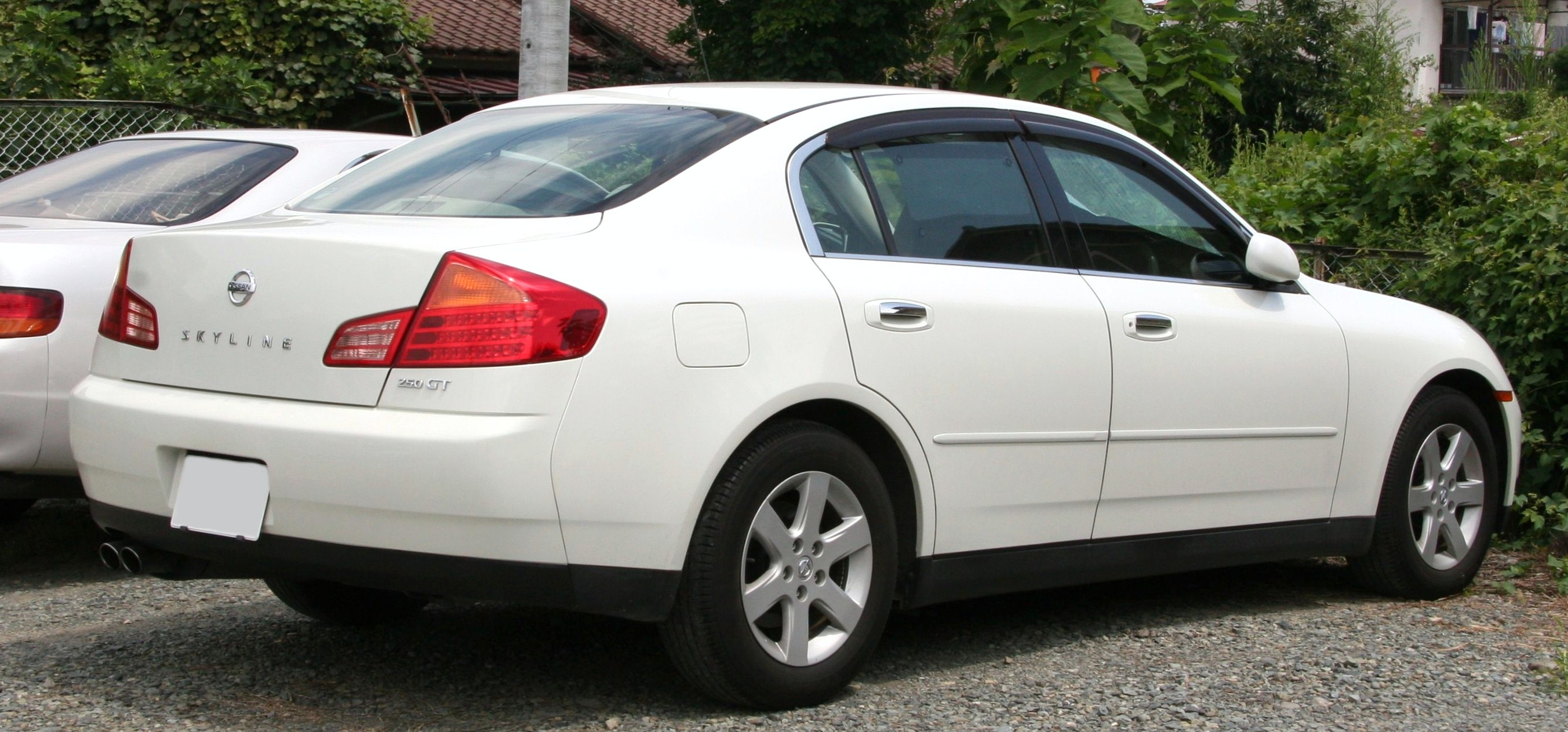
Nissan Skyline 250GT sedán V35 (2001 a 2006)
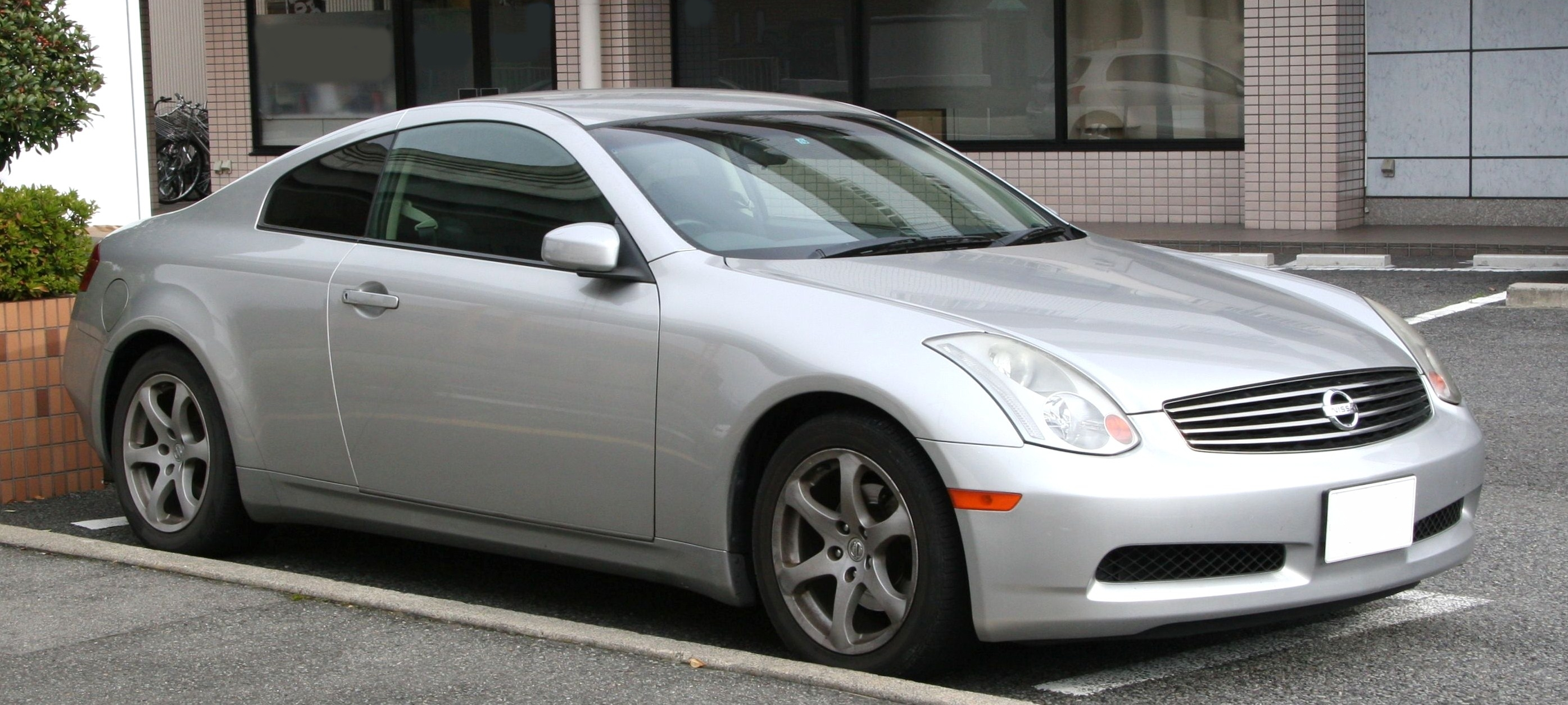
Nissan Skyline 350GT cupé CV35 (2001 a 2006)
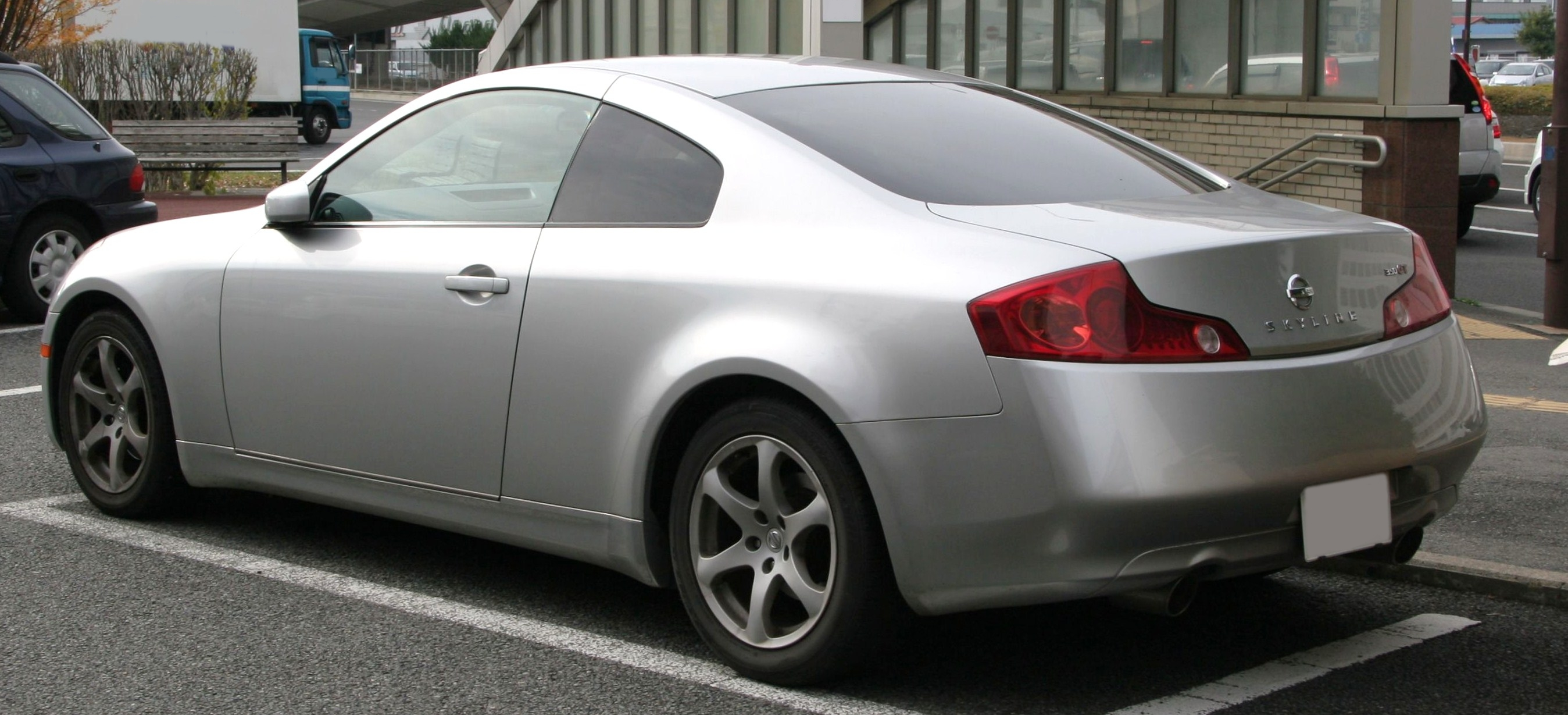
Nissan Skyline 350GT cupé CV35 (2001 a 2006)
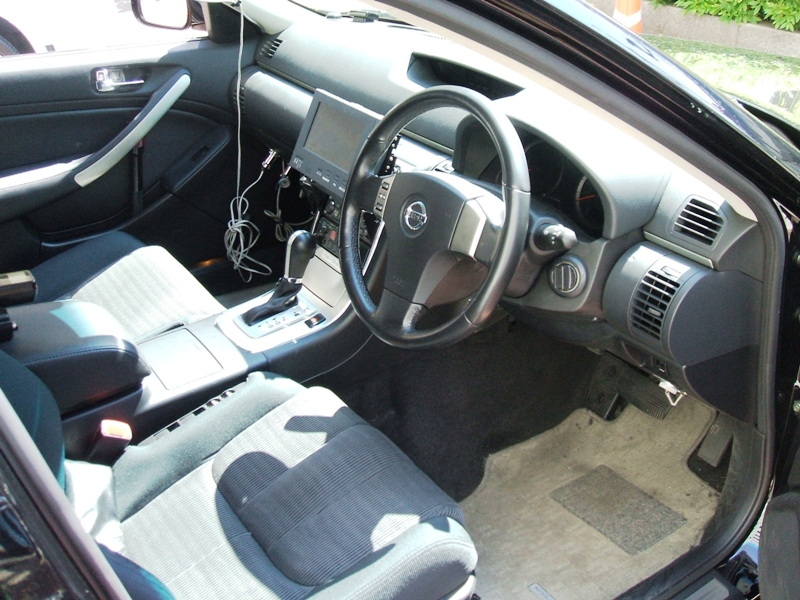
Interior

### Concepto XVL (1999)
El concepto XVL fue un prototipo que quería mostrar una plataforma clase ese de motor frontal y tracción trasera. Montaba un 3.0L V6 con inyección directa, gasolina, en una carrocería sedán. El vehículo se mostró en el Salón del Automóvil de Tokio en 1999.

### Cambios
En 2003 se modificó el diseño de la parrilla frontal, los paneles internos de los faros y las ventanillas. También se modificaron los espejos y el interior, al mismo tiempo que se mejoró la suspensión y el sistema de frenos. El Skyline cupé se lanzó como una versión deportiva del Infiniti G35 para el mercado japonés. Además, el Skyline 350GT salió a la venta. Se trata de una versión sedán deportiva del Infiniti G35 con una caja de cambios manual de 6 velocidades para el mercado japonés, exclusiva con motor de 3.5. El Skyline 350GT y Skyline 350GT Premium salieron a la venta el 3 de junio de 2003.
En 2004 tanto la versión cupé como la sedán se modificaron, mejorando el interior y la transmisión. La caja de cambios de 5 velocidades automática del 350GT Premium ahora incluía control de revoluciones, mientras que la manual de 6 velocidades se suavizó. En la versión sedán se cambiaron la parrilla y parachoques frontales, el panel inferior, los faros, parachoques trasero y combinación de con los pilotos traseros. Los asientos delanteros tenían reposacabezas activo y ahora los asientos traseros montaban 3 puntos de anclaje del cinturón. También sacó nuevas ruedas de 19 pulgadas para la versión cupé. En 2005 el Skyline volvió a recibir cambios en los faros y pilotos, parachoques y protectores laterales. Además, las llantas de aluminio de 19 pulgadas se convirtieron en estándar para las versiones automáticas.

### Carrocerías
| Código de chasis | V35       | CV35      |
| ---------------- | --------- | --------- |
| Carrocería       | sedán     | cupé      |
| 250GT            | 2001 a 06 | N/D       |
| 250GT FOUR       | 2001 a 06 | N/D       |
| 250GTe           | 2001      | N/D       |
| 250GTm           | 2002 a 04 | N/D       |
| 250GTm FOUR      | 2003 a 06 | N/D       |
| 300GT            | 2001 a 04 | N/D       |
| 350GT            | 2003 a 04 | 2003 a 07 |
| 350GT-8          | 2002 a 06 | N/D       |
| 350GT Premium    | 2003 a 06 | 2003 a 07 |

## Duodécima generación (V36/J50; 2006-2014)

### Lanzamiento inicial
El Skyline sedán salió a la venta el 1 de noviembre de 2006, con una mejora del Skyline cupé en otoño de 2007. Los primeros modelos incluyeron el 250GT, 250GT FOUR y 350GT.
Estuvo disponible principalmente como sedán 4 puertas en Japón y también se vendió en Norteamérica en 2007 bajo el nombre de Infiniti G35.
El 13 de mayo de 2008, Nissan anunció que habría una versión descapotable del Infiniti G37 cupé en 2009. El descapotable no está disponible en Japón.

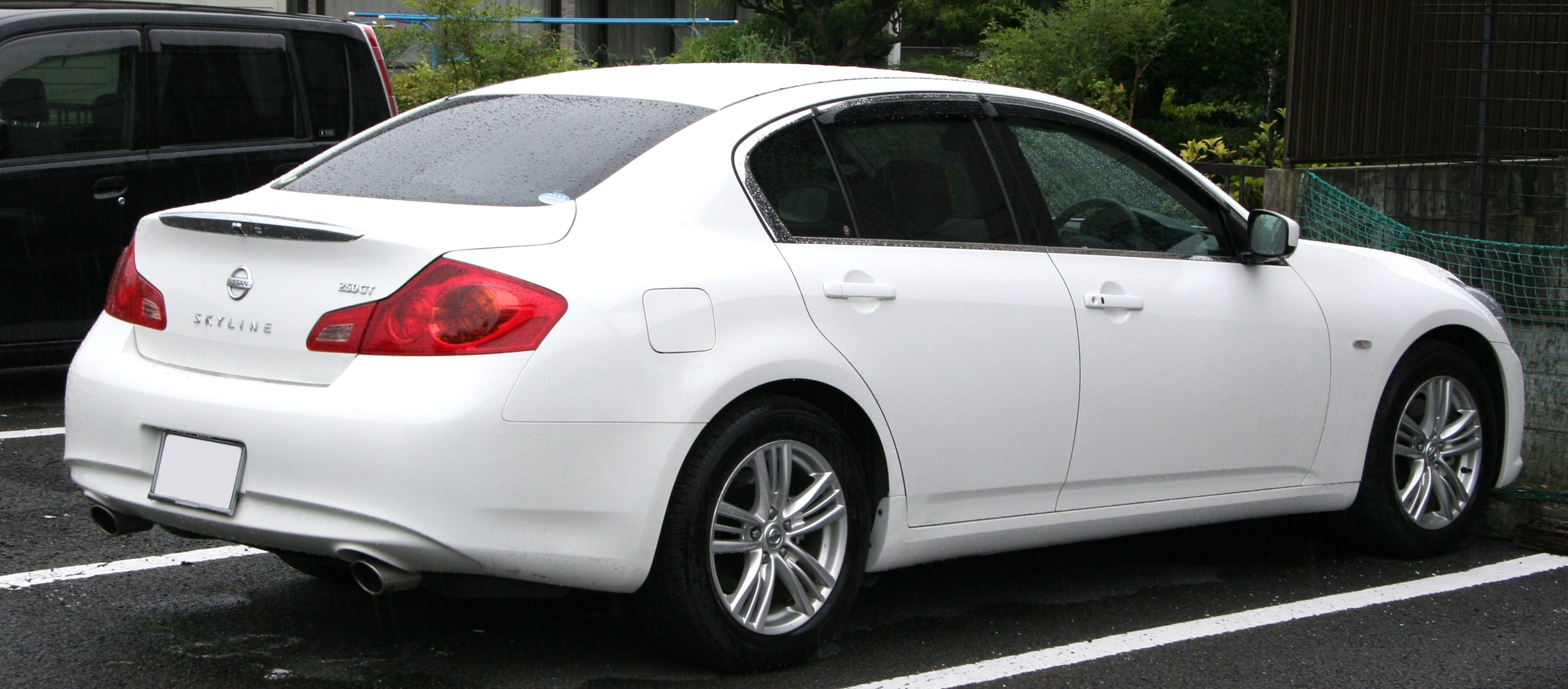
Japón Nissan Skyline Sedan 250GT V36 (2010)
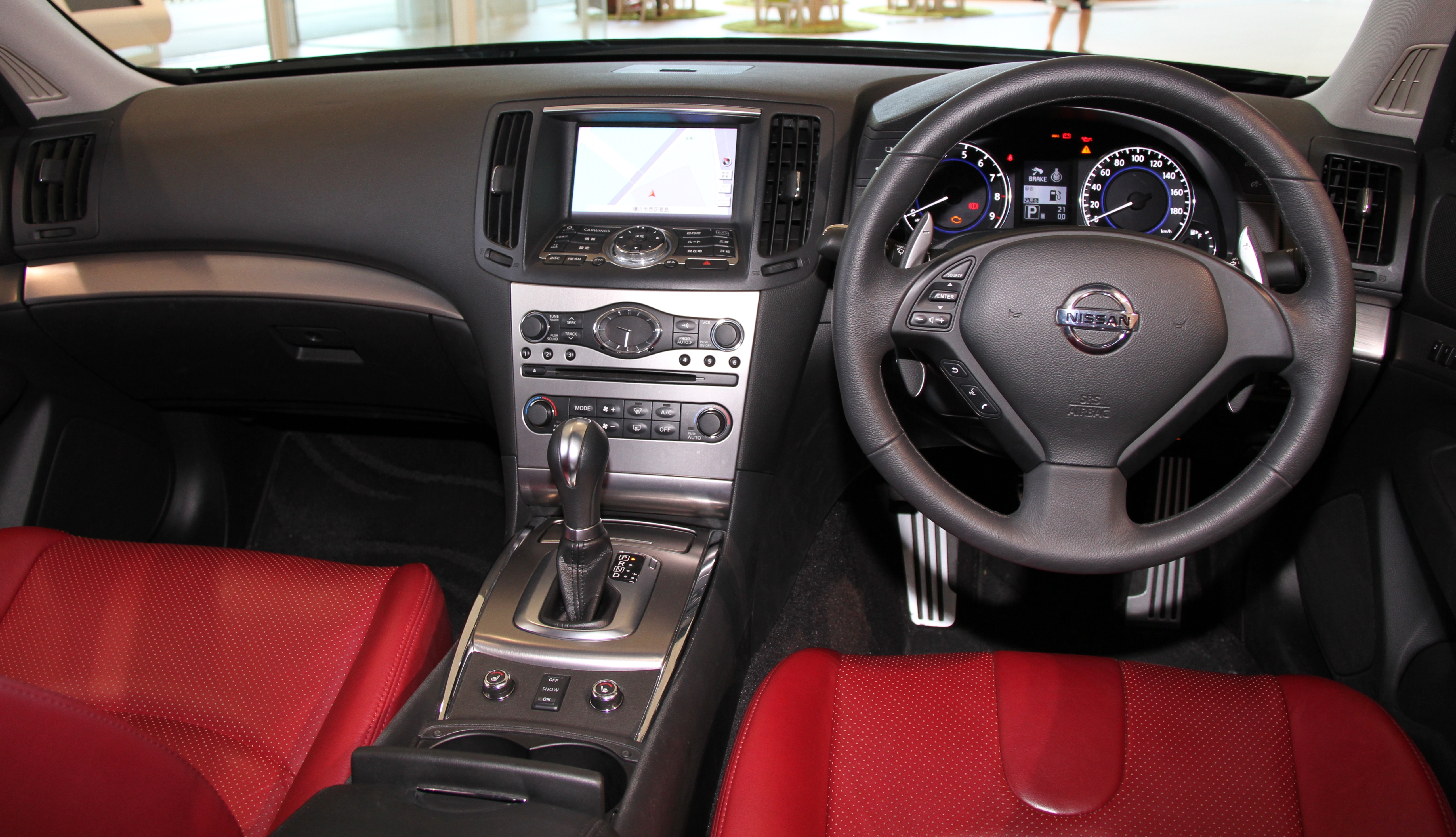
Interior

#### Skyline 370GT cupé (DBA-CV36, 2007—2014 )
Se presentó en 2007 como modelo para 2008, es una versión japonesa del Infiniti G37.
Usaba ruedas de 18 pulgadas en la versión base y 370GT Type P, mientras que en Type S y Type SP montaba llantas de 19 ".
El Skyline cupé salió a la venta el 2 de octubre de 2007. Los primeros modelos fueron 370GT, 370GT Type P, 370GT Type S y 370GT Type SP.
El motor 3.7 L VQ37VHR V6 tenía una potencia de 330 CV (243 kW; 330 CV).

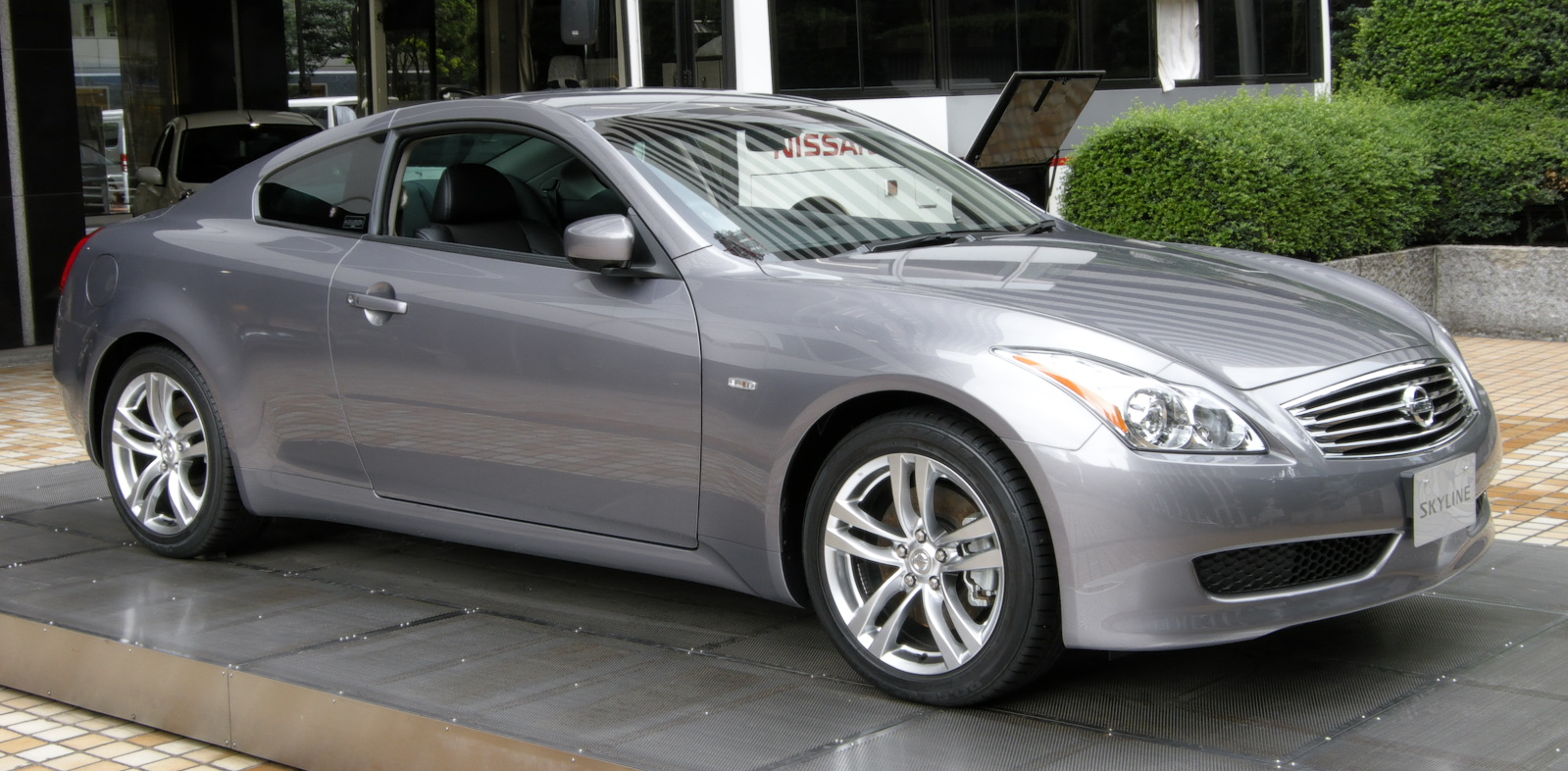
Japón Nissan Skyline Coupe 370GT CV36 (2007)
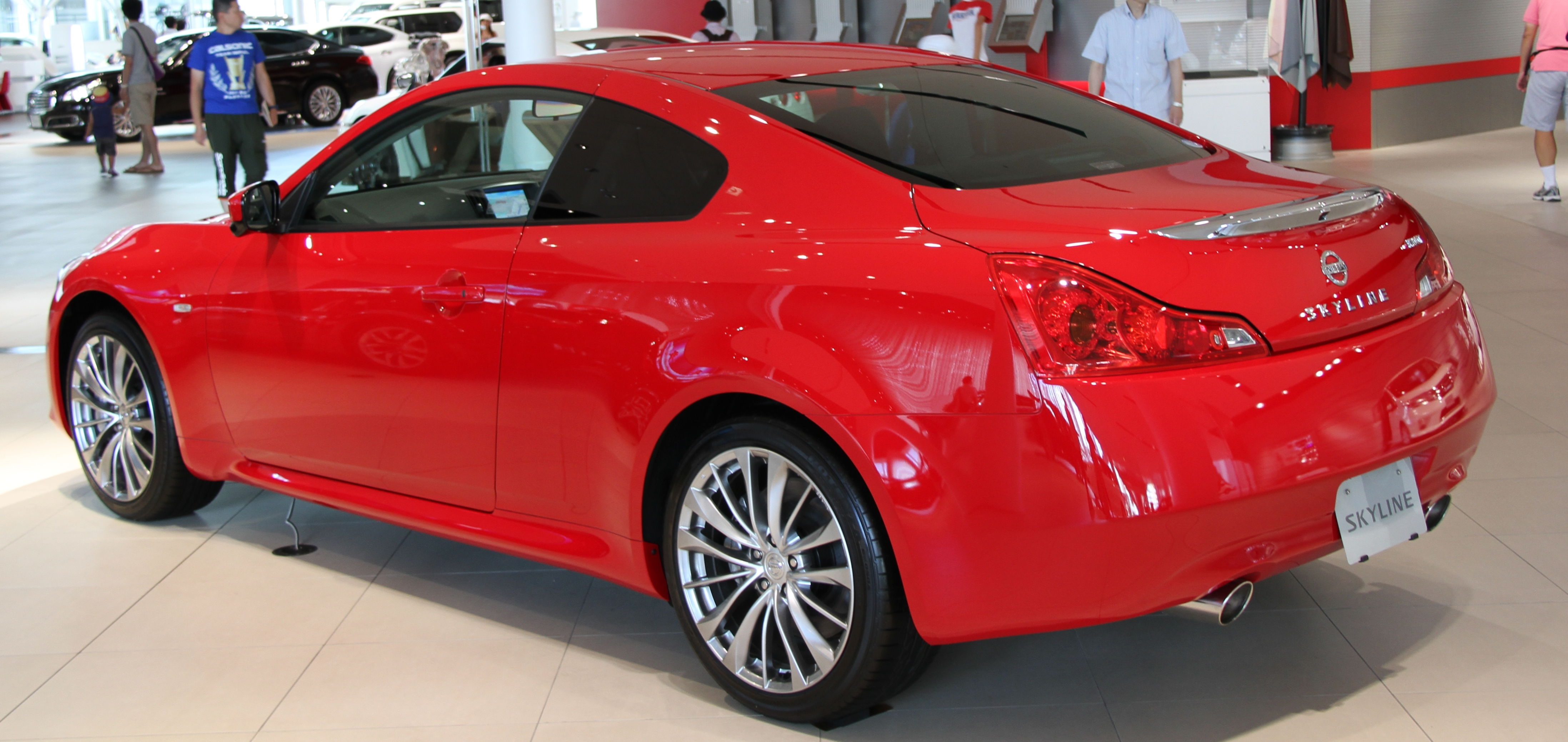
Japón Nissan Skyline Coupe 370GT Type S CV36 (2012)

#### 250GT sedán (DBA-V36, DBA-NV36)
El 250GT sedán es la versión japonesa del Infiniti G25.
La tracción integral venía de serie en los modelos 250GT FOUR (NV36, donde la N indica que es tracción total).
El 250GT Type S se presentó como modelo de 2008.
Montaba llantas de 17 pulgadas de serie para todos los modelos excepto para el 250GT Type S, que montaba de 18 ".

#### 350GT sedán
El 350GT sedán es la versión japonesa del Infiniti G35 sedán.

#### Edición «50th Limited» (2007 a 2008)
La edición «50th Limited» es una opción del modelo sedán del Skyline 250GT Type P, 350GT Type P, 350GT Type SP y 250GT FOUR Type P, que conmemora el 50 aniversario del Nissan Skyline. El interior está tapizado en asientos de cuero rojo y un número de serie en la luna.
El vehículo se expuso en el Salón del Automóvil de Tokio 2007.
Los modelos de la versión «50th Limited», 250GT Type S, salieron a la venta el 27 de noviembre de 2007 hasta el 31 de marzo de 2008.

#### Prototipo Skyline cupé «Aero-Sports», paquete «Aero» (2008)
El prototipo del Skyline con paquete «Aero» es una versión del Skyline 350GT Type SP sedán con espóileres frontal y trasero dinámicos, rediseñado con una parrilla deportiva y llantas cromadas.
El prototipo del Skyline cupé «Aero-Sports» 370GT Type SP con nuevo aspecto tanto interior como exterior con nuevas piezas aero y materiales.
Los vehículos se presentaron en el Salón del Automóvil de Tokio 2008, seguidos del Salón de Personalización del Automóvil de Nissan 2008.

#### Carrocerías
| Código de chasis | V36       | CV36   |
| ---------------- | --------- | ------ |
| Carrocerías      | sedán     | cupé   |
| 250GT            | 2006 a    | N/D    |
| 250GT FOUR       | 2006 a    | N/D    |
| 350GT            | 2006 a 08 | N/D    |
| 370GT            | 2007 a    | 2007 a |

#### Modelos
| Modelo                      | Año         | Tipo/Código de motor                      | Potencia, par@rpm                                       | Tracción |
| --------------------------- | ----------- | ----------------------------------------- | ------------------------------------------------------- | -------- |
| 250GT sedán (DBA-V36)       | 2006 a      | 2495 cm³ (2,5 L; 152,3 plg³) V6 (VQ25HR)  | 225 CV (165 kW; 222 HP)@6800, 263 N·m (194 lb·pie)@4800 | trasera  |
| 250GT FOUR sedán (DBA-NV36) | 2006 a      | 2495 cm³ (2,5 L; 152,3 plg³) V6 (VQ25HR)  | 225 CV (165 kW; 222 HP)@6800, 263 N·m (194 lb·pie)@4800 | integral |
| 350GT sedán                 | 2006 a 2008 | 3498 cm³ (3,5 L; 213,5 plg³) V6 (VQ35HR)  | 315 CV (232 kW; 311 HP)@6800, 358 N·m (264 lb·pie)@4800 | trasera  |
| 370GT cupé (DBA-CKV36)      | 2007 a      | 3696 cm³ (3,7 L; 225,5 plg³) V6 (VQ37VHR) | 333 CV (245 kW; 328 HP)@7000, 363 N·m (268 lb·pie)@5200 | trasera  |

#### Transmisión
| Modelo           | Años      | Estándar             | Opcional                           |
| ---------------- | --------- | -------------------- | ---------------------------------- |
| 250GT sedán      | 2006 a    | automático de 5 vel. | —                                  |
| 250GT FOUR sedán | 2006 a    | automático de 5 vel. | —                                  |
| 350GT sedán      | 2006 a 08 | automático de 5 vel. | —                                  |
| 370GT cupé       | 2007 a 08 | automático de 5 vel. | manual de 6 vel. (Type S, Type SP) |

#### Producción
El 28 de noviembre de 2006, las ventas de Nissan Skyline sedán alcanzaron las 4 144 unidades.
El 18 de diciembre de 2006, las ventas de Nissan Skyline sedán alcanzaron 6 612 unidades.
El 16 de octubre de 2007, las ventas de Nissan Skyline cupé alcanzaron 1 562 unidades.

#### Mercadotecnia
Como parte del 50 aniversario de Nissan Skyline, se puede leer información de Nissan Skyline en la versión de PlayStation 3 del Gran Turismo.
Como parte del evento de lanzamiento del Nissan Skyline, se hizo una galería en un evento «Touch&Feel» del nuevo Skyline.
Como parte del 50 aniversario del Nissan Skyline, se realizó un gran evento en Japón el 10 de marzo de 2007. Durante el evento tuvo lugar en el centro de Tokio el «Legend&Future», donde se mostraron las 12 generaciones de Nissan Skyline. The event continued in Nissan Gallery at Ginza with a chance of winning a Skyline postcard.
Como parte del 50 aniversario de Nissan Skyline, Warner Music Japan publicó el álbum «Skyline 50th Anniversary CD», con música de los anuncios publicitarios de Nissan Skyline. Skyline model cars had also been produced.
Como parte del lanzamiento de Nissan Skyline cupé se pusieron a la venta una serie de 15 accesorios con un etiquetado de colección SKYLINE, entre lo que se incluía una cartera, un tarjetero, un llavero (de piel, de la tapa del motor y 370GT), una funda de llave inteligente, un zipo, una camiseta gris del Skyline cupé, unos pines de «SKYLINE CUPÉ» (el rojo, plata, azul, blanco perla, negro, azul marino y plateado lunar), en la tienda en línea de Nissan a principios de octubre de 2007.

### Mejoras de 2007
Los cambios de la versión sedán incluyen:
- Pintura con protección antiarañazos en todos los colores.
- Nuevo color blanco perlado cristalizado (3 capas) al total de 6 colores.
- Espejo del Skyline cupé.
- Modificación del color del acabado en aluminio.
- Se ha añadido un cabecero ajustable al asiento central de la parte trasera.
- El motor V6 VQ35HR monta una transmisión automática de 5 velocidades.
- Sistema de aire acondicionado inteligente (excepto en 250GT, 250GT FOUR).
- ABS de serie.
- Airbag lateral y frontal de serie.

### Mejoras de 2008
Los cambios de la versión cupé incluyen:
- Pintura con protección antiarañazos en todos los colores.
- Nuevo color blanco perlado cristalizado (3 capas) al total de 6 colores.
- Se ha mejorado el agarre interior de las puertas.
- Sistema de aire acondicionado inteligente.

Los vehículos salieron a la venta el 2 de diciembre de 2008. Los primeros modelos sedán incluyen 250GT, 250GT FOUR y 370GT. Los primeros modelos cupé fueron del 370GT.

#### 370GT sedán (DBA-KV36)
Presentado en 2008 para el modelo del año 2009, la sedán 370GT es una versión japonesa del Infiniti G37 sedán. Reemplazó al 350GT sedán.
Transmisión automática de 7 velocidades.
Las llantas en 18 pulgadas están en todas las gamas, excepto en 370GT Type P, que tiene 17 pulgadas.

#### Skyline Crossover (DBA-J50, DBA-NJ50)

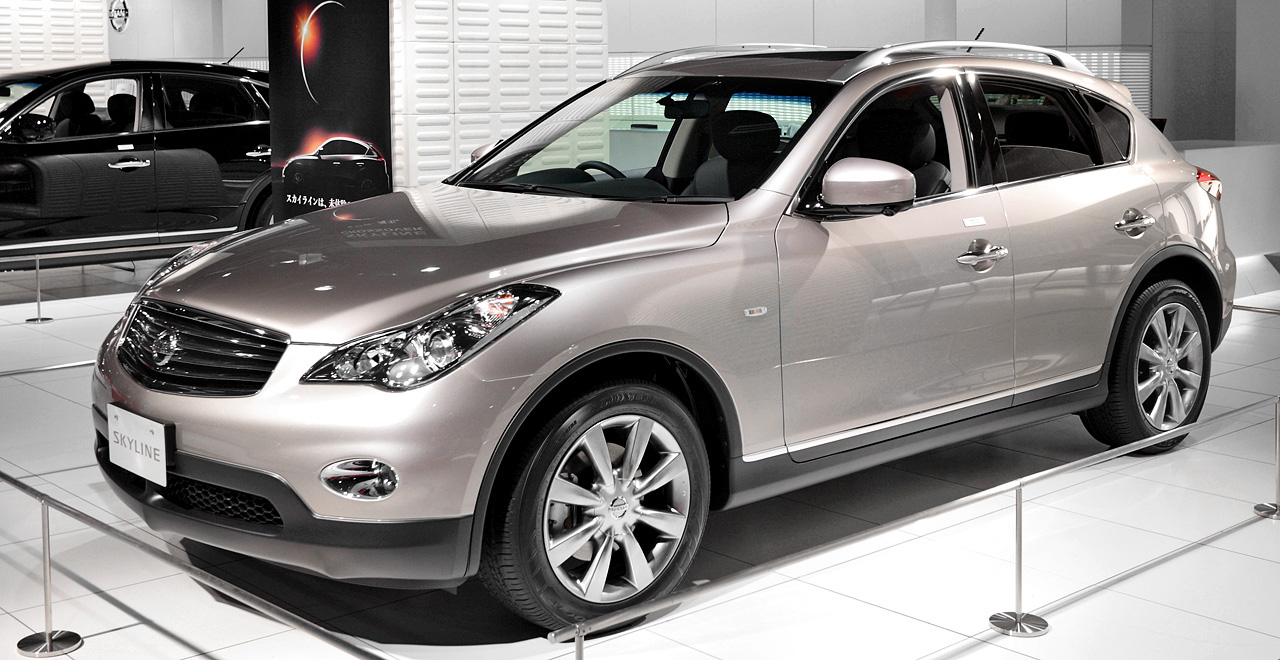
Nissan Skyline Crossover

Presentado en 2009, el Skyline Crossover está basado en el Infiniti EX37, por el mercado japonés. El vehículo se presentó en la galería de Nissan el 18 de abril de 2009 y posteriormente los siete colores distintos de carrocería.
Las ventas de Skyline Crossover comenzaron el 13 de julio de 2009. Los primeros modelos incluyen el 370GT (Type P) y el 370GT FOUR (Type P).
La tracción en las cuatro ruedas viene de serie en todos los modelos 370GT FOUR. Las llantas son de 18 pulgadas para todos los modelos.

#### Carrocerías
| Código de chasis | V36    | CV36   | J50       |
| ---------------- | ------ | ------ | --------- |
| Carrocería       | sedán  | cupé   | crossover |
| 250GT            | 2008 a | N/D    | N/D       |
| 250GT FOUR       | 2008 a | N/D    | N/D       |
| 370GT            | 2008 a | 2008 a | 2009 a    |
| 370GT FOUR       | N/D    | N/D    | 2009 a    |

#### Modelos
| Modelo                          | Años   | Código/Tipo de motor                      | Potencia, par@rpm                                       | Tracción |
| ------------------------------- | ------ | ----------------------------------------- | ------------------------------------------------------- | -------- |
| 250GT sedán (DBA-V36)           | 2008 a | 2495 cm³ (2,5 L; 152,3 plg³) V6 (VQ25HR)  | 225 CV (165 kW; 222 HP)@6800, 263 N·m (194 lb·pie)@4800 | trasera  |
| 250GT FOUR sedán (DBA-NV36)     | 2008 a | 2495 cm³ (2,5 L; 152,3 plg³) V6 (VQ25HR)  | 225 CV (165 kW; 222 HP)@6800, 263 N·m (194 lb·pie)@4800 | integral |
| 370GT cupé (DBA-CKV36)          | 2008 a | 3696 cm³ (3,7 L; 225,5 plg³) V6 (VQ37VHR) | 333 CV (245 kW; 328 HP)@7000, 363 N·m (268 lb·pie)@5200 | trasera  |
| 370GT sedán (DBA-KV36)          | 2008 a | 3696 cm³ (3,7 L; 225,5 plg³) V6 (VQ37VHR) | 330 CV (243 kW; 325 HP)@7000, 361 N·m (266 lb·pie)@5200 | trasera  |
| 370GT crossover (DBA-J50)       | 2009 a | 3696 cm³ (3,7 L; 225,5 plg³) V6 (VQ37VHR) | 330 CV (243 kW; 325 HP)@7000, 361 N·m (266 lb·pie)@5200 | trasera  |
| 370GT FOUR crossover (DBA-NJ50) | 2009 a | 3696 cm³ (3,7 L; 225,5 plg³) V6 (VQ37VHR) | 330 CV (243 kW; 325 HP)@7000, 361 N·m (266 lb·pie)@5200 | integral |

#### Transmisiones
| Modelo               | Años   | Estándar                           | Opcional                           |
| -------------------- | ------ | ---------------------------------- | ---------------------------------- |
| 250GT sedán          | 2008 a | automática de 5 vel. (2006 a 2010) | —                                  |
| 250GT FOUR sedán     | 2008 a | automática de 5 vel.               | —                                  |
| 370GT cupé           | 2008 a | automática de 7 vel.               | manual de 6 vel. (Type S, Type SP) |
| 370GT sedán          | 2008 a | automática de 7 vel.               | —                                  |
| 370GT crossover      | 2009 a | automática de 7 vel.               | —                                  |
| 370GT FOUR crossover | 2009 a | automática de 7 vel.               | —                                  |

### Mejoras de 2010

#### Skyline sedán, cupé (2010-)
Los cambios incluyen:
- Transmisión automática de 7 velocidades para la sedán Skyline tracción trasera 2.5 V6.
- Los modelos de Skyline sedán 250GT Type P, 250GT Type V, 250GT Four Type P, 250GT Four Type V, 250GT Four y 250GT A han recibido mejoras de aspecto y diseño para crear un aspecto más masculino y agresivo. Se ha modificado la parrilla, los parachoques y los faros. Las luces antiniebla se han colocado bajo el parachoques (anteriormente estaban integradas en los faros), dando un aspecto más agresivo. El parachoques trasero se ha rediseñado y monta unas llantas de aluminio de 17 pulgadas.
- Las versiones deportivas de Skyline sedán (370GT Type SP, 370GT Type SP, 250GT Type S) se han ensanchado y se ha hecho más dinámico, dando un aspecto más deportivo. Los cambios incluyen una nueva parrilla única, un parachoques nuevo y faros, el parachoques trasero se ha modificado también.
- La selección de colores de la carrocería del Skyline sedán se aumentó a 6, incluyendo el gris metalizado oscuro (metálico) y el rojo vibrante (sólido).
- La consola central se ha rediseñado para darle mayor volumen (solo en los modelos AT), con el reposabrazos central se ha reformado para integrarlo mejor con la consola.
- Nuevos materiales se han utilizado para los laterales de la consola y el posavasos.
- El Skyline sedán recibió colores de interior en beis y negro.
- Mejoras del panel del cuadro de instrumentos con iluminación en blanco, así como estandarización de velocímetro y tacómetro.
- El sistema de control de crucero inteligente ahora funciona entre 0 y 100 km/h (no disponible en el pack sedán 250GT A; opción del fabricante del cupé 370GT Type P y 370GT).
- Tanto la versión sedán como la cupé vienen con sistema de navegación «HDD Carwings», que ahora ofece mejores características, incluyendo un retransmisor digital terrestre integrado y conexión USB para dispositivos de reproducción (ofrecido para todos los modelos excepto para el modelo sedán 250GT A y cupé 370GT A).
- Se ha mejorado el sistema de aire acondicionado en todos los modelos, excepto en la versión 250GT sedán y el pack 250GT A y 370GT A cupé.

Las versiones sedán y cupé de Skyline se vendieron a partir del 6 de enero de 2010.

#### Skyline cupé, Crossover (2010 a)
Los cambios de la versión cupé incluyen:
- Cambio del diseño de las llantas.
- Nuevo color de carrocería en tono azul (perlado metálico), con un total de 7 colores.

Los cambios de la versión crossover incluyen:
- Nuevos colores de carrocería en tonos azul cerámica (metálico), gris metalizado oscuro (metálico), rojo frambuesa (perlado de 2 capas) para un total de 6 colores.

Las versiones sedán y crossover de Skyline se vendieron a partir del 15 de noviembre de 2010.

#### Skyline 55th Limited Edition (2011 a 2013)

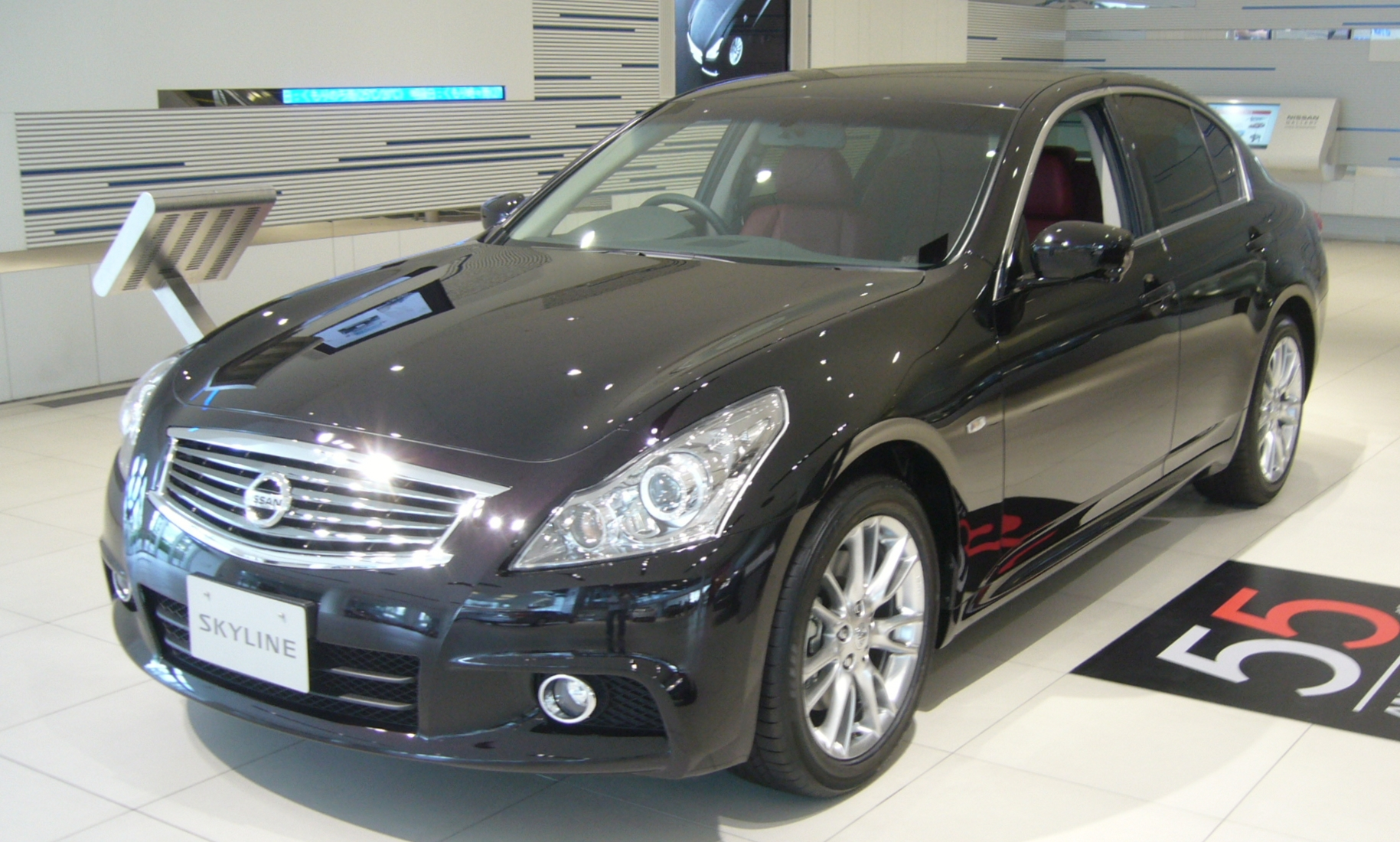
Nissan Skyline 55th Limited Edition

La versión sedán «55th Limited» es una edición limitada (555 unidades) del Skyline sedán, conmemorando el 55 aniversario de Nissan Skyline. Los cambios incluyen asientos en piel roja con asientos calefactables, con el «55th» del aniversario bordado en los asientos, interior en negro y exterior en negro perlado.
La versión sedán, como 250GT Type P, 250GT FOUR Type P y 370GT Type SP, se vendió a partir del 19 de diciembre de 2011 y el 30 de abril de 2013 por 3 990 000 ¥, 4 221 000 ¥ y 4 515 000 ¥, respectivamente.
La versión cupé es una edición limitada (55 unidades) del Skyline 370GT cupé, conmemorando el 55 aniversario Nissan Skyline. Los cambios son los mismos que en el Skyline sedán «55th Limited Edition». Las versiones 370GT Type P y 370GT Type SP del modelo cupé se empezaron a vender a partir del 10 de febrero de 2012 al 30 de abril de 2013.
Una versión personalizada del Skyline sedán (con LED de alta intensidad y elementos S-Tune, ancho, con centro de gravedad bajo) se presentó en el Salón del Automóvil de Tokio de 2012.

#### Skyline Crossover (2012 a)
Los cambios incluyeron: control de crucero inteligente, prevención de salir del carril, aviso de salir del carril, aviso de colisión frontal, sensor de los cinturones frontales antiaccidente, asistencia de frenado inteligente, botones en el volante (navegación de audio, comandos de voz, manos libres, control de crucero, prevención de salir de carril) se convirtieron en equipamiento de serie.
El Skyline Crossover, 370GT (Type P) y 370GT FOUR (Type P), se puso en venta el 25 de octubre de 2012.

#### Carrocerías
| Código de chasis | V36         | CV36        | J50         |
| ---------------- | ----------- | ----------- | ----------- |
| Carrocería       | sedán       | cupé        | crossover   |
| 250GT            | 2010 a 2014 | N/D         | N/D         |
| 250GT FOUR       | 2010 a 2014 | N/D         | N/D         |
| 370GT            | 2010-2014   | 2010 a 2016 | 2010 a 2014 |
| 370GT FOUR       | N/D         | N/D         | 2010-2014   |

#### Modelos
| Modelo                          | Años   | Código/Tipo de motor                      | Potencia, par@rpm                                       | Tracción |
| ------------------------------- | ------ | ----------------------------------------- | ------------------------------------------------------- | -------- |
| 250GT sedán (DBA-V36)           | 2010 a | 2495 cm³ (2,5 L; 152,3 plg³) V6 (VQ25HR)  | 225 CV (165 kW; 222 HP)@6400, 263 N·m (194 lb·pie)@4800 | trasera  |
| 250GT FOUR sedán (DBA-NV36)     | 2010—  | 2495 cm³ (2,5 L; 152,3 plg³) V6 (VQ25HR)  | 225 CV (165 kW; 222 HP)@6400, 263 N·m (194 lb·pie)@4800 | integral |
| 370GT cupé (DBA-CKV36)          | 2010—  | 3696 cm³ (3,7 L; 225,5 plg³) V6 (VQ37VHR) | 333 CV (245 kW; 328 HP)@7000, 363 N·m (268 lb·pie)@5200 | trasera  |
| 370GT sedán (DBA-KV36)          | 2010—  | 3696 cm³ (3,7 L; 225,5 plg³) V6 (VQ37VHR) | 330 CV (243 kW; 325 HP)@7000, 361 N·m (266 lb·pie)@5200 | trasera  |
| 370GT crossover (DBA-J50)       | 2010—  | 3696 cm³ (3,7 L; 225,5 plg³) V6 (VQ37VHR) | 330 CV (243 kW; 325 HP)@7000, 361 N·m (266 lb·pie)@5200 | trasera  |
| 370GT FOUR crossover (DBA-NJ50) | 2010—  | 3696 cm³ (3,7 L; 225,5 plg³) V6 (VQ37VHR) | 330 CV (243 kW; 325 HP)@7000, 361 N·m (266 lb·pie)@5200 | integral |

#### Transmisiones
| Modelo               | Años   | Estándar             | Opcional                           |
| -------------------- | ------ | -------------------- | ---------------------------------- |
| 250GT sedán          | 2010 a | Automática de 7 vel. | —                                  |
| 250GT FOUR sedán     | 2010 a | Automática de 5 vel. | —                                  |
| 370GT cupé           | 2010 a | Automática de 7 vel. | Manual de 6 vel. (Type S, Type SP) |
| 370GT sedán          | 2010 a | Automática de 7 vel. | —                                  |
| 370GT crossover      | 2010 a | Automática de 7 vel. | —                                  |
| 370GT FOUR crossover | 2010 a | Automática de 7 vel. | —                                  |

#### Mercadotecnia
Nissan Motor Co., Ltd. y Minami Kanto Regional Office, Japan Post Network Co., Ltd. anunciaron la venta de unos sellos temáticos de «La historia del automóvil: Nissan (Skyline)» (5 000 unidades) y «La historia del automóvil: Nissan (vehículos eléctricos)» (1 000 unidades). Los diseños de estos sellos fueron basados en los sucesivos Skyline de Nissan y sus vehículos eléctricos. Se pusieron a la venta del 1 de febrero al 31 de agosto de 2010.
King Records publicó la colección «Nissan Skyline CM», con una recopilación de anuncios de Nissan Skyline. As part of the 55th anniversary of the Nissan Skyline, a draw of 500 Skyline meets Eizin Suzuki 2013 calendars were distributed in December 2012.

### Mejoras de 2014

#### Skyline Crossover (2014 a 2016)
Los cambios incluyeron elevalunas eléctrico y techo solar de serie, eliminando el color rojo frambuesa (perlado de 2 capas) de un total de 4 colores.
Los modelos de Japón se pusieron en venta el 22 de julio de 2014. Los primeros modelos incluyeron 370GT, 370GT Type P, 370GT FOUR Type P, 370GT FOUR.

#### Carrocerías
| Código de chasis | CV36 | J50         |
| ---------------- | ---- | ----------- |
| Carrocería       | cupé | crossover   |
| 370GT            | N/D  | 2014 a 2016 |
| 370GT FOUR       | N/D  | 2014 a 2016 |

#### Modelos
| Modelo                          | Años        | Código/Tipo de motor                      | Potencia, par@rpm                                       | Tracción |
| ------------------------------- | ----------- | ----------------------------------------- | ------------------------------------------------------- | -------- |
| 370GT crossover (DBA-J50)       | 2014 a 2016 | 3696 cm³ (3,7 L; 225,5 plg³) V6 (VQ37VHR) | 330 CV (243 kW; 325 HP)@7000, 361 N·m (266 lb·pie)@5200 | trasera  |
| 370GT FOUR crossover (DBA-NJ50) | 2014 a 2016 | 3696 cm³ (3,7 L; 225,5 plg³) V6 (VQ37VHR) | 330 CV (243 kW; 325 HP)@7000, 361 N·m (266 lb·pie)@5200 | integral |

#### Transmisión
| Modelo               | Años        | Estándar                             | opcional |
| -------------------- | ----------- | ------------------------------------ | -------- |
| 370GT crossover      | 2014 a 2016 | automático de 7 vel. con modo manual | —        |
| 370GT FOUR crossover | 2014 a 2016 | automático de 7 vel. con modo manual | —        |

## Decimotercera generación (V37; 2014-Presente)

### Skyline sedán (2014)

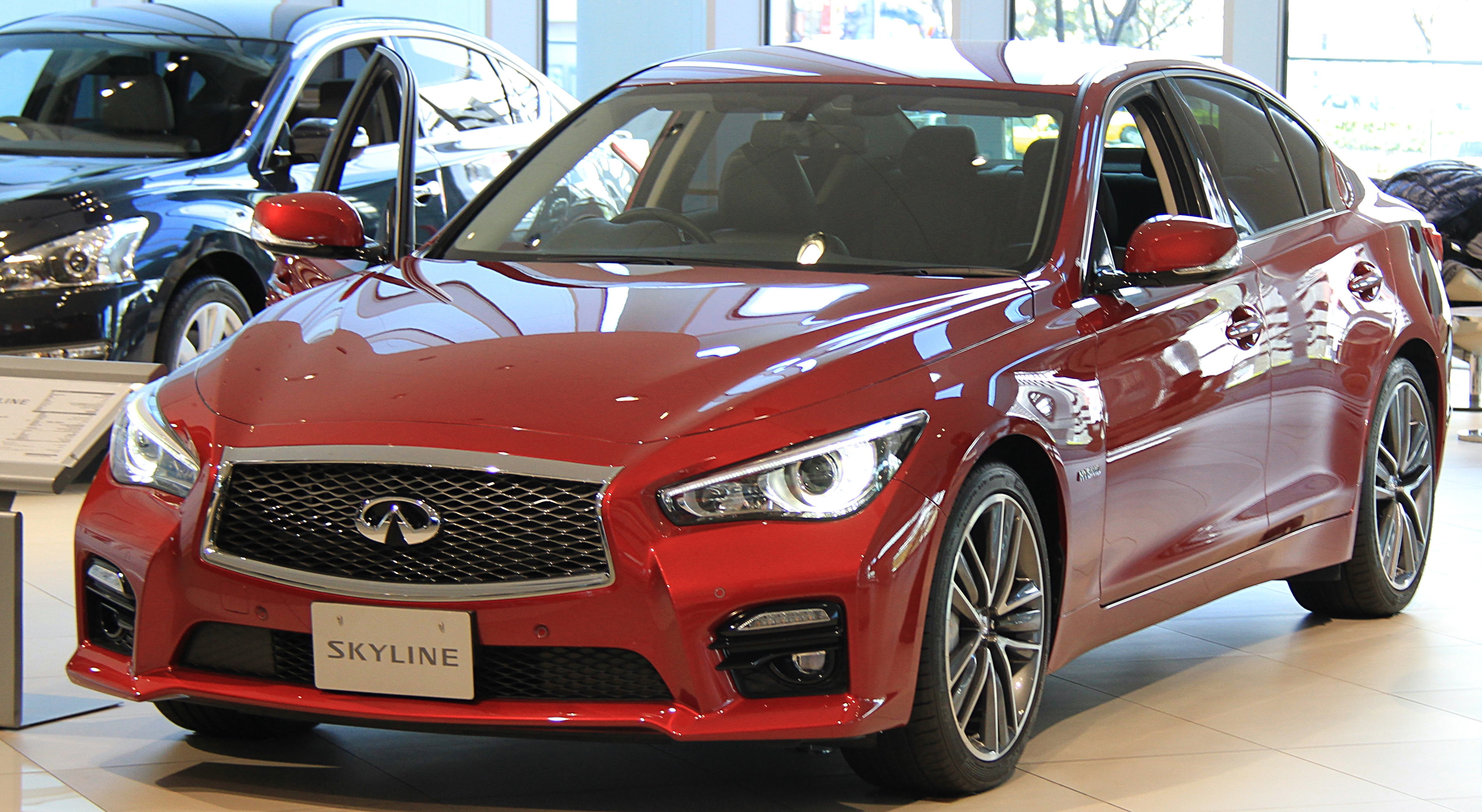
Nissan Skyline 350GT Hybrid Type SP V37 (2014 a 2017)

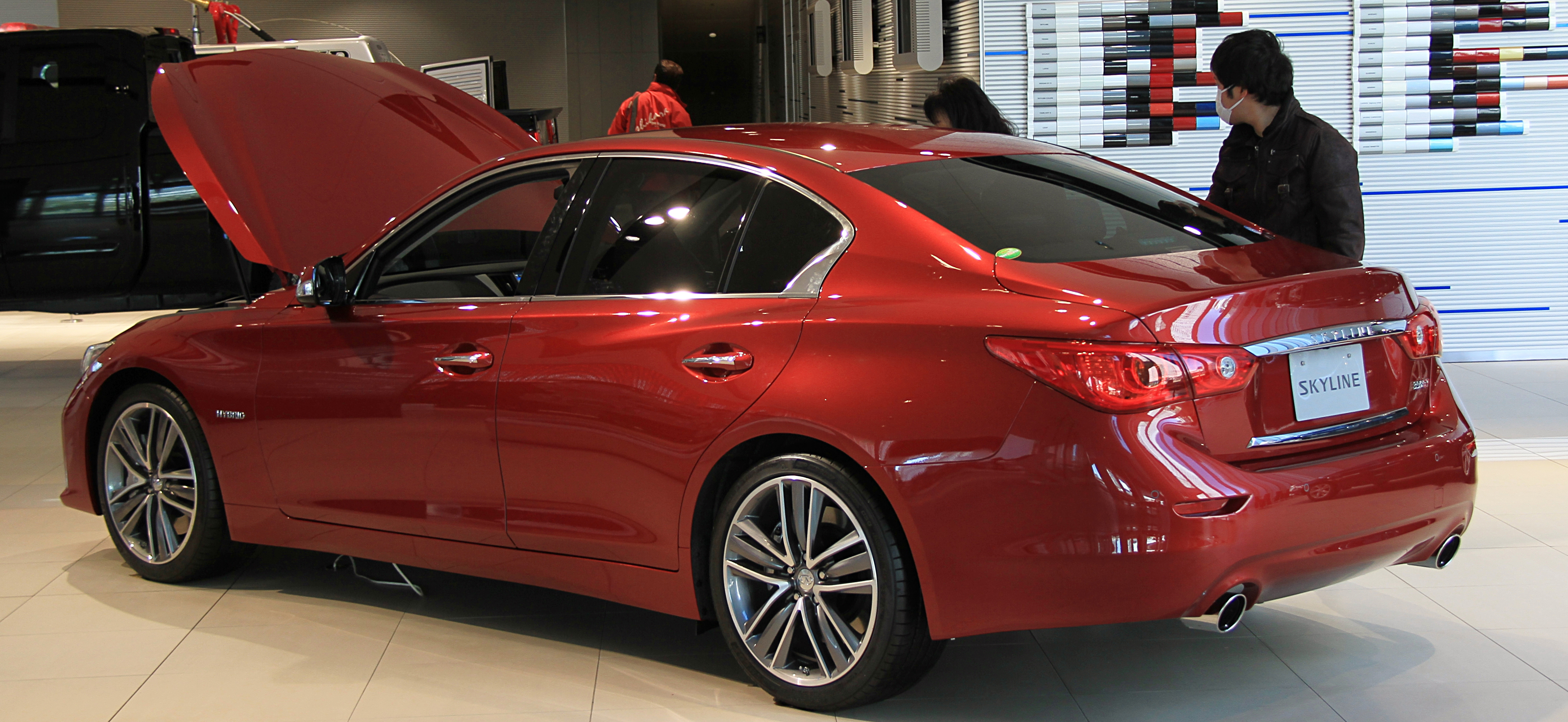
Nissan Skyline 350GT Hybrid Type SP V37 (2014 a 2017)

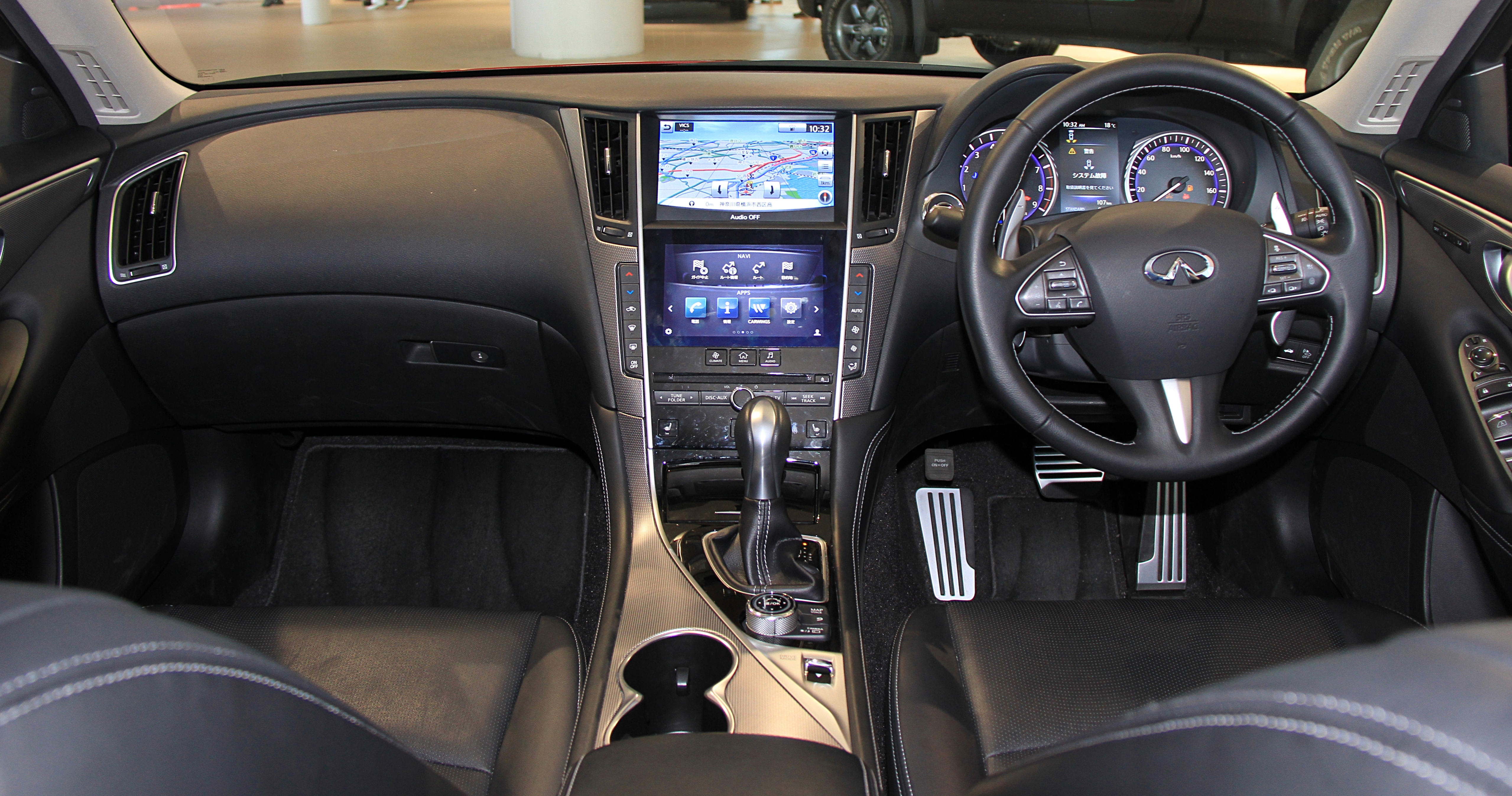
Nissan Skyline 350GT Hybrid Type SP V37 (2014 a 2017)

El diseño era igual al del Infiniti Q50 sedán, con el emblema de Infiniti en la parrilla frontal. Otros cambios fueron el cambio de motor a un híbrido eléctrico y gasolina como resurrección de los motores de 4 cilindros y modelos turbo.
La mayor diferencia con las generaciones pasadas fue que el Skyline V37 solo estuvo disponible en versión 4 puertas.
Los modelos japoneses se empezaron a vender en febrero de 2014. Los primeros modelos fueron 350GT HYBRID, 350GT HYBRID Type P, 350GT HYBRID Type SP, 350GT FOUR HYBRID, 350GT FOUR HYBRID Type P, 350GT FOUR HYBRID Type SP. Los modelos 200GT-t, 200GT-t Type P y 200GT-t Type SP salieron a la venta el 5 de junio de 2014 mediante comerciales de Nissan.

### Skyline Cool Exclusive (2015 a 2016)
Basándose en los modelos sedán del Skyline 200GT-t Type P, 200GT-t Type SP, 350GT HYBRID Type P, 350GT HYBRID Type SP, 350GT FOUR HYBRID Type P y 350GT FOUR HYBRID Type SP, se incluyó un interior que contrastaba por su color blanco mármol en tapicería y asientos, así como detalles de la consola central, acabados en aluminio y una parrilla negro noche, además de un equipo de sonido BOSE.
Los modelos japoneses salieron a la venta el 21 de diciembre de 2015.

### Skyline 60th Limited (2016-2017)
La versión Skyline 60th Limited fueron una edición del Skyline sedán que conmemoró el 60 aniversario del Nissan Skyline. Disponible en los modelos 200GT-t Type SP, 350GT HYBRID Type SP y 350GT FOUR HYBRID Type SP, con tapicería de cuero semialinina en todos los asientos y la opción de montar equipo de sonido BOSE (con nuevos altavoces en las puertas, haciendo un total de 16 altavoces) y un nuevo color de carrocería llamado «azul perlado aurora» (pintura bicapa) haciendo un total de 9 colores a elegir.
Los modelos japoneses salieron a la venta el 7 de noviembre de 2016.

### Mejoras de 2017
Se rediseñaron los parachoques del Type SP, Type P y 350 GT HYBRID, ahora contaba con 9 colores de carrocería (incluyendo el ámbar imperial), nuevas llantas de aluminio brillante de 19 pulgadas para el modelo Type SP y de 18 con capa cromada para el Type P, se ha reducido el tamaño del claxon en el volante y se ha aplicado una nueva opción con un sistema de luz ambiental.
Los modelos japoneses salieron a la venta el 20 de diciembre de 2017.

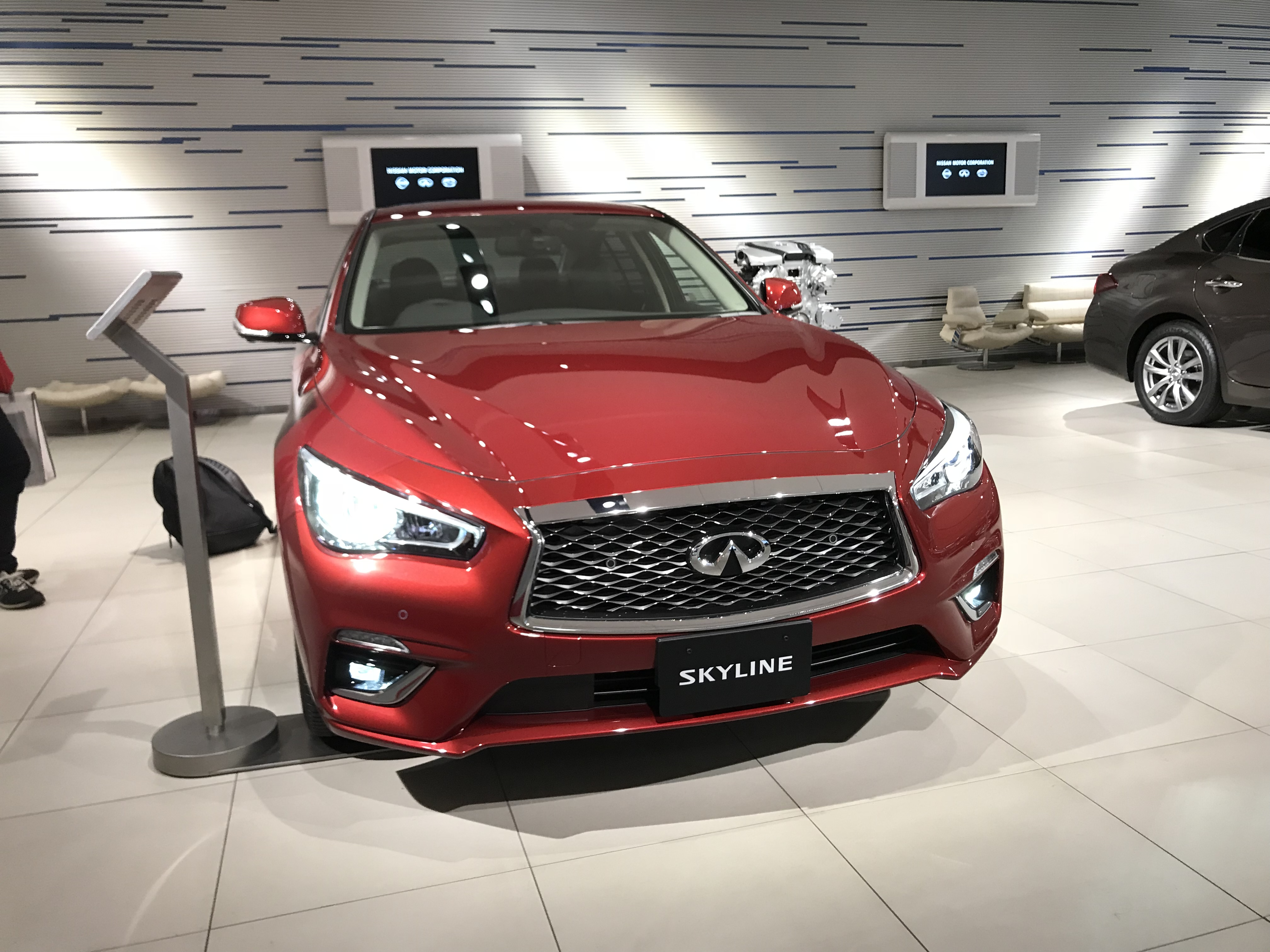
Nissan Skyline V37 (2017 a 2019)
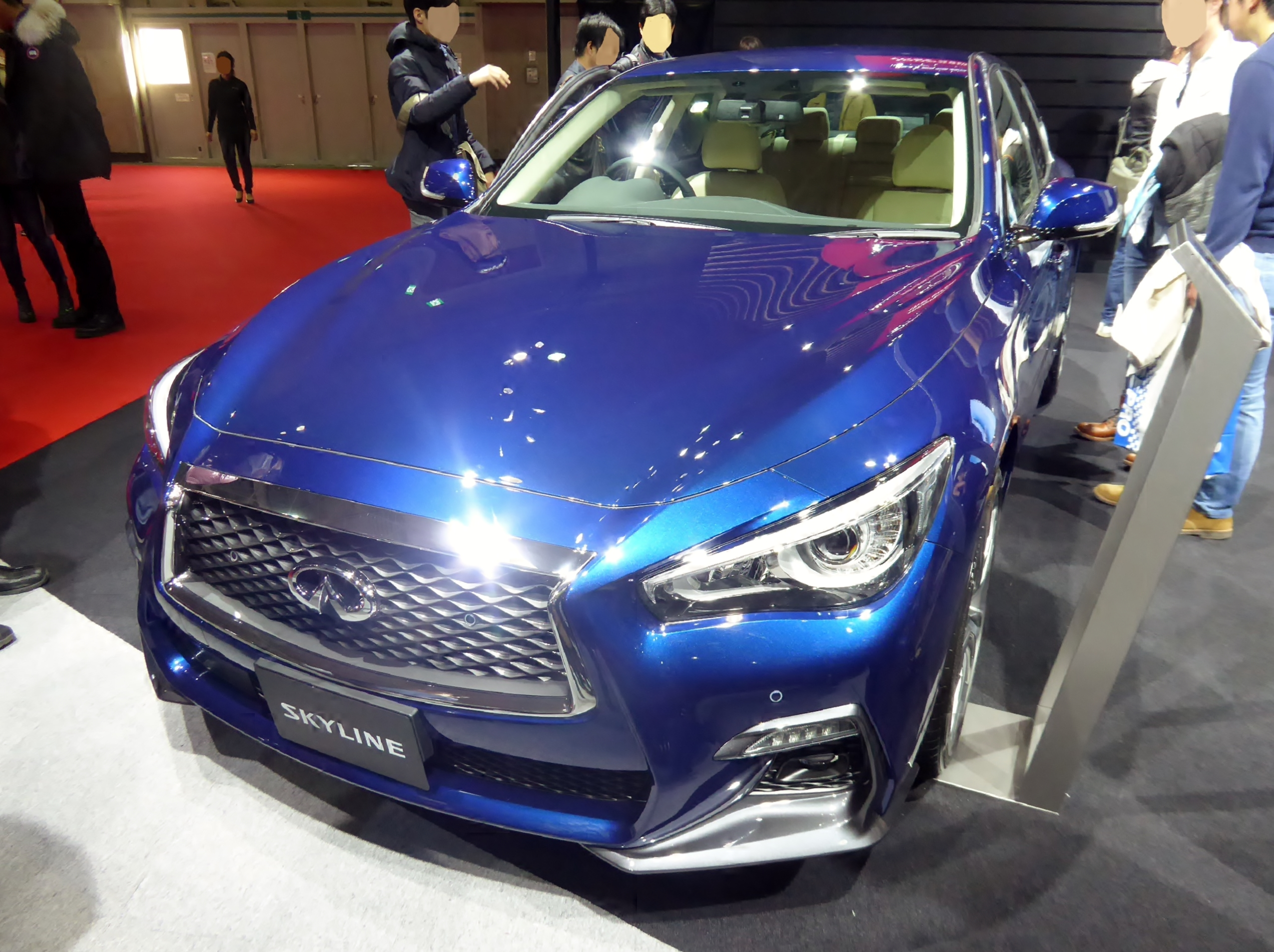
Nissan Skyline 200GT-t Type SP V37 (2017 a 2019)
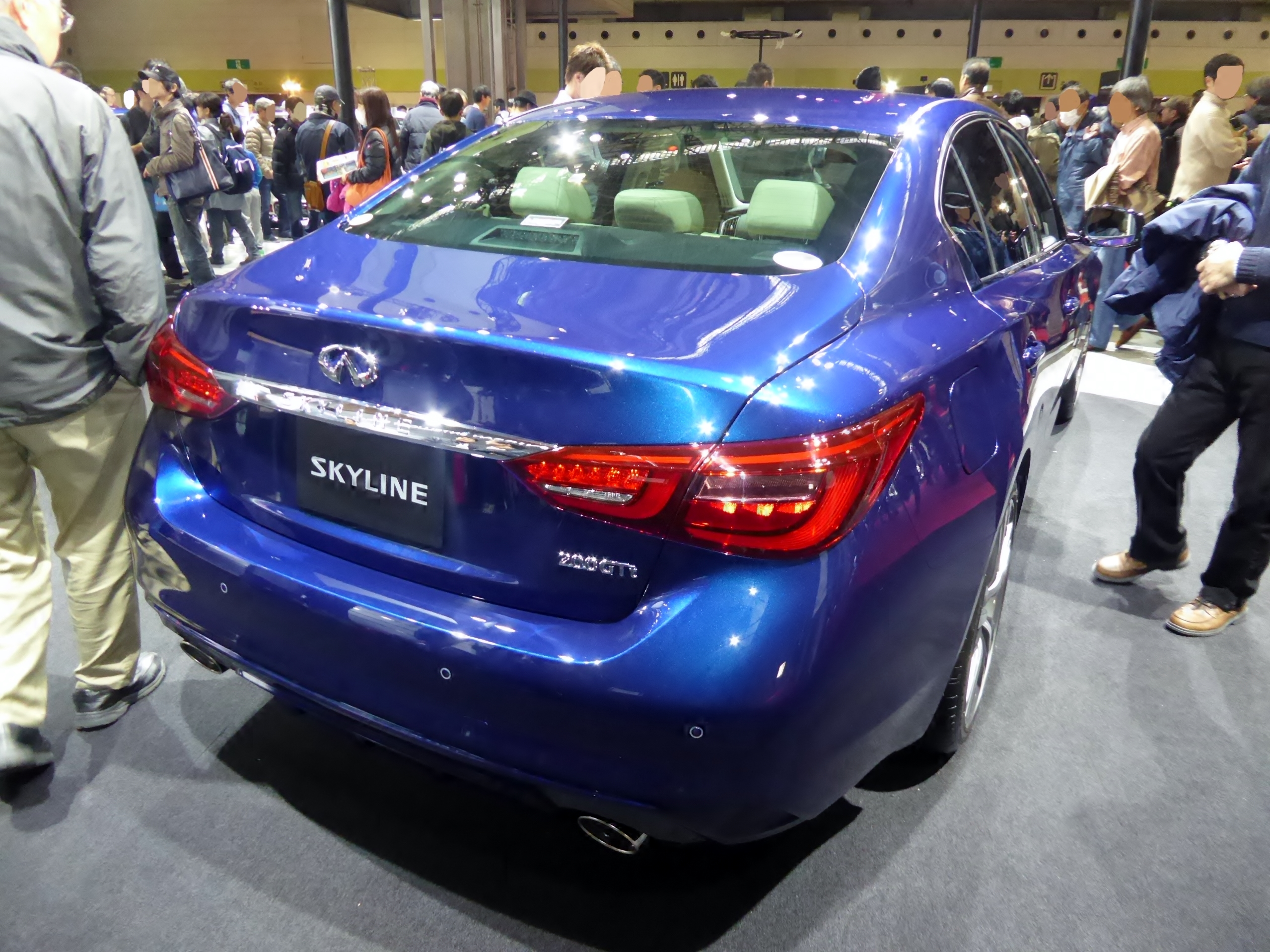
Nissan Skyline 200GT-t Type SP V37 (2017 a 2019)
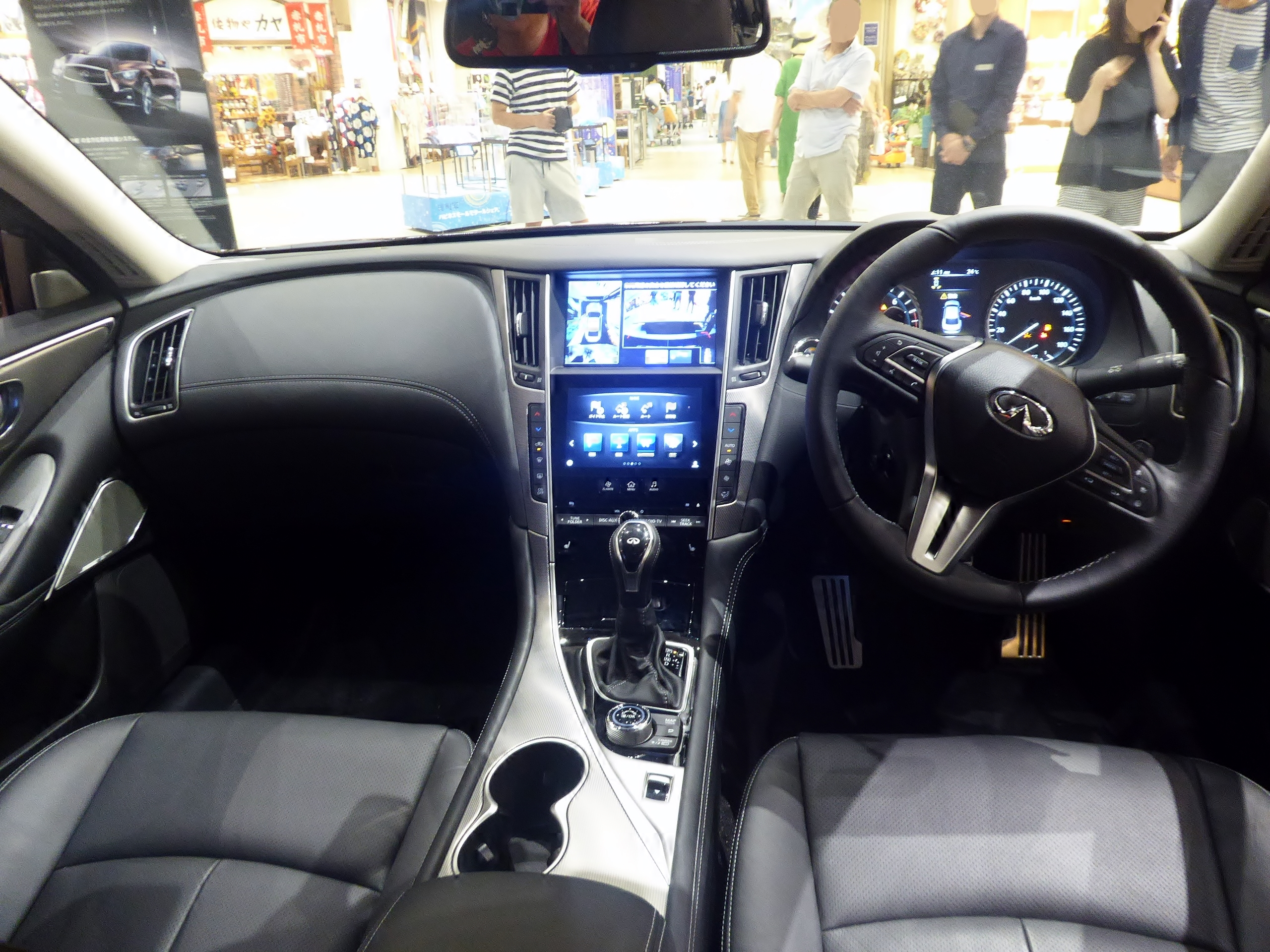
Interior

### Mejoras de 2019
Los cambios incluyen frontal rediseñado con mayor similitud al GT-R R35, se reutilizaron los emblemas de Nissan, se aplicó un motor 3.0 L VR30DDTT biturbo V6 y se dejó de usar el de Mercedes-Benz 274930, además se introdujo el sistema de seguridad ProPilot 2.0. Esta actualización también introdujo el 400R, que equivaldría en el mercado americano al Q50 Red Sport 400. El 400R tenía una potencia de 405 CV (298 kW; 399 HP) con su motor VR30DDTT.
Los modelos japoneses salieron a la venta el 16 de julio de 2019.

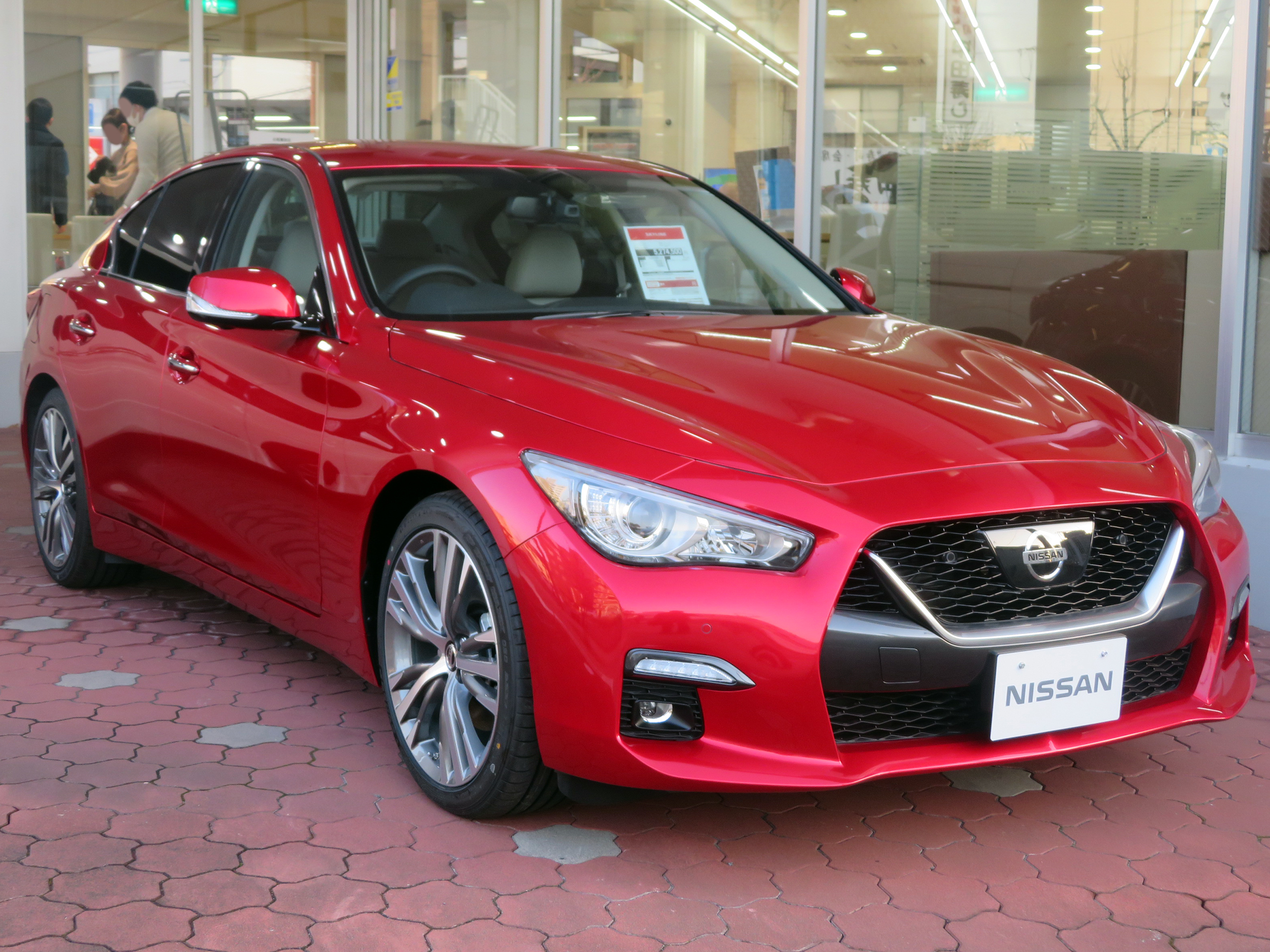
Nissan Skyline GT Type SP RV37 (2021)
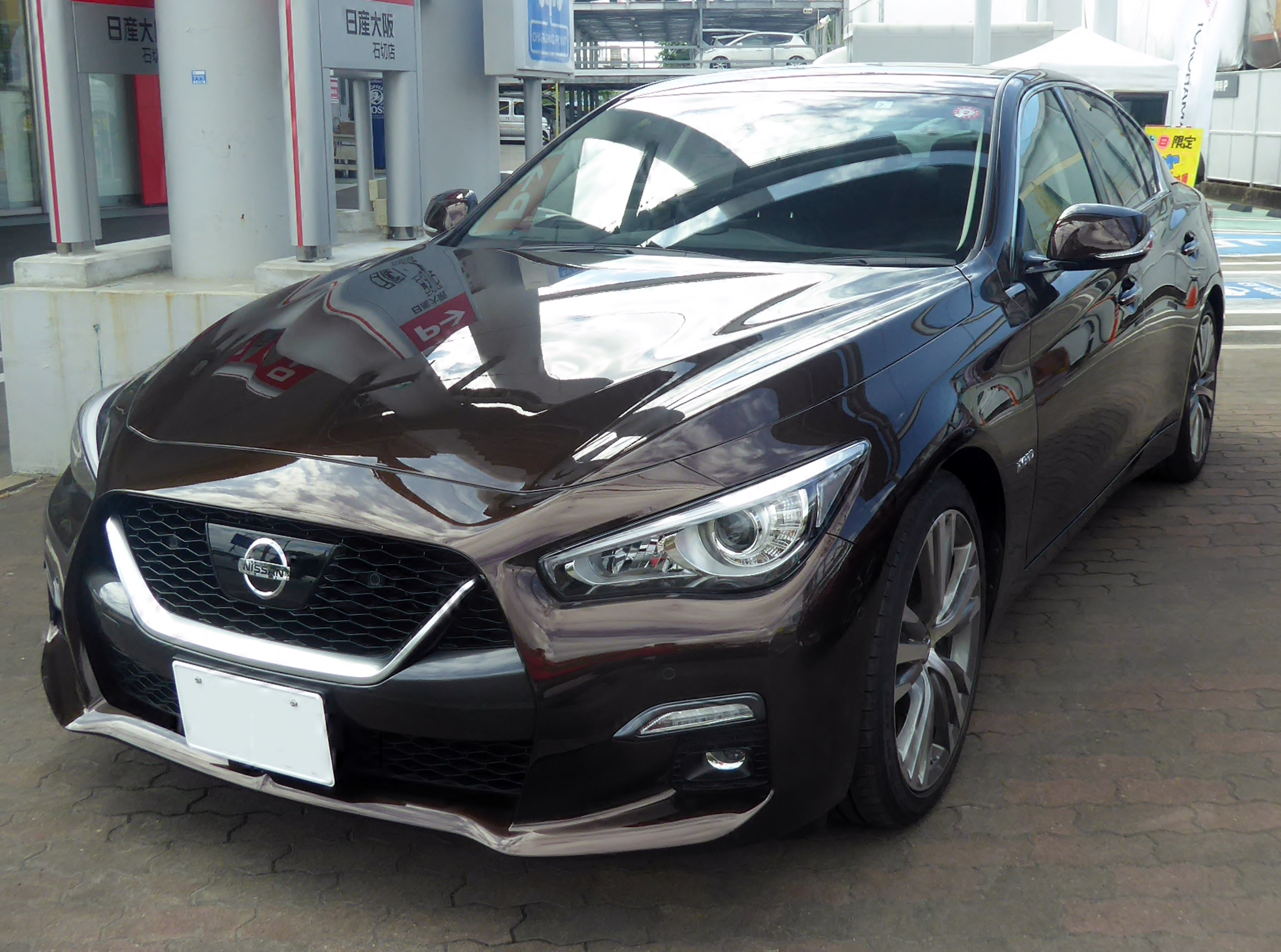
Nissan Skyline Hybrid GT Type SP HV37 (2019)
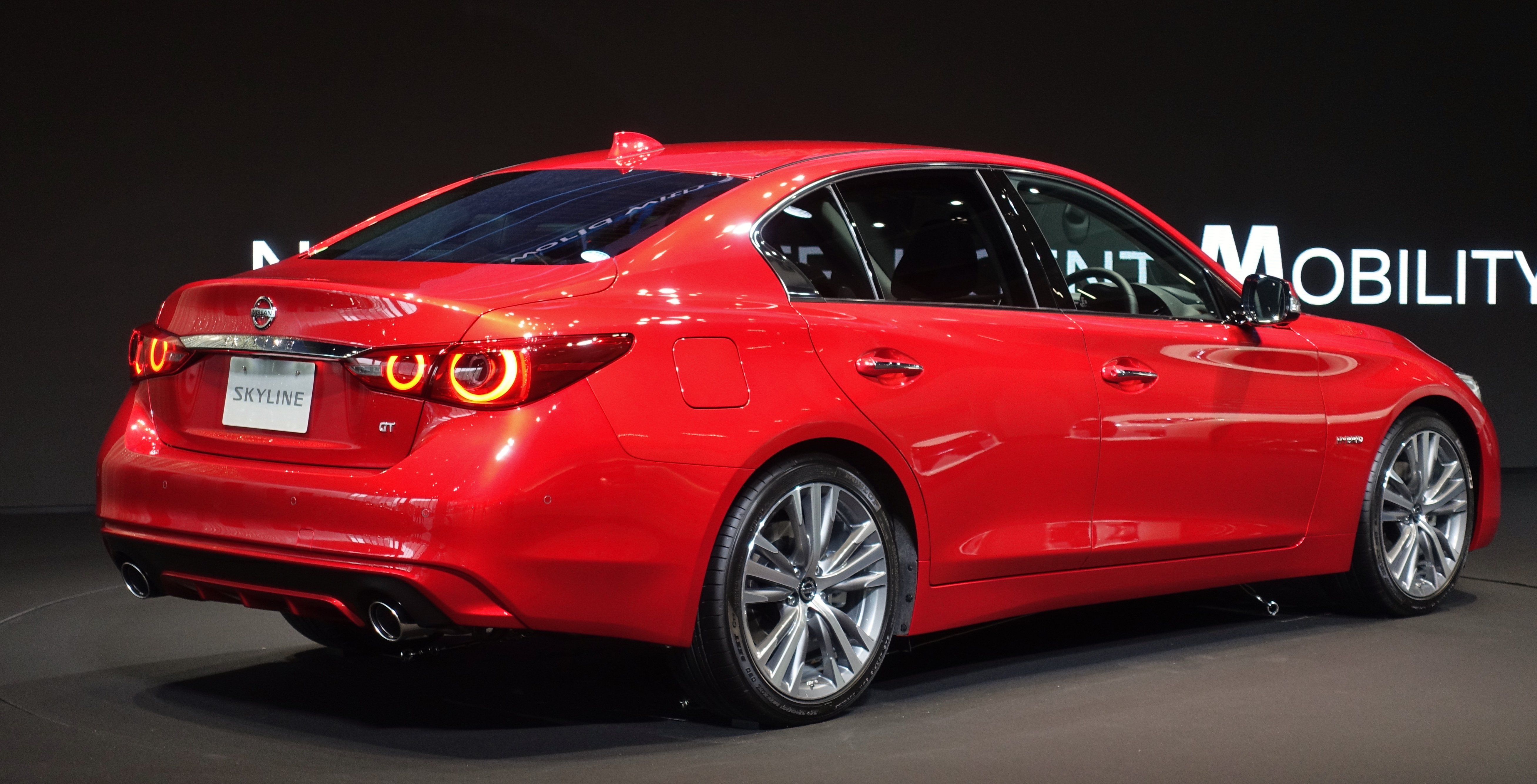
Nissan Skyline Hybrid GT Type SP HV37 (2019)
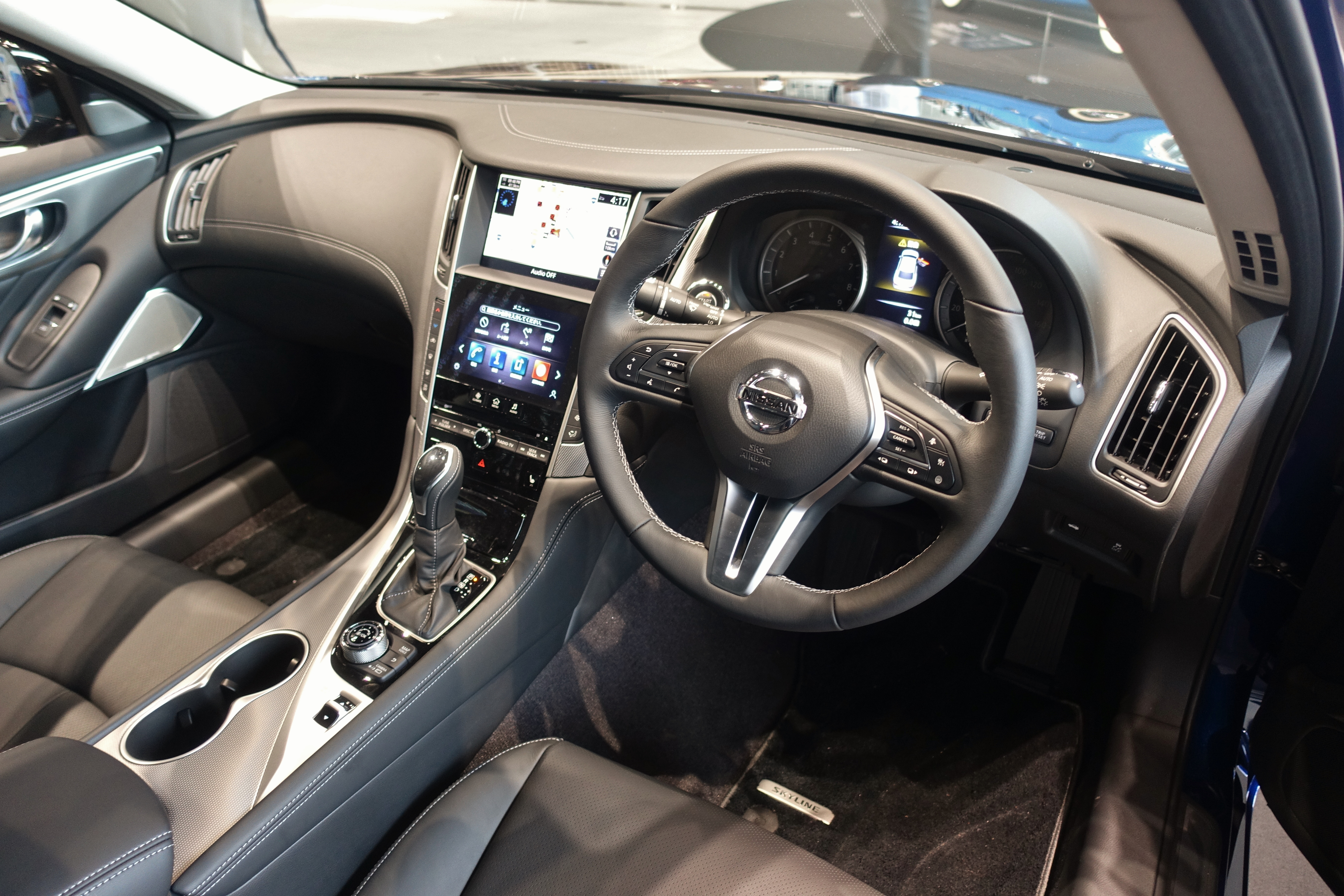
Interior

### Carrocerías
| Código de chasis  | HV37/ZV37/RV37 |
| ----------------- | -------------- |
| Carrocería        | Sedán          |
| 200GT-t           | 2014 a 2019    |
| 350GT HYBRID      | 2014 a         |
| 350GT FOUR HYBRID | 2014 a         |
| GT                | 2019 a         |
| 400R              | 2019 a         |

### Motores
| Modelo                      | Años        | Tipo/Código de motor                                       | Potencia, par@rpm                                            |
| --------------------------- | ----------- | ---------------------------------------------------------- | ------------------------------------------------------------ |
| 200GT-t DBA-ZV37            | 2014 a 2019 | 1991 cm³ (121 plg³) turbo de 4 cil. (Mercedes-Benz 274930) | 211 CV (155 kW; 208 HP)@5500, 350 N·m (258 lb·pie)@1250-3500 |
| 200GT-t DBA-YV37            | 2016 a 2019 | 1991 cm³ (121 plg³) turbo de 4 cil. (Mercedes-Benz 274A)   | 211 CV (155 kW; 208 HP)@5500, 350 N·m (258 lb·pie)@1250-3500 |
| GT 5BA-RV37                 | 2019-       | 2997 cm³ (183 plg³) V6 biturbo (VR30DDTT)                  | 304 CV (224 kW; 300 HP)@6400, 400 N·m (295 lb·pie)@1600-5200 |
| 400R 5BA-RV37               | 2019-       | 2997 cm³ (183 plg³) V6 biturbo (VR30DDTT)                  | 405 CV (298 kW; 399 HP)@6400, 475 N·m (350 lb·pie)@1600-5200 |
| 350GT HYBRID DAA-HV37       | 2014-       | 3498 cm³ (213 plg³) V6 (Nissan VQ35HR)                     | 306 CV (225 kW; 302 HP)@6800, 350 N·m (258 lb·pie)@5000      |
| 350GT HYBRID DAA-HV37       | 2014-       | motor eléctrico (Nissan HM34)                              | 68 CV (50 kW; 67 HP)@1650-2000, 290 N·m (214 lb·pie)@1650    |
| 350GT HYBRID DAA-HV37       | 2014-       | combined                                                   | 364 CV (268 kW; 359 HP)@?, 546 N·m (403 lb·pie)@?            |
| 350GT FOUR HYBRID DAA-HNV37 | 2014-       | 3498 cm³ (213 plg³) V6 (Nissan VQ35HR)                     | 306 CV (225 kW; 302 HP)@6800, 350 N·m (258 lb·pie)@5000      |
| 350GT FOUR HYBRID DAA-HNV37 | 2014-       | motor eléctrico (Nissan HM34)                              | 68 CV (50 kW; 67 HP)@1650-2000, 290 N·m (214 lb·pie)@1650    |
| 350GT FOUR HYBRID DAA-HNV37 | 2014-       | combinado                                                  | 364 CV (268 kW; 359 HP)@?, 546 N·m (403 lb·pie)@?            |

Los modelos 350GT FOUR HYBRID incluyen un sistema ATTESA-ETS de tracción en las cuatro ruedas.

### Transmisión
| Modelo            | Años        | Tipos                                                 |
| ----------------- | ----------- | ----------------------------------------------------- |
| 200GT-t           | 2014 a 2019 | automático de 7 vel. con modo manual (7G-TRONIC PLUS) |
| 200GT-t           | 2016 a 2019 | automático de 7 vel. con modo manual (7M-ATx)         |
| 350GT HYBRID      | 2014 a      | automático de 7 vel. con modo manual                  |
| 350GT FOUR HYBRID | 2014 a      | automático de 7 vel. con modo manual                  |
| GT                | 2019 a      | automático de 7 vel. con modo manual (7M-ATx)         |
| 400R              | 2019 a      | automático de 7 vel. con modo manual (7M-ATx)         |

### Equipamiento
Los primeros modelos del 18 de abril de 2016, 350GT HYBRID, 350GT FOUR HYBRID y 200GT-t incluían un sistema de asistencia y frenado de emergencia.

### Producción
El Skyline sedán se fabricó en la planta de Tochigi (en Kaminokawa-machi, Kawachi-gun y prefectura de Tochigi).
El motor turbo con transmisión automática usado en el Skyline 200GT-t sedán fue fabricado por Daimler.
Hubo 11 673 unidades de Skyline berlinas que fueron recordadas por fallos en el sistema de control adaptativo de la dirección, que provocaba fallos al llevar el volante a la posición neutral.

### Mercadotecnia
El Skyline sedán estuvo enfocado a un público masculino, específicamente superior a los 40 años de edad. Además, Nissan no empleó sus anagramas en esta generación del Skyline, de hecho, no se denominaba al vehículo como Nissan ni tan siquiera como Infiniti, sino simplemente «Skyline».
El 6 de agosto de 2015, Japan Post diseñó unos sellos personalizados del Nissan Skyline 2000GT-R (Type KPGC10), con 10 sellos y un coche a escala del vehículo.
El 1 de marzo de 2016, Japan Post diseñó un sello personalizado del Nissan Skyline 2000GT-R (Type KPGC110), con 10 sellos y un coche a escala del vehículo.
El 16 de junio de 2017, Japan Post distribuyó una colección de material original del Skyline por su 60 aniversario recogido en un catálogo, que se podían comprar desde la tienda en línea. En la colección del catálogo se podía encontrar un set de pines, pósteres del Skyline 60th Anniversary y Nissan Skyline 2000GT (GC10), un set de 6 tazas de con temática del motor RB26, una lámpara redonda del Skyline y ropa de Artket con diseños del Skyline 60th Anniversary y Skyline 2000GT-R (KPGC110). La tienda en línea incluía una placa de oro puro del Skyline 60th Anniversary con el ALSI Skyline realizada por Ginza Tanaka y un modelo del motor GT-R S20 a escala 1:6.

## Videojuegos
- Gran Turismo (1997): Nissan Skyline R33 GTS25t Type M, Nissan Skyline R33 Modèle 1997 GT-R, Nissan Skyline R33 Modèle 1997 GT-R V-Spec.

- Gran Turismo 2 (2000): Nissan Skyline DR30 2000 RS-X '84, Nissan Skyline R34 25GT Turbo '98, Nissan Skyline GT-R '98, Nissan Skyline R33 GT-R 4Door '97, Nissan Skyline R32 GT-R NISMO '90, Nissan Skyline R34 GT-R V-spec '99, Nissan Skyline R32 GT-R Vspec II '94, Nissan Skyline R32 GT-R Vspec '93, Nissan Skyline R33 GT-R Vspec '95, Nissan Skyline R33 GT-R Vspec '97, Nissan Skyline KPGC10 GT-R '71, Nissan Skyline R32 GT-R '89, Nissan Skyline R32 GT-R '91, Nissan Skyline R33 GT-R '95, Nissan Skyline R33 GT-R '97, Nissan Skyline R34 GT-R '99, Nissan Skyline R31 GTS-R '87, Nissan Skyline R32 GTS-t Type M '91, Nissan Skyline R32 GTS25 Type S '91, Nissan Skyline R33 GTS25t Type M '96, Nissan Skyline R32 GTS4 '91, Nissan Skyline R30 Silhouette Formula.

- Gran Turismo 3: A-Spec (2001): Nissan Skyline R34 GT-R M-spec, Nissan Skyline 34 GT-R V-spec, Nissan Skyline R34 GT-R V-spec II, Nissan Skyline R32 GT-R V-spec II, Nissan Skyline R33 GT-R V-spec, Nissan Skyline R32 GTS-t Type M.

- Gran Turismo 4 (2004): Nissan Gran Turismo Skyline GT-R '01, Nissan Gran Turismo Skyline GT-R (PaceCar) '01, Nissan Skyline S50D-1 1500 Deluxe (S50D-1) '63, Nissan Skyline S54A 2000GT-B '67, Nissan Skyline KPGC110 2000GT-R '73, Nissan Skyline Coupé 350GT '03, Nissan Skyline R32 GT-R '89, Nissan Skyline R32 GT-R '91, Nissan Skyline R33 GT-R '95, Nissan Skyline R33 GT-R '96, Nissan Skyline R33 GT-R '97, Nissan Skyline R34 GT-R '00, Nissan Skyline R34 GT-R '99, Nissan Skyline R34 GT-R M-spec '01, Nissan Skyline R34 GT-R M-spec Nür '02, Nissan Skyline R32 GT-R N1 '91, Nissan Skyline R33 GT-R N1 '95, Nissan Skyline R34 GT-R Special Color Midnight Purple II '99, Nissan Skyline R34 GT-R Special Color Midnight Purple III '00, Nissan Skyline R34 GT-R V-spec '99, Nissan Skyline R34 GT-R V-spec II '00, Nissan Skyline R34 GT-R V-spec II N1 '00, Nissan Skyline R34 GT-R V-spec II Nür '02, Nissan Skyline R34 GT-R V-spec N1 '99, Nissan Skyline R32 GT-R V-spec '93, Nissan Skyline R33 GT-R V-spec '95, Nissan Skyline R33 GT-R V-spec '96, Nissan Skyline R33 GT-R V-spec '97, Nissan Skyline R32 GT-R V-spec II '94, Nissan Skyline R33 GT-R V-spec Limited '96, Nissan Skyline R32 GT-R Vspec N1 '93, Nissan Skyline R31 GTS-R '87, Nissan Skyline R32 GTS-t Type M '89, Nissan Skyline R32 GTS-t Type M '91, Nissan Skyline R32 GTS25 Type S '91, Nissan Skyline R30 Hard Top 2000 RS-X Turbo C '84, Nissan Skyline R30 Hard Top 2000 Turbo RS '83, Nissan Skyline KGPC10 Hard Top 2000GT-R '70, Nissan Skyline Sedán 300GT '01, Nissan Skyline Sedán 350GT-8 '02, Nissan Skyline BLRA-3 Sport Coupé '62.

- Gran Turismo 5 (2010): Nissan Skyline S50D-1 1500Deluxe’63N Nissan Skyline S54A 2000GT-B ’67, Nissan Skyline KGPC110 2000GT-R ’73, Nissan Skyline Coupé 350GT ’03, Nissan Skyline Coupé 370GT Type SP ’07, Nissan Skyline R32 GT-R ’89, Nissan Skyline R32 GT-R ’91, Nissan Skyline R33 GT-R ’95, Nissan Skyline R33 GT-R ’96, Nissan Skyline R33 GT-R ’97, Nissan Skyline R34 GT-R ’99, Nissan Skyline R34 GT-R ’00, Nissan Skyline R34 GT-R M-spec ’01, Nissan Skyline R34 GT-R M-spec Nür ’02, Nissan Skyline R32 GT-R N1 ’91, Nissan Skyline R33 GT-R N1’95, Nissan Skyline R34 GT-R Special Color Midnight Purple II ’99, Nissan Skyline R34 GT-R Special Color Midnight Purple III ’00, Nissan Skyline R32 GT-R V-spec ’93, Nissan Skyline R33 GT-R V-spec ’95, Nissan Skyline R33 GT-R V-spec ’96, Nissan Skyline R33 GT-R V-spec’97, Nissan Skyline R34 GT-R V-spec ’99, Nissan Skyline R32 GT-R V・spec II ’94, Nissan Skyline R34 GT-R V-spec II ’00, Nissan Skyline R34 GT-R V・spec II N1 ’00, Nissan Skyline R34 GT-R V-spec II Nür ’02, Nissan Skyline R33 GT-R V-spec LM Limited ’96, Nissan Skyline R32 GT-R V-spec N1 ’93, Nissan Skyline R34 GT-R V-spec N1 ’99, Nissan Skyline R32 GTS25 Type S ’91, Nissan Skyline R31 GTS-R ’87, Nissan Skyline R32 GTS-t Type M ’89, Nissan Skyline R32 GTS-t Type M ’91, Nissan Skyline R30 Hard Top 2000 RS-X Turbo C ’84, Nissan Skyline R30 Hard Top 2000 Turbo RS ’83, Nissan Skyline KGPC10 Hard Top 2000GT-R ’70, Nissan Skyline Sedán 300GT ’01, Nissan Skyline Sedán 350GT Type SP ’06, Nissan Skyline Sedán 350GT-8 ’02, Nissan Skyline Sport Coupé BLRA-3 ’62.

- Gran Turismo 6 (2013):

Nissan Skyline ST0D-1 1500Deluxe ’63, Nissan Skyline S54B 2000GT-B ’67, Nissan Skyline KGPC110 2000GT-R ’73, Nissan Skyline Coupé 350GT ’03, Nissan Skyline Coupé 370GT Type SP ’07, Nissan Skyline R32 GT-R ’89, Nissan Skyline R32 GT-R ’91, Nissan Skyline R33 GT-R ’95, Nissan Skyline R33 GT-R ’96, Nissan Skyline R33 GT-R ’97, Nissan Skyline R34 GT-R ’99, Nissan Skyline R34 GT-R ’00, Nissan Skyline R34 GT-R M-spec ’01, Nissan Skyline R34 GT-R M-spec Nür ’02, Nissan Skyline R32 GT-R N1 ’91, Nissan Skyline R33 GT-R N1 ’95, Nissan Skyline R32 GT-R Touring Car, Nissan Skyline R33 GT-R Touring Car, Nissan Skyline R34 GT-R Touring Car, Nissan Skyline R34 GT-R Special Color Midnight Purple II ’99, Nissan Skyline R34 GT-R Special Color Midnight Purple III ’00, Nissan Skyline R32 GT-R V-spec ’93, Nissan Skyline R33 GT-R V- spec ’97, Nissan Skyline R33 GT-R V-spec ’95, Nissan Skyline R33 GT-R V-spec ’96, Nissan Skyline R34 GT-R V-spec ’99, Nissan Skyline R32 GT-R V-spec II ’94, Nissan Skyline R34 GT-R V・spec II ’00
Nissan Skyline R34 GT-R V-spec II N1 ’00
Nissan Skyline R34 GT-R V-spec II Nür ’02, Nissan Skyline R33 GT-R V-spec LM Limited ’96, Nissan Skyline GT-R R32 V-spec N1 ’93, Nissan Skyline R34 GT-R V-spec N1 ’99, Nissan Skyline R32 GTS25 Type S ’91, Nissan Skyline R31 GTS-R ’87, Nissan Skyline R32 GTS-t Type M ’89, Nissan Skyline R32 GTS-t Type M ’91, Nissan Skyline R30 Hard Top 2000 RS-X Turbo C ’84, Nissan Skyline R30 Hard Top 2000 Turbo RS ’83, Nissan Skyline KGPC10 Hard Top 2000GT-R ’70, Nissan Skyline Sedán 300GT ’01, Nissan Skyline Sedán 350GT Type SP ’06, Nissan Skyline Sedán 350GT-8 ’02, Nissan Skyline Sport Coupé BLRA-3 ’62
- Gran Turismo 7 (2022): Nissan Skyline KGPC10 GT-R '71, Nissan Skyline R32 GT-R V-Spec II '94, Nissan Skyline R33 GT-R V-spec '97, Nissan Skyline R34 GT-R V-spec Nur '02, Nissan Skyline R34 GT-R GT500 '99.

- Forza Motorsport (2005): 	Nissan Skyline R33 GT-R	'95, Nissan Skyline Coupé 350 GT-R	'03, Nissan Skyline R34 GT-R V-Spec II '02, Nissan Skyline R34 GT-R V-Spec II Nür '02.

- Forza Motorsport 2 (2007): Nissan Skyline R34 GT-R V-Spec II Nür '02, Nissan Skyline Coupé 350GT '03, Nissan Skyline R34 GT-R V-Spec II '02, Nissan Skyline R32 GT-R V-Spec '93

- Forza Motorsport 3 (2009): Nissan Skyline KGPC10 2000GT-RM '71, Nissan Skyline Coupé 350GT '03, Nissan Skyline R32 GT-R V-Spec '93, Nissan Skyline R33 GT-R V-Spec '97, Nissan Skyline R34 GT-R V-Spec II '02.

- Forza Motorsport 4 (2011): Nissan 	Skyline R34 GT-R V-Spec II '02, Nissan	Skyline R33 GT-R V-Spec '97, Nissan	Skyline R32 GT-R V-Spec '93, Nissan	Skyline R31 GTS-R '87, Nissan	Skyline KGPC110 H/T 2000GT-R '73, Nissan	Skyline KGPC10 2000GT-R '71.

- Forza Motorsport 5 (2013): Nissan Skyline KGPC10 2000GT-R	 '71, Nissan Skyline R32 GT-R V-Spec	'93, Nissan Skyline R33 GT-R V-Spec	'97, Nissan Skyline R34 GT-R V-Spec II	 '02.

- Forza Motorsport 6 (2015): Nissan Skyline KGPC10 2000GT-R '71, Nissan Skyline R32 GT-R V-Spec '93, Nissan Skyline R33 GT-R V-Spec '97, Nissan Skyline R34 GT-R V-Spec II '02.

- Forza Motorsport 7 (2017): Nissan Skyline R33 GT-R V-Spec II '02, Nissan Skyline R33 GT-R V-Spec '97, Nissan Skyline R32 GT-R V-Spec '93, Nissan Skyline R31 GTS-R '87, Nissan Skyline KGPC110 H/T 2000GT-R '73, Nissan Skyline KGPC10 2000GT-R '71.

- Forza Horizon (2012): Nissan Skyline 2000GT, Nissan Skyline R34 GT-R V-spec II '02.

- Forza Horizon 2 (2014): Nissan Skyline KGPC10 2000GT-R '71, Nissan R32 Skyline GT-R V-Spec '93, Nissan Skyline R34 GT-R V-Spec II '02.

- Forza Horizon 3 (2016): Nissan Skyline R33GT-R V-Spec	'97, Nissan Skyline R32 GT-R V-Spec	'93, Nissan Skyline KGPC10 2000GT-R	'71, Nissan Skyline R34 GT-R V-Spec II	'02.

- Forza Horizon 4 (2018): Nissan	Skyline R34 GT-R V-Spec II '02, Nissan	Skyline R33 GT-R V-Spec '97, Nissan	Skyline R32 GT-R V-Spec '93, Nissan	Skyline R31 GTS-R '87, Nissan	Skyline KGPC110 H/T 2000GT-R '73, Nissan	Skyline KGPC10 2000GT-R '71.

- Forza Horizon 5 (2021): Nissan Skyline R32 GT-R V-Spec '93,Nissan Skyline KGPC10 2000GT-R '71, Nissan Skyline R33 GT-R V-Spec '97, Nissan Skyline KGPC110 H/T 2000GT-R '73, Nissan Skyline R31 GTS-R '87.

- Forza Street (2019): Nissan Skyline KGPC10 2000GT-R	'71, Nissan Skyline R34 GT-R V-Spec II '02.

## Películas y series
- 2 Fast 2 Furious (2003): Nissan Skyline GT-R R34[150]
- Fast & furious 4 (2009): Nissan Skyline 350 GT
- Fast & Furious 5 (2011): Nissan Skyline GT-R KPGC10[151]
- The Fast and the Furious (2001): Nissan Skyline GT-R R33[152]
- Fast & Furious (2009): Nissan Skyline GT-R R34[153]
- The Fast and the Furious: Tokyo Drift (2006): Nissan Skyline GT-R R33[154]
- Fast & Furious 6 (2013): Nissan GT-R R35 Bensopra[155]
- Thunderbolt (1995): Nissan GTST R32[156]
- Wangan Midnight (2007): Nissan Skyline GT-R R33[157]
- Wangan Midnight (2007): Nissan Skyline GT-R R33[158]
- Street Racer (2008): Nissan Skyline GT-R R33[159]
- Shuto Kôsoku toraiaru 2 (1990): Nissan Skyline GT-R R32[160]
- Focus (película de 2015) (2015): Nissan Skyline GT-R R33[161]
- Initial D - First Stage (1998): Nissan Skyline GTR R32 de Takeshi Nakazato
- Initial D - Fourth Stage (2004): Nissan Skyline GTR R34 de Kozo Hoshino
- Initial D - Fifth Stage (2013): Nissan Skyline GTR R32 NISMO de Rin Hojo
- Baki Hanma - Primera parte, segundo capítulo (2020): Nissan Skyline GTR R34 Blanco
- Transformers: el despertar de las bestias (2023): Nissan Skyline GT-R R33

### V35
- Información de prensa del Skyline (18/6/2001)
- Página de Nissan XVL
- Sedán: 2001 a 2002, 2002 a 2003, 2004 a 2005, 2005 a 2006
- Cupé: 2004 a 2005, 2005 a 2006, 2006 a 2007

### V36/J50
- Sedán: 2006 a 2010, 2010 a 2013
- Cupé: 2007 a 2010

- Datos: Q643635
- Multimedia: Nissan Skyline / Q643635